# Imperiul Roman de Răsărit
Imperiul Roman de Răsărit, Imperiul Bizantin sau Bizanțul sunt termeni folosiți, în mod convențional, pentru a numi Imperiul Roman din Evul Mediu având capitala la Constantinopol. Denumirea oficială era Ρωμανία, Romanía sau Βασιλεία Pωμαίων (Basileía Romaíon), Imperiul Roman.
Nu există un consens în ceea ce privește data de început a perioadei bizantine. Unii o plasează în timpul domniei lui Dioclețian (284-305), datorită reformelor administrative pe care acesta le-a introdus, împărțind imperiul în pars Orientis și pars Occidentis. Alții plasează evenimentul în timpul domniei lui Teodosiu I (379-395) și a victoriei creștinismului împotriva păgânismului, sau, după moartea sa din 395, în momentul divizării Imperiului Roman în jumătățile de apus și de răsărit. Alții plasează această dată mai târziu, în 476, când ultimul împărat apusean, Romulus Augustus, a fost forțat să abdice, astfel lăsându-l pe împăratul din răsăritul elenizat ca singur împărat roman. În orice caz, schimbarea a fost graduală și, până în 330, când împăratul Constantin I și-a inaugurat noua capitală, procesul de elenizare și creștinare erau deja în curs. Cei mai mulți istorici au considerat schimbarea din timpul domniei lui Heraclius I (Heraclius a elenizat imperiul aproximativ pe la 640, prin adoptarea limbii grecești ca limbă oficială) ca punctul de ruptură cu trecutul roman al Bizanțului și obișnuiesc să numească imperiul ca „Bizantin”, în loc de „Roman de Răsărit”, după această dată. Este doar o convenție întrucât majoritatea populației din zona europeană a imperiului, cu excepția grecilor, au continuat să vorbească latina populară până la apariția limbilor populațiilor migratoare (slavi și bulgari).

## Originea denumirii „Imperiul Bizantin”
Articol principal: Nume ale grecilor

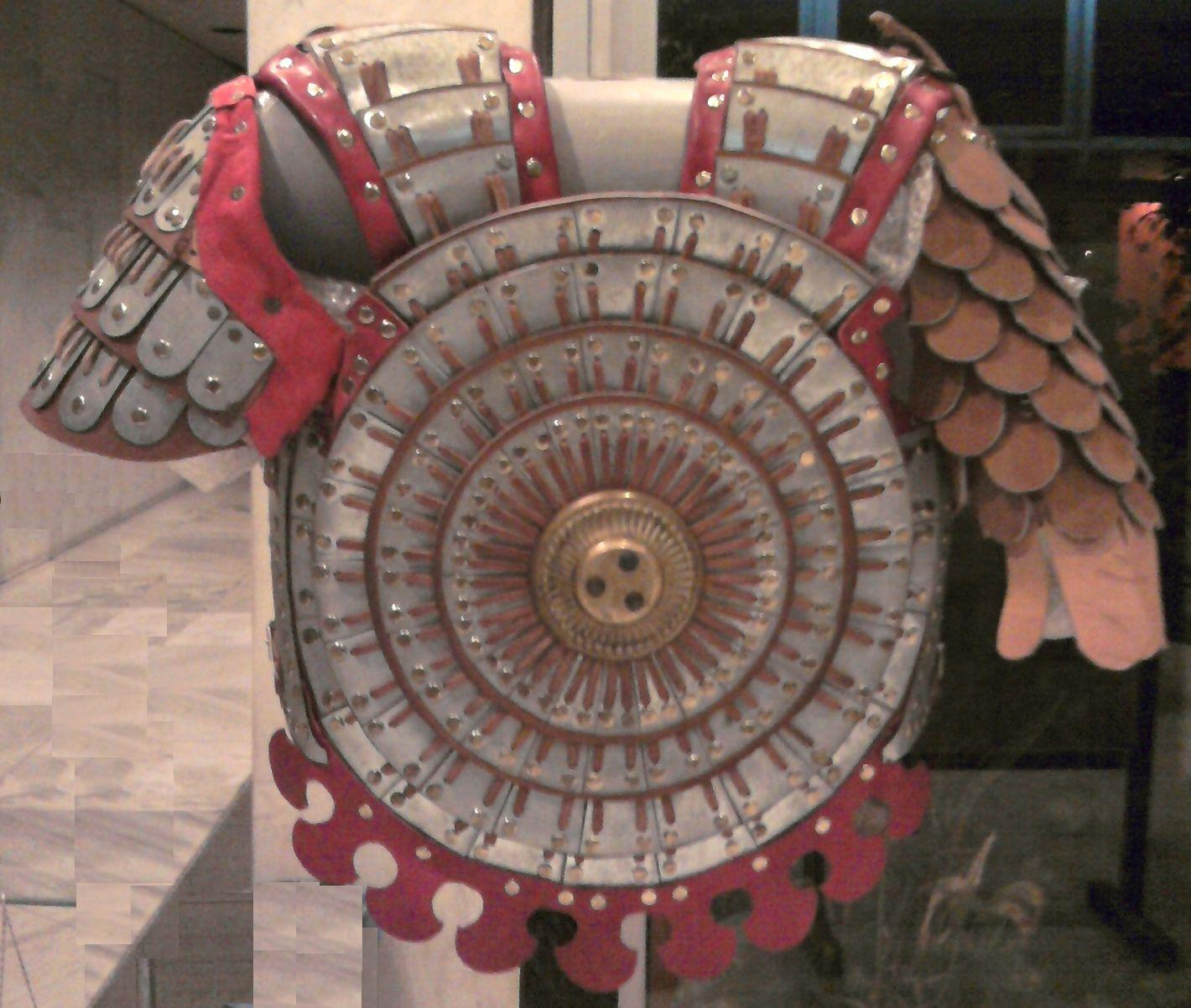
Klivanion - armură lamelată bizantină

Numele Imperiul Bizantin este un termen istoriografic modern, care era necunoscut celor care au trăit în vremurile de glorie ale imperiului (adică Imperiul Roman de Răsărit). Numele original al imperiului în limba greacă era Ρωμανία Romagna sau Βασιλεία Pωμαίων Basileía Romaíon, o traducere din limba latină a numelui Imperiului Roman, Imperium Romanorum. Termenul Imperiul Bizantin a fost inventat în 1557, la aproximativ un secol după căderea Constantinopolului, de către istoricul german Hieronymus Wolf (1516 - 1580), care a introdus un sistem de istoriografie bizantină în lucrarea sa Corpus Historiae Byzantinae, cu scopul de a deosebi istoria antică romană de istoria medievală greacă, fără a mai atrage atenția asupra predecesorilor lor antici și continuității imperiale romane (în Est). Standardizarea termenului a apărut în secolul al XVII-lea, când autorii francezi, precum Montesquieu, au început să-l popularizeze. Hieronymus a fost și el influențat de disputa apărută în secolul al IX-lea între romei, (bizantini, așa cum îi numim azi), și franci. Sub conducerea lui Charlemagne (Carol cel Mare), francii fondaseră un imperiu în vestul Europei și, având sprijinul Papei, încercau să-și legitimeze cuceririle din Italia, nerecunoscând vecinilor de la răsărit dreptul de a se numi romani. Donația lui Constantin, unul dintre cele mai faimoase documente falsificate din istorie, a avut un rol important. Din acel moment a devenit o regulă, în vest, ca împăratul din Constantinopol să nu mai fie numit Imperator Romanorum (Împărat al Romanilor), titlu care a fost rezervat împăraților franci, ci „Imperator Graecorum” (Împăratul grecilor), iar țara condusă de acesta din urmă ca „Imperium Graecorum”, „Graecia”, „Terra Graecorum” sau chiar „Imperium Constantinopolitanus”.
Aceste fapte au folosit ca precedente pentru Wolf, care a fost motivat, cel puțin parțial, să reinterpreteze istoria romană în termeni diferiți.
Mai târziu, a apărut folosirea peiorativă a cuvântului bizantin .

## Identitatea
Imperiul Bizantin (Imperiul Roman de Răsărit) poate fi definit ca un stat, inițial, roman pe un fundament multietnic și multicultural, treptat elenizat, care s-a dezvoltat, ulterior, ca un imperiu creștin, elenistic și și-a încheiat istoria ca un stat grec-ortodox. Unii autori, îndeosebi greci (Nikolaos Svoronos, de exemplu), dar nu numai (Charles Diehl, Petre Năsturel, George Ostrogorski...), analizează Imperiul tardiv ca o națiune elenică, aproape de înțelesul modern al acestui termen și consideră că aceasta este matca Greciei moderne, lucru lesne de înțeles știind că după 1186, imperiul nu mai controla efectiv decât teritorii populate majoritar de etnici greci, anume cu precădere coastele Anatoliei, actuala parte europeană a Turciei și actuala Grecie.
În secolele care au urmat cuceririlor arabe și lombarde din secolul al VII-lea, natura multietnică a imperiului (dar nu multinațională în sensul actual al cuvântului) a rămas prezentă, în timp ce regiunile lui litorale și orașele din Balcani și din Asia Mică aveau o populație preponderent elenizată. Minoritățile etnice, importante din punct de vedere numeric, erau uneori de altă religie (bogomili în Balcani, monofiziți în Orient) și trăiau, în special, în apropierea frontierelor, armenii fiind cei mai importanți printre aceste minorități. În Balcani, o numeroasă populație de traci romanizați, menționată de Theofilact din Simocatta în secolul al VI-lea constituie, după analiza istoricilor români (mai ales Theodor Capidan, A. D. Xenopol și Nicolae Iorga), simetricul meridional al populației de Daci romanizați din nordul fluviului. Tot în Balcani, o altă populație, Slavii s-au adăugat (la sud de Dunăre) începând cu secolul al VI-lea, în parte dominate de Avari, sau de proto-Bulgari (popoare, inițial, turcofone), începând cu secolul al VIII-lea. În sfârșit, mai mulți istorici precum Eqrem Çabej, Eric Hamp sau Walter Porzig au emis ipoteza că strămoșii Albanezilor se trag nu, cum s-a crezut, din Iliri (aceștia fiind strămoșii Dalmaților romanizați, azi dispăruți), ci din Carpi, Daci liberi izgoniți de Goți în secolul al IV-lea spre Balcani.
Bizantinii se numeau pe ei înșiși Ρωμαίοι – Romaioi sau Romei, prin care se deosebeau de vechii Έλληνες - Elini, care, în înțelesul lor, însemna „greci antici păgâni”. Istorici precum Hélène Ahrweiler au evocat de o formă de „conștiință națională”, ca cetățeni ai „Ρωμανία” („Romania”, așa cum se numea oficial Imperiul Bizantin), sau mai bine spus o mândrie de a fi cetățeni ai Imperiului, împărtășită mai ales de intelectualii și de militarii elenizați de la orașe și din zonele frontaliere, fiindcă, în provincie, răscoalele, uneori pe bază etnică (de exemplu, răscoala „Vlahilor” Asan, Deleanu și Caloian, în Balcani (1181), încheiată în 1186 prin independența statului numit atunci Regnum Bulgarorum et Valachorum, pe care istoricii moderni îl numesc „Țaratul Vlaho-Bulgar” sau „Al doilea Imperiu Bulgar”) arată că nu toate populațiile erau credincioase puterii bizantine (mai ales în perioadele de împovărare a dărilor și taxelor). Acestă mândrie, mai ales elenică, este reflectată în literatură sau în cântecele acritice, unde „ακρίτες–akrites”, cetățenii-soldați ai zonelor mărginașe, de graniță sunt slăviți pentru luptele de apărare a țării împotriva cotropitorilor, unul dintre cele mai faimoase astfel de cântece fiind poemul epic Digenis Acritas.
Desființarea oficială a statului bizantin în secolul al XV-lea nu a însemnat și dispariția societății bizantine. Sub stăpânirea otomană, ortodocșii, îndeosebi grecii, au continuat să se definească ca Ρωμαίοι (Romaioi, în turcește, Rum), apoi treptat, odată cu dezvoltarea naționalismelor moderne și cu regăsirea istoriei antice, grecii și-au reînsușit denumirea de Έλληνες (Elines, în turcește, Yunan), în timp ce Ρωμαίοι (Rum) rămâne folosit mai mult ca denumire a credincioșilor ortodocși în general.

### Împărații

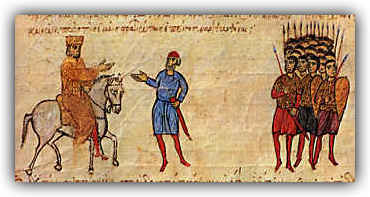
Scenă din viața lui Vasile I, cel care din condiții umile a reușit să ajungă împărat

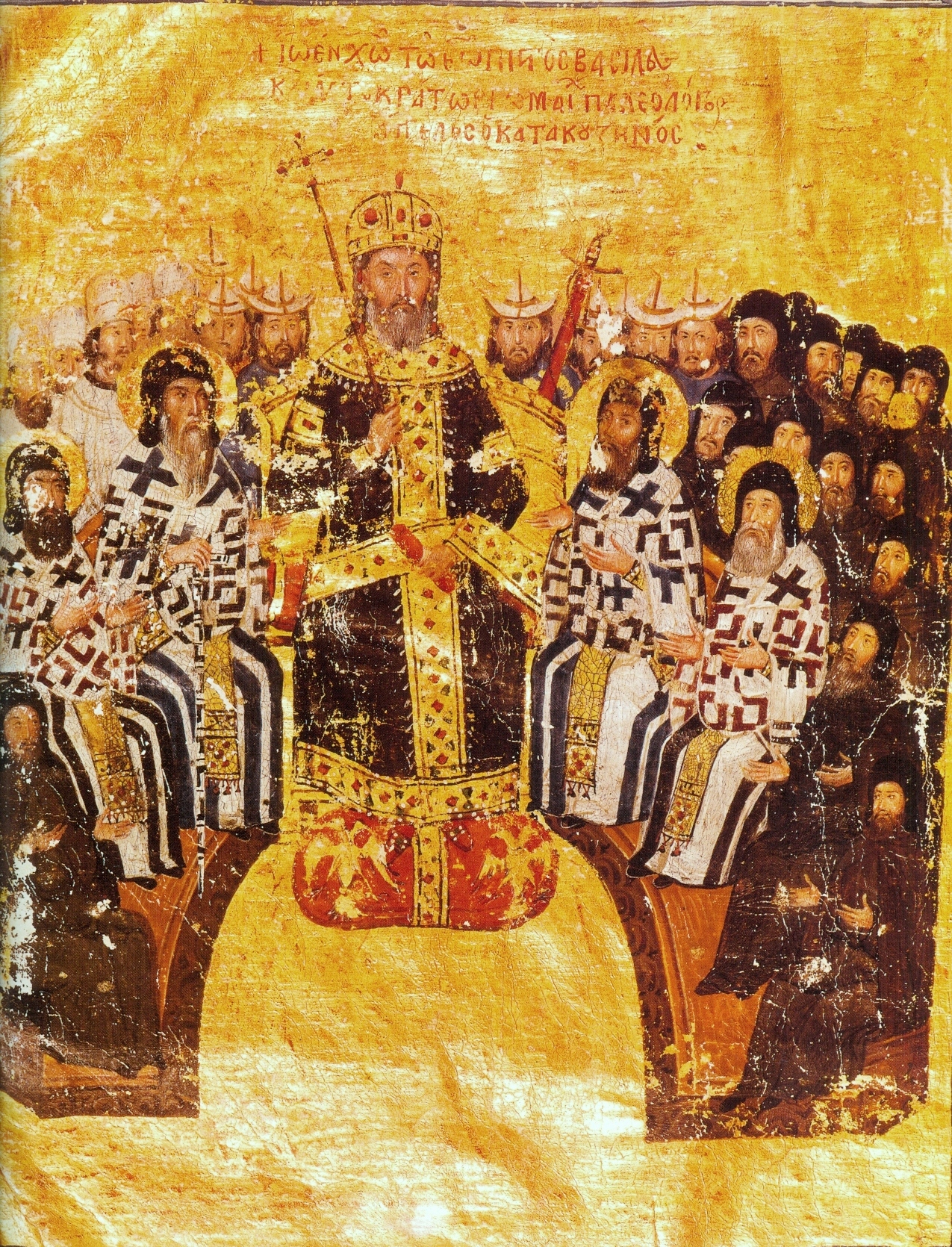
Împăratul Ioan al VI-lea Cantacuzino, îmbrăcat în costum de ceremonie și prezidând peste un sinod

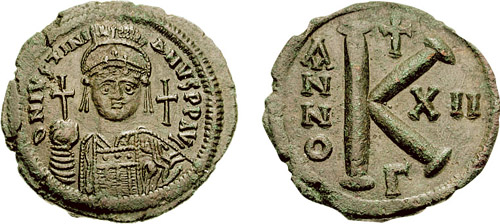
Monedă de bronz (jumătate de follis, 11,19 grame) emisă de Iustinian I (527-565), în anul 538 sau 539, atelierul monetar din Constantinopol;
- avers: D N IVSTINIANVS P P AVG, bustul împăratului, din față, cu platoșă, cu diademă pe cap; în mâna dreaptă, împăratul ține un globus cruciger; în partea stângă a capului este gravată o cruce, de aceleași dimensiuni cu cea aflată pe globus cruciger;
- revers: în centru: litera K mare, deasupra o cruce; în stânga literei K, vertical: ANNO, în dreapta: XII; dedesubt, litera grecească Γ (gamma).

## Economie și societate

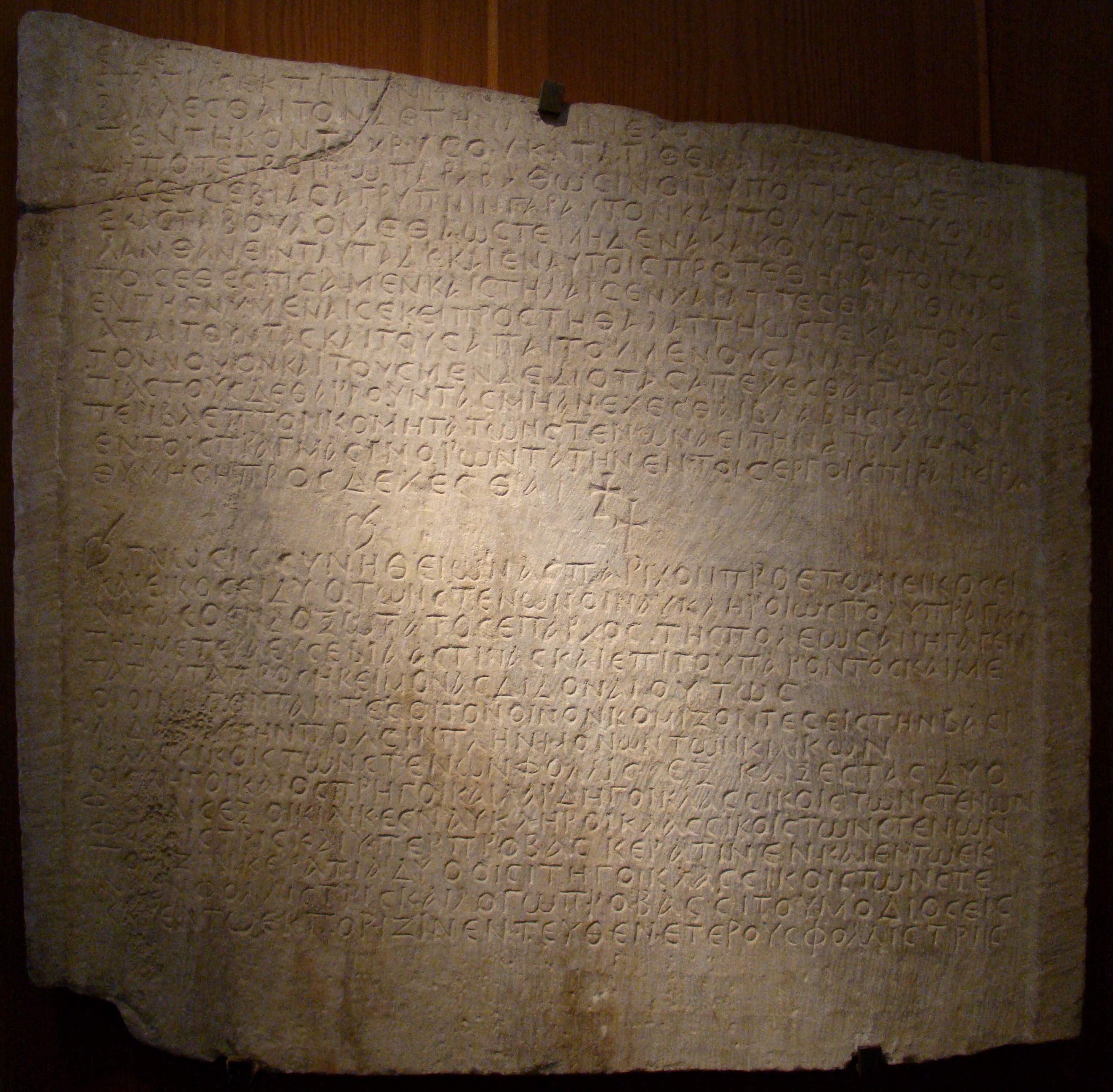
Legile lui Anastasie

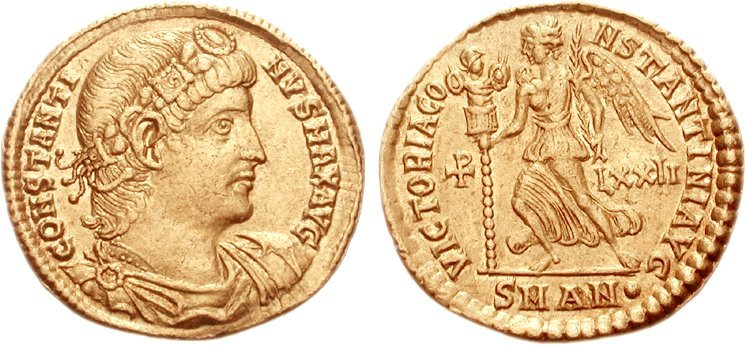
Solidus

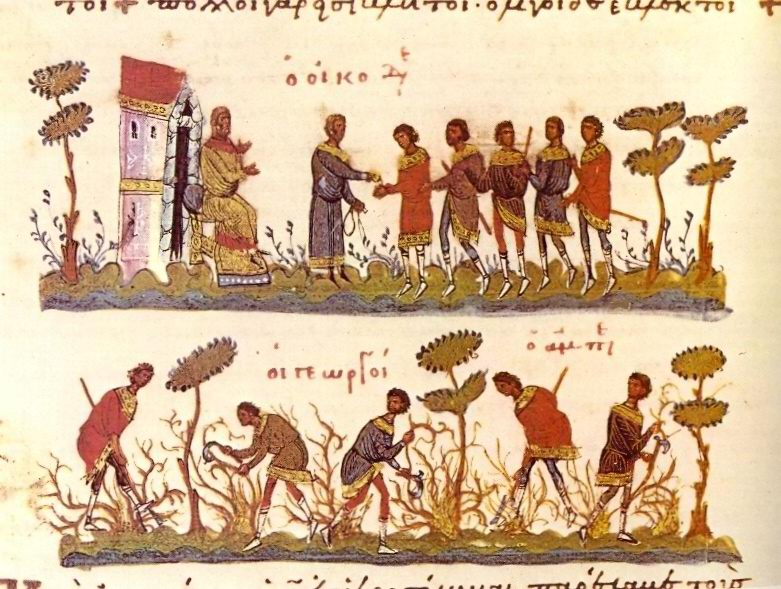
Agricultura

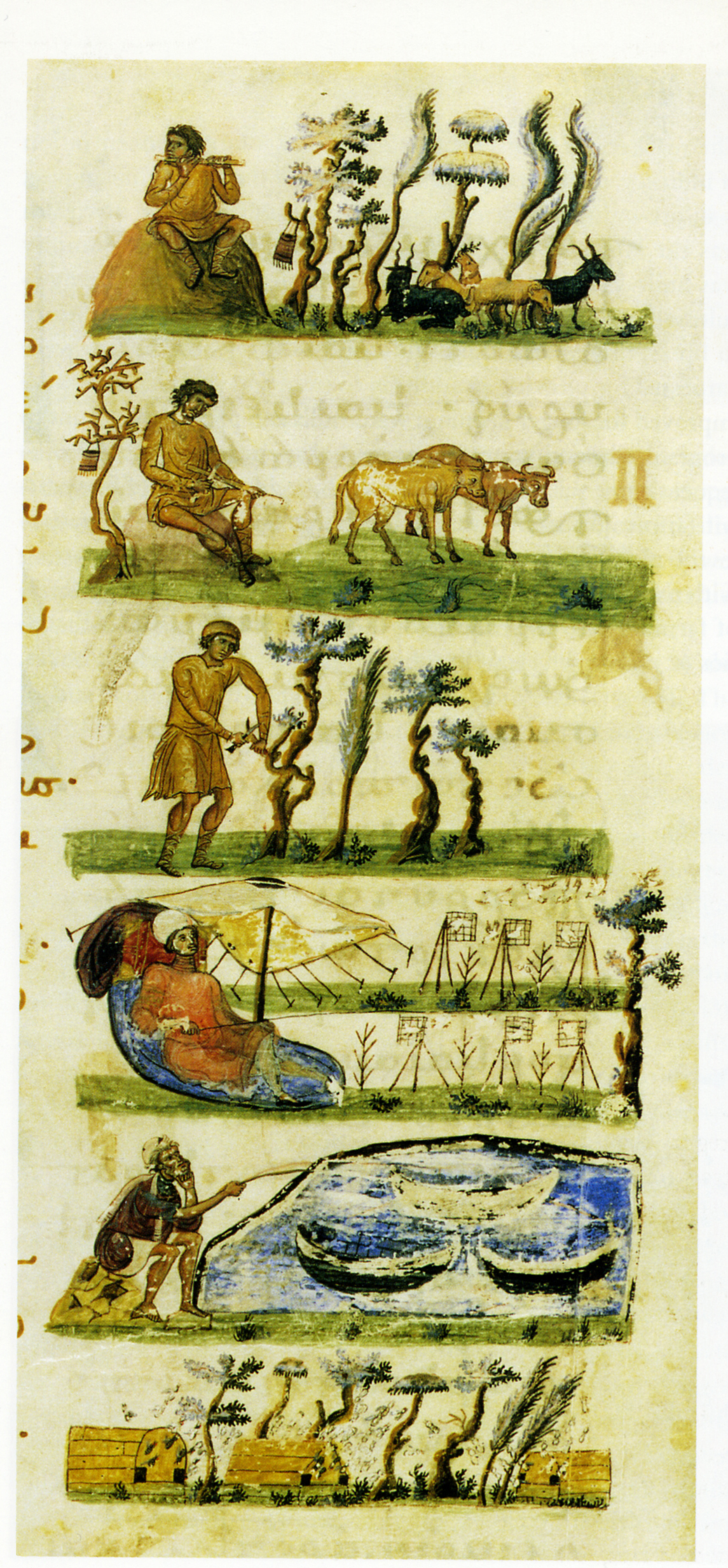
Activități rudimentare

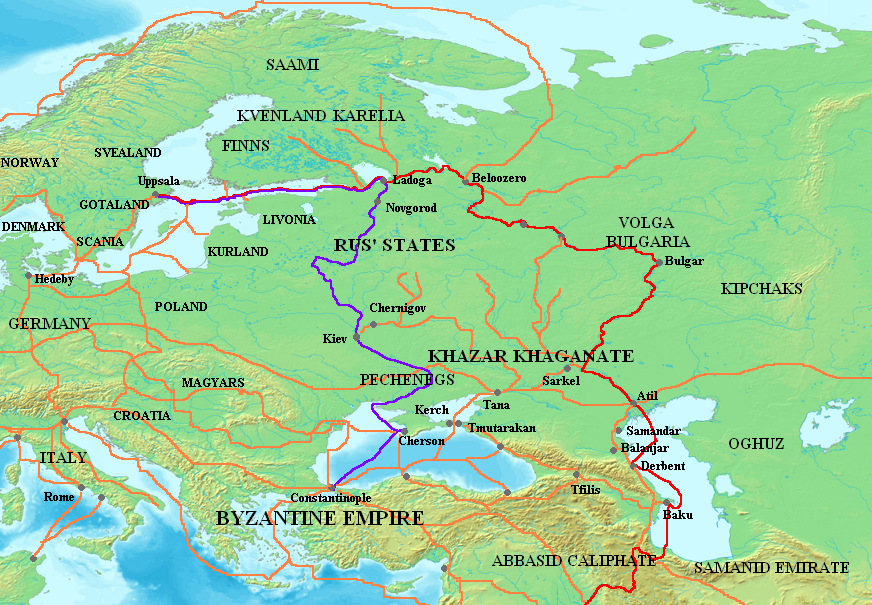
Rute varege

## Dimensiunea geografică și demografică a statului bizantin

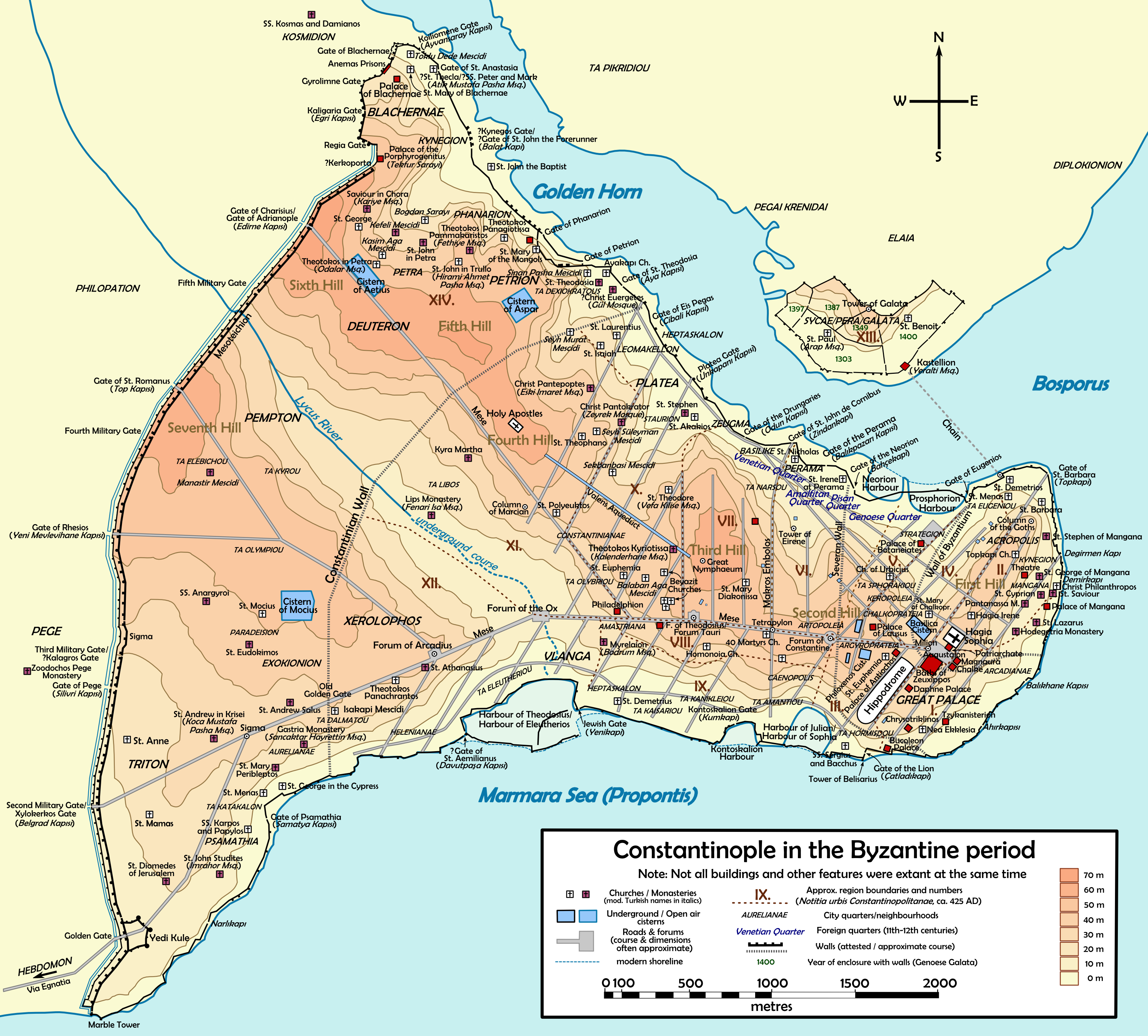
Constantinopolul

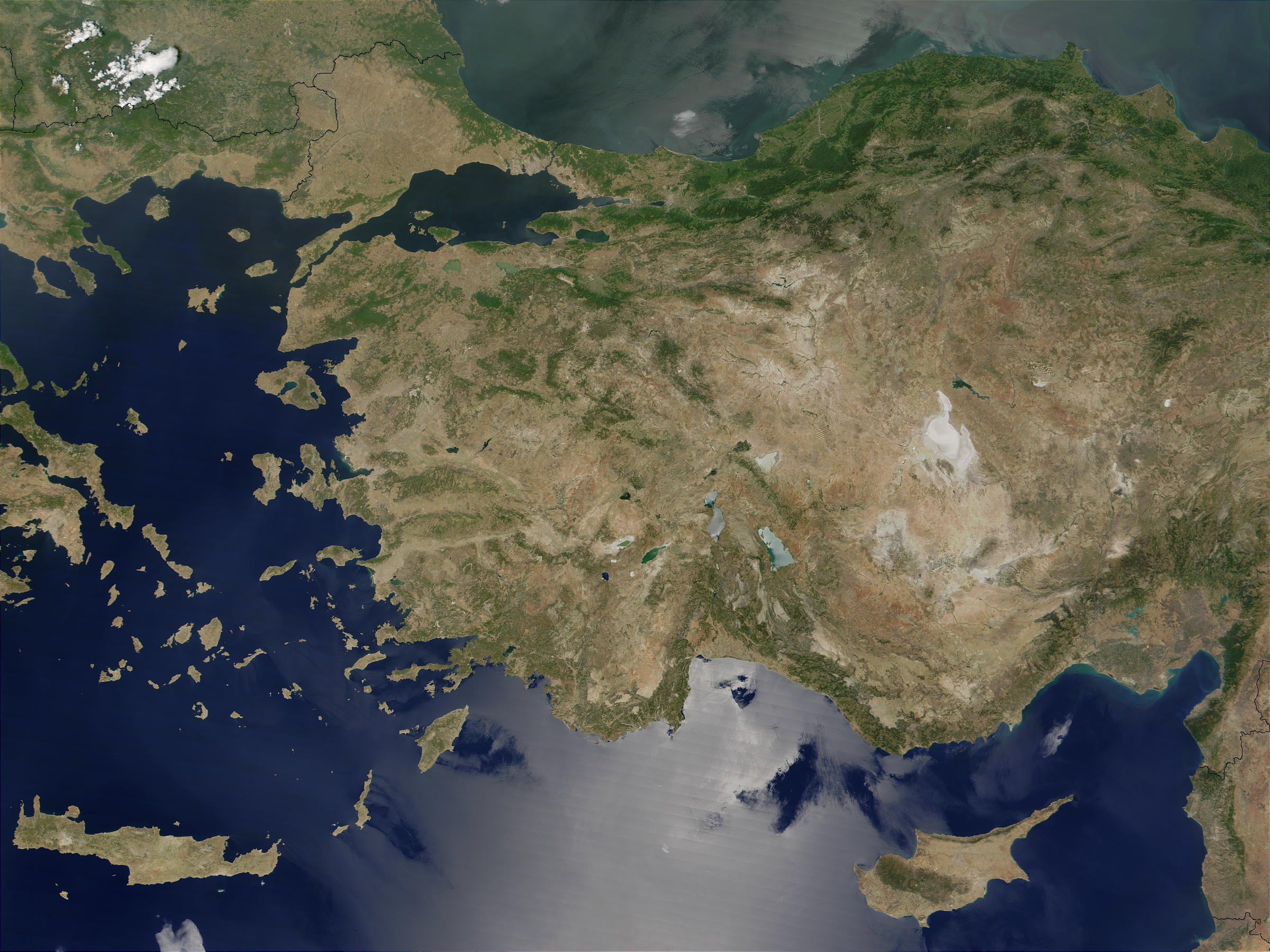
Hartă-satelit

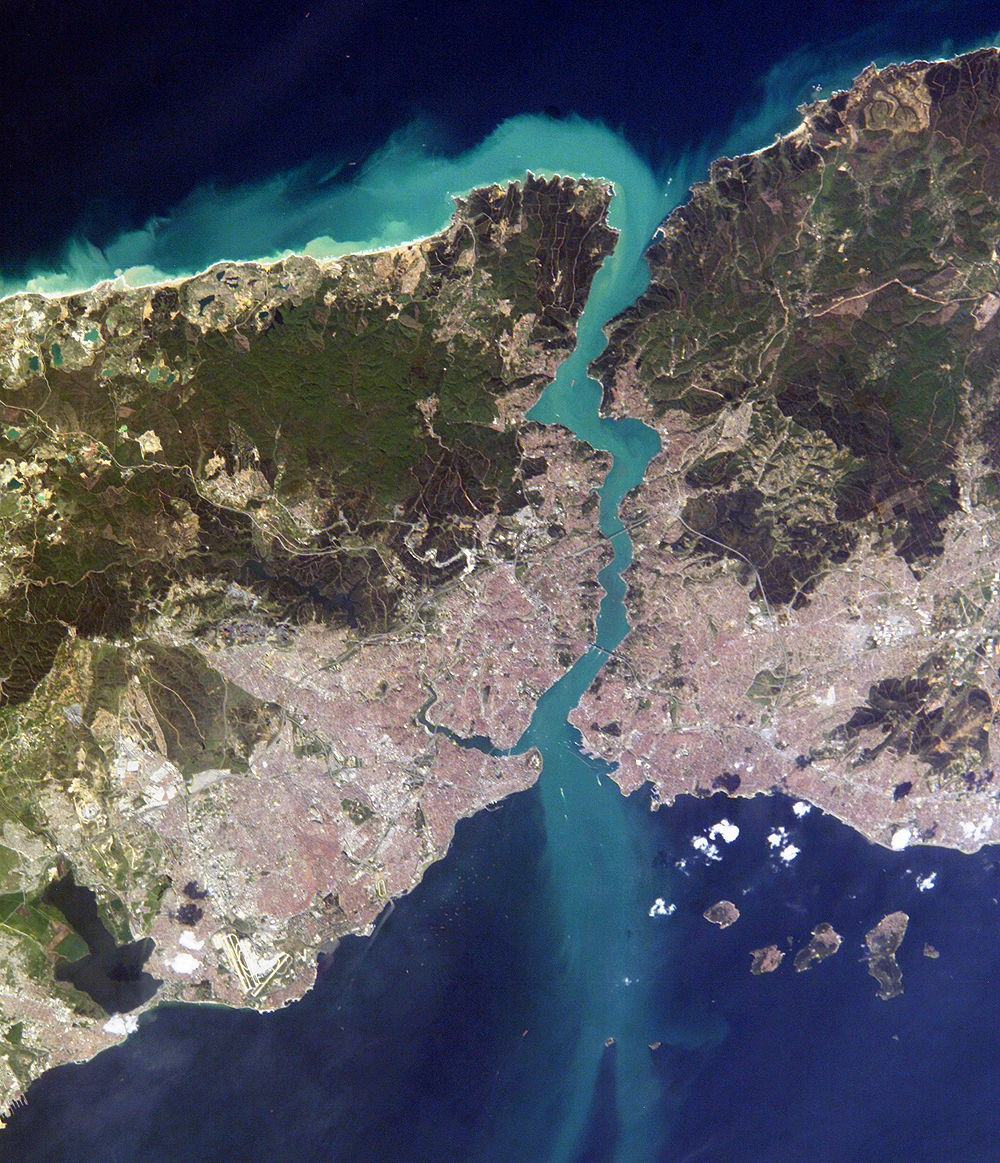
Istanbulul și Bosforul

De-a lungul secolelor, frontierele statului bizantin au cunoscut numeroase modificări, fiind un imperiu continental care între secolele IV-VI se întindea pe trei continente: Europa, Asia și nordul Africii. După pierderea Egiptului, se întindea doar în Europa și Asia. Imperiul Bizantin a fost o thalassocrație, o putere maritimă. Bizantinii au deținut un control asupra intrării în bazinul pontic. Controlau Marea Marmara, Marea Egee și Marea Mediterană până în secolul al VI-lea. 
Chiar Constantinopolul se afla la intersecția a două mari drumuri comerciale maritime: drumul vertical care unea bazinul pontic prin Marea Marmara și Marea Egee de Marea Mediterana, iar celălalt, în sudul Mării Negre. Prosperitatea Imperiului Bizantin a depins de controlul asupra drumurilor comerciale, nu numai asupra căilor maritime, ci și asupra celor terestre. 
Constantinopolul se afla la intersecția unor drumuri comerciale care uneau Asia de Europa. 
1. Vechea Via Ignatia: lega Constantinopolul de Tesalonic și mai departe, de portul Dyrrachium, și de aici, prin Marea Adriatică, se făcea legătură cu Italia
2. Drumul care lega Constantinopolul de Dobrogea, pe litoralul pontic, și de aici, în teritoriile din nordul Marii Negre
3. Diagonala Balcanilor(Drumul Țarilor de mai târziu) lega Constantinopolul de Adrianopol și ducea până în Europa Centrală
4. Drumul care lega Constantinopol de Trapezund, prin sud-estul Marii Negre, făcând legătură și cu Drumul Mătăsii.
5. Diagonala Asiei Mici care lega Constantinopolul de Niceea, Ankara și traversa Asia Mică, ajungând până la izvoarele Tigrului și Eufratului și spre Golful Persic
6. Drumul de pe litoralul mediteranean al Asiei Mici, care lega Constantinopolul de Antiohia, care făcea legătură cu Drumul Mătăsii.

Stăpânirea drumurilor respective a fost vitală pentru bizantini, fiind utilizate și pentru apărarea în față invaziilor și pentru propria expansiune, fiind în egală măsură animate de negustori, misionari, controlul asupra acestora asigurând prosperitate.
Apogeul Bizanțului a fost atins când a stăpânit toate aceste drumuri, în secolul VI și în secolul X, în timpul Dinastiei Macedonenilor. În secolul VI, Bizanțul stăpânea Peninsula Balcanică, Asia Mică, Mesopotamia superioară, Siria, Palestina și Egiptul. Acestor teritorii li s-au adăugat nordul Africii, Italia, sud-estul Peninsulei Iberice și insulele din Mediterana, în urma campaniilor de recucerire purtate de Iustinian.
Secolele VII-IX au început prin pierderea provinciilor orientale în față arabilor, și a teritoriilor din Balcani ocupate de slavi. Deși a pierdut sud-estul Peninsulei Iberice și Peninsula Italică, Imperiul a păstrat Asia Mică și Tracia, regiunile esențiale pentru apărarea Constantinopolului și câteva orașe ca Tesalonic și Atena și altele din Italia.
În timpul Dinastiei Macedonene, în secolul X, s-a trecut la recucerirea teritoriilor pierdute în timpul domniei împăratului Vasile al II-lea Macedoneanul. Bizanțul a atins iar apogeul, preluând controlul asupra drumurilor comerciale. După acest moment strălucit, începe declinul treptat, chiar dacă împărații dinastiei Comnenilor au refăcut parțial stăpânirea bizantină în secolul X. Odată cu cucerirea latină a Constantinopolului a început criza statului bizantin în privința stăpânirii teritoriale, problema accentuată în secolul XIV. Din secolul XV, stăpânirea împăraților bizantini se mai întindea doar asupra Constantinopolului și teritoriului din apropierea sa. 
În perioada de apogeu, la moartea lui Iustinian din 565, Imperiul avea o suprafață de 2 milioane de km², o populație de 20 de milioane de locuitori și o armată de 380 000 de soldați.
Un secol mai târziu, în 668, teritoriul avea o suprafață de 1 milion de km², 10 milioane de locuitori și 130 000 de soldați în armată.
Situația s-a dramatizat din secolul al VIII-lea după cuceririle succesive ale arabilor, imperiul având atunci 700 000 de km², o populație de 7 milioane de locuitori și o armată de 118 000 de soldați.
La apogeu, la moartea lui Vasile al II-lea Macedoneanul din 1025, suprafața imperiului măsura 1,2 milioane de km², avea o populație de 12 milioane de locuitori și o armată de 120 000 de soldați.
În 1350, suprafața imperiului era de 120 000 km², o populație de 2 milioane de locuitori și o armată alcătuită din 10 000 de soldați.
La 1453, s-a estimat că erau doar 7000 de soldați, trupe genoveze și o populație de 40000 de locuitori.

## Evoluția studiilor de istorie bizantină

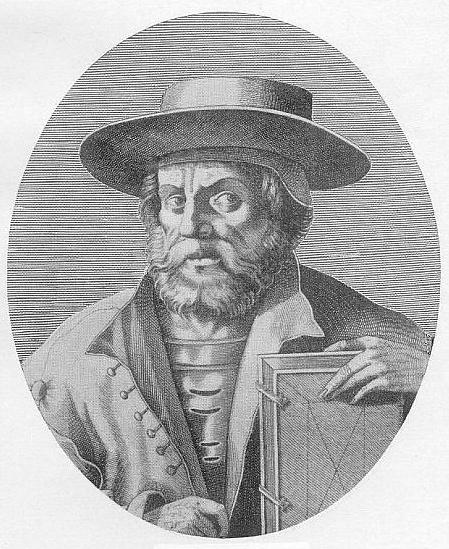
Manuel Crysoloras

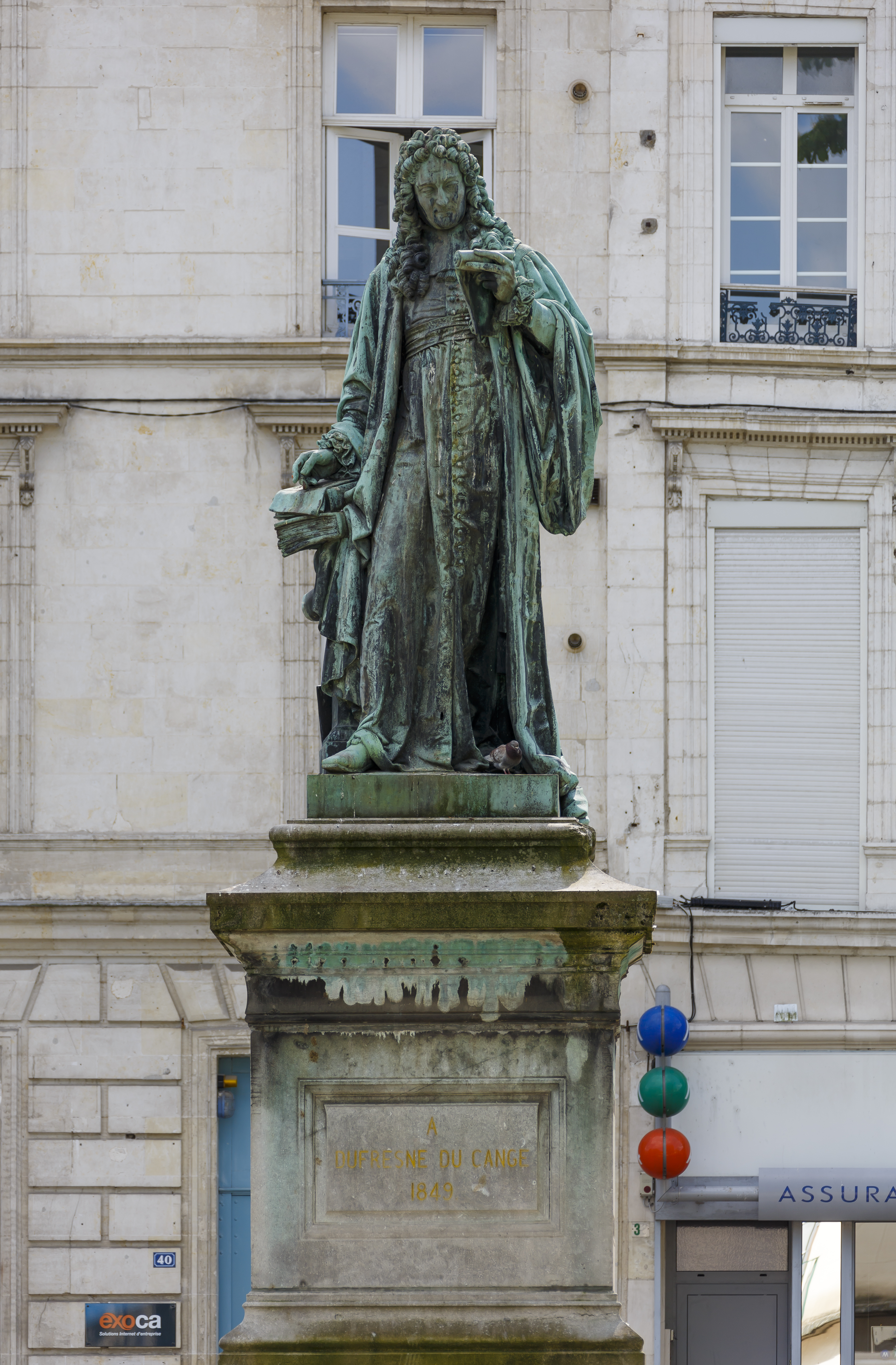
Charles du Cange

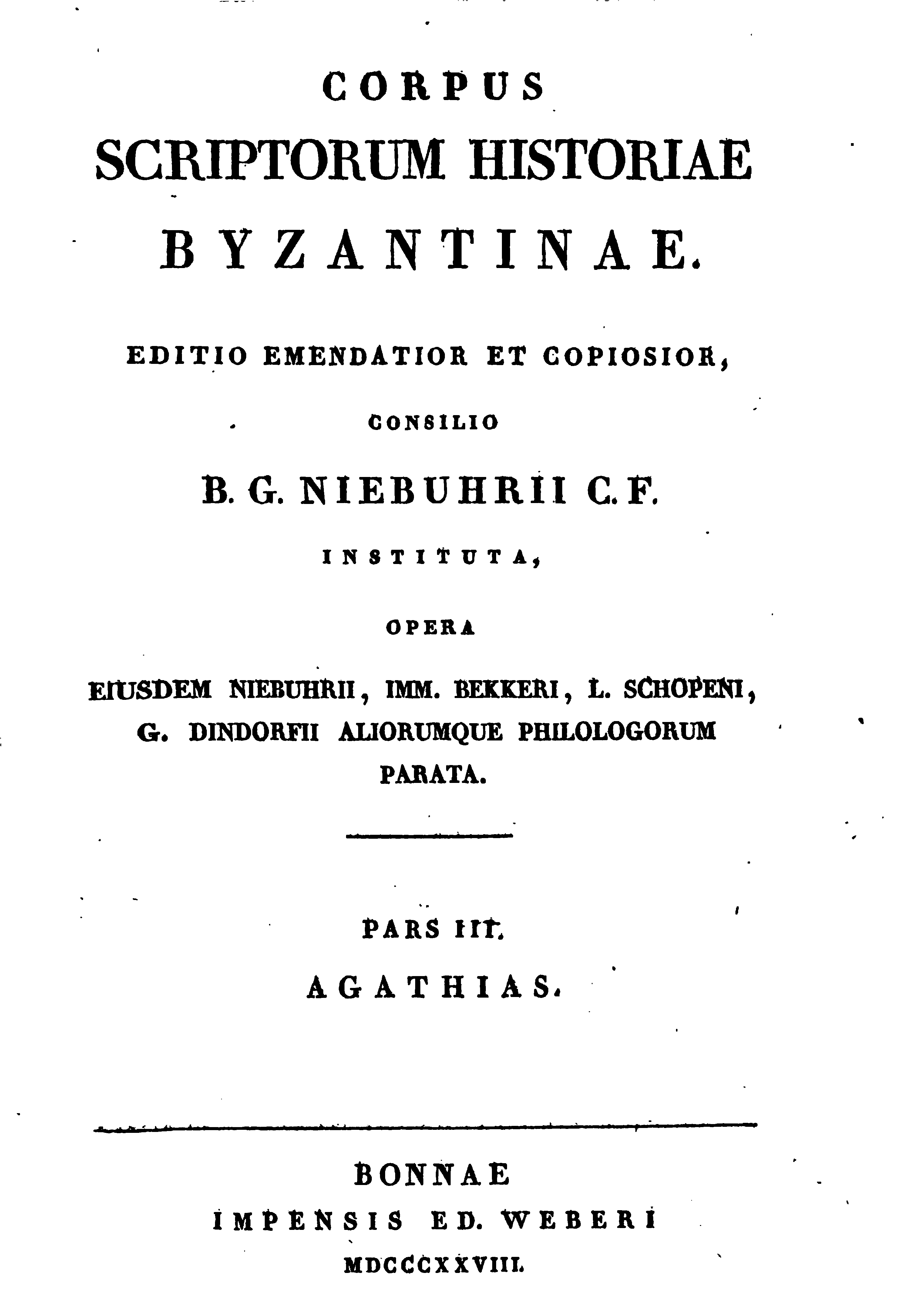
Corpusul de la Bonn

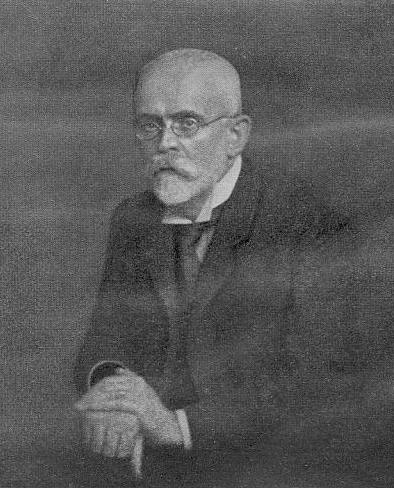
Karl Krumbacher - fondatorul primei școli de bizantologie

Interesul europenilor pentru istoria bizantină s-a manifestat în perioada Renașterii, când Veneția și Genova dominau economia bizantină în secolul al XIII-lea. Studiul istoriei bizantine a debutat simultan cu apariția Umanismului în Italia (sec. XIV-XV), Germania (sec. XVI), Franța (sec. XVII-XVIII).
În Italia, interesul s-a manifestat datorită operelor grecești clasice. Încă din secolul al XIII-lea, italienii vizitau centrele culturale bizantine de la Constantinopol, Thessalonic sau Mistra. Căutau și copiau manuscrisele grecești și predau limba greacă în universitățile din Italia, fiind create primele manuale de limba greacă. 
În 1453, Constantinopolul a fost cucerit de otomani, iar cărturarii bizantini ca Manuel Chrisoloras, Theodor Gazes sau Constantin Lascaris au fugit de pericol, găsindu-și refugiu în Italia, aducând cu ei operele clasice unde au scris primele manuale de limbă greacă. Scrierile lui Procopius din Cezareea despre campaniile lui Iustinian în Italia au fost traduse în latină. Florența, angrenată în războaie și Veneția, aflată în plin apogeu comercial, erau interesate de operele clasice. În Veneția s-au stabilit cărturari bizantini în număr mare. 
În Germania, interesul umaniștilor pentru Bizanț a început după cucerirea Ungariei și primul asediu al Vienei, sursele bizantine oferind detalii despre organizarea otomanilor. Pe fondul reformei lui Luther, sursele bizantine ofereau argumente împotriva Papalității, privind relația împărat bizantin-patriarh ca fiind mai prielnică decât supremația papală asupra tuturor monarhiilor creștine.
Pentru Franța, modelul bizantin a fost urmat și preluat de monarhii absoluți francezi, fiind constituită noua nobilime de robă, în timp ce vechea nobilime de spadă încerca să-și demonstreze prestigiul prin sursele bizantine. În 1640 a apărut prima colecție cu operele autorilor bizantini-Corpus Parisinus. În 1711 apar 40 de volume. Charles du Fresne, sieur du Cange (1610-1688) a fost considerat fondatorul bizantologiei, realizând primul dicționar al limbii grecești și publicând lucrări despre lumea bizantină ca „Imperiul de Constantinopol în timpul împăraților francezi”, Despre familiile Bizantine și „Istoria Bizantină”. A publicat primul dicționar al limbii grecești și al limbii latine medievale ce au pus bazele diplomaticii bizantine și paleografiei grecești. 
În epoca Iluminismului, în secolul al XVIII-lea, monarhia absolută și biserica erau criticate și s-a încercat astfel demolarea modelului bizantin, imaginea iluminiștilor despre Bizanț căpătând trăsături negative, considerând perioada bizantină ca una de declin a istoriei romane. Imperiul Bizantin a fost denigrat, apărând concepte de „bas empire”și „bizantinism”. 
Charles le Beau (1701 - 1778) a scris o lucrare în 27 de volume, Istoria Imperiului Târziu, iar Edward Gibbon (1737 - 1794) a scris „Istoria declinului și prăbușirii Imperiului Roman”.
Imaginea Bizanțului a fost reabilitată în etapă romantică, odată cu amploarea interesului manifestat pentru studierea evului mediu. 
Mișcarea de emancipare a grecilor a fost privită cu simpatie de occident, masacrul grecilor din insula Chios fiind condamnat. Imaginea Bizanțului s-a idealizat treptat. Au fost reeditate operele autorilor bizantini-Corpusul de la Bonn, operele fiind însoțite de traduceri în latină și de note explicative. 
Istoria bizantină a fost privită ca o parte a istoriei grecilor, fiind prezentată în culori luminoase și idealizante. George Finlay (1799 - 1875) a scris Istoria Greciei-de la cucerirea romană până în vremurile noastre. Karl Hopf (1832 - 1873) a scris O Istorie a Greciei de la începutul evului mediu până în vremurile noastre. 
Jean Sabatier a scris „Descrierea monedelor bizantine”, punând bazele numismaticii bizantine, iar G. Schumberger a pus bazele sigilografiei bizantine în 1884.
În epoca științifică-informatică, au fost înființate primele școli de bizantologie, prima fiind fondată de Karl Krumbacher (1856 - 1909). A apărut prima revistă despre bizantologie. A doua școală de bizantologie a fost înființată în Rusia de Alexander Vasilievski (1867 - 1953) în care se preda ideologia imperială bizantină și cea socială. În Franța apare cea de-a treia școală de bizantologie, fondată de Charles Diehl (1859 - 1944). Cea de-a patra școală de bizantologie apare în Anglia, fondată de John Bury care a reeditat lucrarea lui Eduard Gibbon, fiind preocupat de istoria târzie a Imperiului Bizantin de după 1204. Au apărut școli și în statele din sud-estul Europei: în Grecia, Bulgaria, Iugoslavia, România unde Nicolae Iorga a pus bazele Institutului de Studii Sud-Est-Europene și Gheorghe Brătianu care a abordat istoria socio-economică bizantină. Alte școli au apărut și în Japonia, Austria, Italia și în SUA, la Dumberton Oaks.

## Periodizare și componente
Istoria Bizanțului cuprinde patru componente: 
- Componenta romană: pe plan instituțional, militar și juridic, bizantinii se considerau „romanii” Evului Mediu. Limba latină era vorbită în cancelaria imperială și era utilizată pentru redactarea documentelor oficiale până în secolul al VI-lea, iar împărații Teodosiu și Iustinian au sistematizat justiția după modelul roman.
- Componenta greacă: 95% din lucrările bizantine erau scrise în limba greacă în secolele IV-VI. Corpusul lui Iustinian cuprindea trei părți în latină și o parte în limba greacă. Între secolele VI-XI s-a desfășurat un proces de „grecizare” a imperiului bizantin, Asia Mică fiind baza imperiului și cea mai dominată de greci dintre provinciile orientale. Până în secolul al VII-lea, limba greacă a fost limba oficială a imperiului, fiind utilizată în cultură și în redactarea documentelor oficiale.
- Componenta creștină: De la Edictul de la Milano și oficializarea religiei creștine în timpul lui Teodosiu, majoritatea populației imperiului răsăritean era de religie creștină. În secolul al VII-lea, termenul de „creștin” se confunda cu termenul de „roman”
- Componenta orientală: s-a manifestat în artă și în ceremonialul palatial între secolele IV-VI, iar din secolul al VII-lea a câștigat teren în domeniul dreptului. Între secolele VIII-IX, influență orientală a pierdut teren în urma venirii la putere a dinastiei macedonene.

Istoria bizantină se împarte, în mod tradițional, pe dinastii:
- Dinastia Constantină (306 - 363)
- Dinastia Valentiniană (364 - 379)
- Dinastia Teodosiană (379 - 457)
- Dinastia Leonidă (457 - 518)
- Dinastia Iustiniană (518 - 602)
- Dinastia Heracliană (610 - 711)
- Dinastia Isauriană (717 - 802)
- Dinastia Focidă (802 - 814)
- Dinastia Frigiană/Amoriană (820 - 867)
- Dinastia macedoneană (867 - 1056)
- Dinastia Comnenilor (1056 - 1185)
- Dinastia Anghelos (1185 - 1204)
- Imperiul de la Niceea (1204 - 1261)
- Dinastia Paleolog (1261 - 1453)

## Capitala

### Orașul bizantin în secolele IV-X

„Sfânta Sofia”

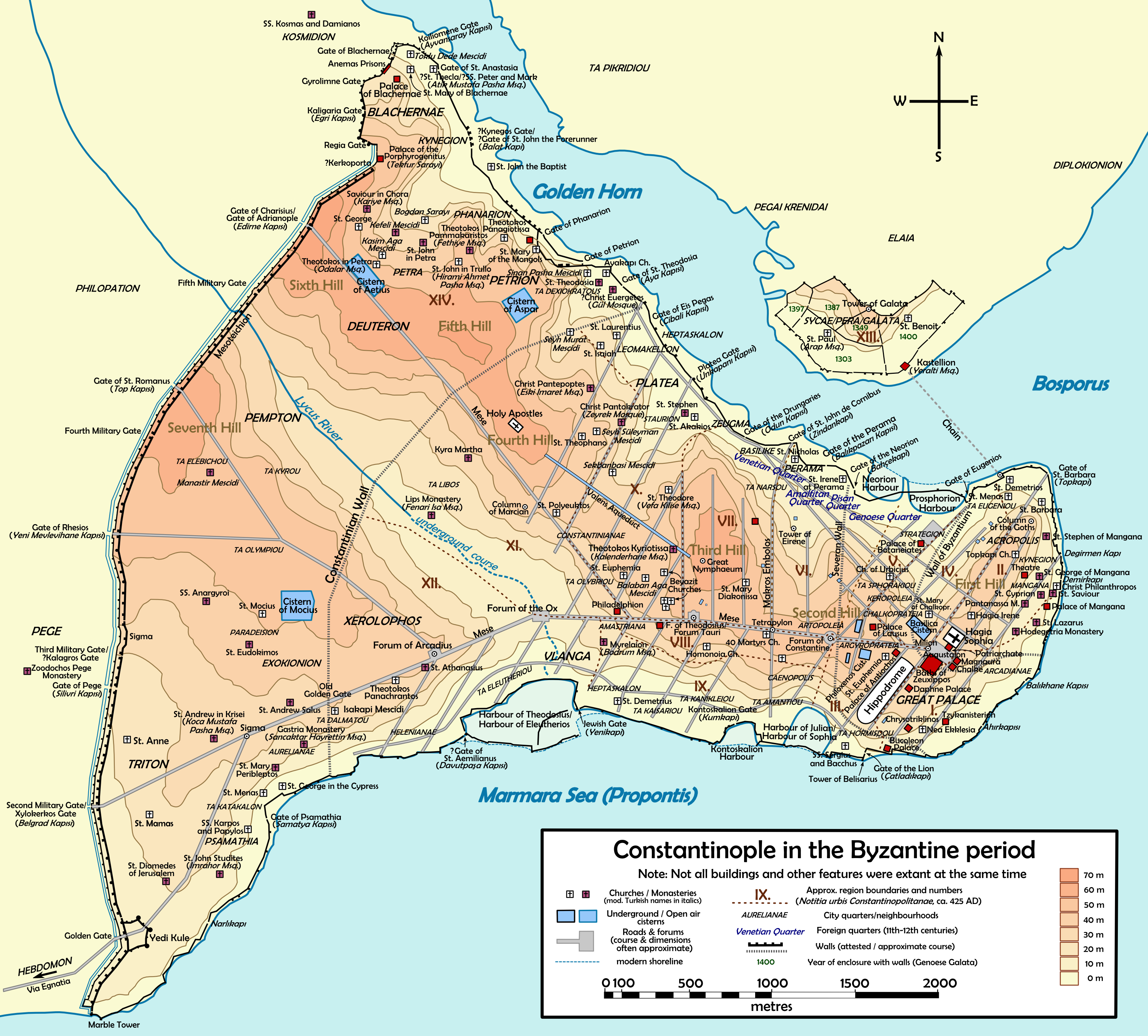
Harta orașului Constantinopol

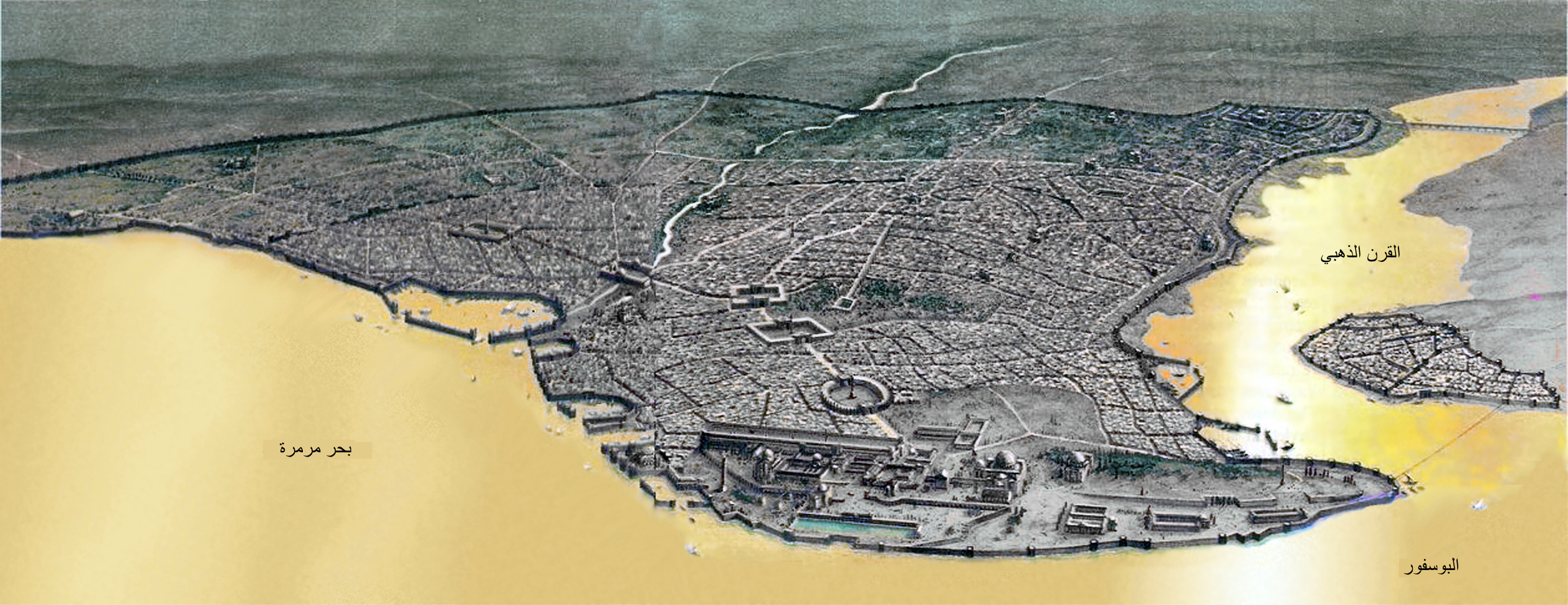
Macheta orașului

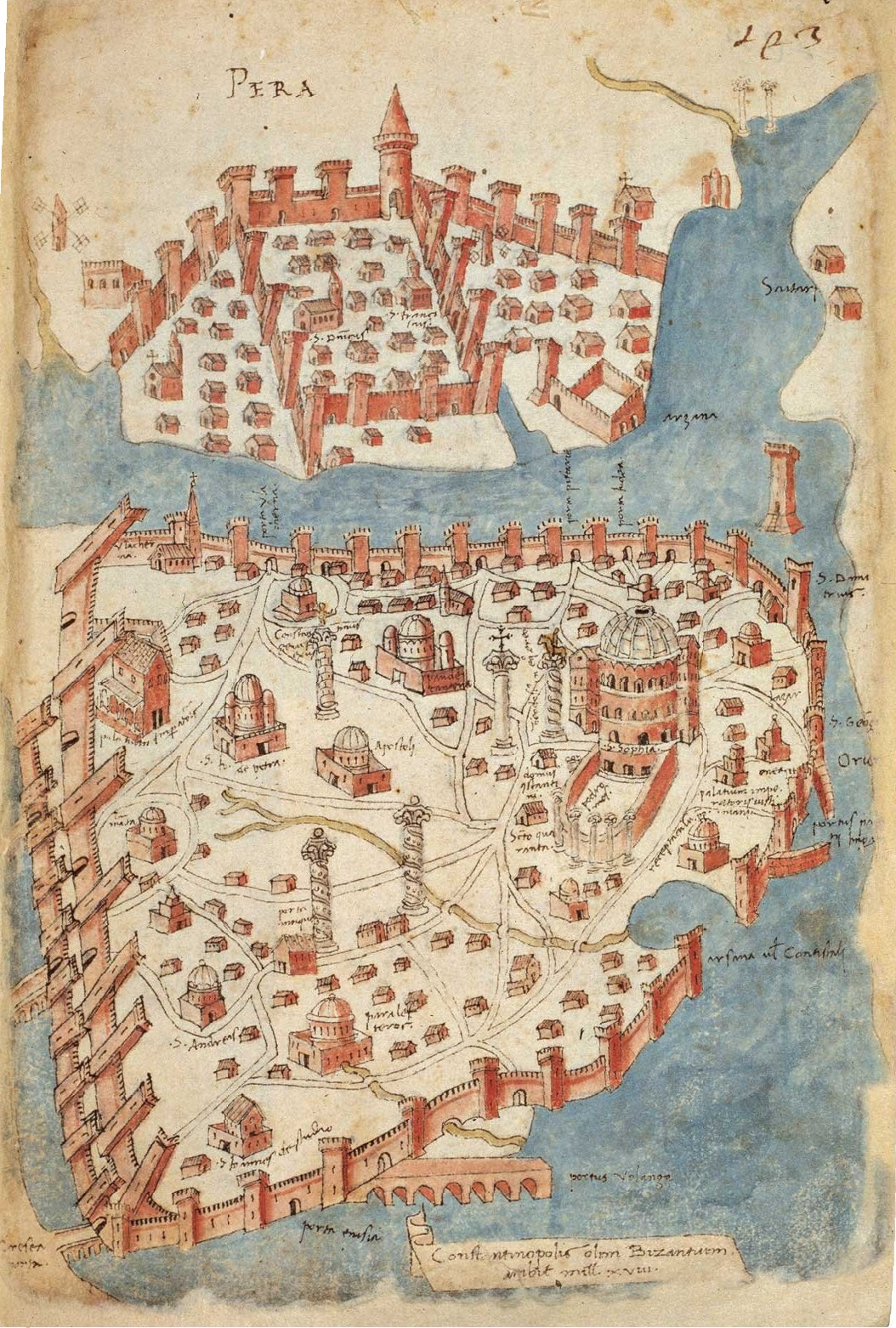
Harta Constantinopolului (1420-1430s), făcută de cartograful florentin Cristoforo Buondelmonte

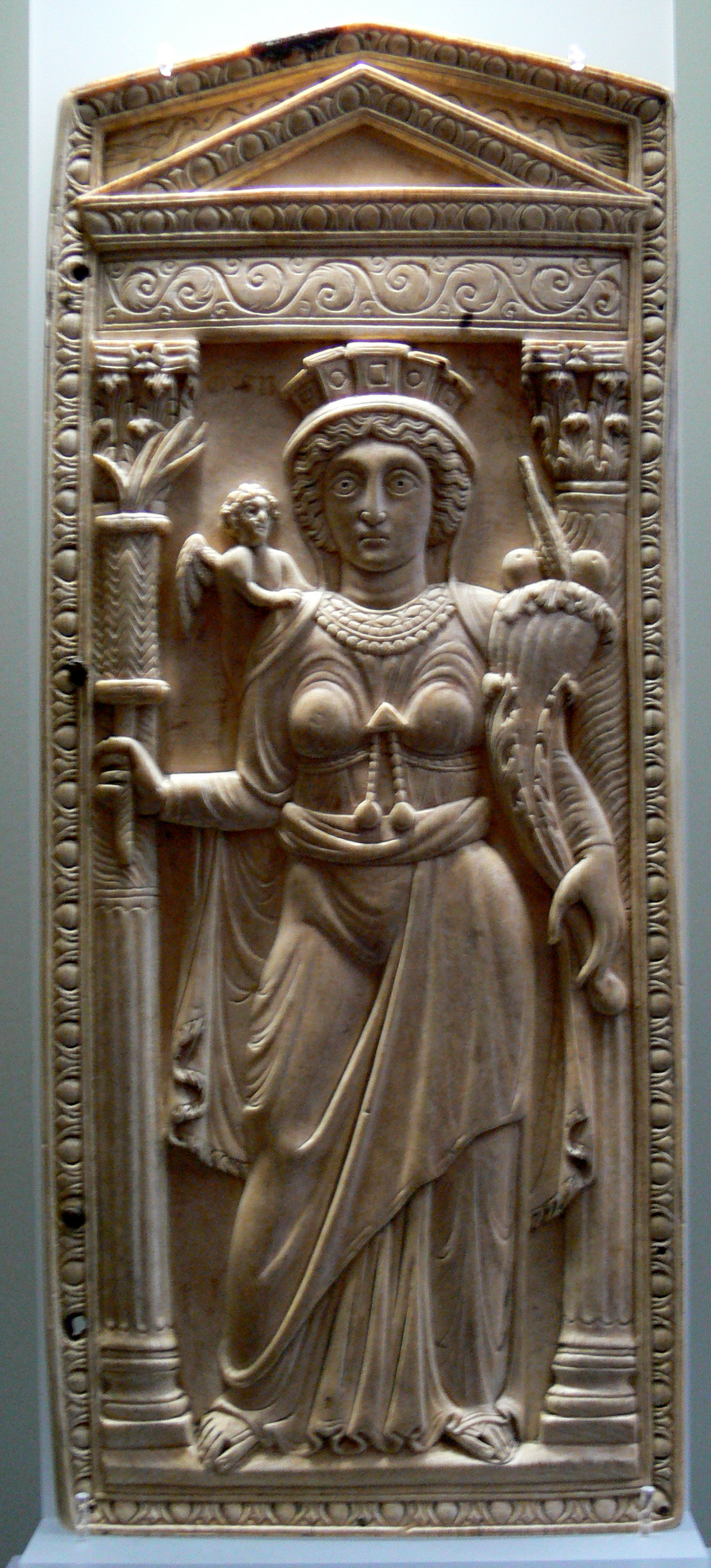
Constantinopolul personificat

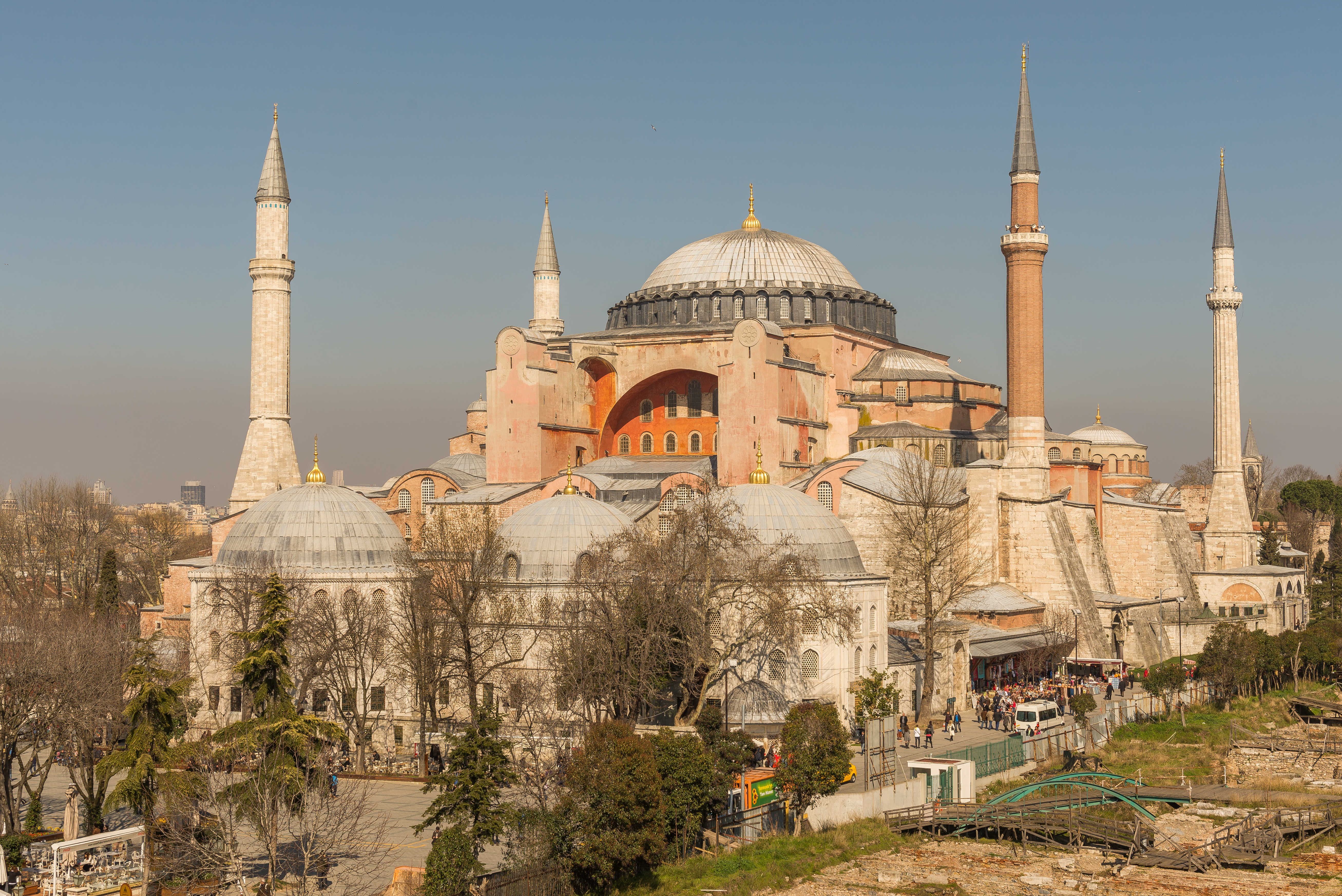
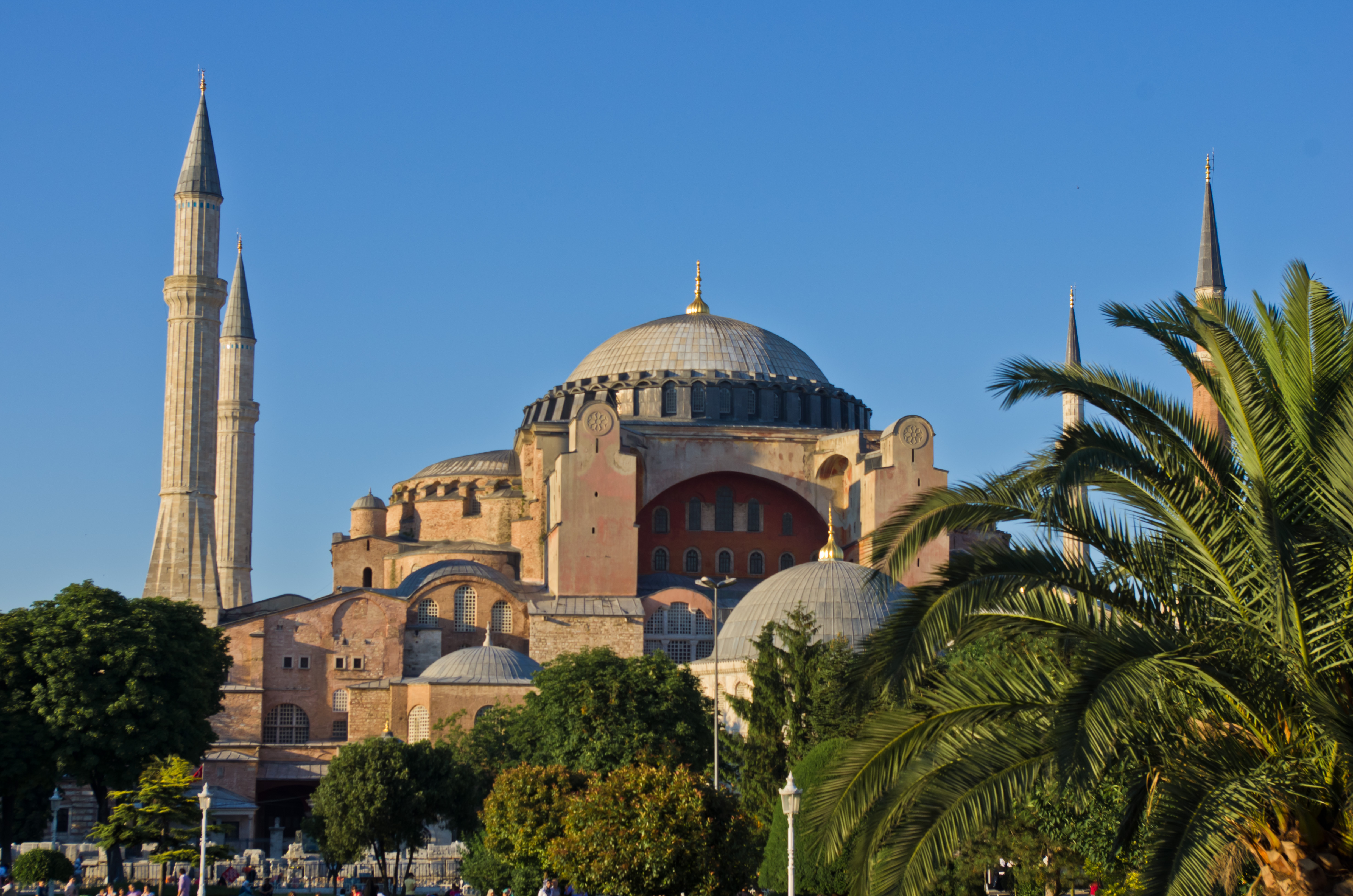
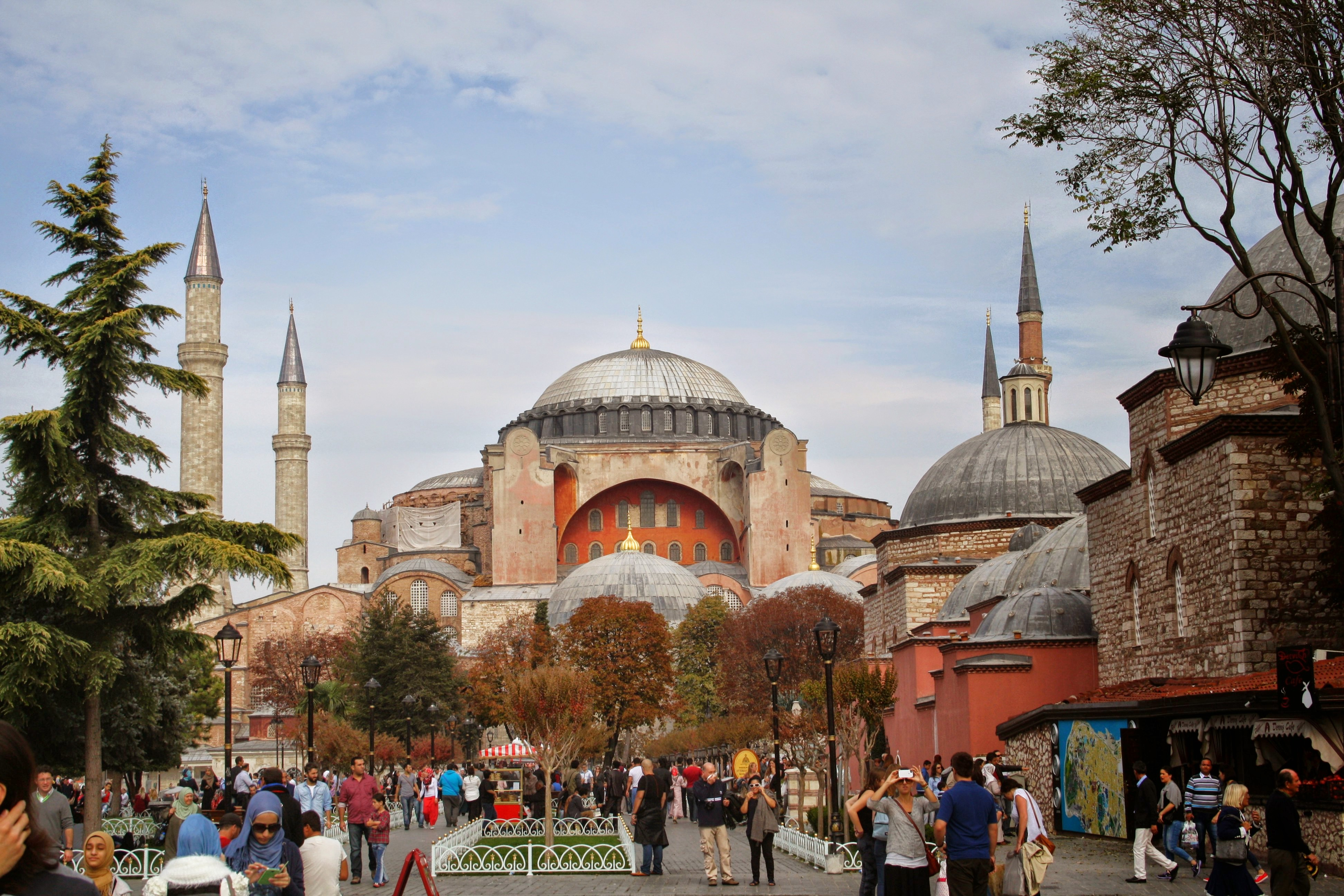
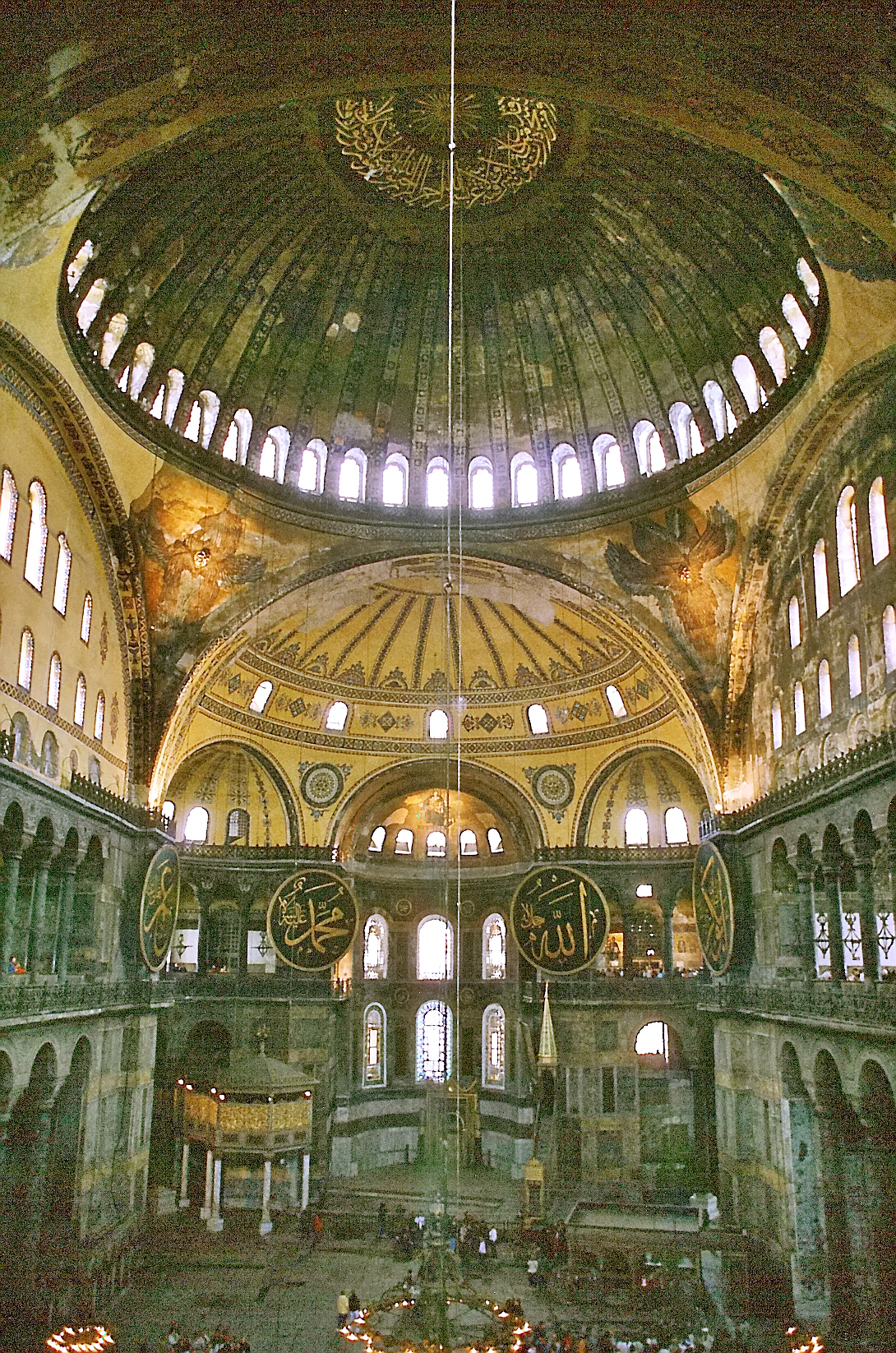
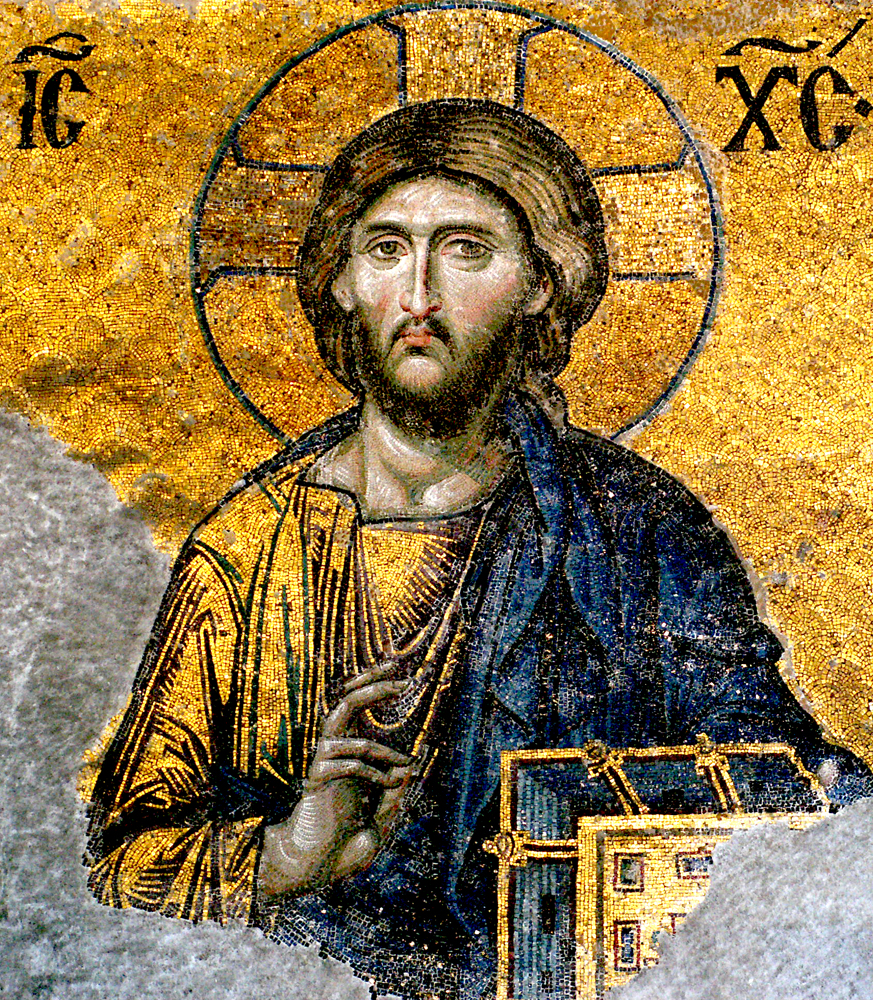
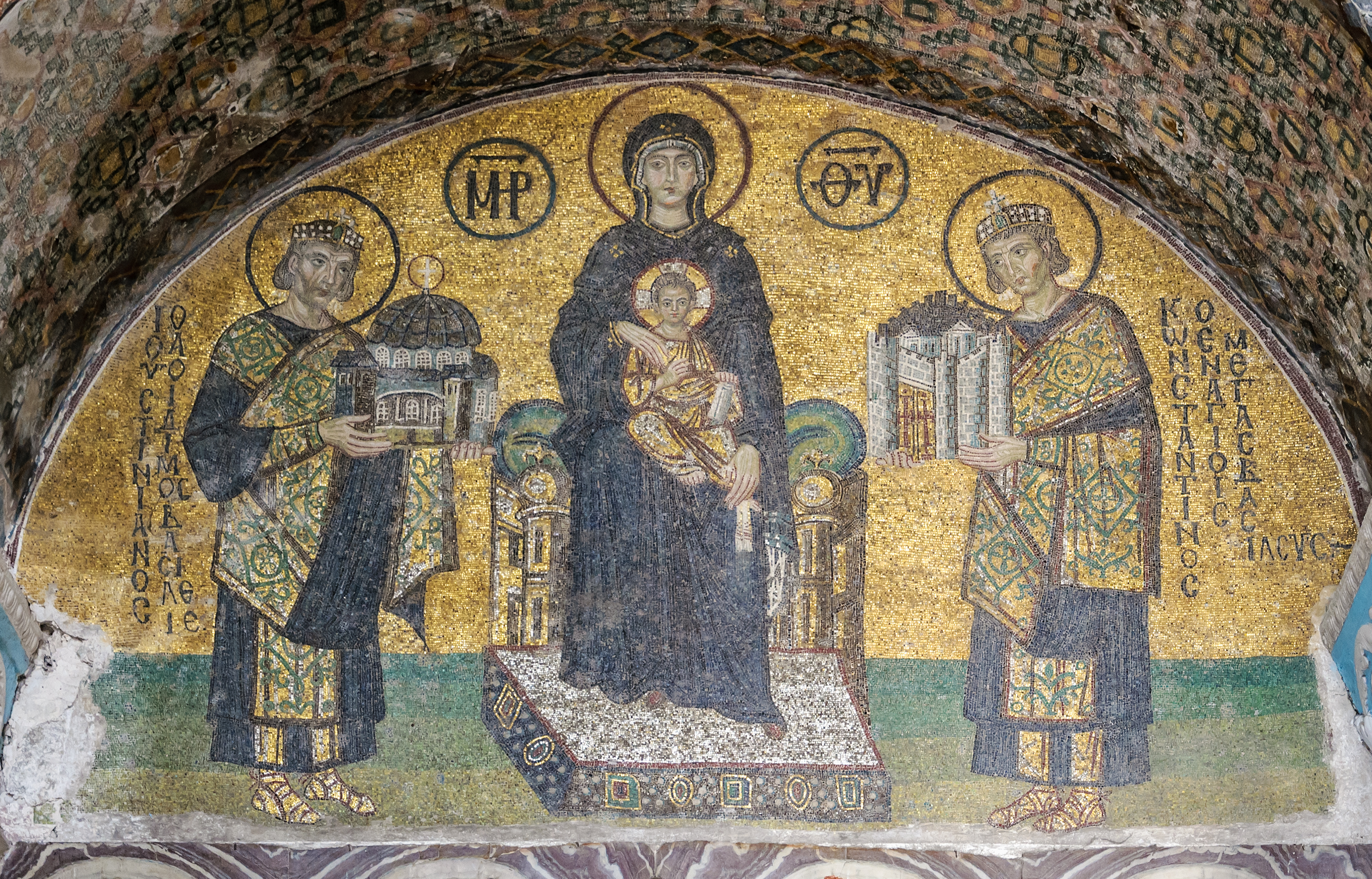
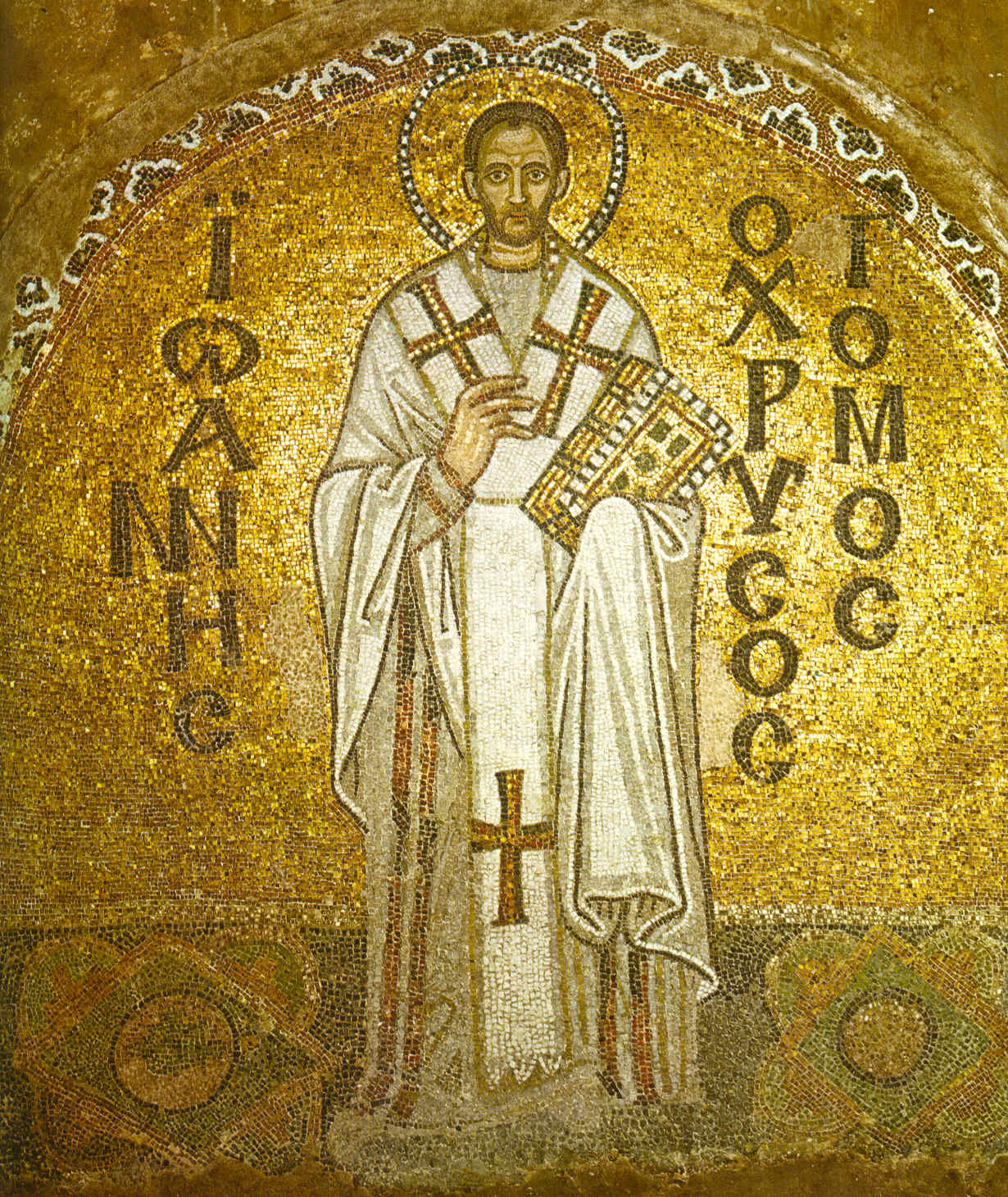
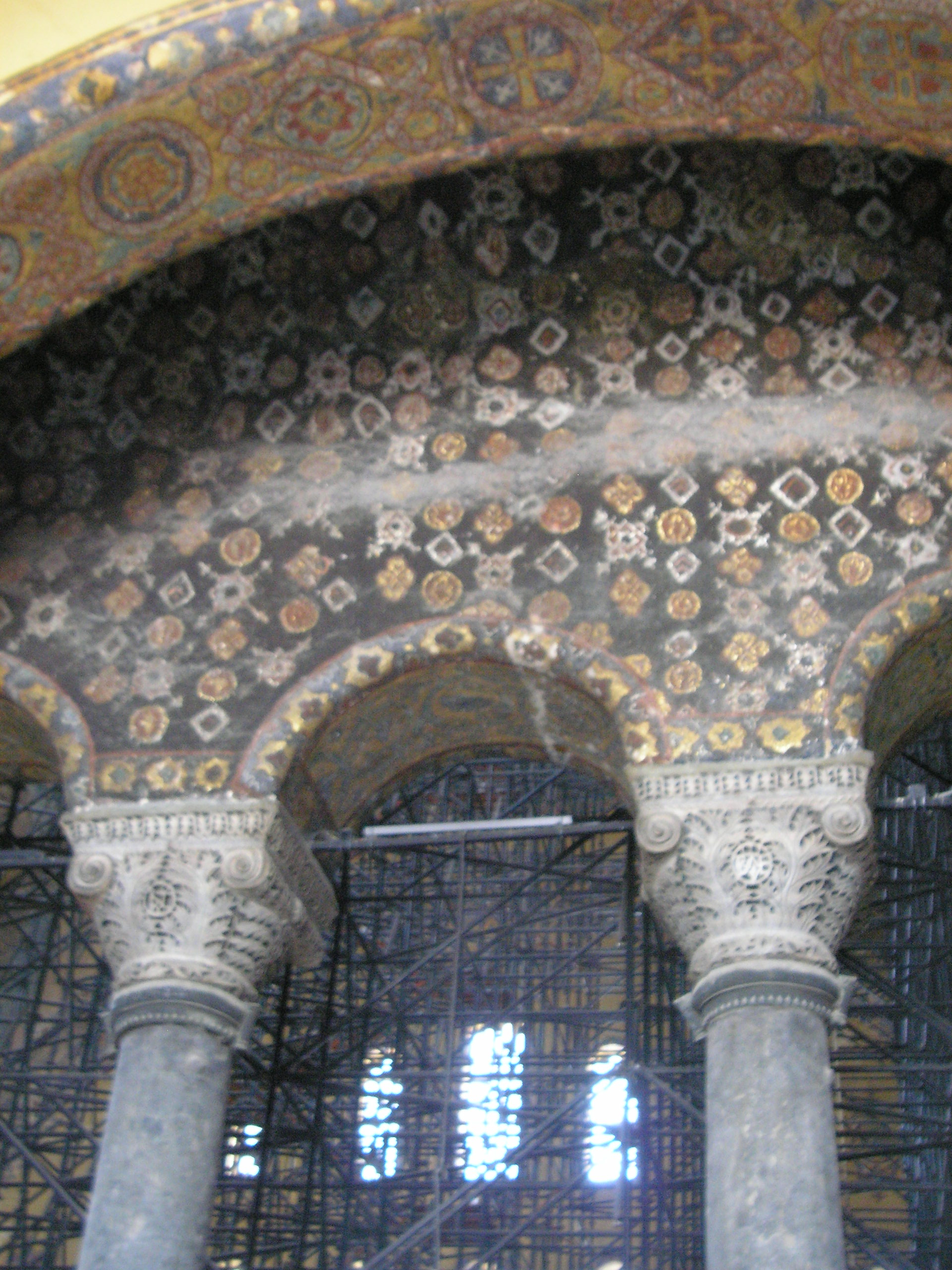
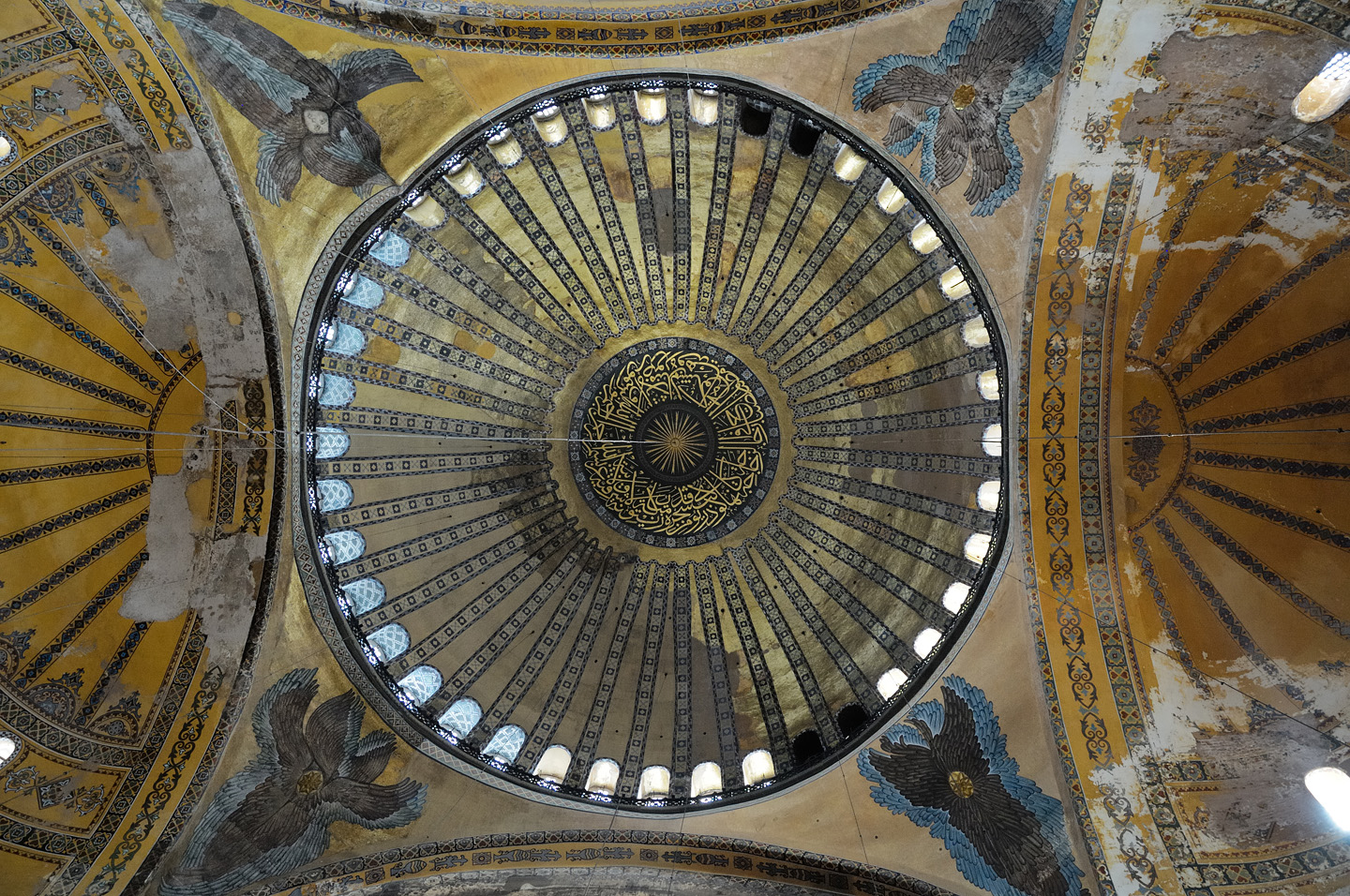

Constantinopolul a fost centrul politic, administrativ, economic, religios și cultural al Imperiului Bizantin. A fost fondat de Constantin cel Mare în noiembrie 324, la două luni după victoria sa asupra lui Licinius. 
A ales fosta colonie megariană, Byzantion, drept locul unde avea să pună bazele noului oraș. Pornind de la istoria Romei, bizantinii au modelat istoria acestui oraș, fiind fondat de pe urma unui conflict dintre doi frați coloniști megarieni. Când a fost atacat de macedonenii lui Filip al II-lea, câinii din oraș au lătrat, iar locuitorii orașului au fost alertați și au respins asaltul. În secolul al II-lea, orașul a fost asediat de romani în timpul domniei împăratului Septimius Severus.
Constantin a ales această cetate datorită unei inspirații divine, legendele târzii având un rol ideologic și propagandistic. Alegerea acestui oraș avea un rol strategic și comercial, Byzantion fiind amplasat la intersecția celor două mari axe comerciale: una verticală care unea bazinul pontic prin Marea Marmara și Marea Egee de Marea Mediterană, și cealaltă, terestră, care unea Europa de Asia. Constantinopolul a prosperat datorită așezării. Centrul imperial a fost deplasat din occidentul aflat în declin în orientul încă prosper.
Orașul se afla în apropierea a două frontiere în care se desfășurau conflicte: frontieră dunăreană atacată de goți și frontieră orientală atacată de sasanizi. Constantinopolul a fost mai ușor de apărat, fiind înconjurat de apă din trei părți, fiind ușor accesibil pe uscat doar dinspre vest, împărații construind multe fortificații pentru apărarea orașului, ca Zidul lui Teodosius al II-lea sau Zidul lui Anastasius, cu scopul de a-i respinge pe barbarii dinspre Dunăre să pătrundă în oraș.
Mutarea centrului de greutate și stabilirea reședinței imperiale de la Roma în alte orașe ca Mediolanum sau Antiohia s-a manifestat de multe decenii datorită declinului Romei. Legăturile cu provinciile orientale erau mult mai întărite astfel.
Lucrările de construire a orașului au început în noiembrie 324 și s-au încheiat în 336, orașul fiind inaugurat pe 11 mai 330. Pe 11 mai, anual, se desfășurau festivități de celebrare a construirii orașului, manifestate prin jocuri la hipodrom, procesiuni în jurul unui car alegoric ce transporta statuia împăratului, înălțată pe coloana de porfir, construită pe timpul împăratului Constantin. Noul oraș avea să devine o copie a vechii Rome, orașul fiind construit pe șapte coline. Orașul a fost denumit ca „Noua Roma” sau „A doua Roma”/ Constantinopolis-„orașul lui Constantin”.
Orașul a fost împărțit în 14 cartiere și era străbătut de râul Lykos. Împăratul a clădit o serie de edificii ale căror modele erau preluate după cele ale Romei: palatul imperial de dimensiuni mici aflat în sud-estul orașului, hipodromul construit în vecinătatea palatului imperial, piața publică-forumul lui Constantin etc. Pe parcursul secolului IV, Constantinopolul a fost doar reședința imperială și nu capitală. Abia din timpul lui Teodosius, poziția și drepturile Constantinopolului au fost puternic susținute.
În 381, importanța orașului a fost recunoscută, al doilea conciliu ecumenic desfășurându-se în acest oraș. Prin canonul al III-lea se recunoștea poziția Episcopului de Constantinopol.
În 395, orașul a devenit oficial capitala Imperiului Roman de Răsărit. 
În 451 s-a desfășurat cel de-al IV-lea conciliu ecumenic la Calcedon, iar prin canonul al XXVIII-lea, se stabilea ca primul loc aparținea vechii Rome, dar părinții acordau onoruri egale religioase și politicii și noii Rome-Constantinopolul, acesta bucurându-se de prezența împăratului și a senatului.
În lucrarea „Istoria Nova”, Zosimos i-a reproșat lui Constantin că prin fondarea Constantinopolului nu făcea altceva decât să grăbească declinul Romei și dezbinarea imperiului. 
În realitate, s-au emis medalii de aur și argint care reprezentau două femei: simbolurile Romei și a Constantinopolului, ținând împreună un scut simbolic al unității imperiului. 

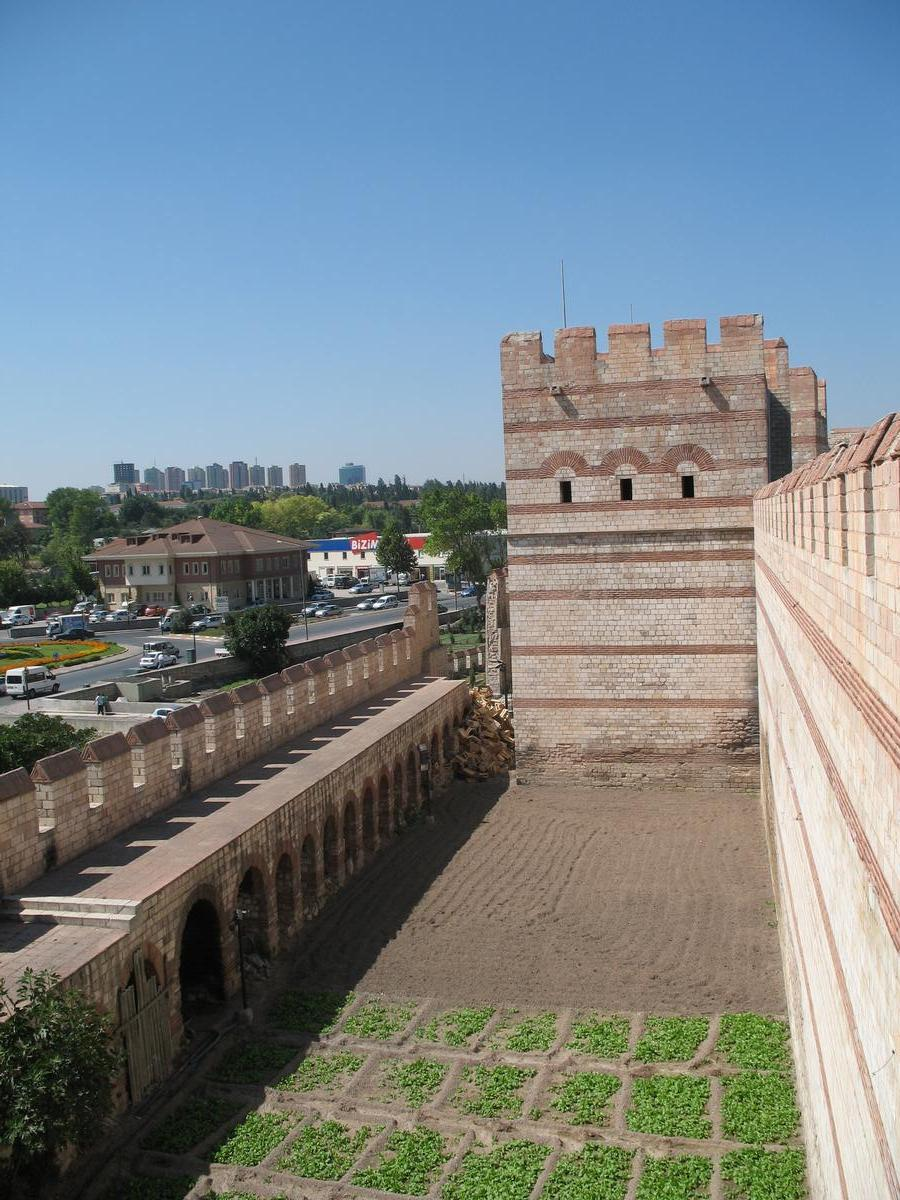
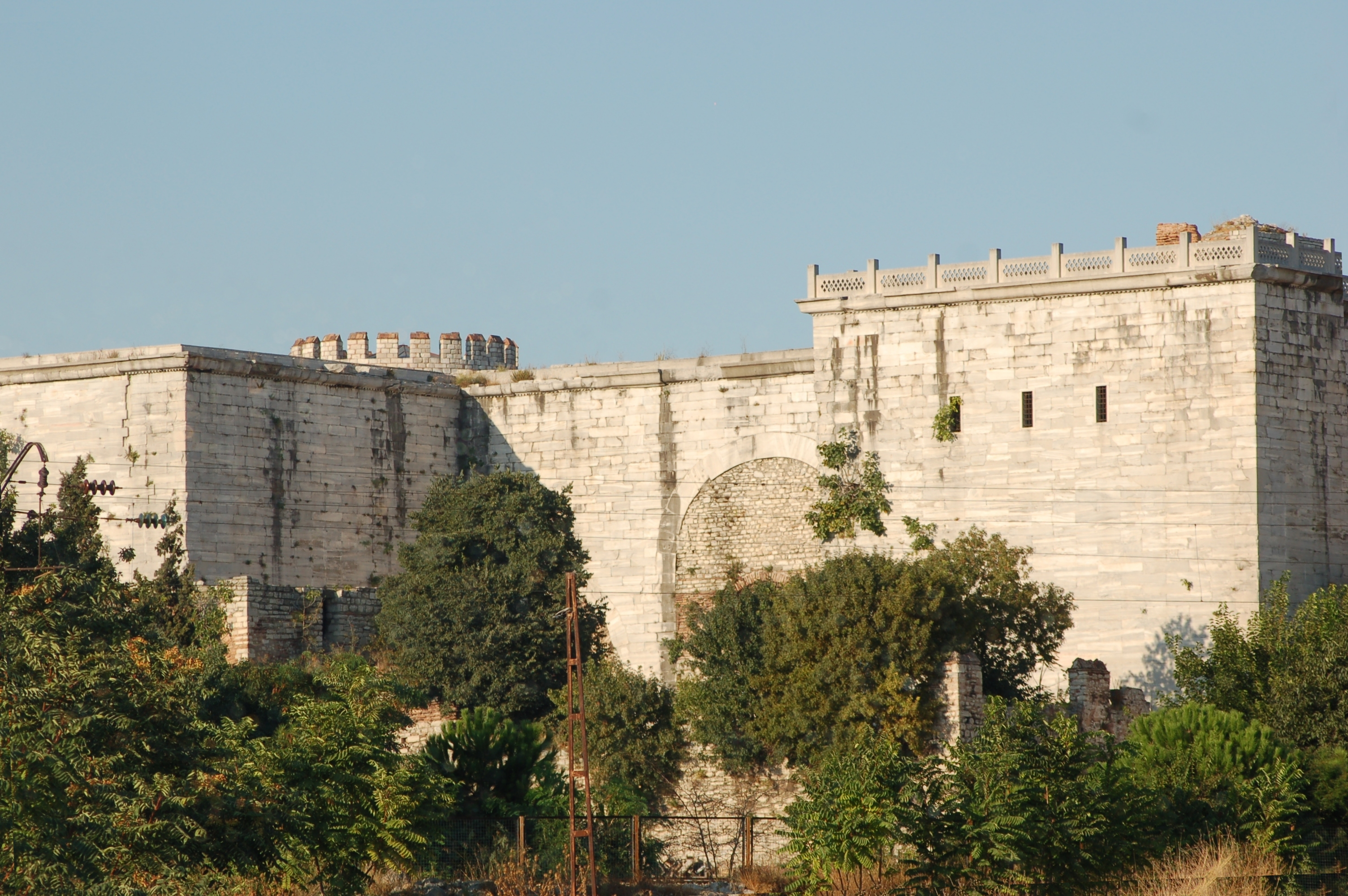
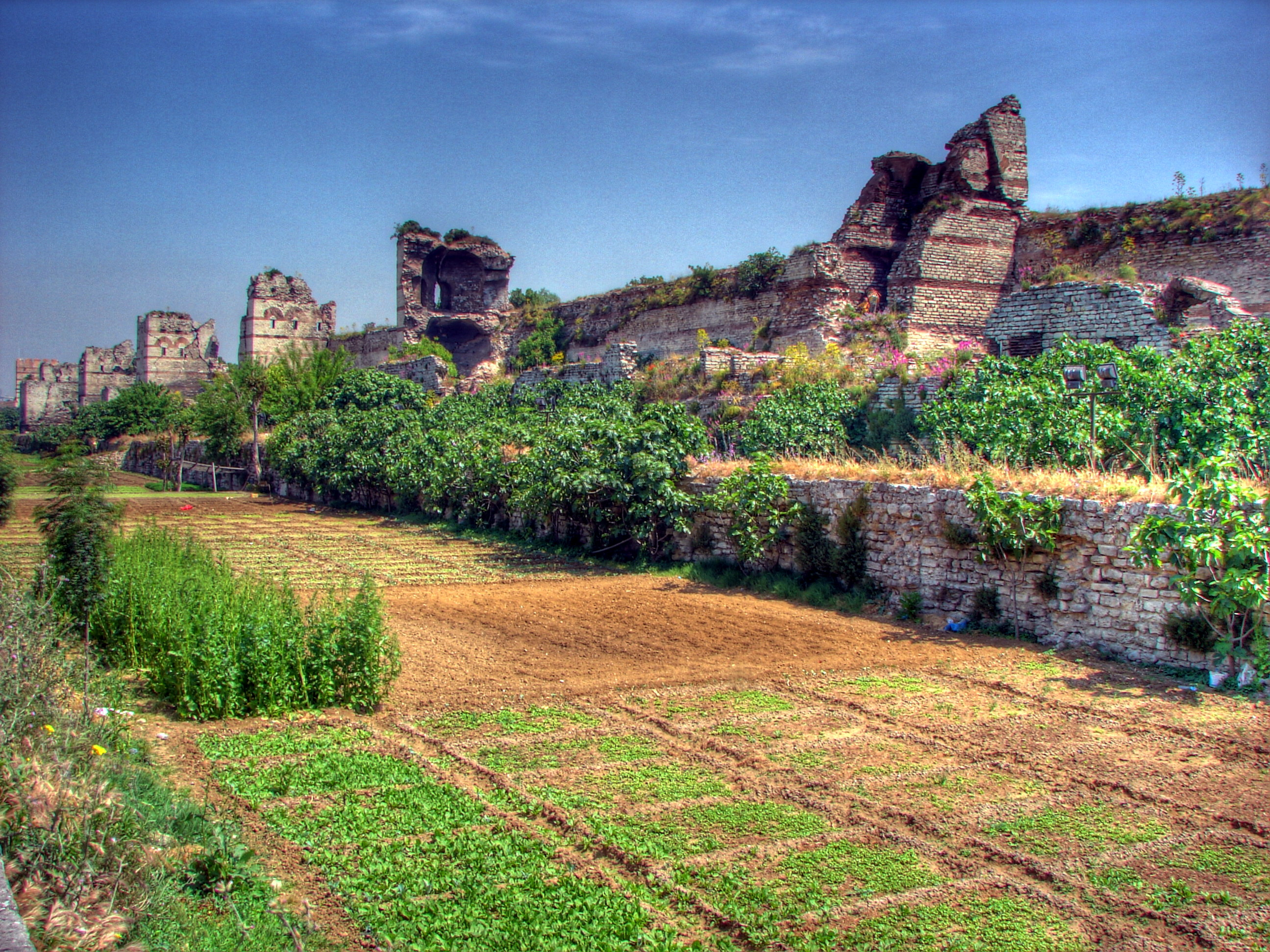
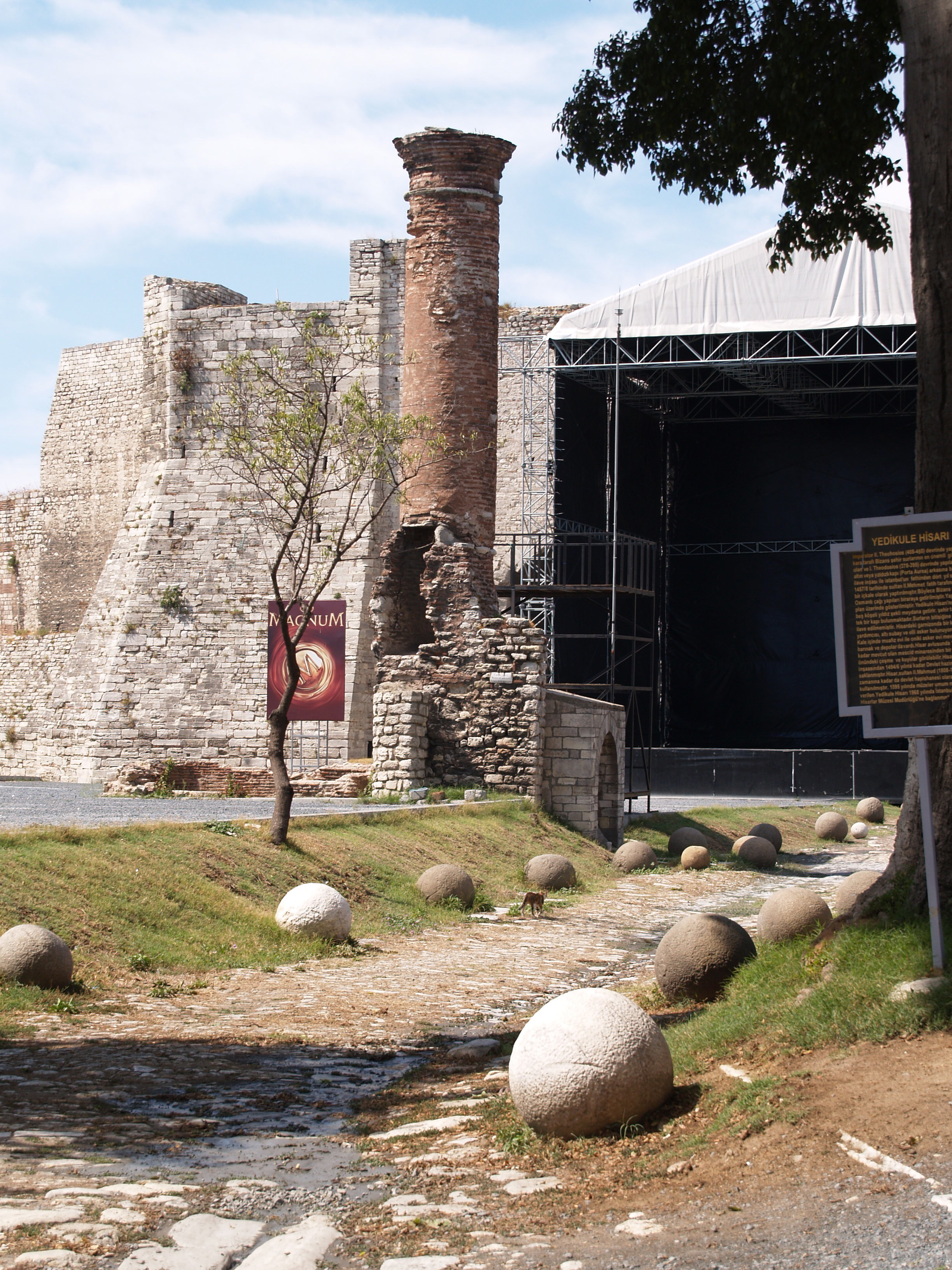

Deși Eusebiu de Cezareea a susținut că senatorii s-au aflat la înmormântarea lui Constantin cel Mare, istoric, Senatul a fost creat de Constanțiu al II-lea, fiul acestuia. 
În 359 a fost menționată prefectura orașului ce avea atribuții similare cu cele ale prefectului vechii Rome, fiind denumit și eparh al Constantinopolului. Poporul imperial era o altă instituție, locuitorii Constantinopolului reprezentând poporul imperial, fiind împărțit în: 
- Dema albaștrilor-elită aristocrației senatoriale, susținători ai ortodoxiei
- Dema verzilor-populația activă a orașului, negustori, meșteșugari, fierari, susținători ai monofozismului.

Deseori au avut loc ciocniri între cele două deme, precum cele din 445 ce au fost extrem de violente, începute la hipodrom și continuate pe străzile orașului. Demele participau la desemnarea și aclamarea împăratului.
Locul de întâlnire dintre împărat și poporul imperial era hipodromul, deși aceștia nu prezentau rezultatele politicii. Demele s-au mai răsculat și coalizat în 532 împotriva lui Iustinian, iar în 610, o altă coaliție de deme l-au adus pe Heraclius la tron. 
Hipodromul a fost construit de Constantin cel Mare. În timpul răscoalei Nika din 532, hipodromul a fost grav avariat. Cursele de cai se desfășurau în jurul spinei care se mai păstrează și azi. Hipodromul avea o intrare principala în partea nordică, partea monumentală. De o parte și de altă erau grajdurile unde erau ținuți caii. În momentul în care începea cursa, porțile erau închise. 
Deasupra intrării monumentale erau cai de bronz auriți. Caii de bronz se află în prezent în Piața San Marco.
Demografic, Constantin trebuia să populeze orașul, scutindu-l de plata impozitelor. A adus aristocrația din Asia Mică să clădească palate în noul oraș. În 326, pentru a organiza aprovizionarea orașului, a fost organizat un transport anual de cereale din Egipt în luna septembrie.
A instituit „Annona”, distribuind gratuit pâine, stabilind un număr de 80 000 de rații de pâine distribuite zilnic. În anii 360, rezultatele politicii lui Constantin au fost evidente. Succesorii săi și-au stabilit reședința la Constantinopol, venind din toate colțurile imperiului persoane dornice să ocupe funcții administrative, militare și comerciale.
La începutul domniei lui Teodosius, orașul s-a prezentat ca un șantier, iar creșterea accelerată a numărului locuitorilor a făcut ca populația să se întindă în afara zidurilor orașului, fiind astfel clădit un nou zid de apărare între 408-413.
Vechiul Byzantion, refăcut de Septimus Severus, avea o suprafață de 200 de hectare și o populație de 20-30 000 de locuitori. După construirea zidului lui Constantin, orașul avea 700 de hectare și o populație de 100-150 000 de locuitori către sfârșitul secolului IV. După construirea zidului lui Teodosius, suprafața orașului s-a dublat, ajungând la 14 km², populația crescând în continuare. În 430, populația Constantinopolului depășise populația Romei, având 250 000 de locuitori.
În timpul lui Iustinian, populația s-a dublat, ajungând la 500 000 de locuitori. După secolul VII, populația a scăzut la 250 000 de locuitori. 
În secolul X, populația a crescut la 400-500 000 de locuitori. 
Din secolul XIII, populația a intrat într-un declin demografic îndelungat, iar în secolul XV, populația era estimată la numărul de 40 000 de locuitori și 7000 de soldați. 

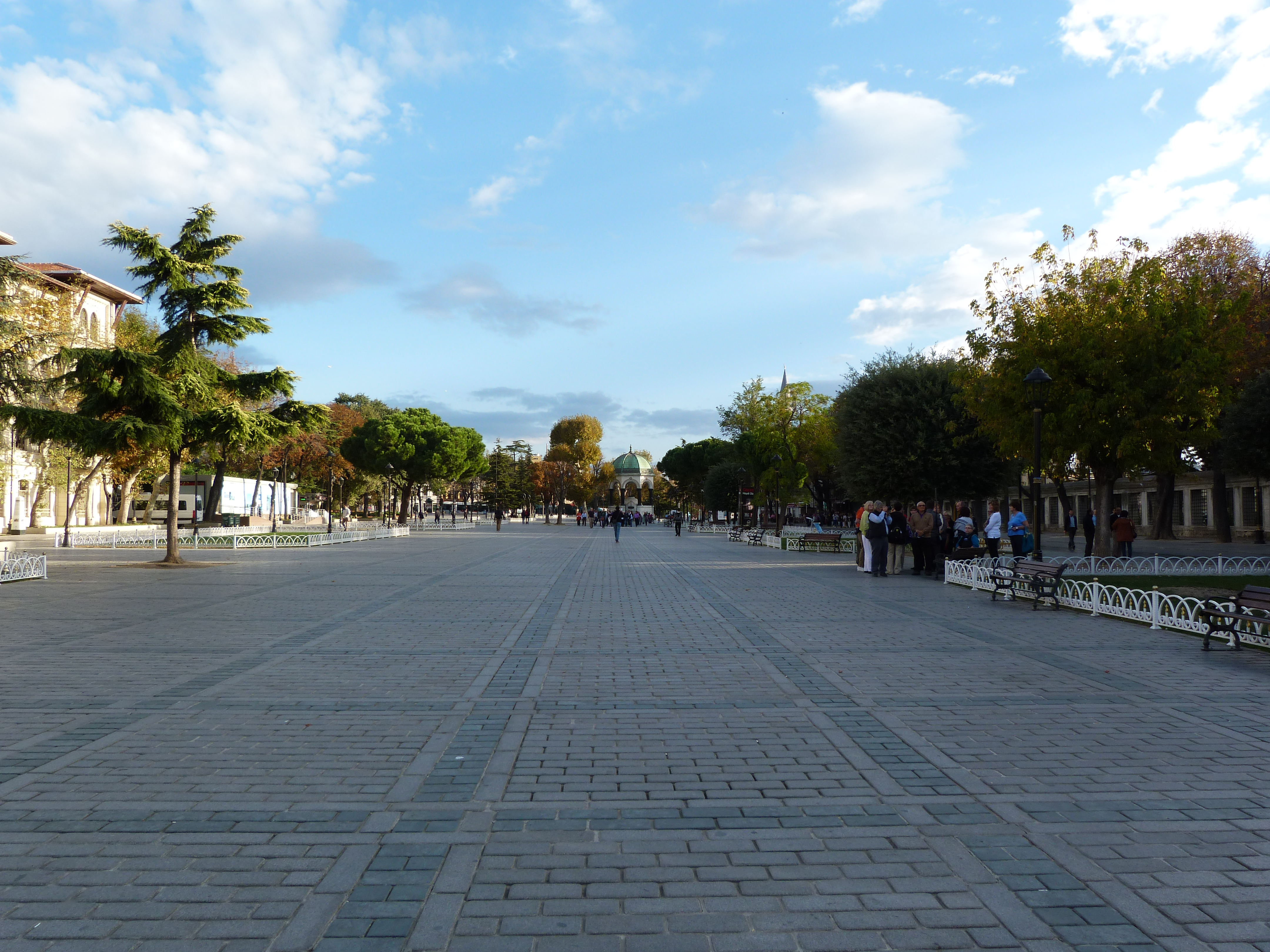
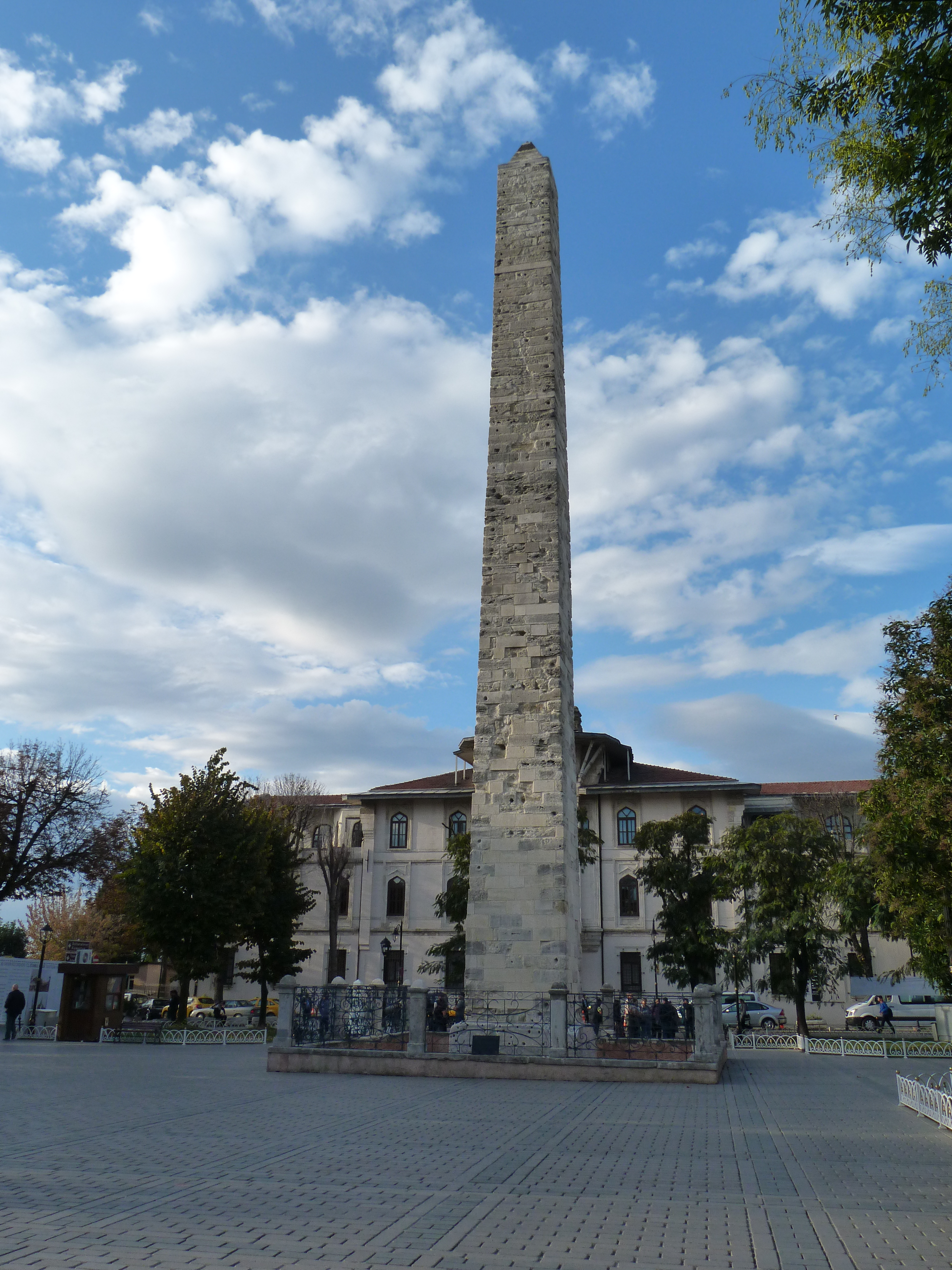
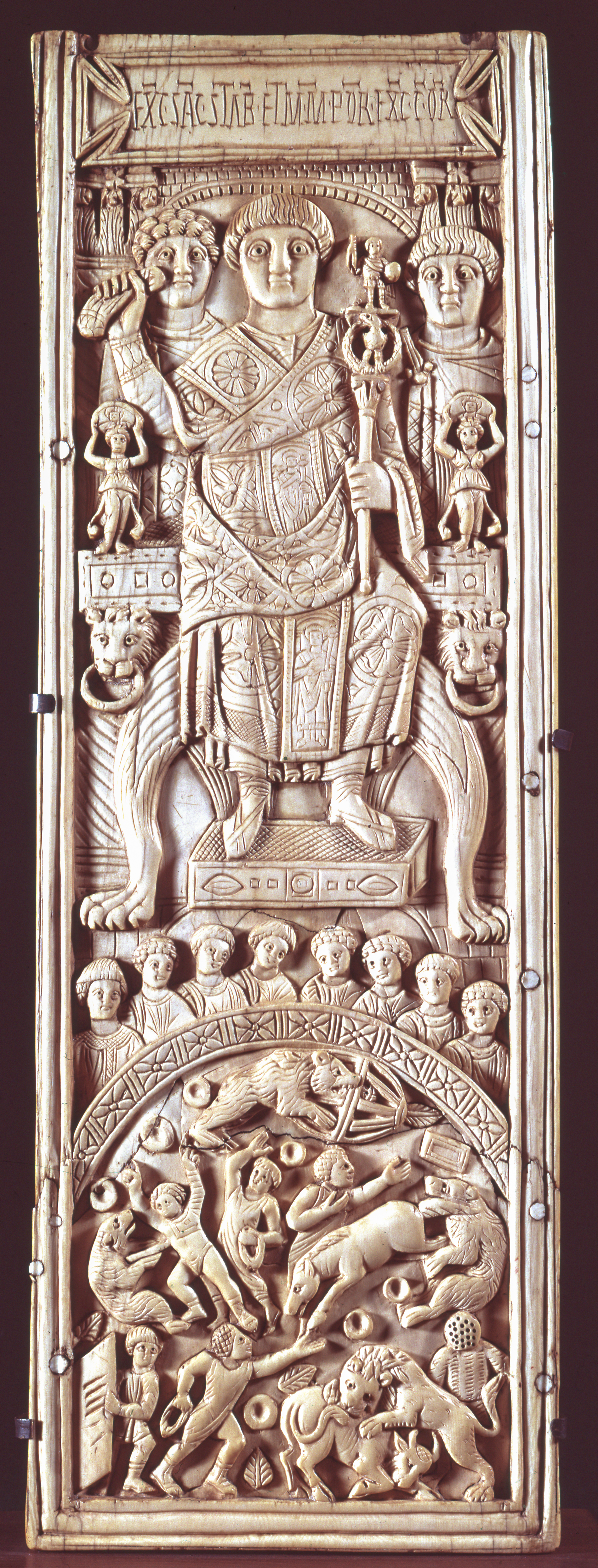
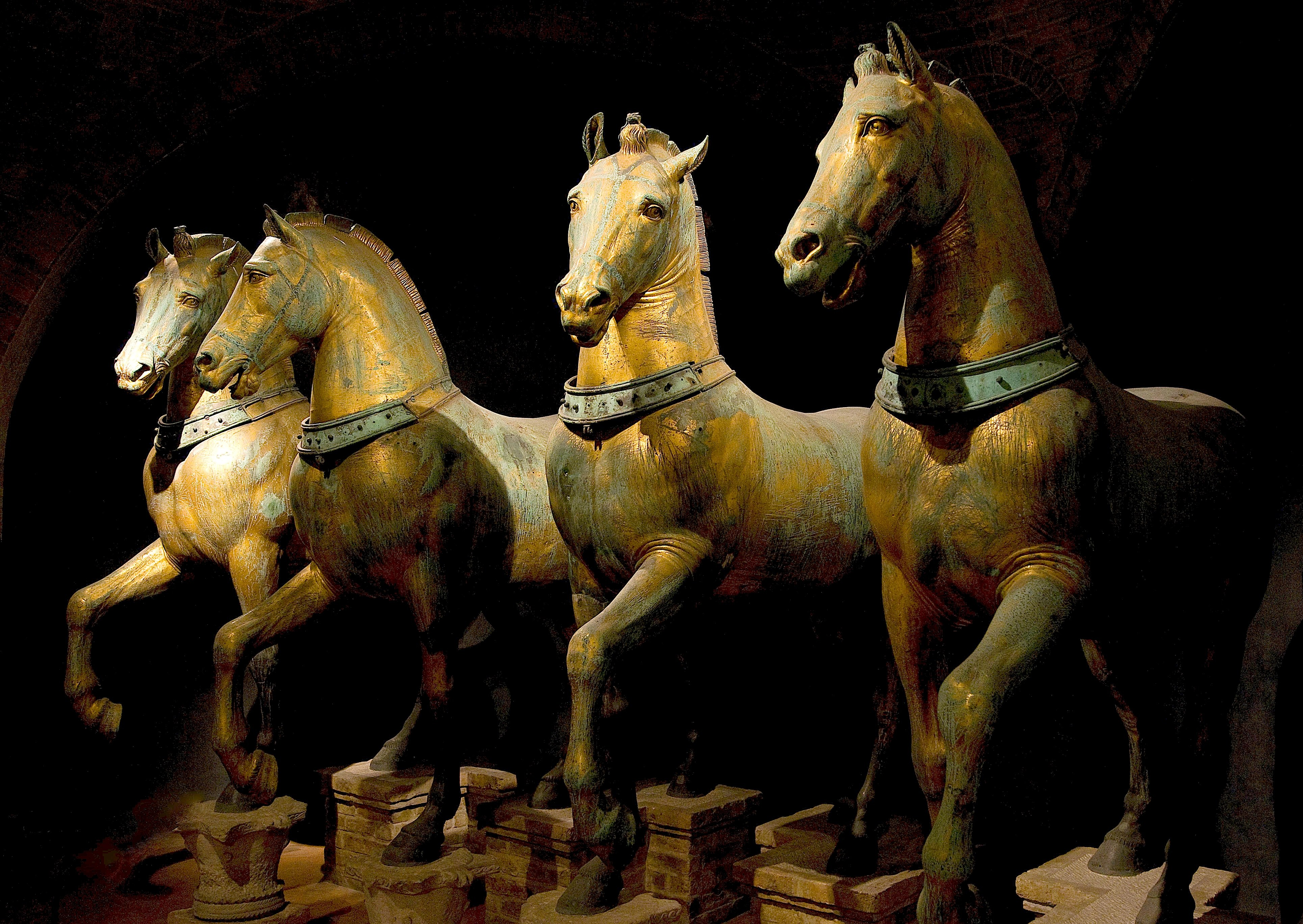
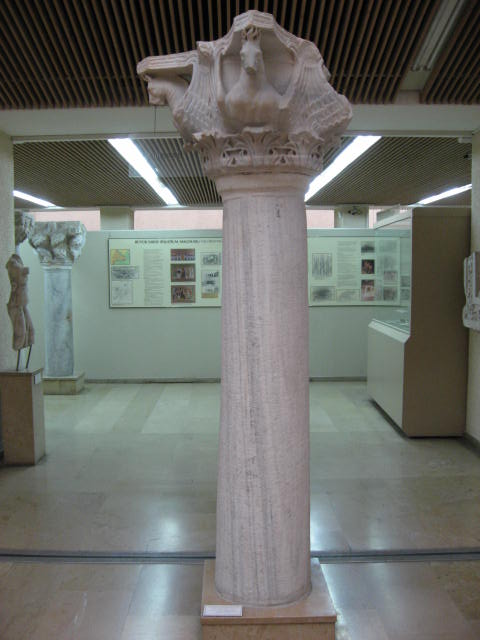
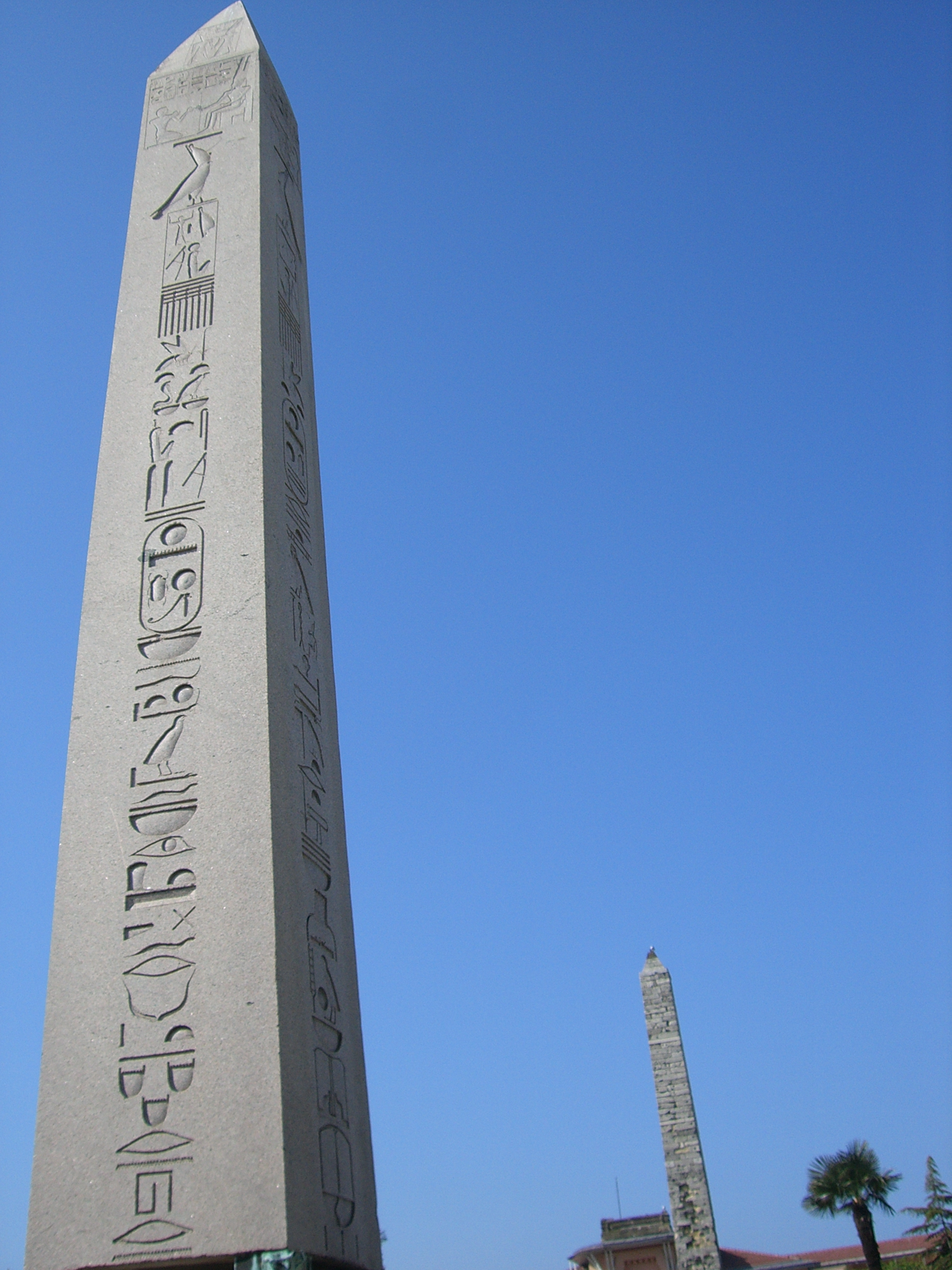
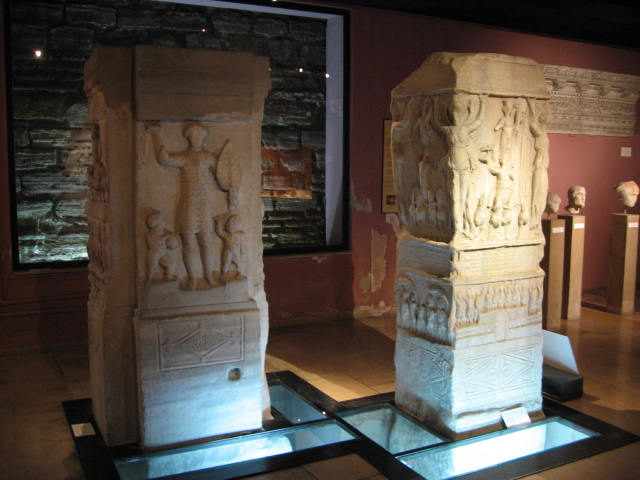
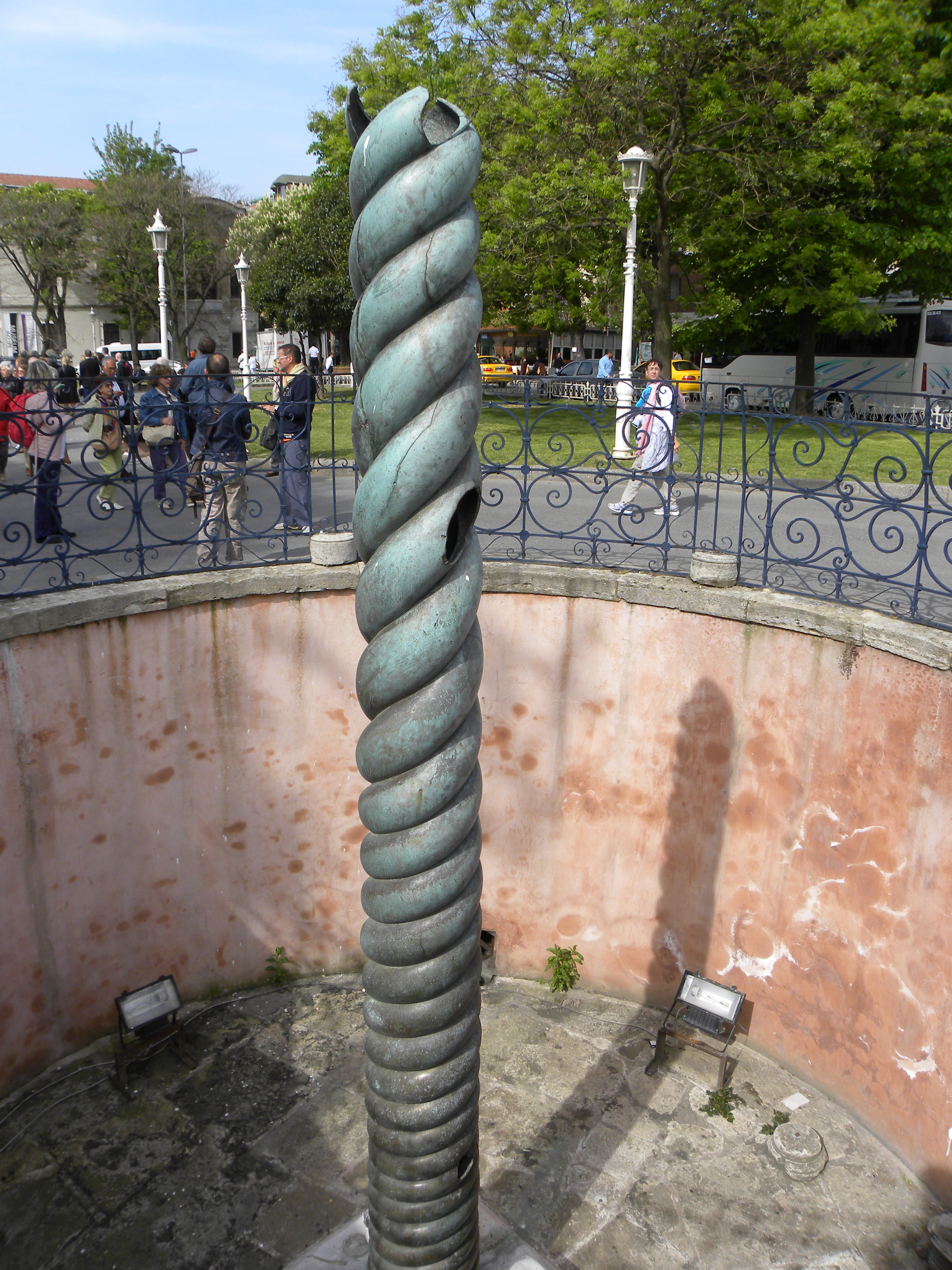

După cucerirea Ierusalimului de către arabi, Constantinopolul și-a revendicat titlul de centru al lumii creștine. Heraclius a adus Sfânta Cruce la Constantinopol unde a rămas până în 1204. Din secolul VII, a apărut ideea că orașul era protejat de Dumnezeu, având-o ca protectoare pe Fecioara Maria care a respins multe asedii. 
În secolul XIII se scriau poezii care o prezentau pe Fecioara Maria plângând din cauza asediului Constantinopolului de către latini. Cucerirea Constantinopolului de către turci a fost prezentată ca o pedeapsa divină aplicată noului popor ales pentru păcatele sale.
Zosimos a susținut că împăratul Constantin a clădit primele edificii, componenta politică și religioasă a orașului fiind în partea sud-estică, pe țărmul Mării Marmara. Strada Mese străbătea Constantinopolul până la Forumul Amastrianum. 
Componenta economică era Portul de Aur, Zona Cornului de Aur, acesta fiind închis cu lanțuri în 1453 în timpul asediului.
Partea centrală a Constantinopolului a fost utilizată pentru construirea mănăstirilor și multe locuințe se aflau în zona țărmului. Nu exista un sistem de canalizare și de aceea tăbăcării aruncau pieile în mijlocul orașului. 

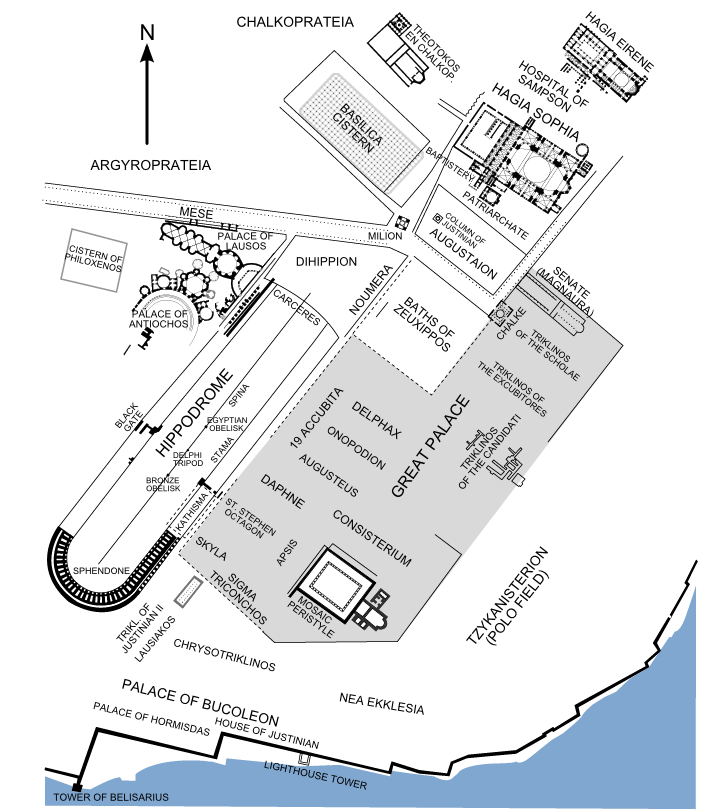
Districtul imperial

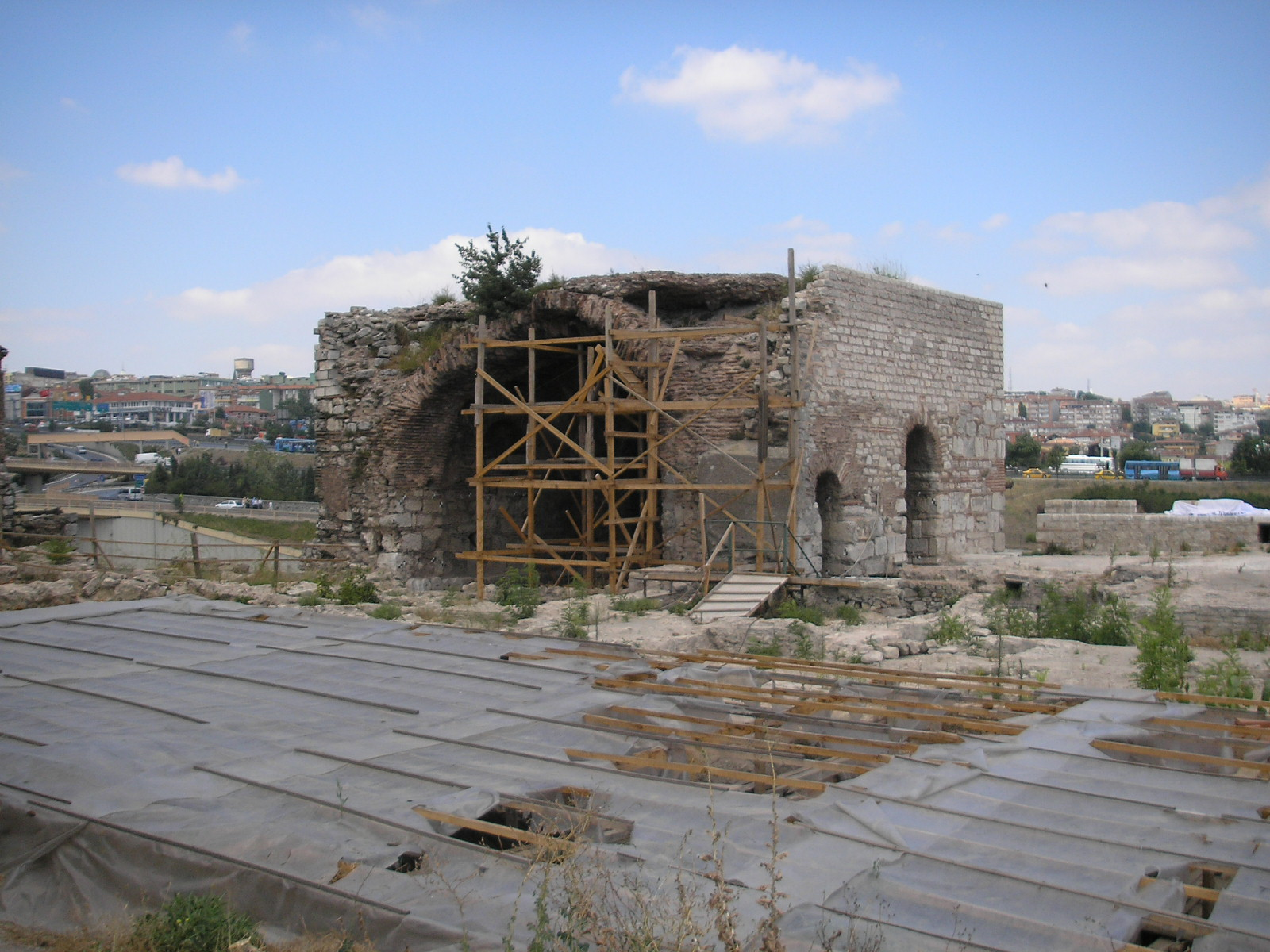
Palatul "Blachernae"

Palatul imperial a fost reconstruit, însă nu mai păstra nimic din vechea construcție. Constantin a respectat inițial elementele arhitecturii romane. Biserica Sfânta Sofia se află în apropierea complexului. Palatul imperial avea să fie mărit de succesorii lui Constantin până în secolul XI, devenind un complex de apartamente în care locuiau membrii familiei imperiale și anturajul, biblioteci, capele, biserici, birouri și un penitenciar. 
Palatul era decorat și ornamentat cu grădini și terenuri de joacă. În secolul XI, clădirile aflate în cadrul complexului ocupau 100 de hectare, fiind dificil de întreținut. Reședința imperială a fost mutată la Palatul Blacherne. În secolul IX, împăratul Teofil a construit palatul Bucco Leon.
În complexul Palatului Imperial era Sala celor 19 paturi care datează din secolul IV, fiind câte nouă paturi de fiecare latura, acestea sala fiind utilizată pentru dineuri și cine festive, aproape fiecare sărbătoare civilă și religioasă fiind urmată de un dineu la care participau invitații împăratului, și principala sală de desfășurare a ceremoniilor, Sala de Aur, construită în secolul VI, similară cu Basilica San Vitale, cu pereți împodobiți cu aur, copaci decorați cu nestemate și păsări de aur ce cântau melodii, iar tronul masiv din aur era flancat de câte doi lei din aur, ca și cum părea că cobora treptat din cupola sălii până ajungea la nivelul pardoselii. 
Principala Poarta a Palatului Imperial era o poartă din bronz, fiind refăcută în secolele VI-X, deasupra fiind construită o capela. Până în timpul crizei iconoclaste, poarta era decorată cu portretul lui Hristos.
Principala piață publică din Constantinopol era Piața Augusteon construită în secolul IV și refăcută de Iustinian, unde a fost ridicată o statuie ce putea fi văzută la o zi distanță pe mare. În piață se vindeau manuscrise și erau executate pedepsele publice.
Turnul lui Constantin cel Mare se află pe strada Mese, având formă circulară, împodobit cu statui. Statuia lui Constantin s-a prăbușit în urma unui cutremur, fiind înlocuită cu statuia lui Manuel Comnenul.
Forumul lui Teodosiu cel Mare avea formă pătrată, preluat după modelul forumului de la Roma. Acolo erau gravate victoriile acestuia. Strada Mese ajungea până la Poarta de Aur a orașului. Porțile erau placate cu foița de aur și capela din zidul lui Constantin era decorată cu statui. 

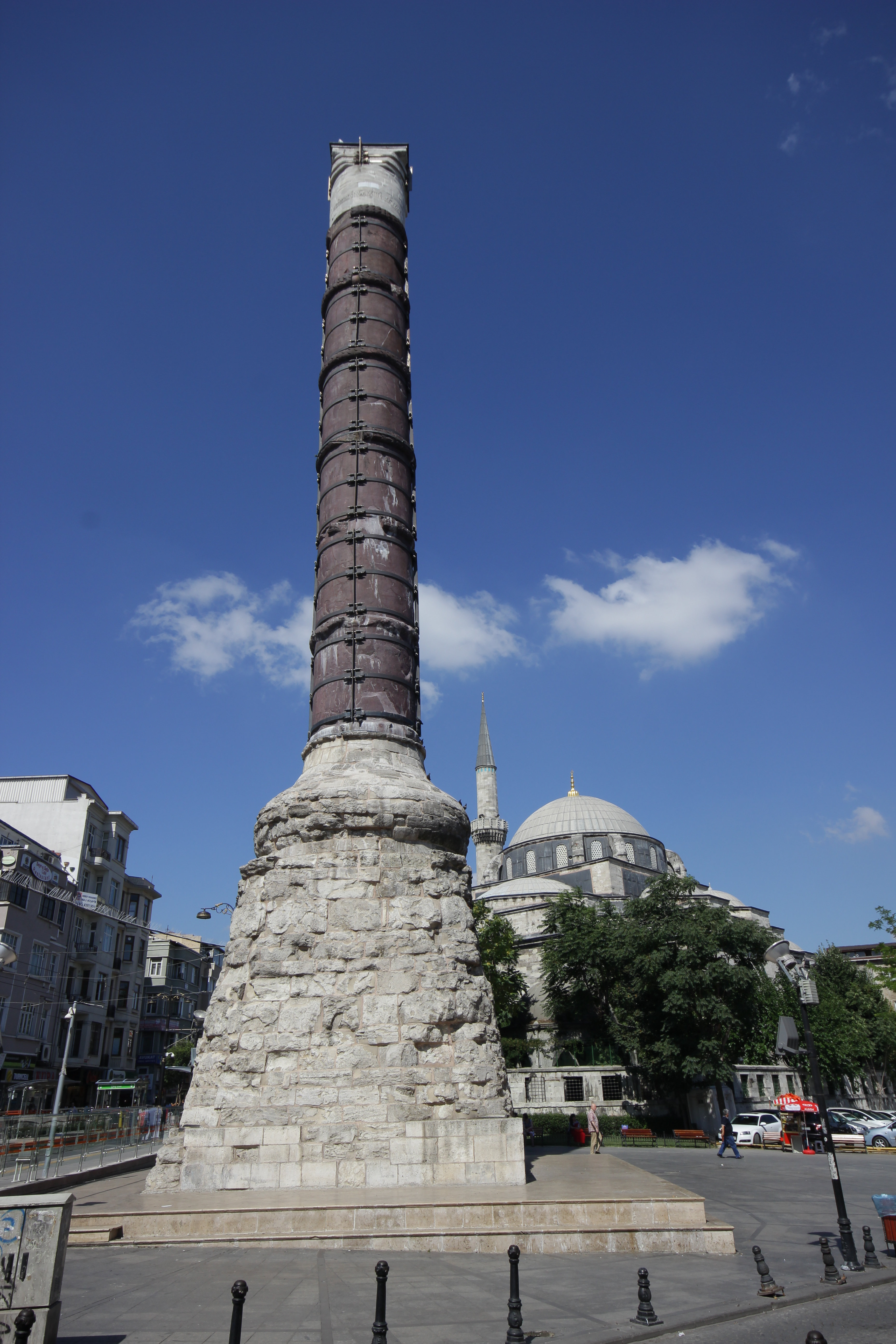
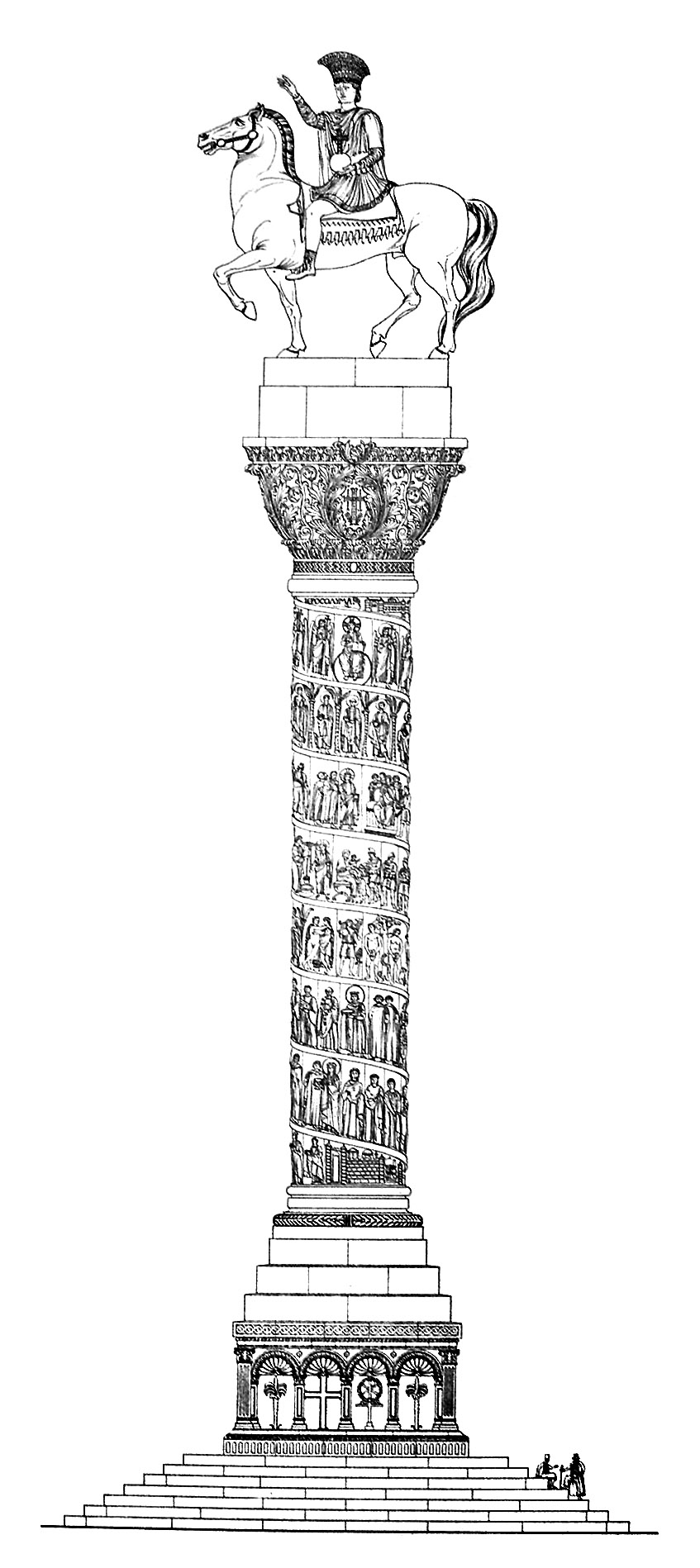
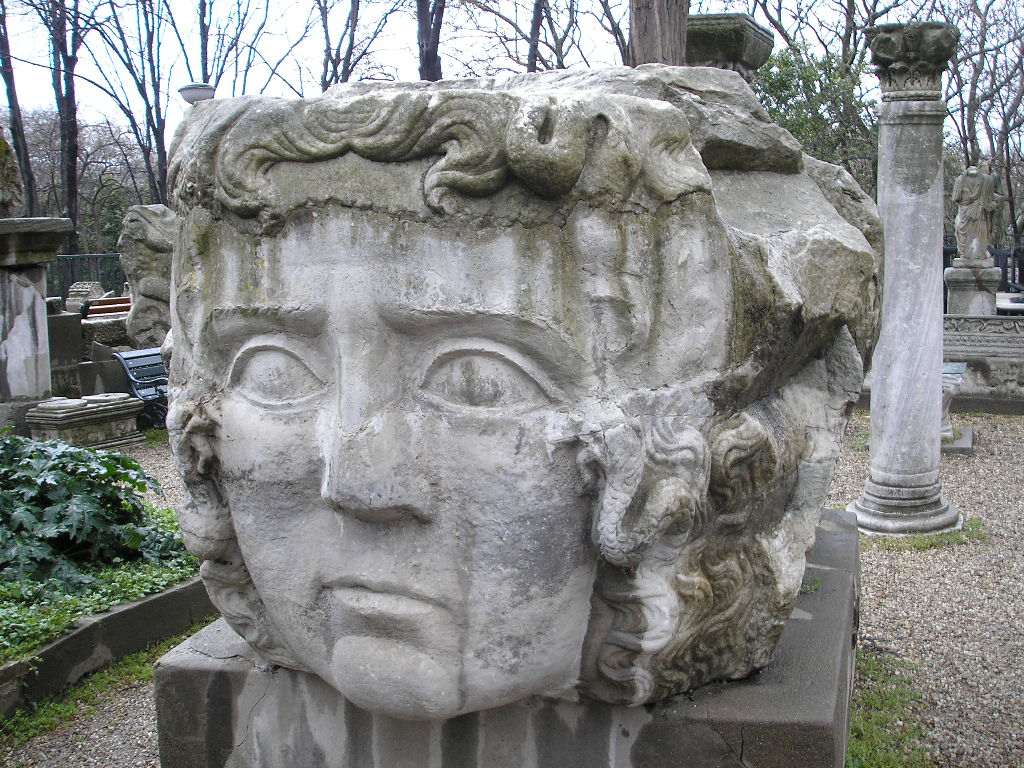
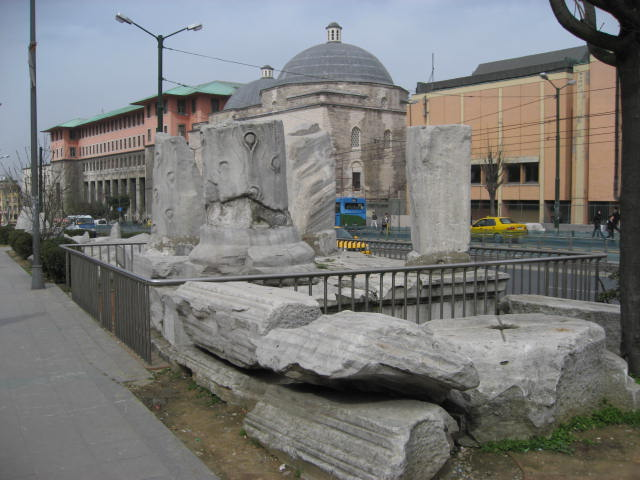
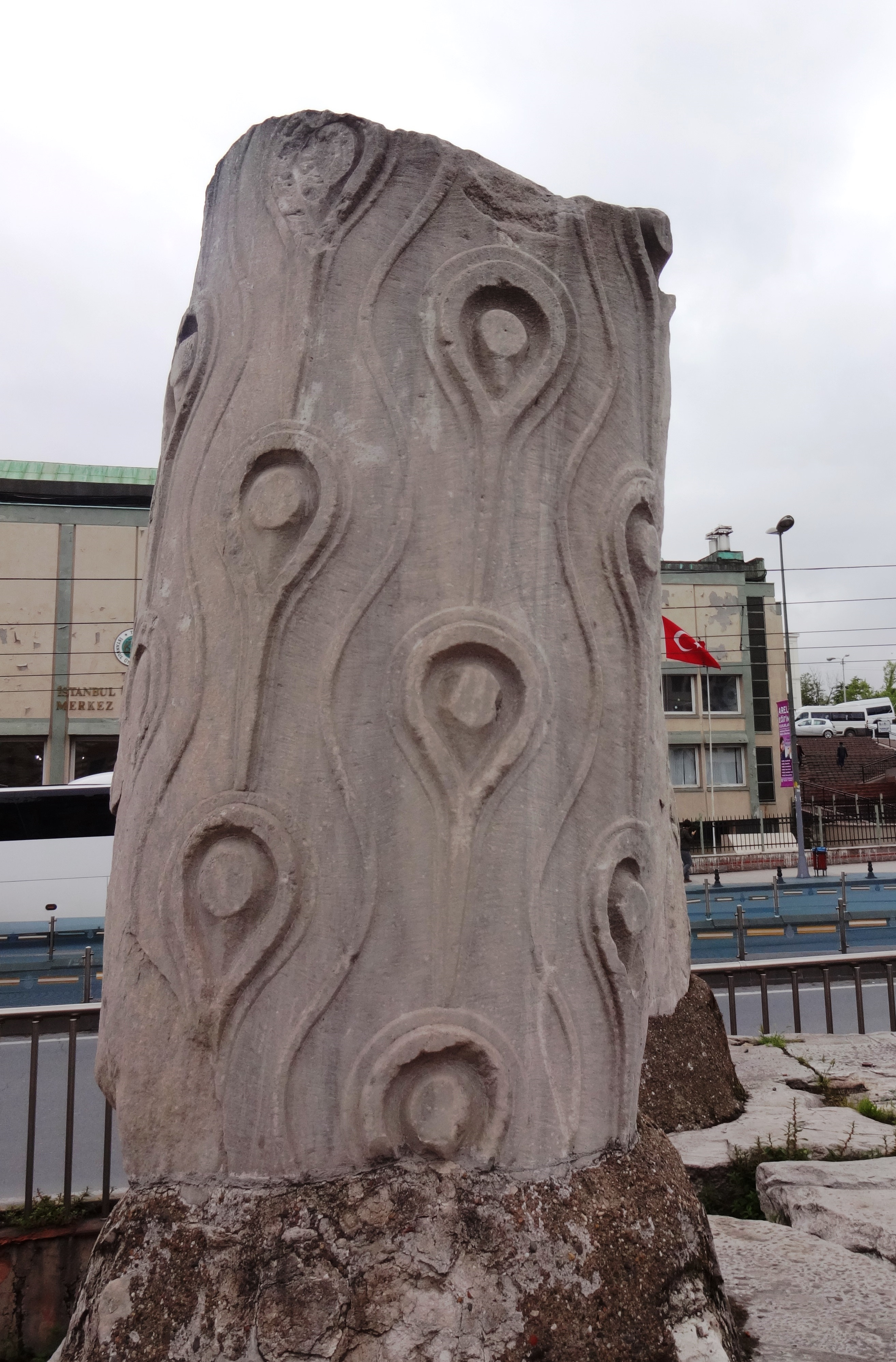

Zidul lui Teodosiu al II-lea avea trei porți, una mare centrală de aur, în care intra împăratul, între două porți mai mici, iar pe zid erau înălțate statui ale unor elefanți. Zidul lui Constantin nu a rezistat, pe când din zidul lui Teodosiu s-au păstrat mici porțiuni, acesta fiind construit între 408-413.
Principalul apeduct a fost construit în timpul lui Valens, apă fiind adusă de la 100 km de oraș, iar apă era păstrată în cisterne imense. Cisterna Basilica a fost construită în secolul IV și refăcută de Iustinian. Se spune că turcii au descoperit-o în timpul unei secete puternice. Există și o cisternă în interiorul Palatului Imperial, dar nu a rezistat.

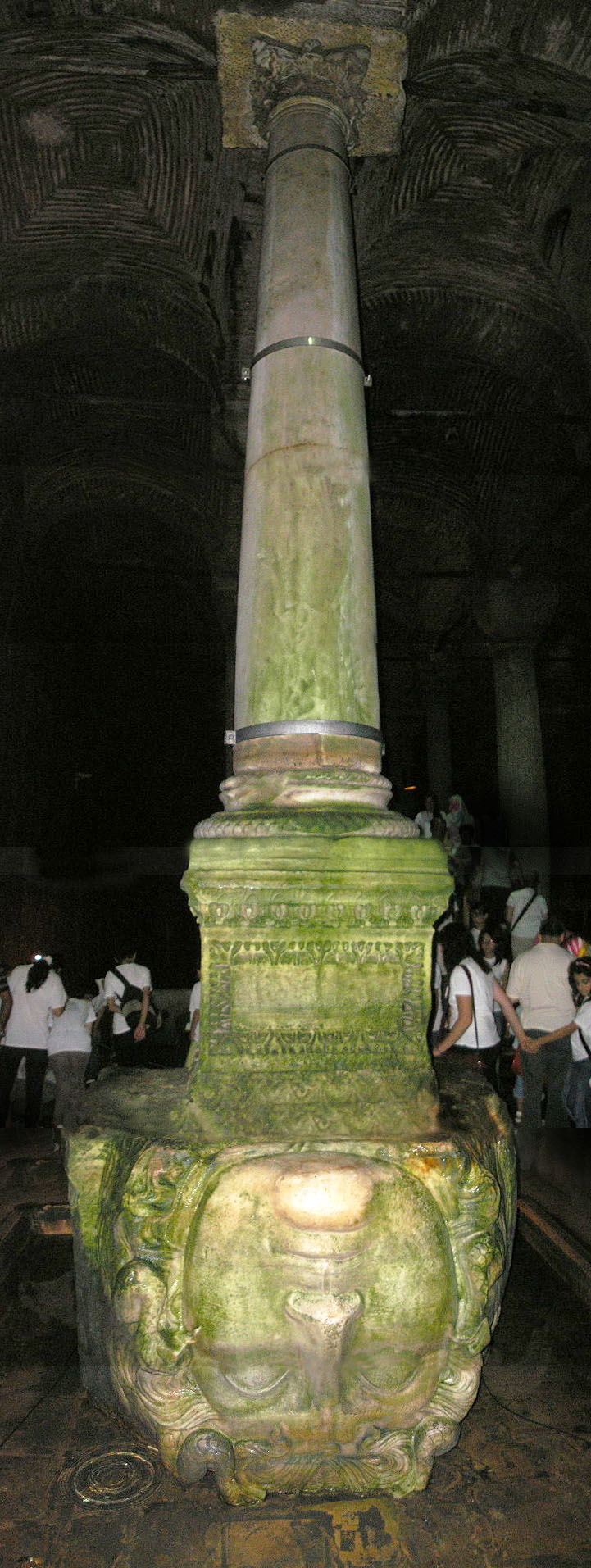
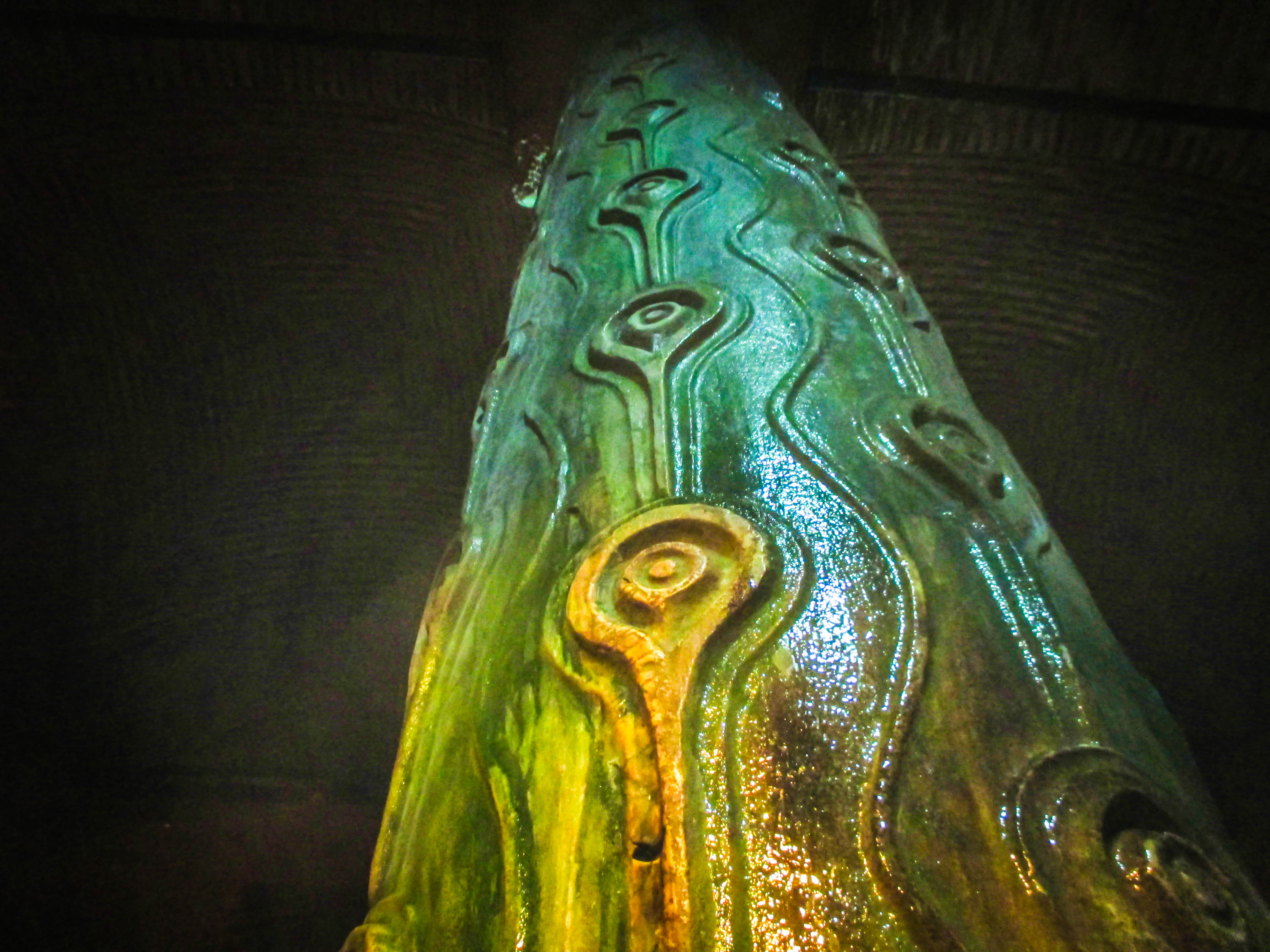
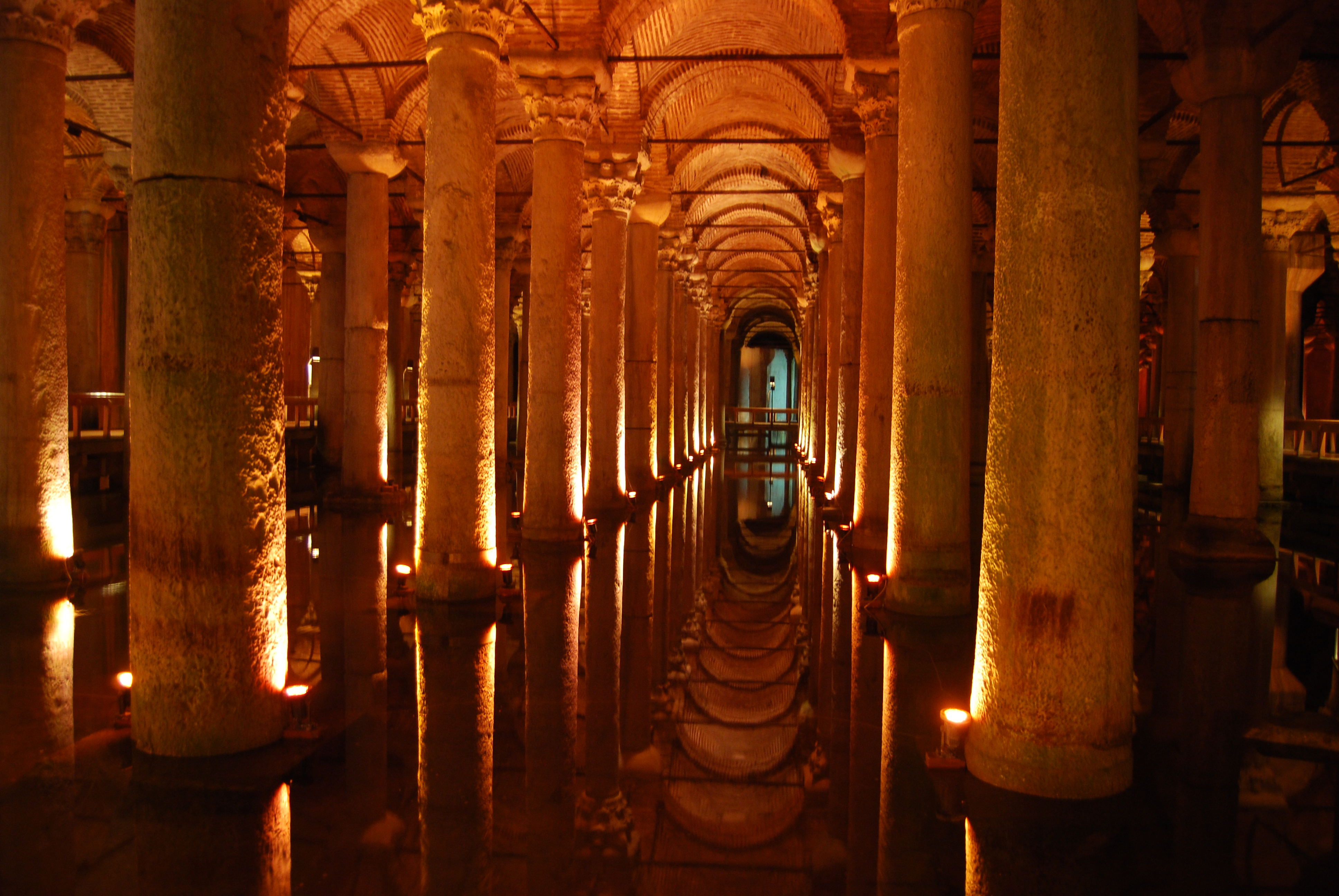
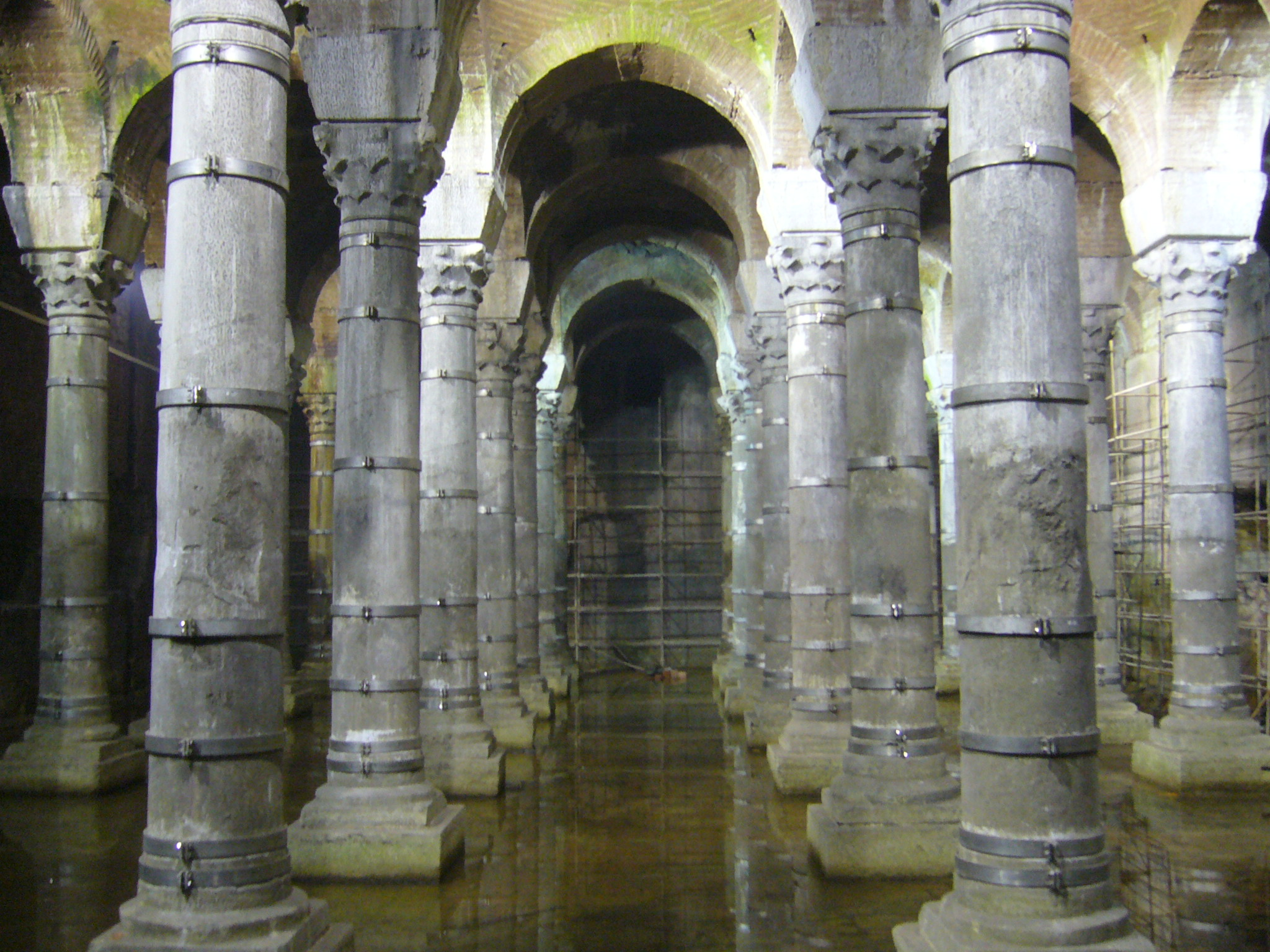
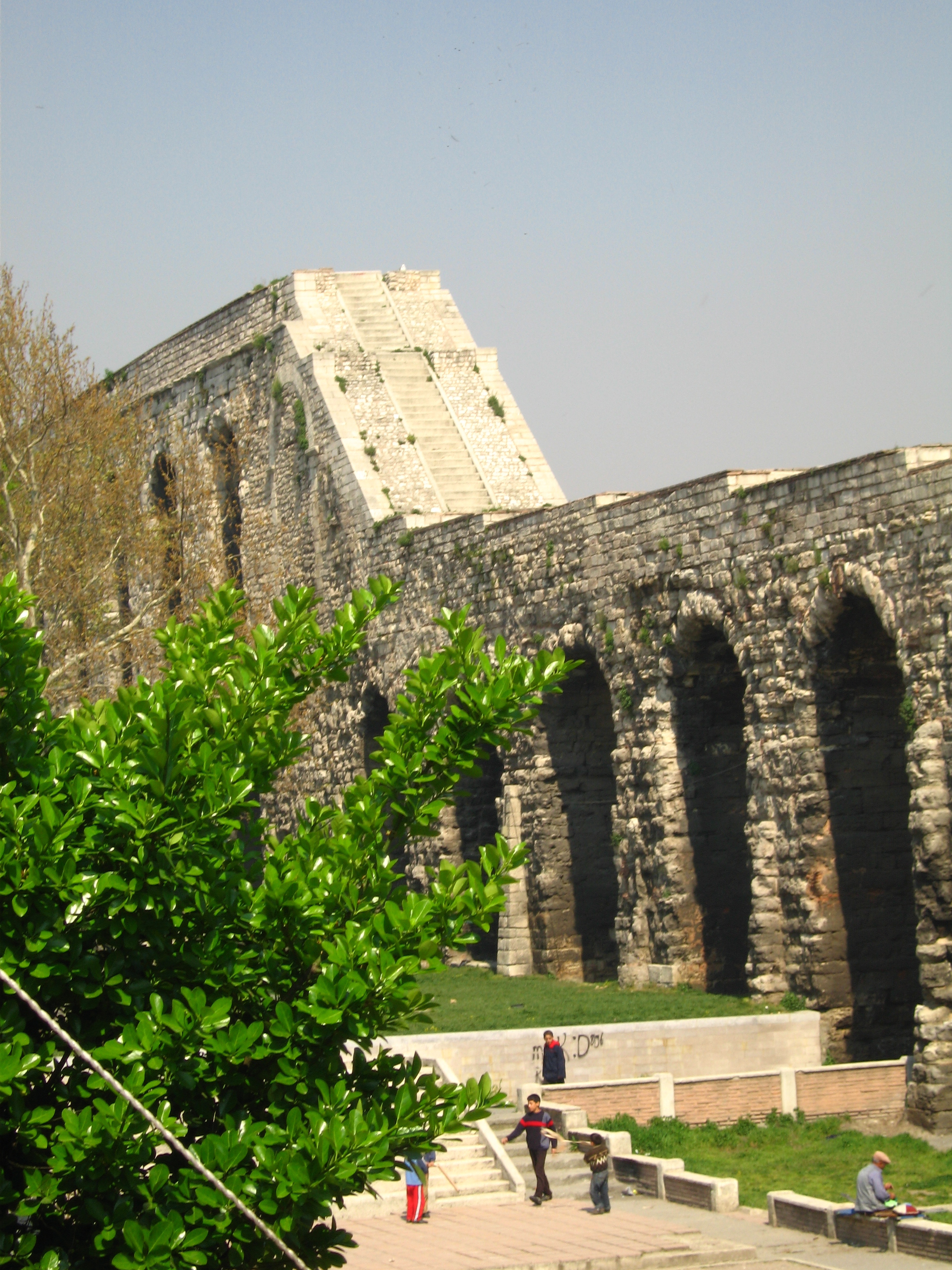
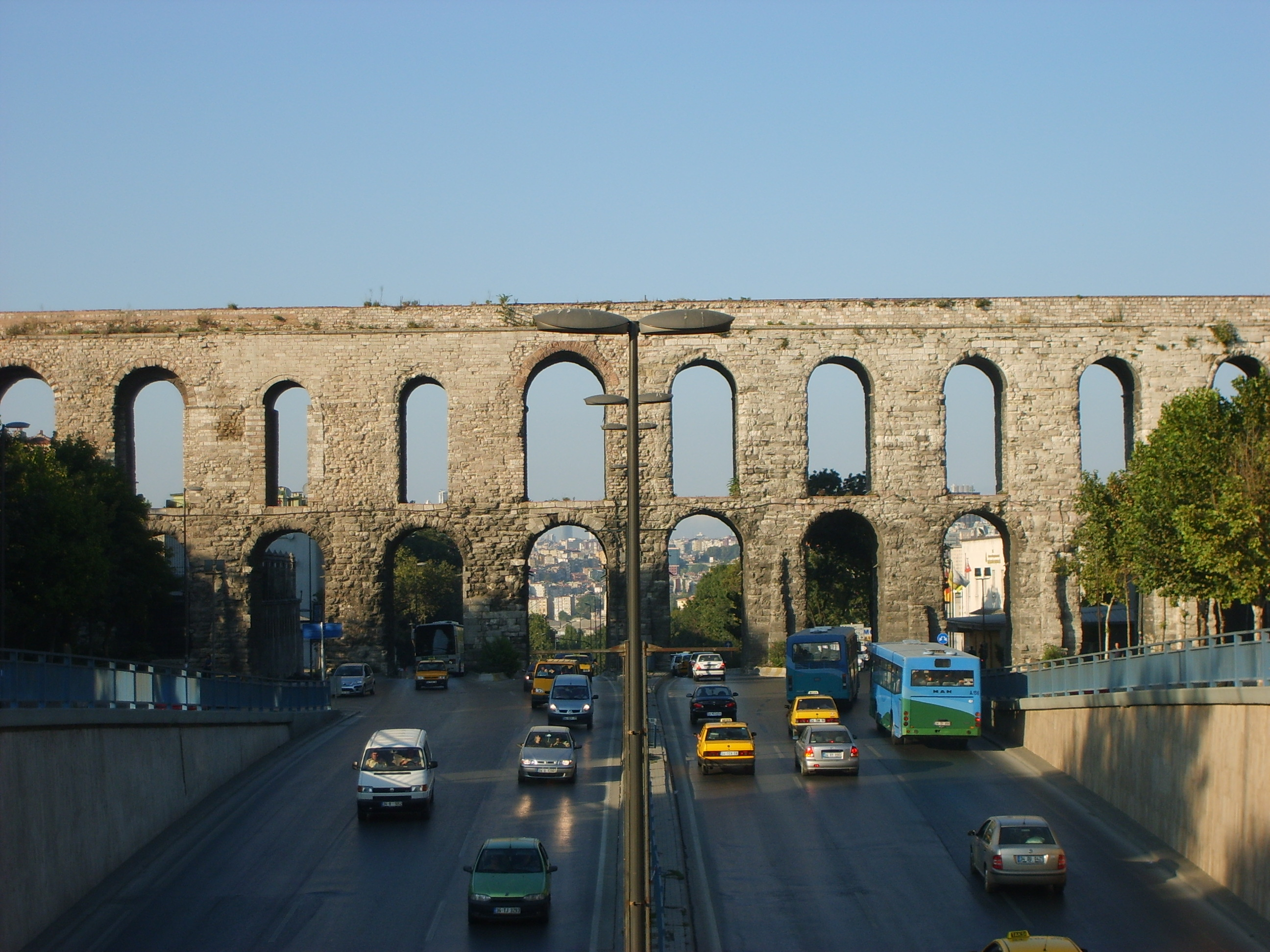
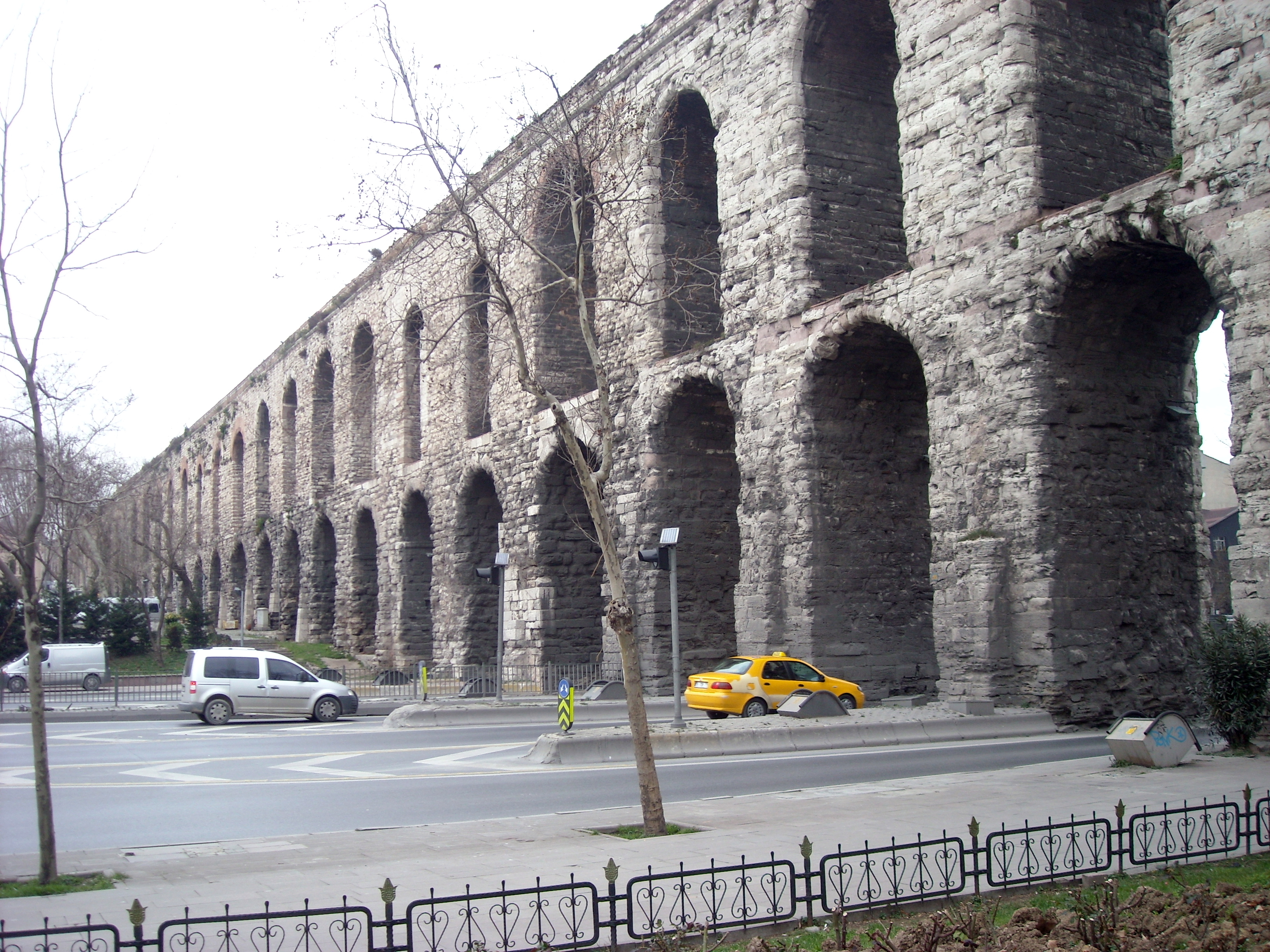

Constantinopolul avea mai multe edificii religioase că bisericile Sfintei Irina, Biserica Sfânta Sofia, Biserica Sfinții Apostoli. Biserica Sfânta Sofia a fost construită în 532 și inaugurată pe 25 decembrie 537.
Din 1453, biserica Sfinții Apostoli a devenit Patriarhie, pe când Sfânta Sofia a fost transformată într-o moschee. Lângă Biserica Sfinții Apostoli se află Mausoleul lui Constantin. Majoritatea împăraților au fost înmormântați la Pantocrato, alții în Biserica Sfinții Apostoli.

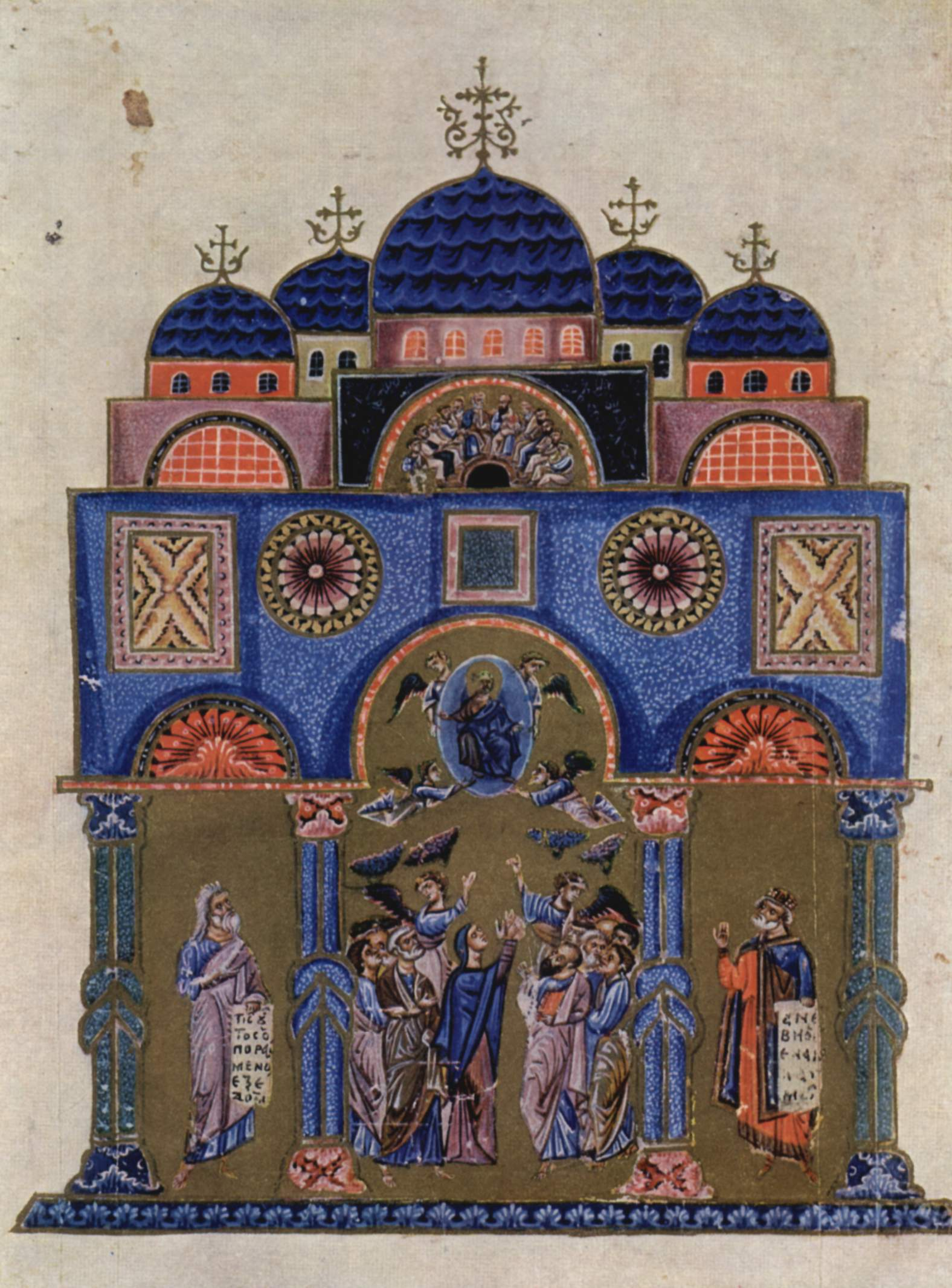
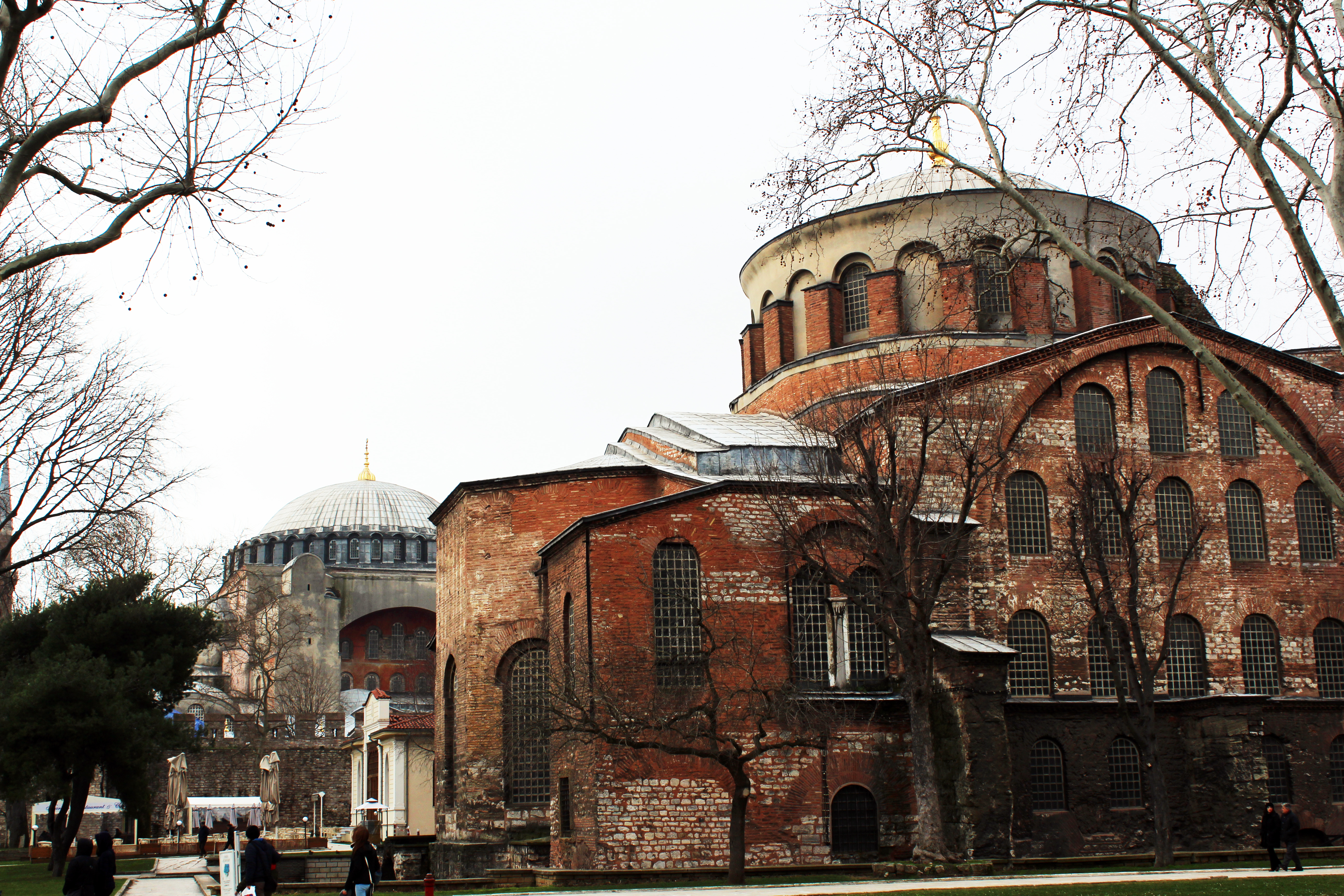
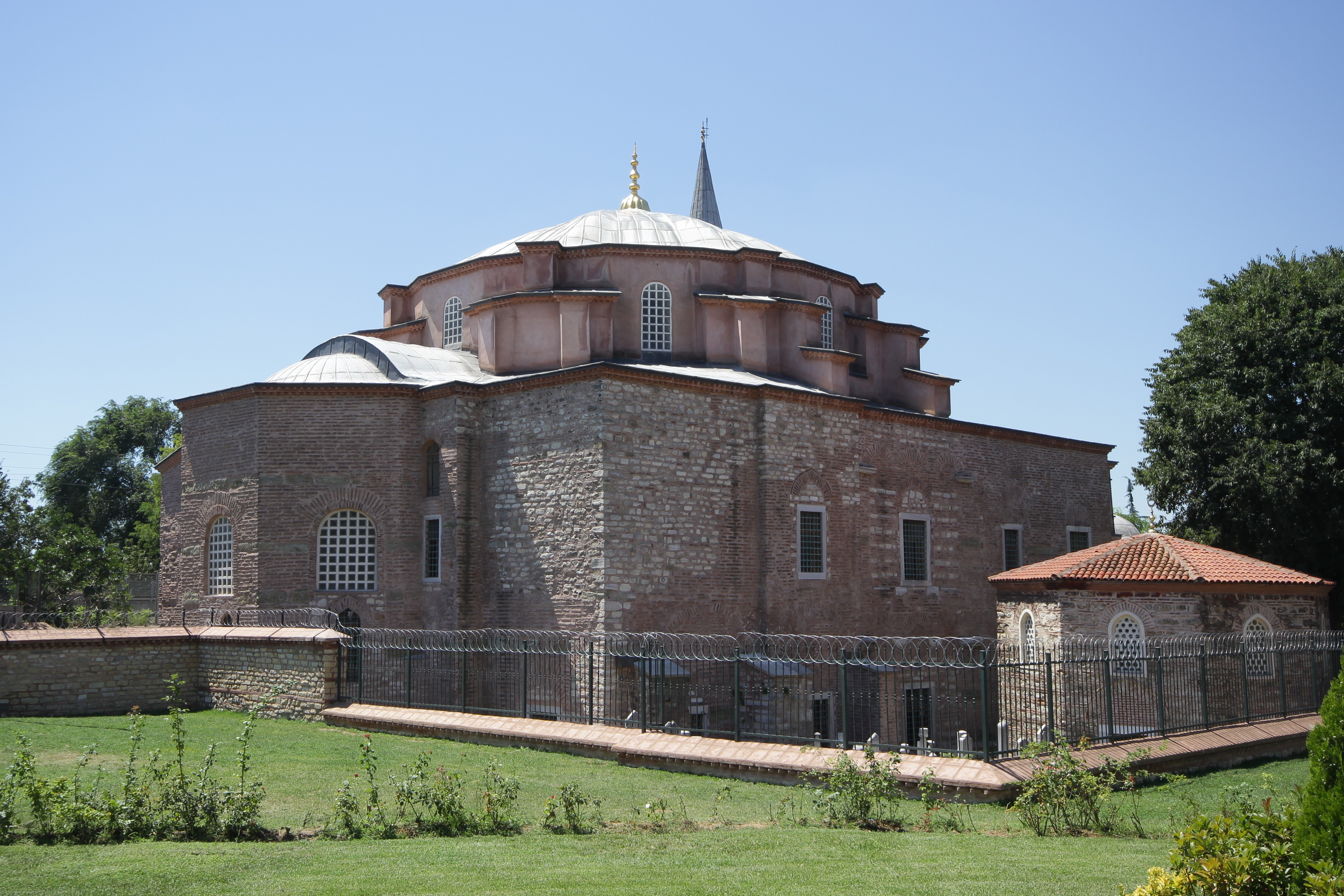
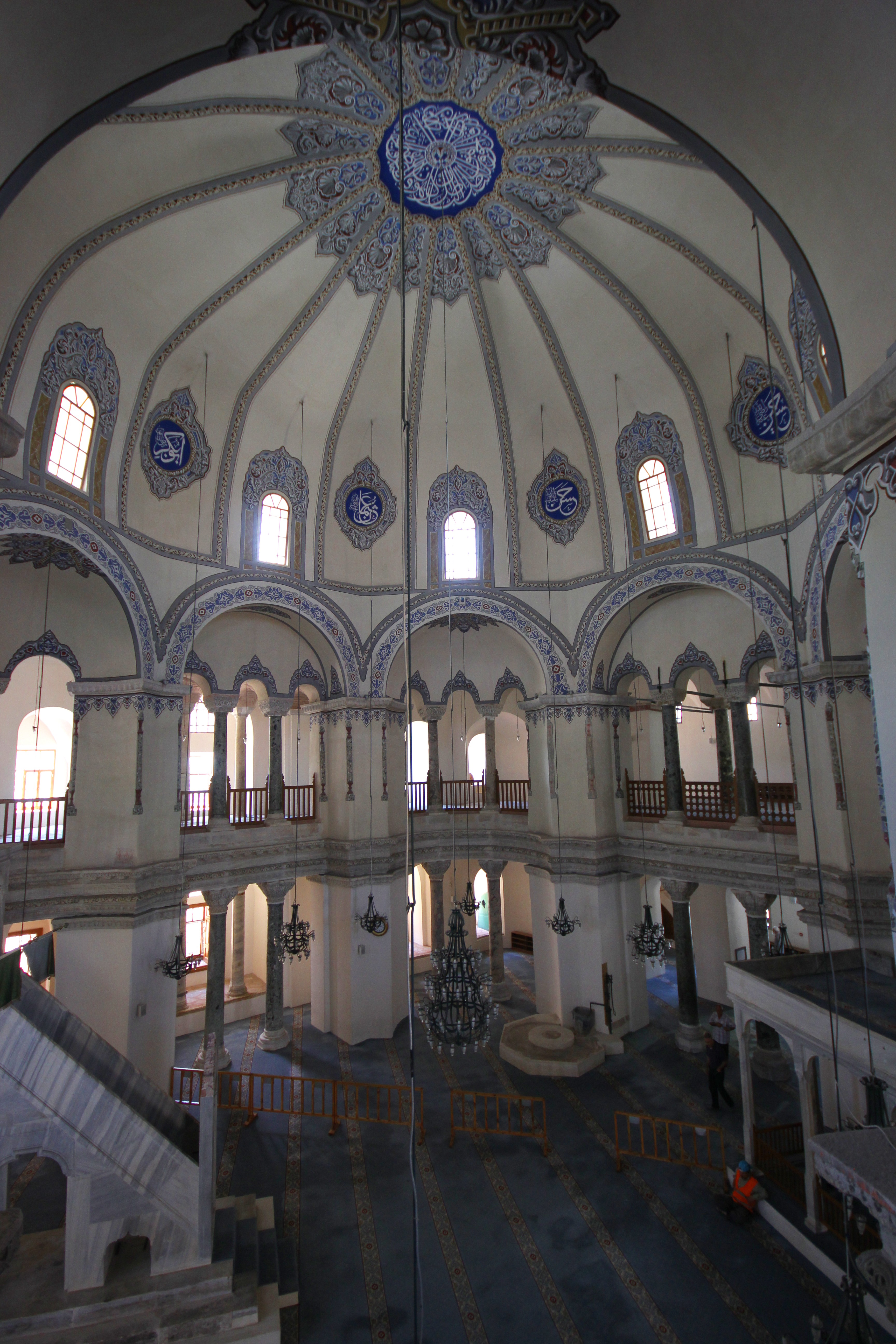

## Divizarea imperiului (1204-1261)

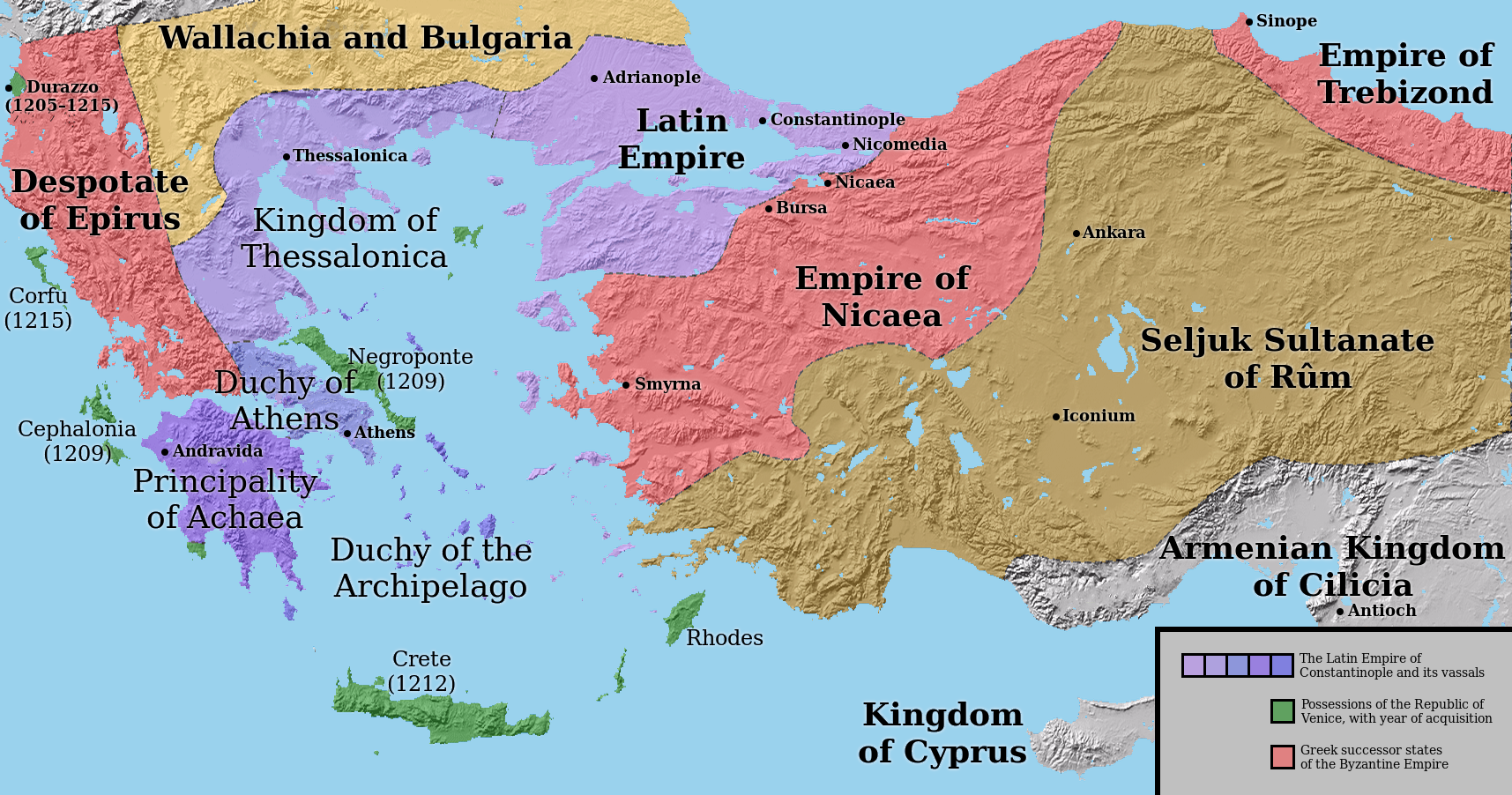
Mediterana Estică după anul 1204

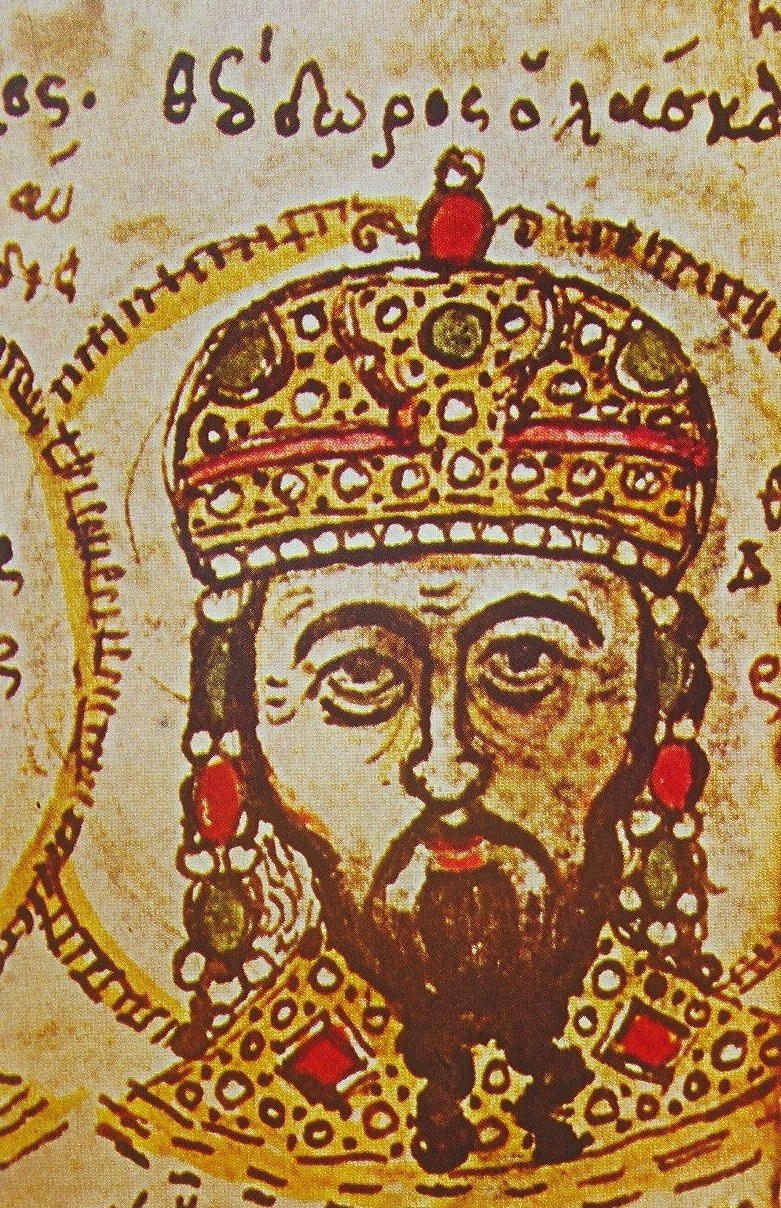
Teodor I Laskaris

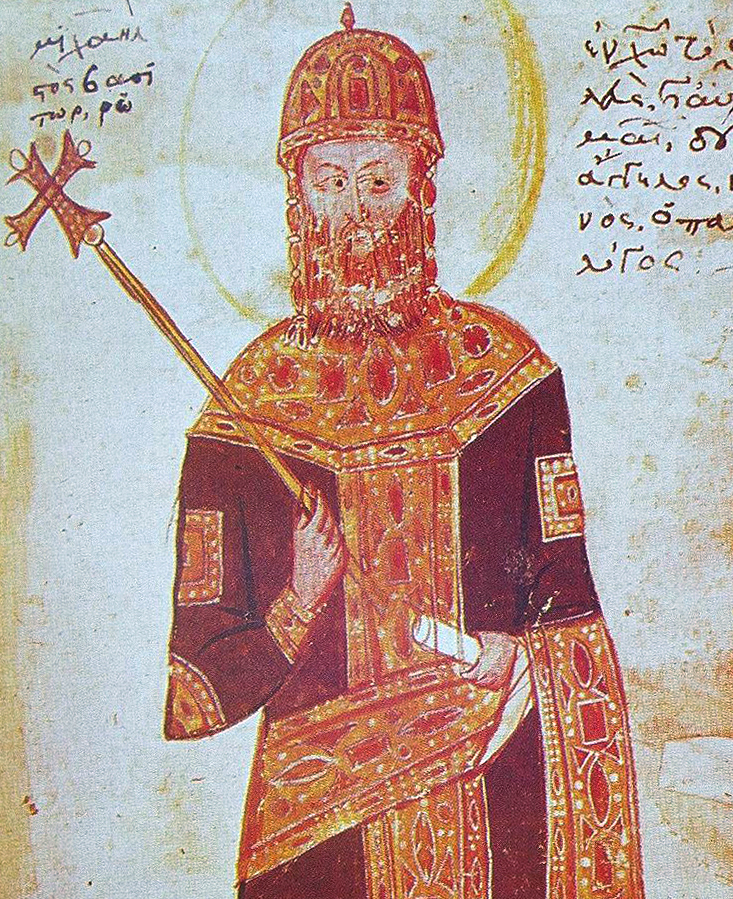
Mihail al VIII-lea Paleologul

## Dinastia Paleolog (1261-1453)

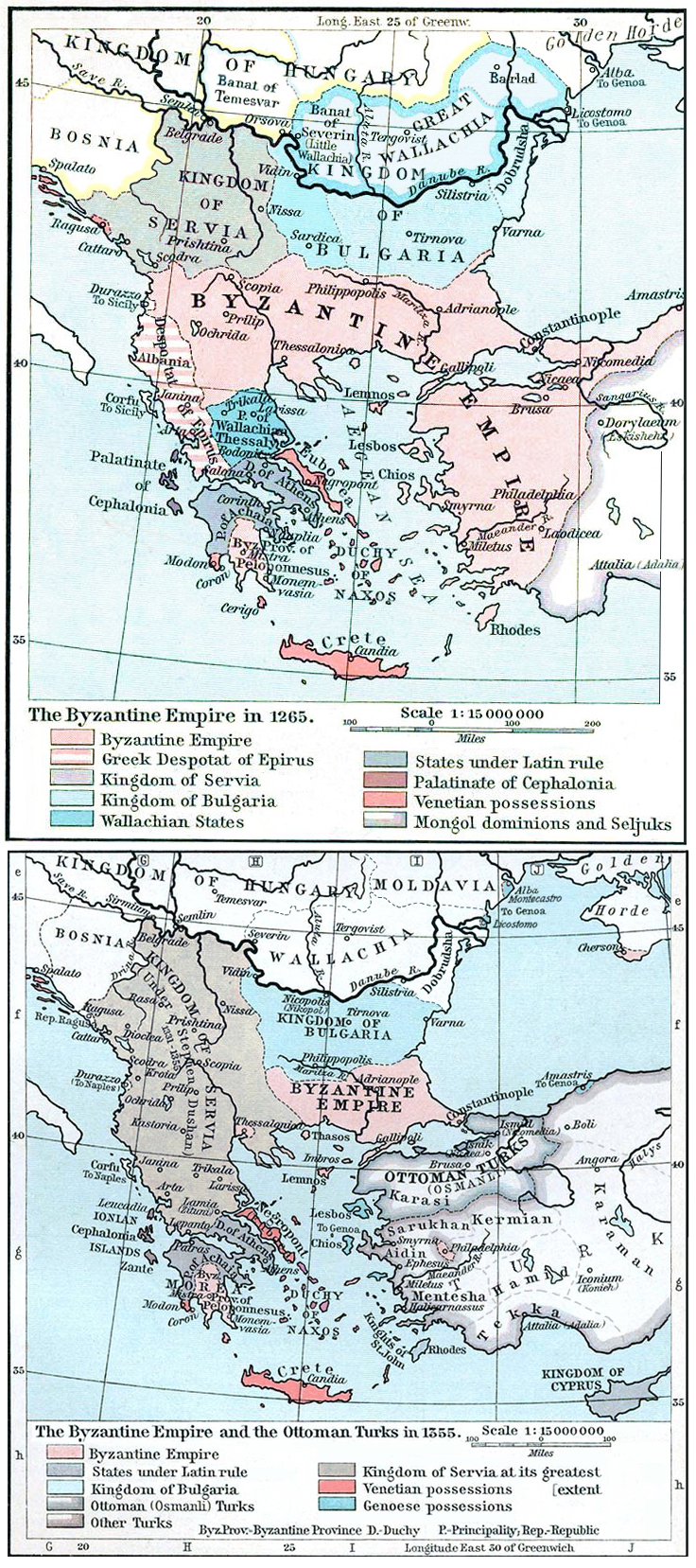
Roz: Imperiul bizantin sub domnia lui Mihail al VIII-lea în 1265 (sus), și sub cea a împăraților Ioan al VI-lea și Matei Cantacuzino în 1355 (jos)

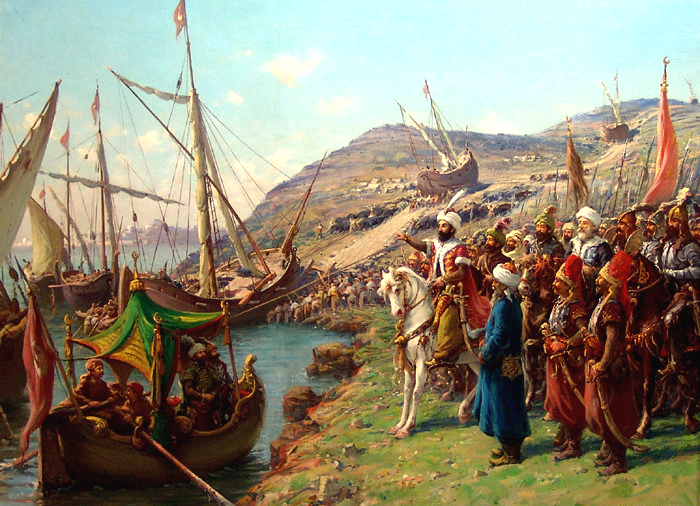
Otomanii pe malul Bosforului.
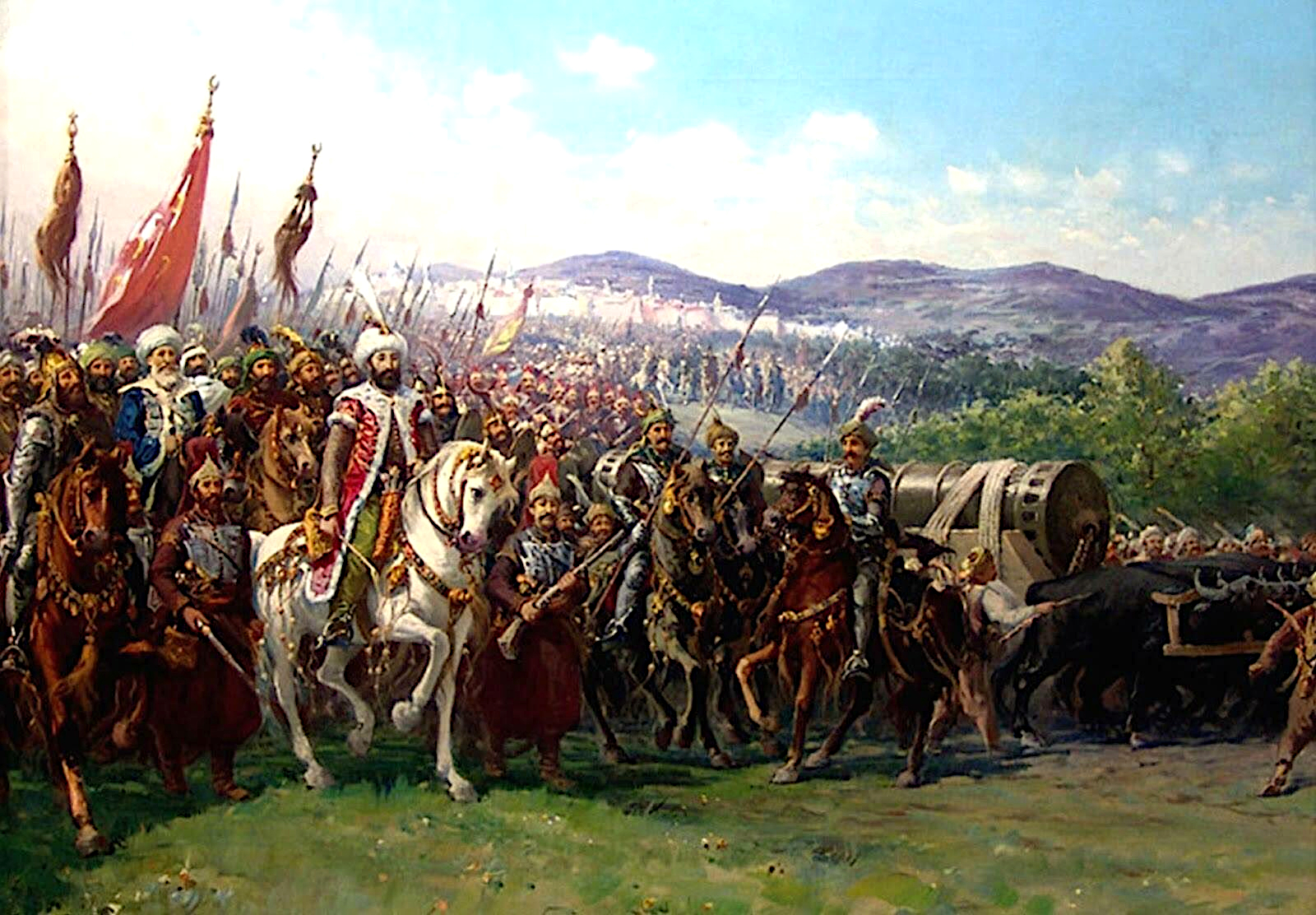
Otomanii asediind Constantinopolul.
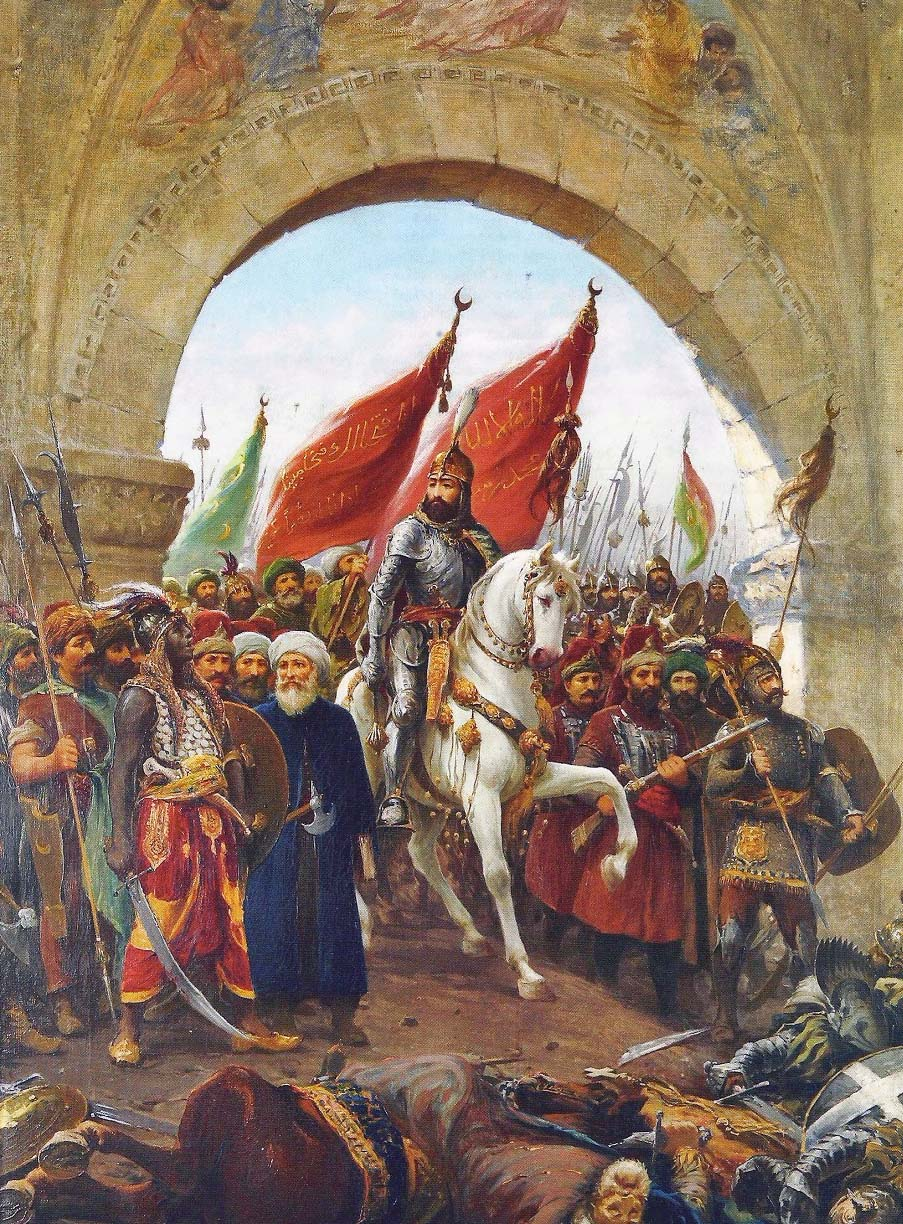
1453: Mehmed al II-lea intrând în Constantinopol.

### Orașul bizantin în secolele X-XI

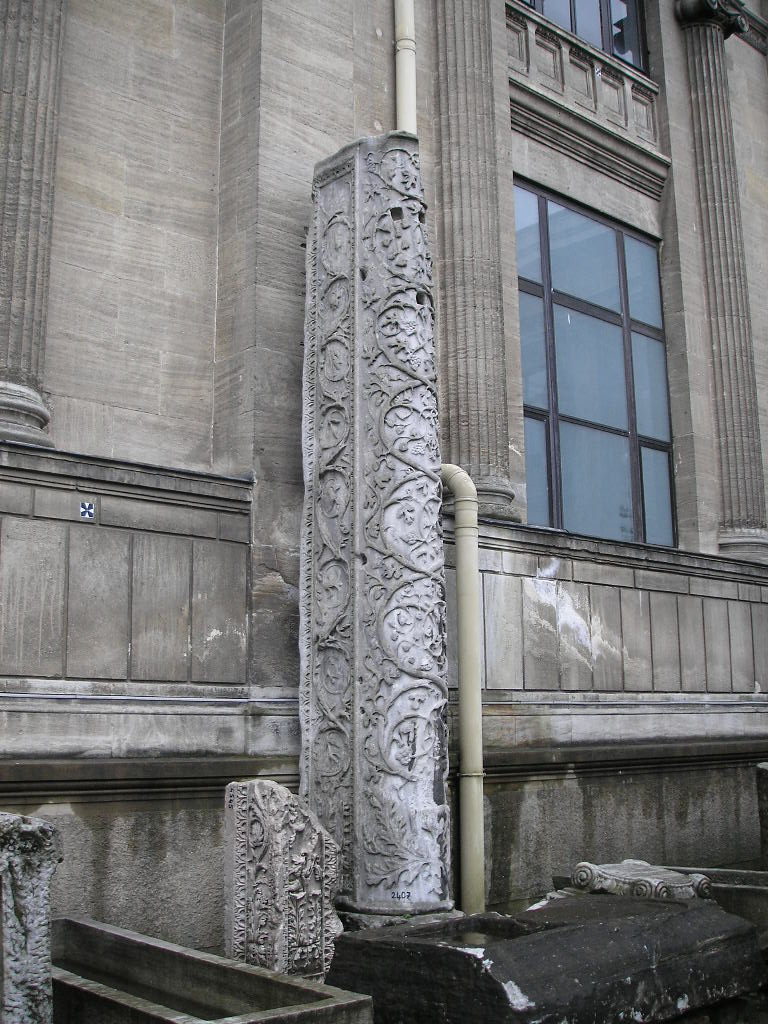
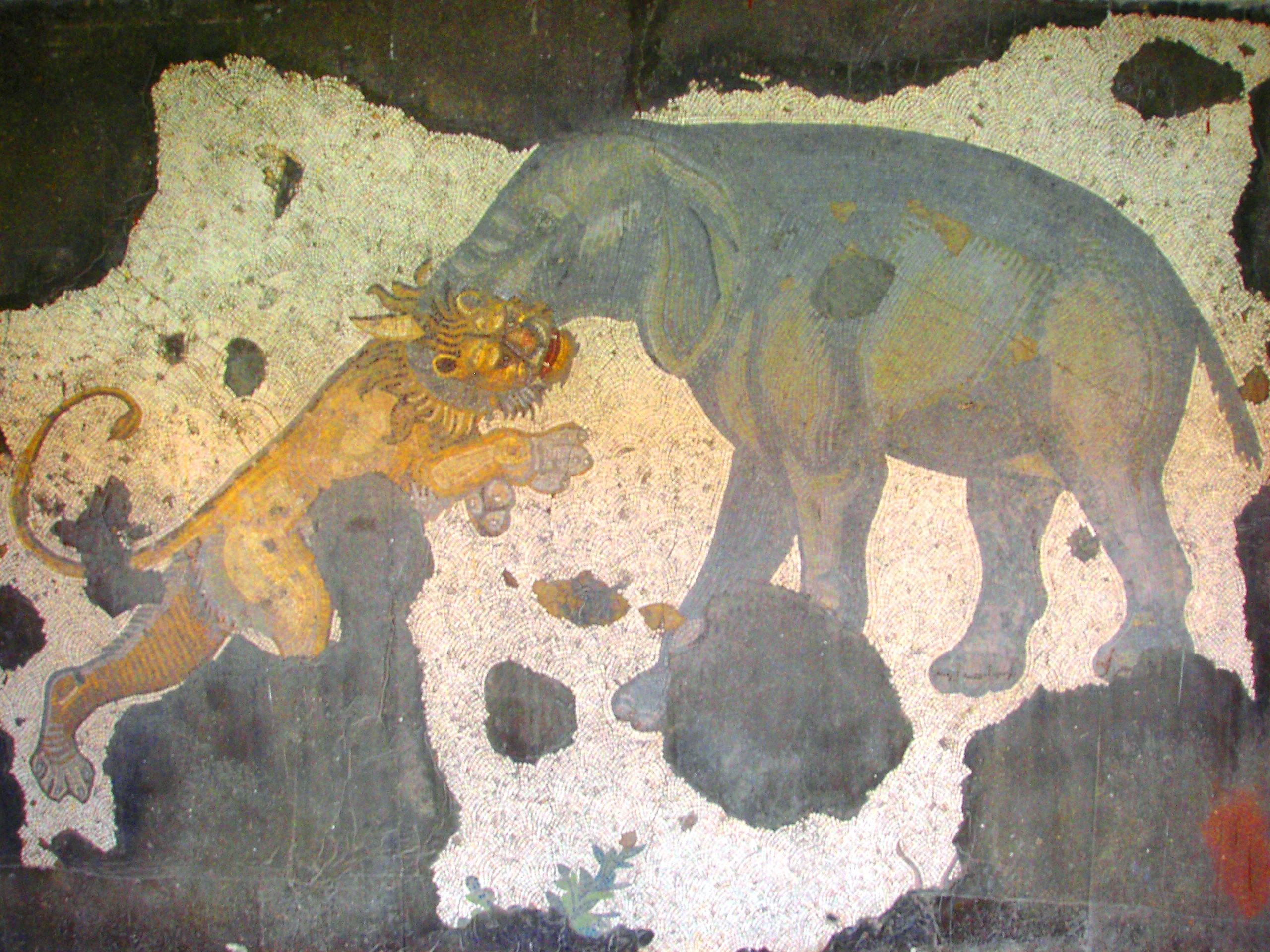
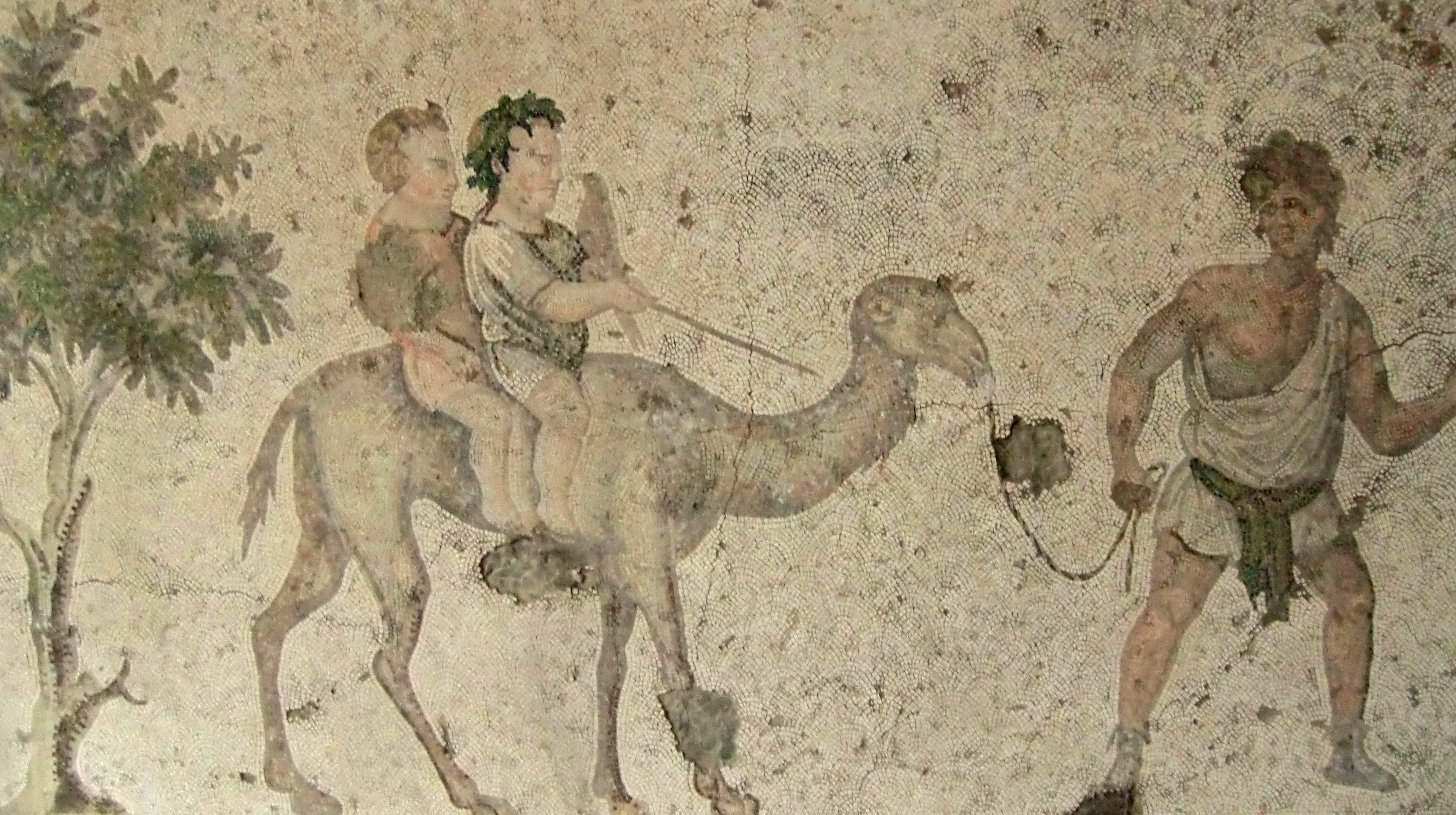
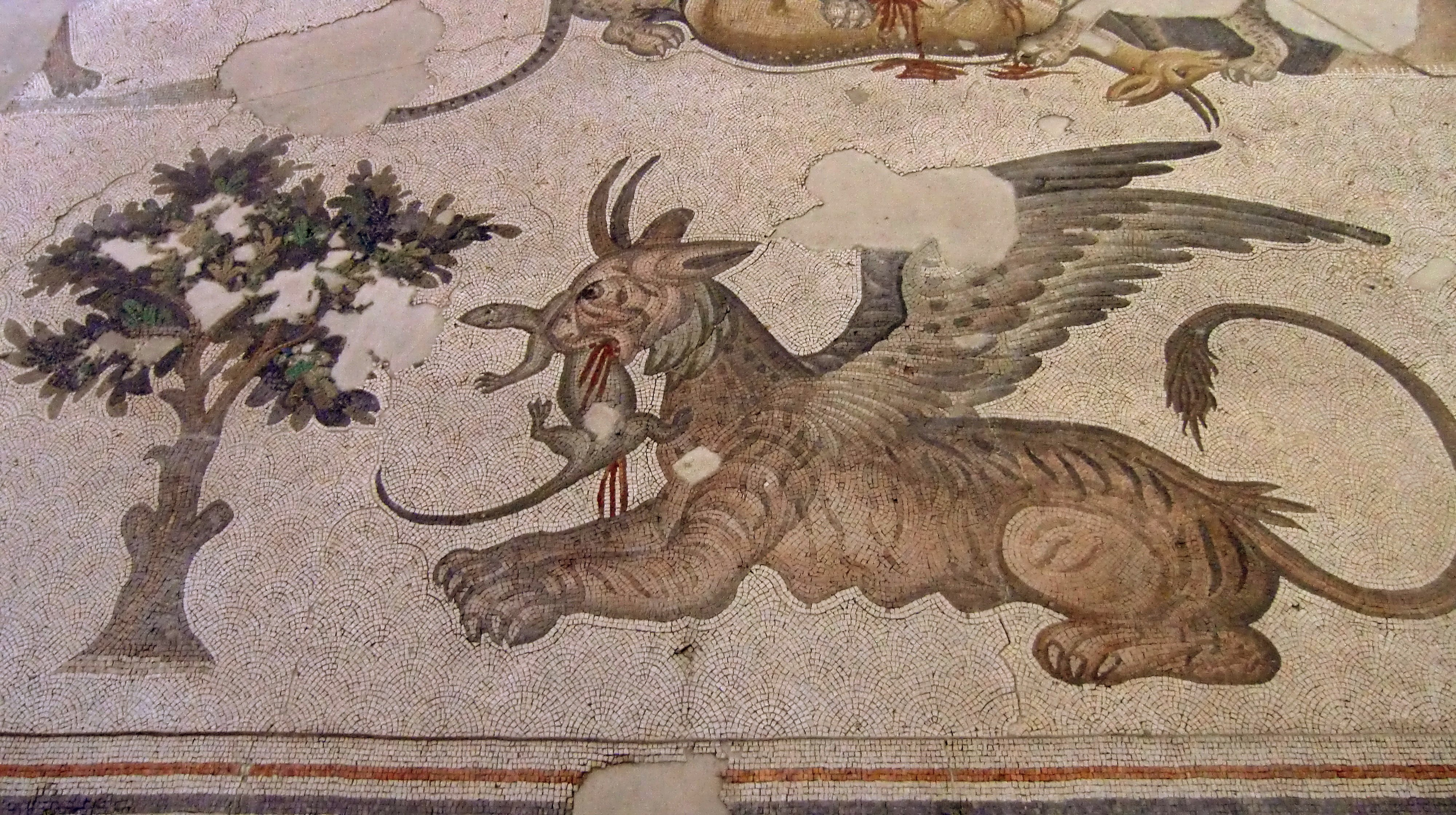
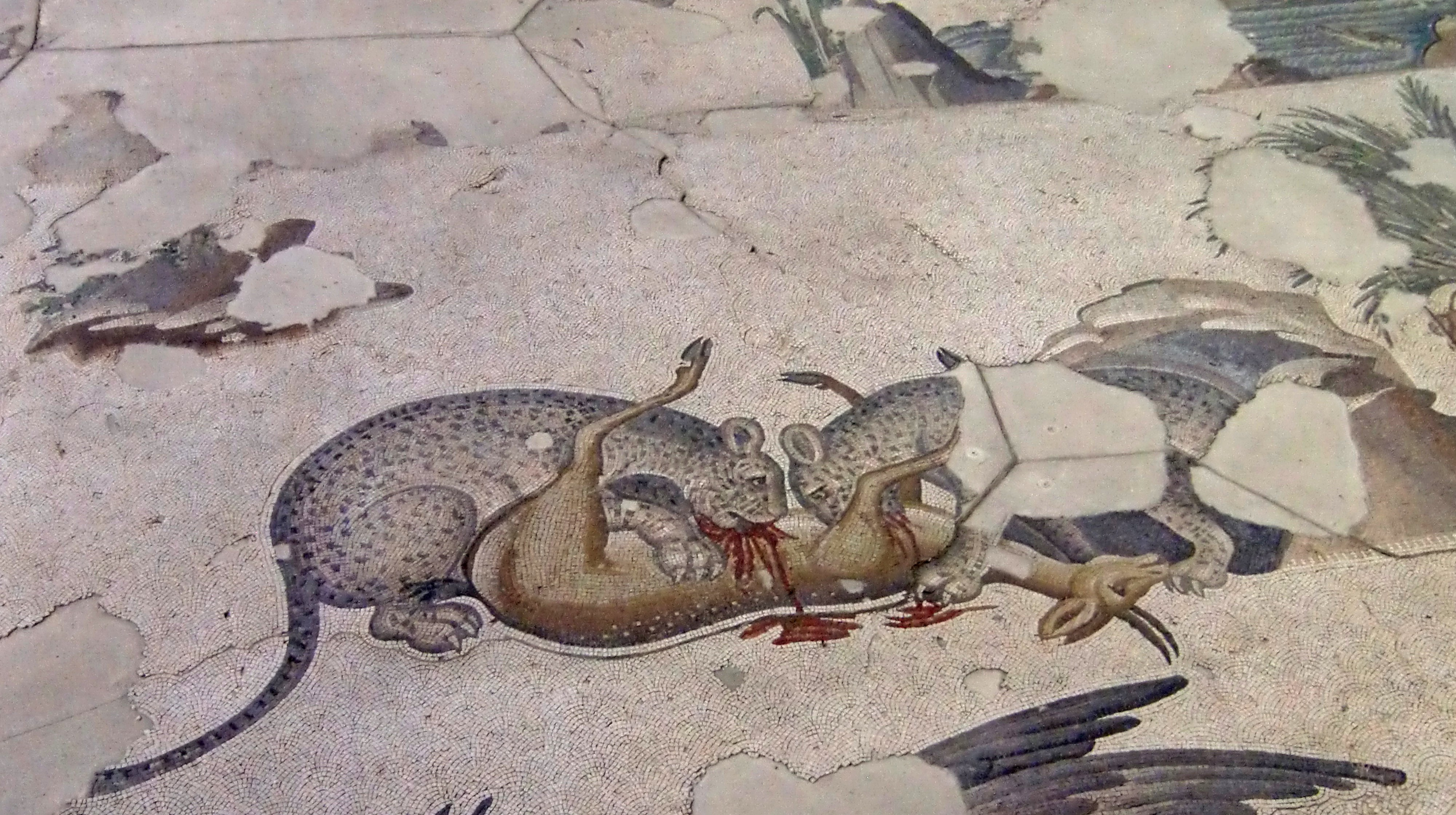
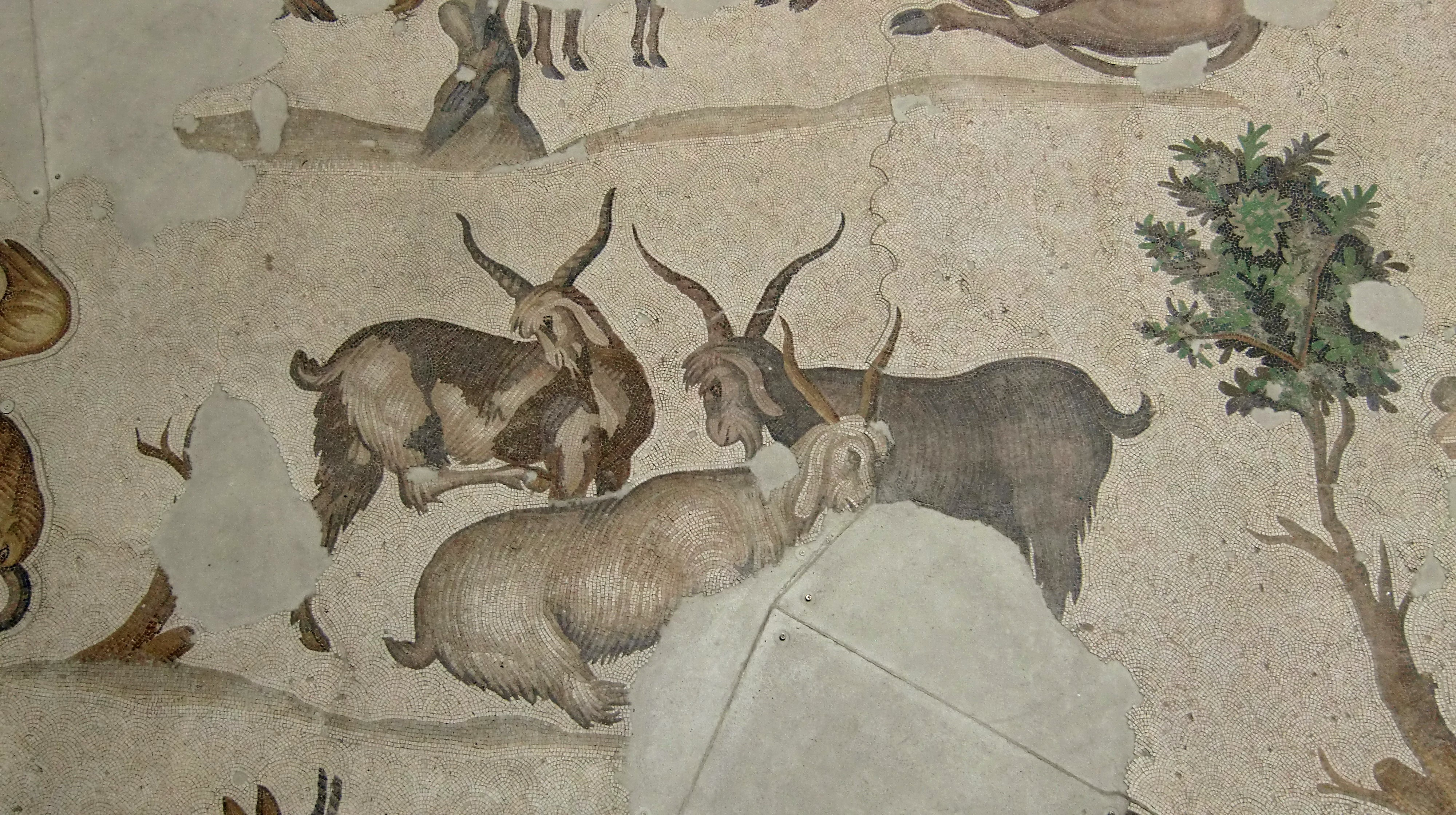
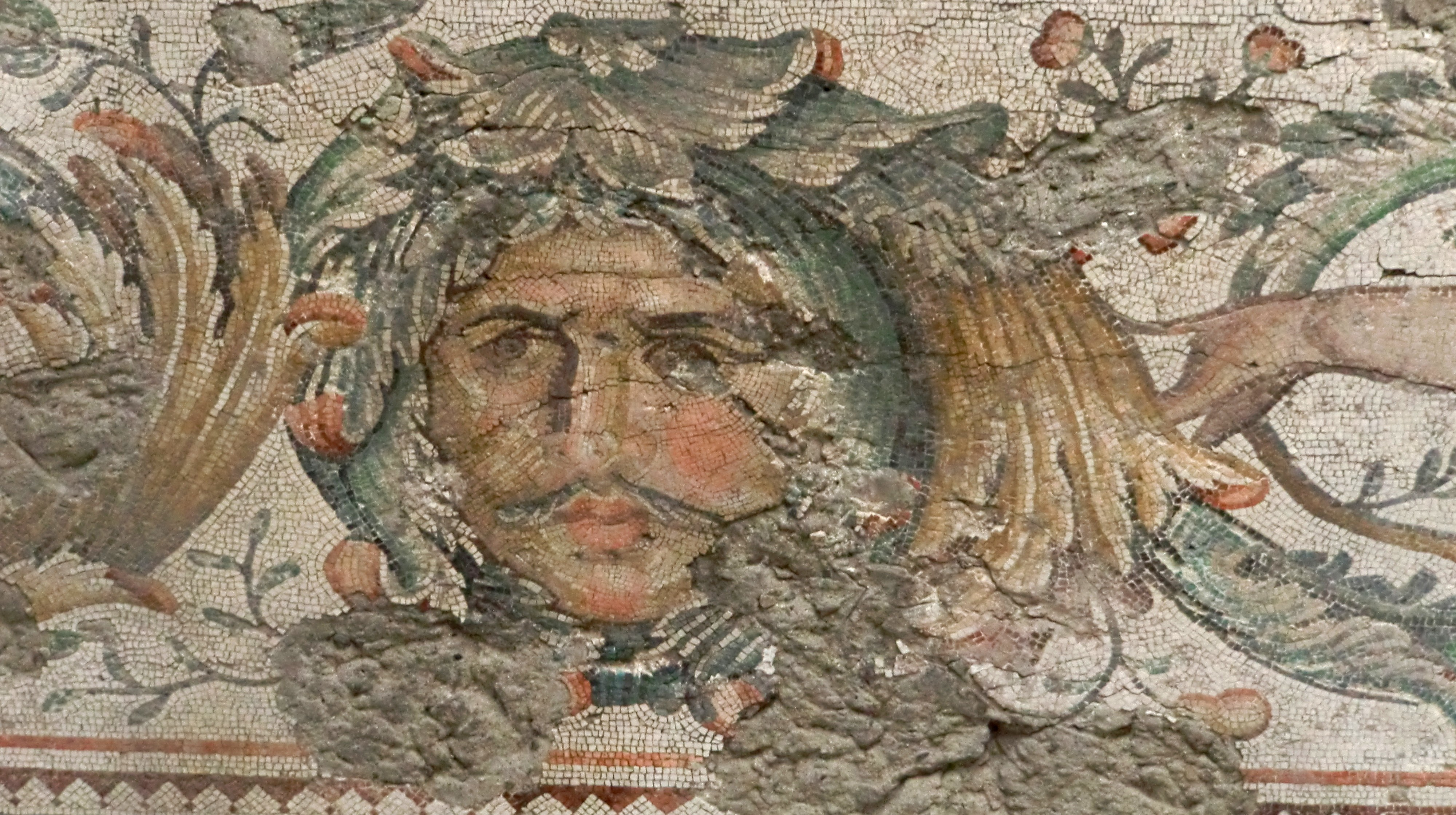
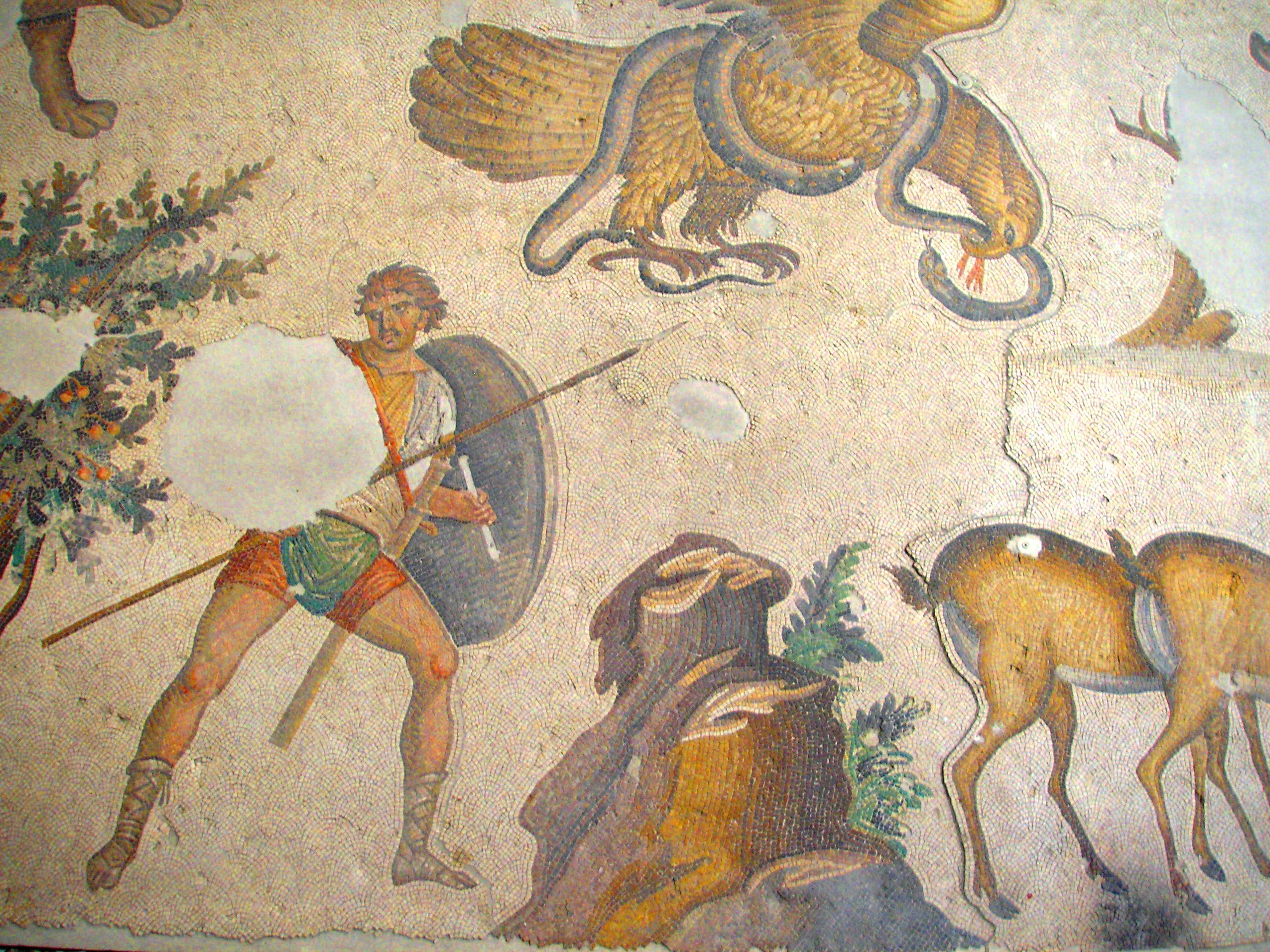
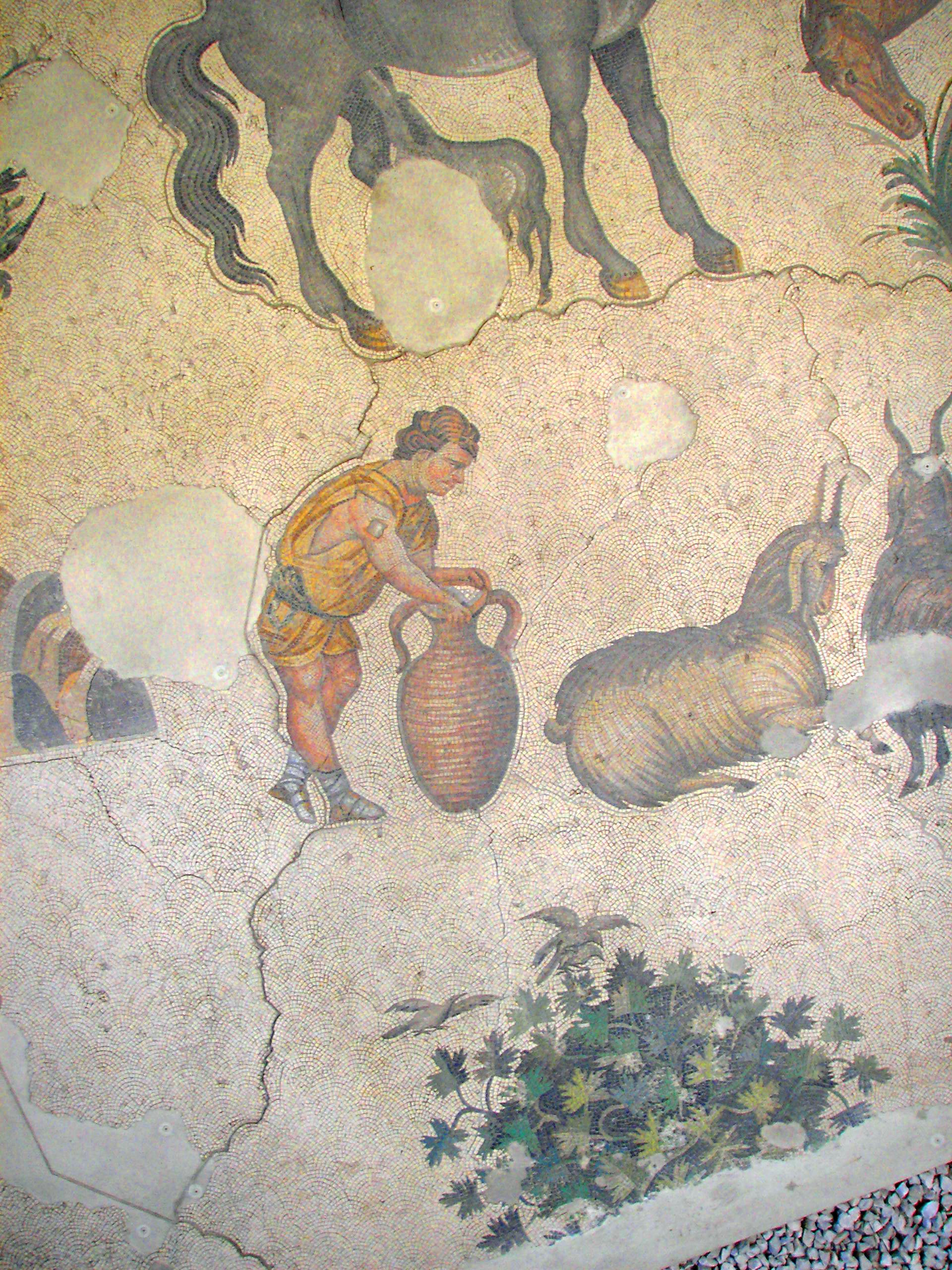

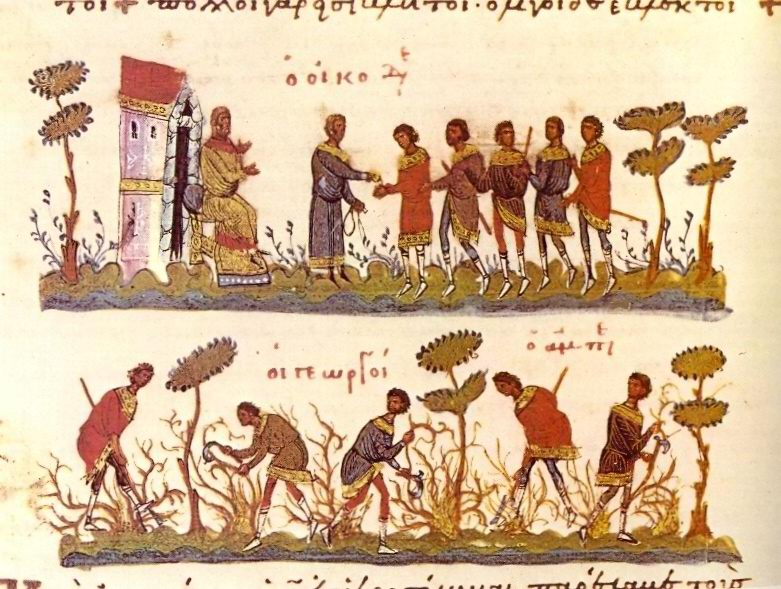
Agricultura la bizantini

În secolul al IX-lea, după o perioadă de declin, a avut loc o reanimare a vieții urbane în statul romeilor, având la bază nomisma, moneda bizantină. Procesul de reanimare a fost strâns legat de reluarea controlului asupra principalelor drumuri comerciale, în condițiile marii expansiuni militare bizantine din sec. IX-X. Comerțul era practicat pe trei direcții: 
- spre occident: pe Valea Dunării către Europa centrală și prin Peninsula Balcanică, de la Thessalonic-Ochrida-Dyrrachium, până în Italia.
- spre nord-drumul de la varegi la greci, de la rușii scandinavi, pe Nipru, spre Marea Neagră și către Constantinopol
- spre orient, cu multe ramificații: drumul mătăsii, prin Asia Centrală către Trapezunt, prin Marea Roșie sau Golful Persic

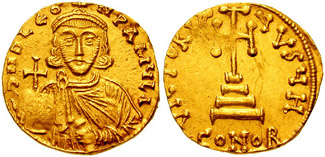
Solidus, reprezentându-l pe Leon al III-lea

Micul comerț avea un rol important pentru vistieria statului, care percepea de la negustori o taxă-commerkion: 10-18% din valoarea mărfurilor. 
Principala sursă care furnizează informații despre organizarea vieții urbane este Cartea Eparhului, atribuită împăratului Leon al VI-lea Înțeleptul, deși ulterior s-a stabilit a fi o culegere de norme și reglementări realizată pe parcursul secolului X. Documentul relevă un tablou amplu al vieții meșteșugărești și comerciale din Constantinopol, acordând o atenție deosebită breslelor, care existau și în alte orașe. 
Eparhul/prefectul orașului era un primar al Constantinopolului, cu atribuții largi, cupand un loc înalt în ierarhia imperială. Funcția de prefect al Constantinopolului a fost menționată prima oară în 359, funcție preluată după cea de la Roma. Ulterior, s-a îndepărtat de modelul roman, titularul ei reprezentând autoritatea supremă în capitală după basileu, conform codurilor de legi. 
În Ecloga lui Leon al III-lea se menționează că eparhul era cel mai puternic în oraș după basileu, iar în Basilicalele lui Leon al VI-lea Înțeleptul se subliniază că toate corporațiile, toți cetățenii, întregul popor imperial de la Constantinopol sunt conduși de eparhul orașului. Eparhul era numit prin edict direct de către împărat, dintre persoanele apropiate, considerate de mare încredere ale acestuia, iar ceremonia de învestitură, în cadrul căreia primea și însemnul funcției sale-centură, este descrisă în lucrarea lui Constantin al VII-lea Porfirogenetul-Despre ceremoniile curții bizantine.
Avea atribuții administrative și juridice considerabile, era responsabil pentru menținerea ordinii în oraș. Avea dreptul de a pedepsi delictele comise, de a supraveghea sclavii eliberați, piețele, spectacolele, manifestările publice, de a interzice intrarea în oraș sau în anumite cartiere a unor indivizi, având sub ordinele sale un corp de poliție urbană. Avea ca sarcina menținerea curățeniei orașului, împodobirea acestuia atunci când basileul ieșea din palatul imperial sau când veneau suverani străini în oraș. Era considerat vocea împăratului, prin intermediul căruia basileul vorbea poporului, iar în perioadele în care suveranul lipsea, eparhului îi era încredințată conducerea capitalei bizantine.
Avea o putere considerabilă, fiind responsabil de prosperitatea orașului. Producția, vânzările, exercitarea unor meserii, corporațiile erau sub controlul direct al acestuia, iar prin reprezentanții săi, calitatea produselor și materiilor prime era controlată. Aceștia limitau beneficiile comerciale, împiedicau realizarea unor stocuri pentru că negustorii să obțină venituri mai mari în perioadele de criză, stabileau prețurile pietelelor, luau decizii privind importul și exportul mărfurilor, acceptau sau expulzau membrii în cadrul unei bresle, deschideau magazine, ateliere sua birouri, rezolvau abaterile grave sau divergențele din cadrul breslelor.
Eparhul dispunea și de un personal auxiliar numeros. Cel mai important serviciu era cancelaria prefectului, care dispunea de un sigiliu propriu pentru corespondență și ordinele acestuia, pentru a fi aplicat pe unitățile de măsură și greutate, că grantie a respectării normelor și a garanției calității produselor. 
Supravegherea breslelor era încredințată unui personal numeros condus de locțiitorul eparhului, legatharios, numit de prefect cu aprobarea împăratului, cu sarcina specială de a supraveghea și importurile și exporturile, precum și pe negustorii străini veniți în oraș. Printre auxiliari se află și un inspector maritim, care controla navele din porturile orașului, la intrare și la ieșire.
La începutul secolului XI, eparhul a devenit un mare personaj principal al statului. Un eparh ca Roman Argyros a devenit basileu în 1028 după ce s-a căsătorit cu porfirogenetă Zoe. La sfârșitul secolului XI, puterea împăratului a intrat în declin, iar o parte din atribuțiile sale au fost preluate de alți magistrați. În secolul XII, instalarea negustorilor italieni la Constantinopol, în cartiere proprii, a restrâns autoritatea eparhului, însă funcția se menține până la cucerirea otomană.
La conducerea corporațiilor se aflau "prostatai"sau "exarchoi", iar în fruntea corporației notarilor era primicerul. Nu fiecare corporație avea câte un șef. Există câte un singur șef pentru breslele notarilor, argintarilor, negustorilor de țesături siriene, săpunarilor și șelarilor. Corporațiile aveau mai mulți șefi: cârciumări, negustori de pește, nestorii de porci, negustorii de mătase brută. Erau bresle care erau conduse de șefi că cei ai bancherilor, ai negustorilor de mătase, ai torcătorilor, ai parfumeurilor. Nu existau norme speciale pentru aceștia.
Șeful corporației era numit direct de către eparh, ales din rândurile membrilor breslei. În cazul corporației notarilor, succesiunea îi revenea celui mai în vârstă, aprobat de toți colegii săi. 
Șefii corporațiilor reglementau relațiile cu statul, reprezentat de eparh, asigurau respectarea normelor și reglementărilor care priveau corporația , anunțau abaterile grave și pedepseau pe cele mai puțin importante, comunicau reprezentantului prefectului sau acestuia mărfurile străine cumpărate de corporații. 
Conform Cărții Eparhului, pentru a intră într-o breaslă, o persoană trebuia să nu fie membru altei corporații, nu trebuia să fie un străin, să fie un om liber, să-i fie verificată capacitățile și integritatea morală , (precum candidatul pentru breaslă notarilor care trebuia să dovedească onestitate, elocventă, că deține o memorie bună și cultură juridică solidă), să fie acceptat de ceilalți membri , de șeful corporației și prefect și să plătească o taxa. 
Se stabilea numărul membrilor decât pentru corporația notarilor. Abaterile grave erau pedepsite sever prin ras, biciuire, tăierea mâinilor. 
Persoană care dorea să deschidă un birou sau un magazin sau să înceapă o activitate comercială trebuia să facă parte din corporația care se ocupă de domeniul respectiv în care dorea să profeseze și să fie aprobat de eparh. 
Producerea purpurei și a altor stofe de lux era interzisă în atelierele urbane, fiind sub monopolul statului, realizată numai în atelierele palatului imperial pentru uzul curții și pentru darurile acordate principilor străini. În Bizanț există un număr mare de bresle care aduceau venituri importante, fiind tot mai specializate. Are loc o separare clară între producători și negustori: torcătorii de mătase, țesătorii, vopsitorii, negustorii de mătase brună, negustorii de haine de mătase, negustorii de țesături de mătase siriană.
Intervenția statului viza comerțul intern și încerca să evite crearea unor surplusuri de mărfuri, bună aprovizionare a orașului pentru a împiedică izbucnirea crizei în capitală, o eventuală revoltă a populației putând pune în pericol tronul imperial. 
Activitățile comerciale și economice se desfășurau în locuri bine stabilite, centrul capitalei fiind rezervat comerțului cu articole de lux-bijuterii și parfumuri, de-a lungul străzii Mese. Cei care vindeau produse care emanau mirosuri erau nevoiți să o facă la marginea orașului pentru a nu deranja populația. Numai băcănii puteau deschide magazine în întreg orașul pentru a vinde mărfuri de prima necesitate. Unitățile de măsură și greutate erau controlate , iar delicte precum vânzările cu produse de calitate inferioară, falsificarea monedelor sau alterarea metalelor prețioase erau aspru pedepsite.
Vânzarea purpurei și a bijuteriilor în afară imperiului era interzisă. Cantitatea mărfurilor exportate era stabilită de autorități, fiind subordonată necesităților capitalei. 
Activitatea economică bizantină era dirijată de autorități în benefiul statului și al populației bizantine, pentru asigurarea ordinii în oraș și evitarea apariției oricărei nemulțumiri sau revolte în capitală ce putea amenința tronul imperial.

### Relațiile dintre Bizanț, Papalitate și Carol cel Mare

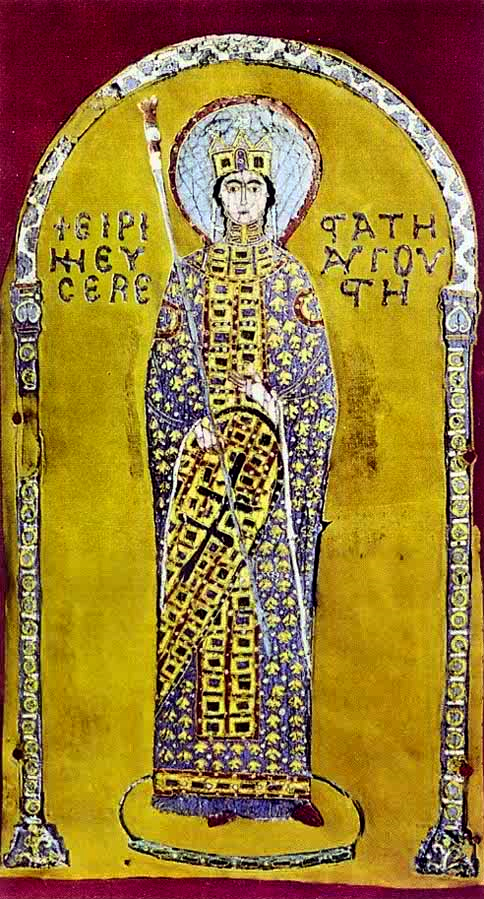
Irina

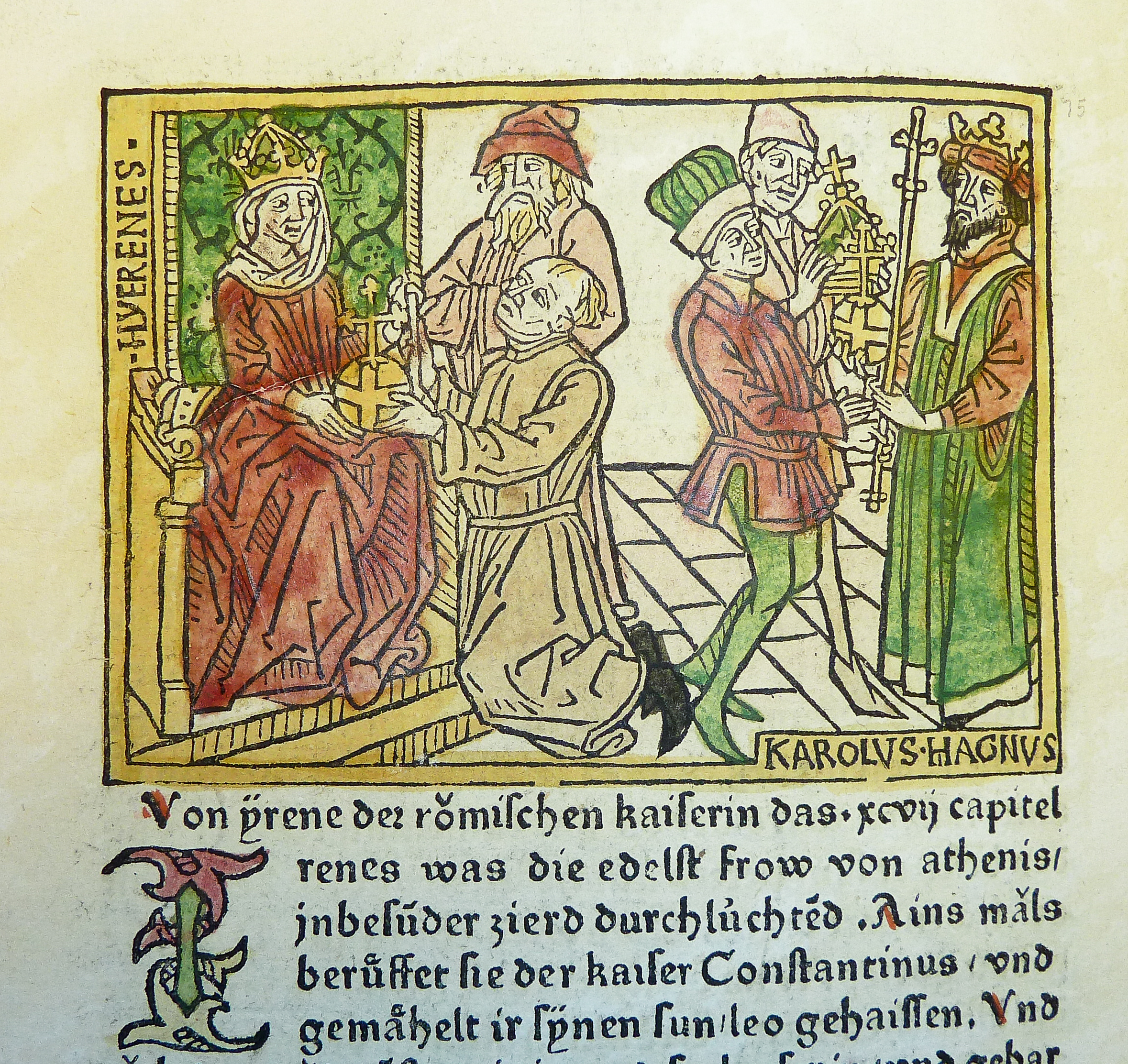
Irina și Carol cel Mare

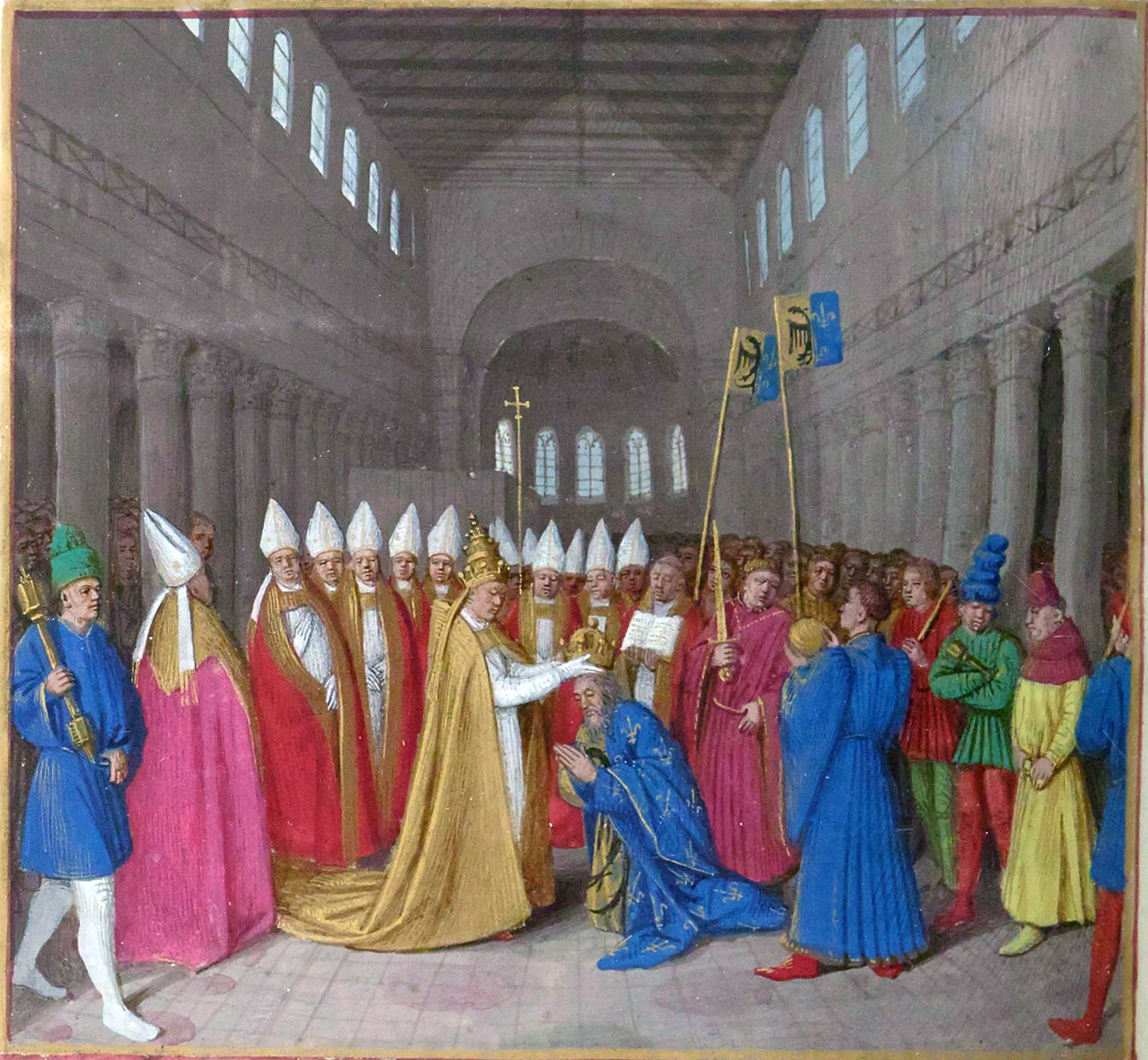
Încoronarea lui Carol cel Mare

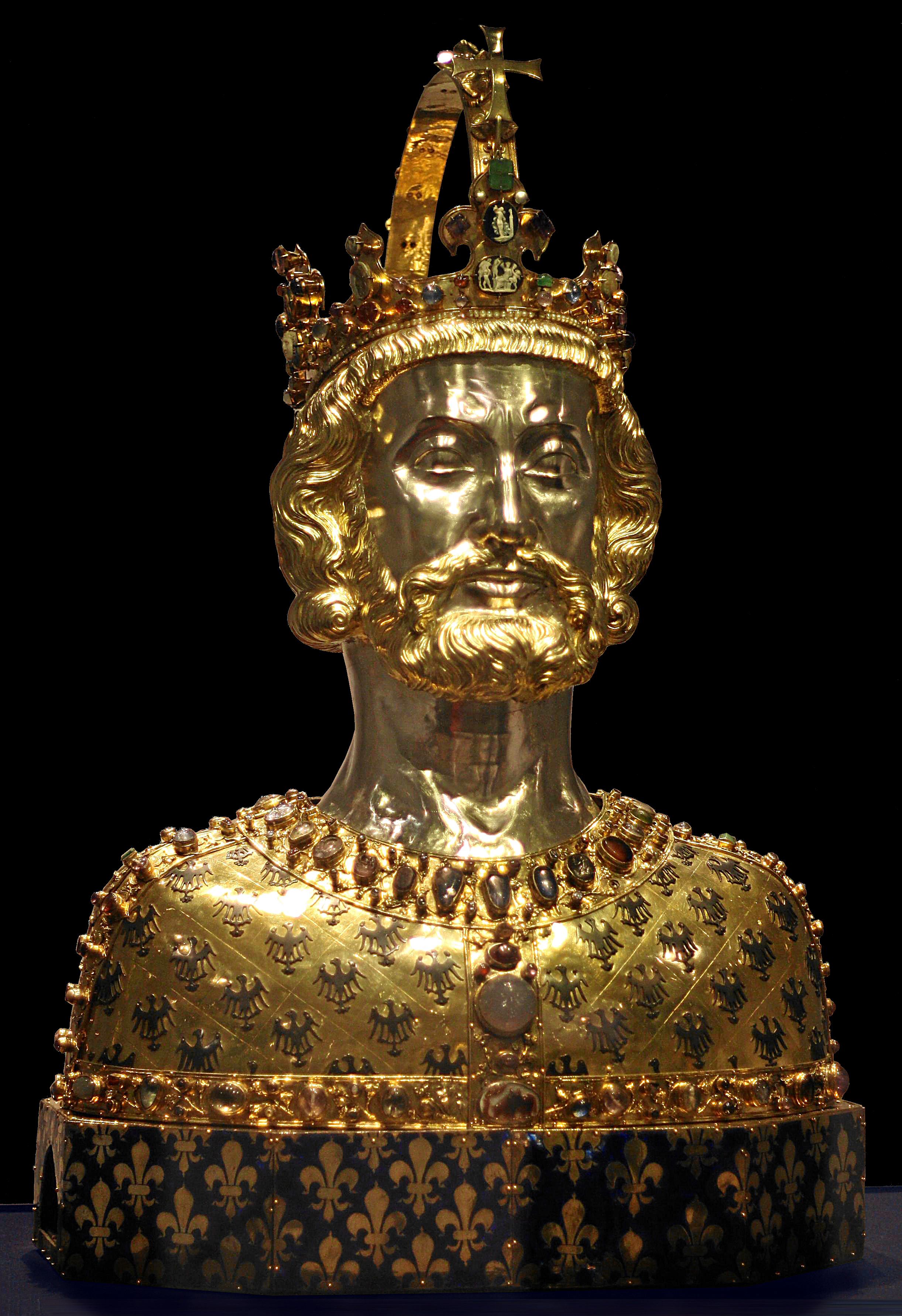
Carol cel Mare

### Relațiile cu Rusia

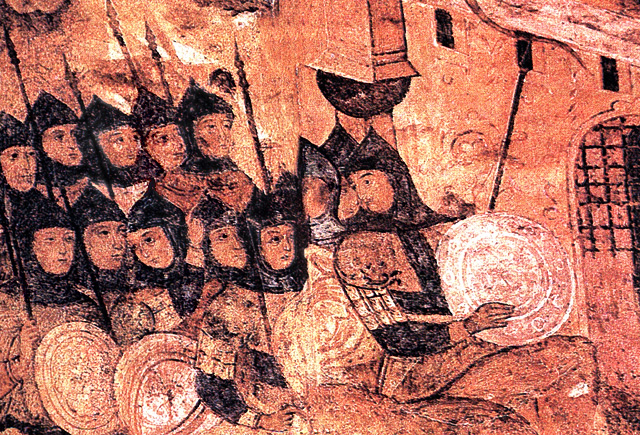
Asediul Constantinopolului în 860

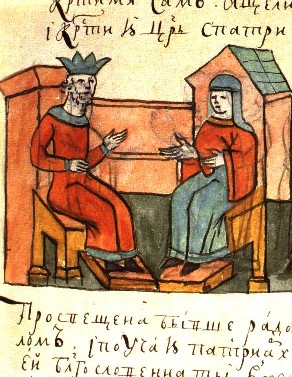
Olga primită de Constantin al VII-lea

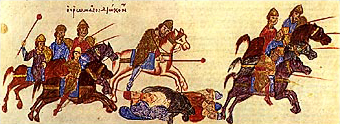
Înfrângerea armatei lui Sviatoslov de către bizantini

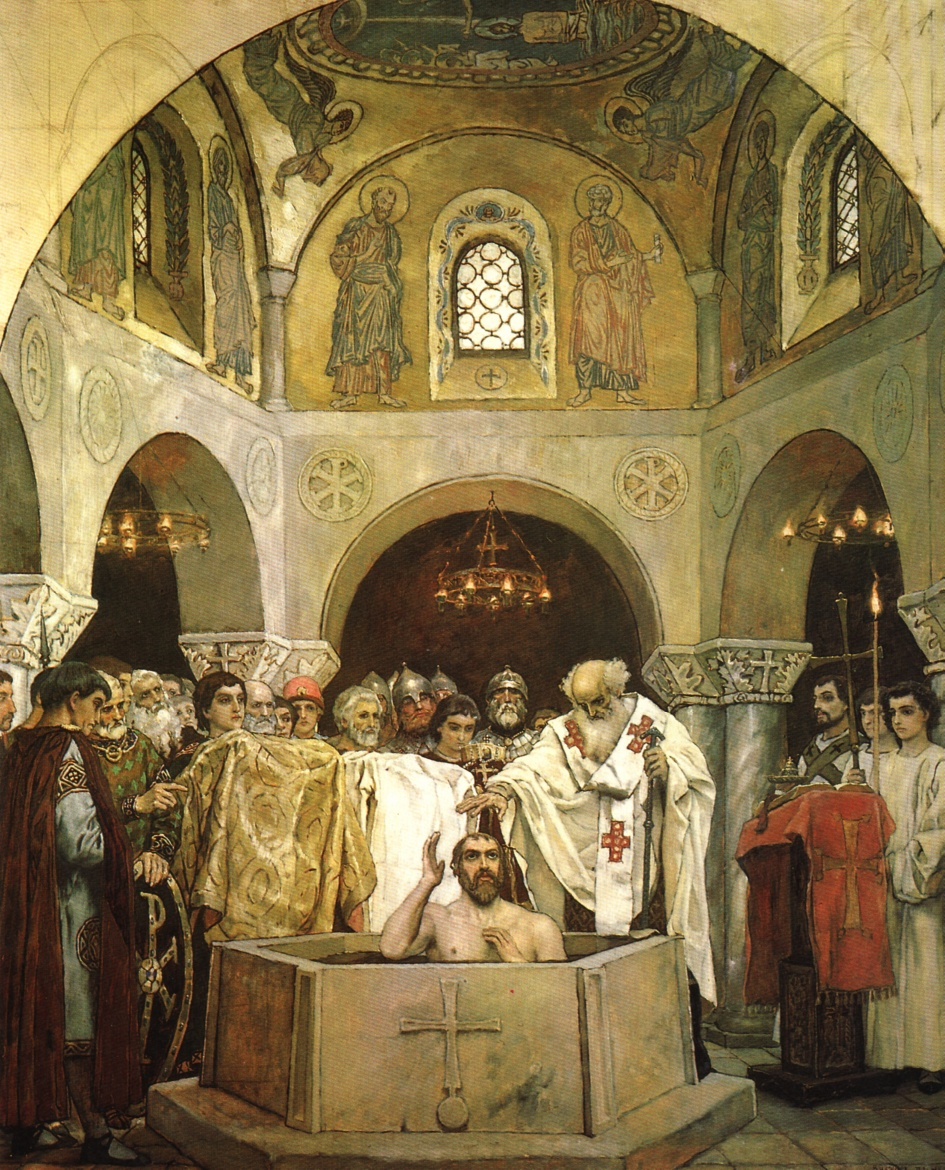
Botezul lui Vladimir în rit ortodox

## Ideologia Imperială

### Secolele IV-IX

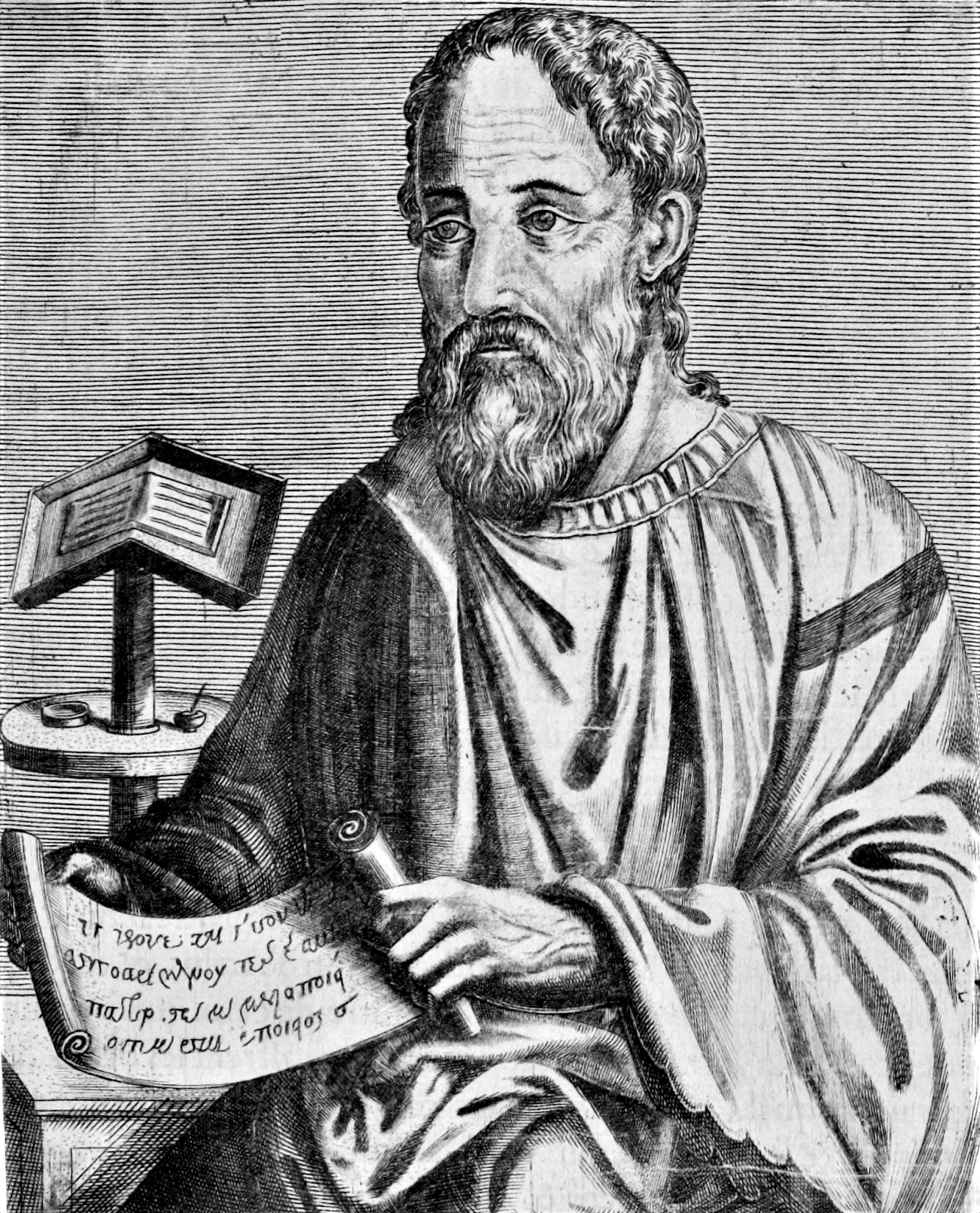
Eusebiu din Cezareea

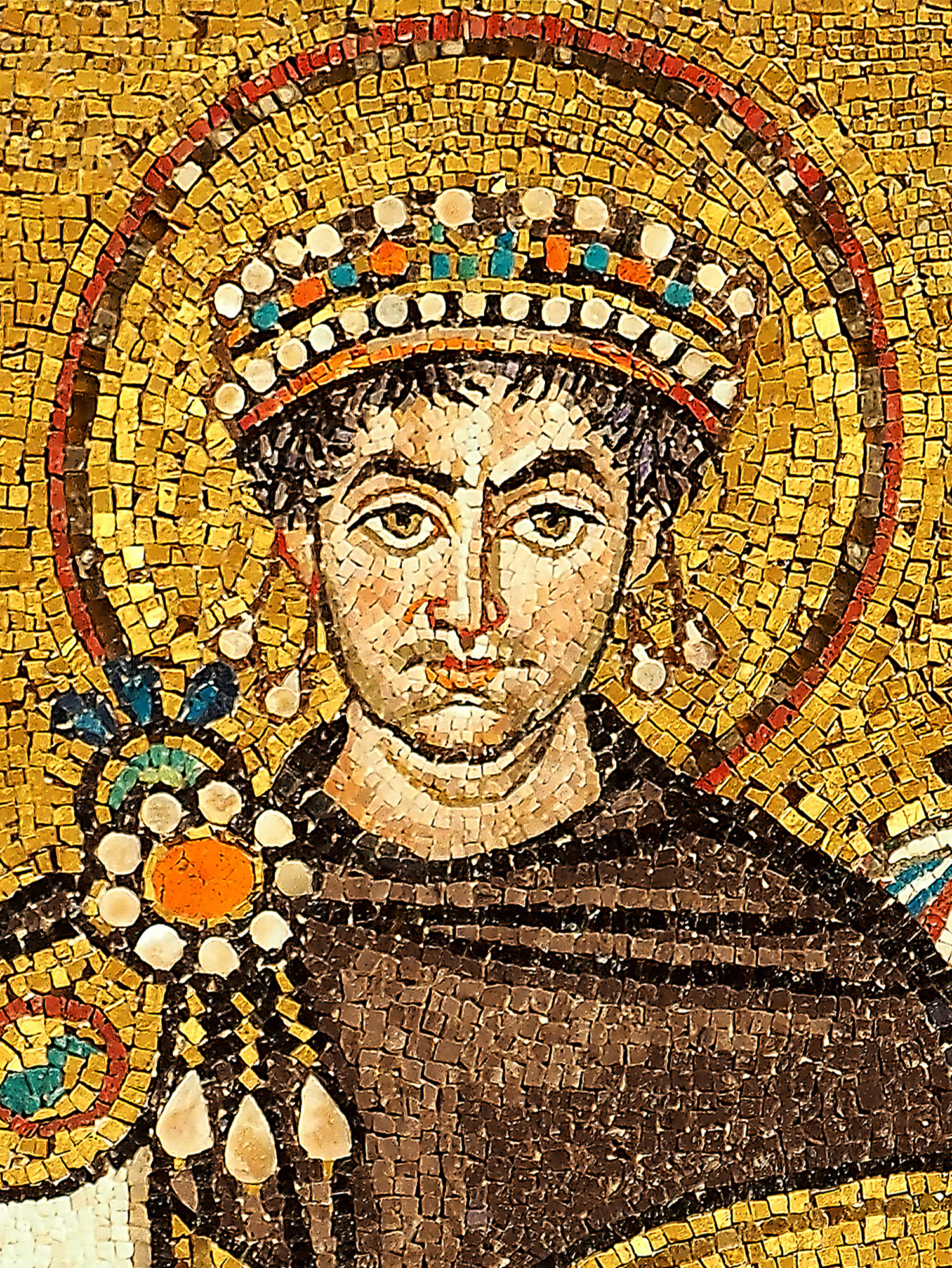
Portretul lui Iustinian - model de împărat bizantin/roman de răsărit în privința vestimentației imperiale impunătoare; se observă și aura specifică sfinților

Ideea imperială a unui imperiu infinit în spațiu-timp a fost de origine orientală, fiind preluată de la greci de către romani, apoi de către bizantini.
Eusebiu de Cezareea a fost considerat ca fiind teoreticianul ideologiei imperiale bizantine. El și dascălul său au fost victime ale persecuțiilor creștine din timpul lui Dioclețian. A fost închis, însă a fost eliberat în timpul lui Galerius și a devenit unul dintre consilierii apropiați ai lui Constantin cel Mare.A participat la Conciliul Ecumenic de la Niceea din 325 și a încercat o formulă de compromis care nu a avut succes, fiind adoptată formula episcopului Alexandrei. 

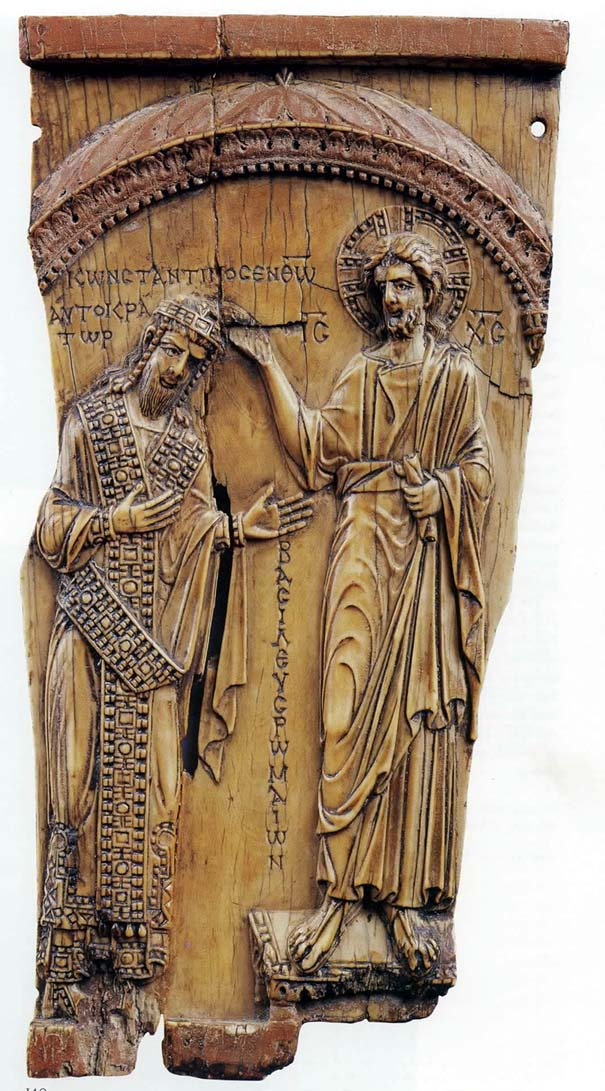
Constantin al VII-lea Porfirogenetul, încoronat de Hristos ca basileu și autocrator

Eusebiu de Cezareea a scris multe lucrări și o cronică universală în care a introdus dimensiunea cronologică. A inaugurat genul istoriei ecleziastice. A scris „Vita Constantini” și discursul festiv rostit în 336 cu prilejul aniversării de 30 de ani de domnie a împăratului Constantin. Consideră că existența imperiului roman era expresia voinței lui Dumnezeu și a împărăției divine, ierarhia terestră fiind preluată după cea cerească. Romanii se considerau a fi noul popor ales al lui Dumnezeu. 
Imperiul era unic și universal și stăpânea omenirea.Nu avea limite spațiale și cuprindea întreaga lume cunoscută. Orice expansiune era justificată prin impunerea credinței creștine asupra tuturor popoarelor. Nu avea limite temporale, finalitatea fiind intrarea imperiului terestru în planul divin. 

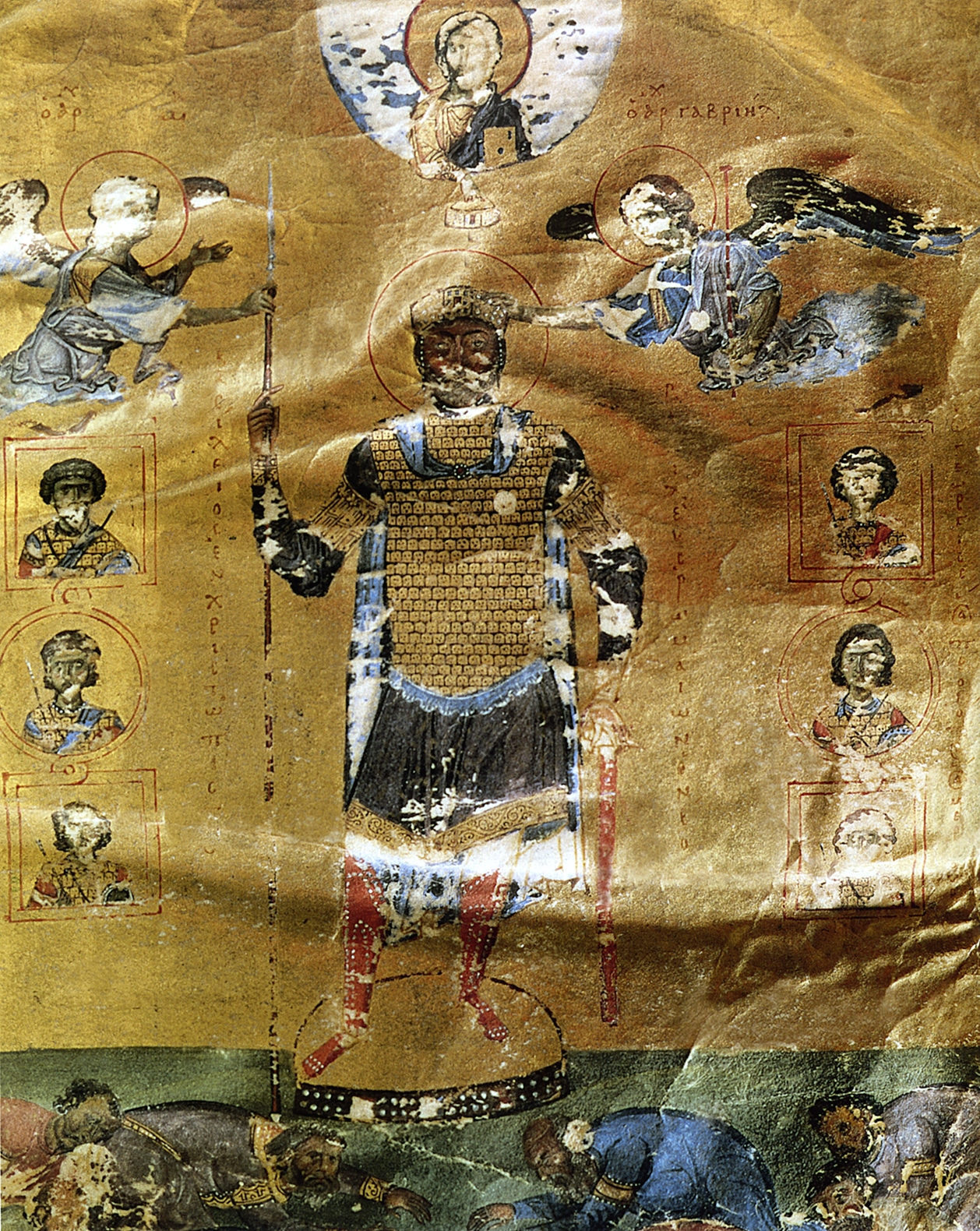
Ținuta de războinic a împăratului Vasile al II-lea

Puterea împăratului era legitimată de Dumnezeu, împăratul fiind reprezentantul și alesul lui Dumnezeu pe pământ. Orice act al împăratului era inspirat de divinitate, fiind un imitator al gesturilor lui Hristos. Avea ca misiune providențială încredințată de divinitate de a face ca creștinismul să domnească asupra întregului pământ. Împăratul era considerat un nou Moise desemnat de Dumnezeu pentru a conduce noul popor ales. Împăratul era considerat cel de-al treisprezecelea apostol, având o putere sacră. Împărații bizantini erau reprezentați cu aura specifică sfinților încă din timpul vieții și tot ce dețineau era sacru, de la Palatul Imperial la domeniile imperiale. 

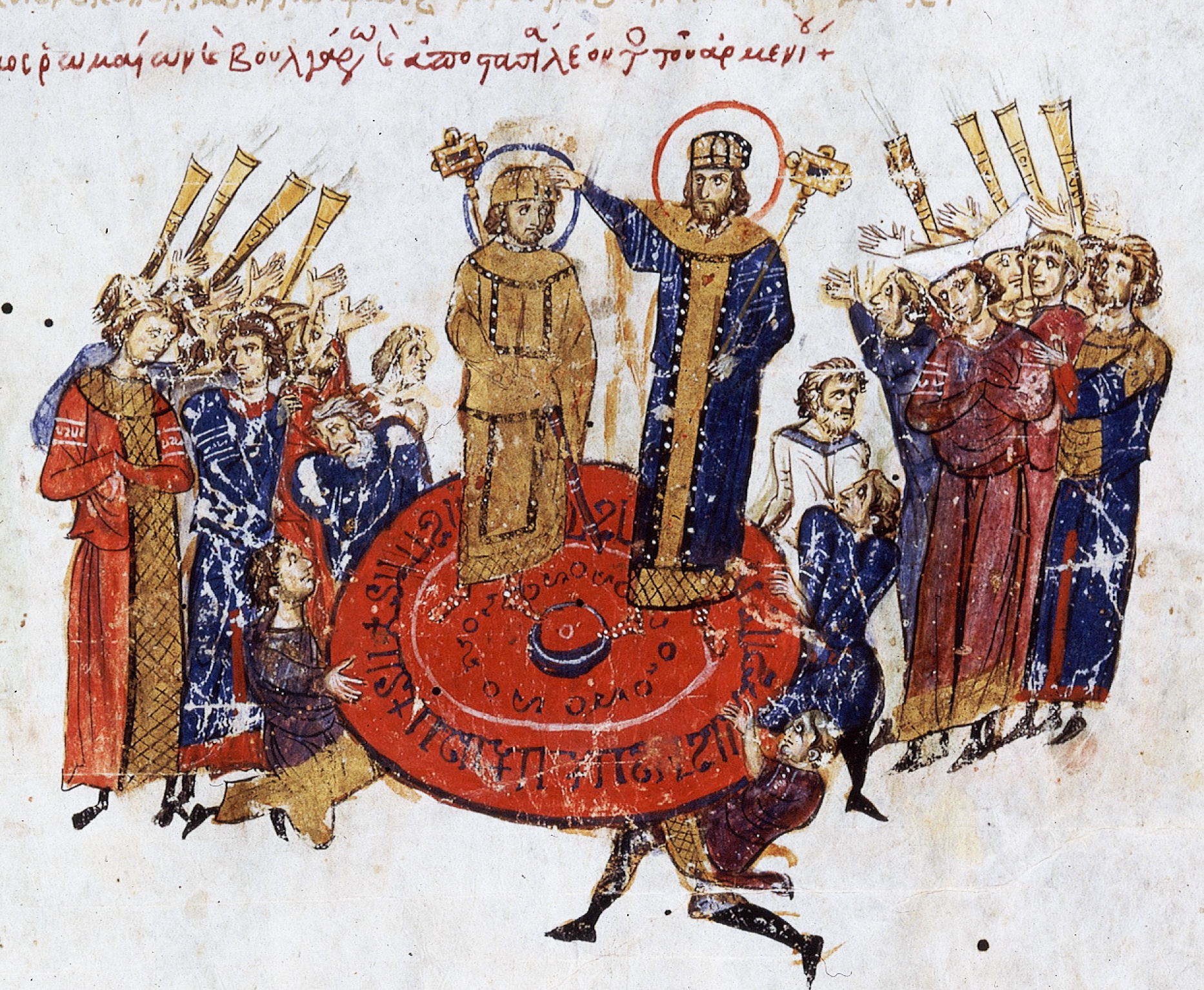
Ridicarea pe scut a lui Mihail I, care este încoronat de către patriarh

Deși era considerat alesul lui Dumnezeu, era ales de senat, armata și poporul imperial. Rolul revenea armatei în perioadele tensionate, ceremonia având loc în tabăra militară din oraș. În cadrul ceremoniei, bizantinii preluau de la romani ridicarea pe scut în mijlocul armatei a celui ales ca împărat ce purta o diademă, urmând gratificarea senatului și aclamațiile poporului. 

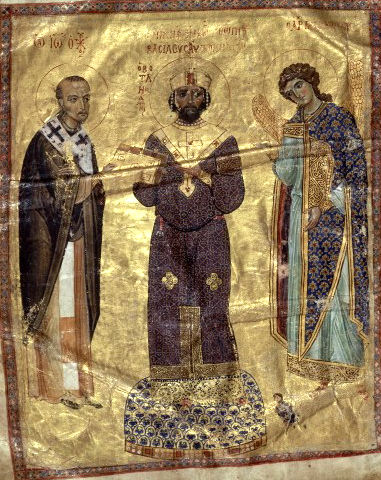
Nichifor al III-lea, cu Arhanghelul Mihail în stânga sa, primește o carte de predici de la Sf. Ioan Gură de Aur

În perioadele stabile, rolul cel mai important revenea senatului, fiind respectate și celelalte rituri. Senatul desemna noul împărat, ceremonia având loc tot în tabăra militară și încheindu-se cu aclamațiile poporului. Din secolul V intervenea și Biserica în desemnarea împăratului, prin actul încoronării religioase menite să întărească ideea alegerii împăratului ca rezultat al voinței divine. 
Primul împărat încoronat de patriarhul Constantinopolului a fost Leon I, ceremonia desfășurându-se la Biserica Sf Ștefan din cadrul Palatului imperial. Împăratul primea însemnele puterii imperiale: coroana, mantia de purpură și încălțămintea de purpură-mătasea roșie ce avea un atribut al puterii imperiale. În timpul ceremoniei religioase însă, împăratul se încorona singur.
După secolul V, Biserica a căpătat cât mai multă putere, împăratul Anastasius I fiind nevoit să semneze un jurământ-promissio. Acesta a ajuns la tron după ce s-a căsătorit cu văduva fostului împărat, însă era cunoscut ca fiind eretic. Era obligat să semneze că va renunță la monofizism. 

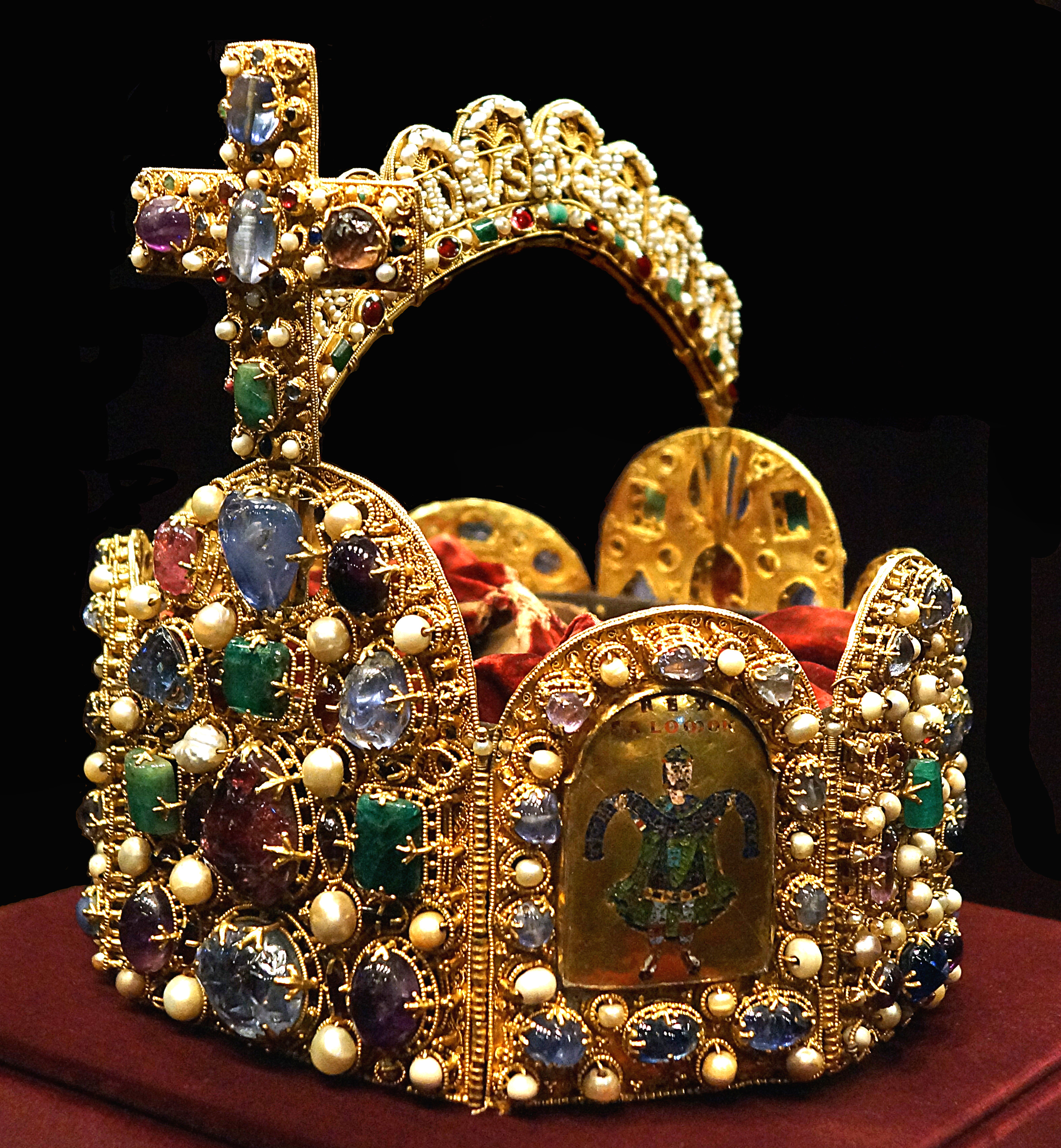
Coroana imperială a Sfântului Imperiu Roman de Națiune Germană

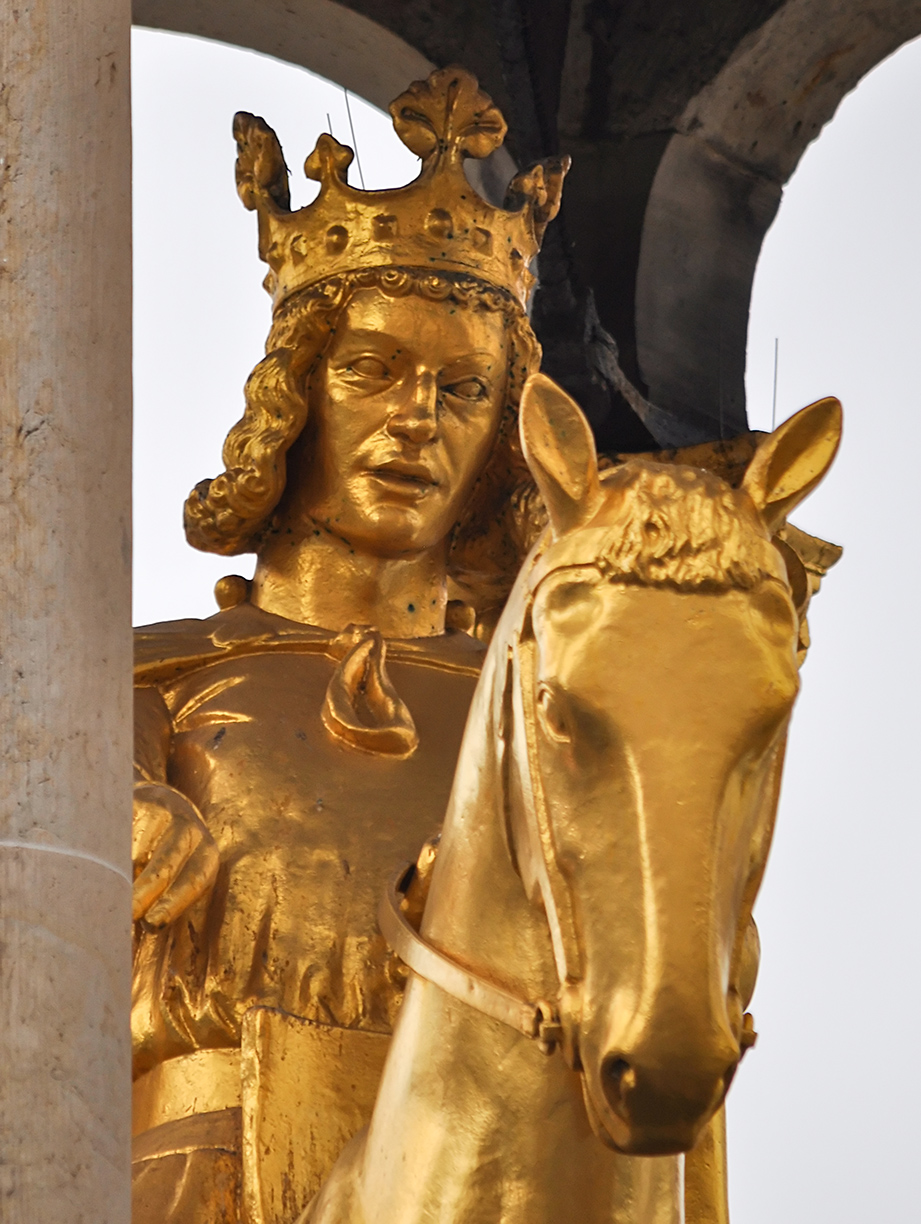
Otto I cel Mare

În timpul dinastiei macedonene, nu mai era recunoscut pe tron decât cel care organiza ceremonia de încoronare ce se desfășura la Biserica Sf. Sofia din secolul VIII. 
Împăratul era comandantul suprem al armatei, avea atribuții legislative, era protectorul bisericii și avea o putere absolută, teoretic. În practică însă, erau o serie de factori ce limitau puterea imperială, împăratul fiind reprezentantul unei grupări care ajungea pe tronul imperial și trebuia să țină cont de interesele acesteia, putând da legi, dar nu putea încălca una existentă. Biserica îi recunoștea împăratului anumite privilegii, anumite drepturi care îl ridicau deasupra supușilor. I se recunoștea să respecte instituția imperială și să fie un model pentru supușii săi. Au fost patriarhi care s-au opus împăraților care nu mai respectau principile.
Nu există o regulă clară privind moștenirea tronului, deci nu întotdeauna primul născut primea tronul. Tronul revenea celui mai capabil fiu și au fost cazuri în care au primit ambii copii, existând astfel riscul izbucnirii unui război civil. 
Inspirat de Dumnezeu, împăratul își desemna urmașul încă din timpul vieții, iar dacă nu avea fii, se asocia la tron cu o altă rudă sau o persoană în funcție de propriile merite, această persoană fiind declarată co-împărat. În cazul desemnării unui co-împărat, erau respectate aceleași rituri ca și în desemnarea împăratului, doar că în cadrul ceremoniei religioase, împăratul îl încorona pe co-împărat. Moștenitorul tronului primea demnitatea de Cezar, ce își va pierde din importanță în secolul VII. De la sfârșitul secolului VII a fost acordat și altor persoane care nu aveau însă să urmeze la tron. 
Titulatura imperială s-a menținut din perioada romană, prin care împăratul primea pe viață anumite puteri excepționale și epitete cu caracter onorific ce îi glorificau victoriile. Titlul oficial era cel de „Imperator”. În secolul VII, protocolul a fost modificat în timpul lui Heraclius. Din 629, titlul oficial al împăratului bizantin era cel de „Basileus” după ce titlul de „imperator” nu mai avea o semnificație deosebită pentru populația grecizată. 

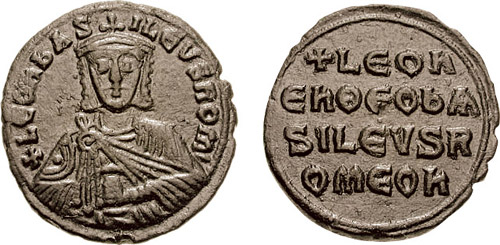
Moneda „follis”, cu Leon al VI-lea reprezentat ca Basileu

După 800, în urma încoronării lui Carol cel Mare ca împărat al romanilor, izbucnind rivalitatea titulaturilor dintre apus și răsărit, bizantinii au modificat protocolul și titlul oficial al împăraților devine cel de „Basileu al romanilor/romeilor”, susținând că împăratul bizantin era adevăratul împărat roman și continuator al politicii imperiale romane, titulatura fiind menținută până la sfârșitul Imperiului Bizantin. 
Din secolul X își adaugă titlul de Autokrator după ce țarul Bulgariei s-a proclamat basileu în 927. Împăratul arată că era stăpânul absolut al imperiului și că nu depindea de nimeni pe plan extern, fiind singurul reprezentant al lui Dumnezeu. 

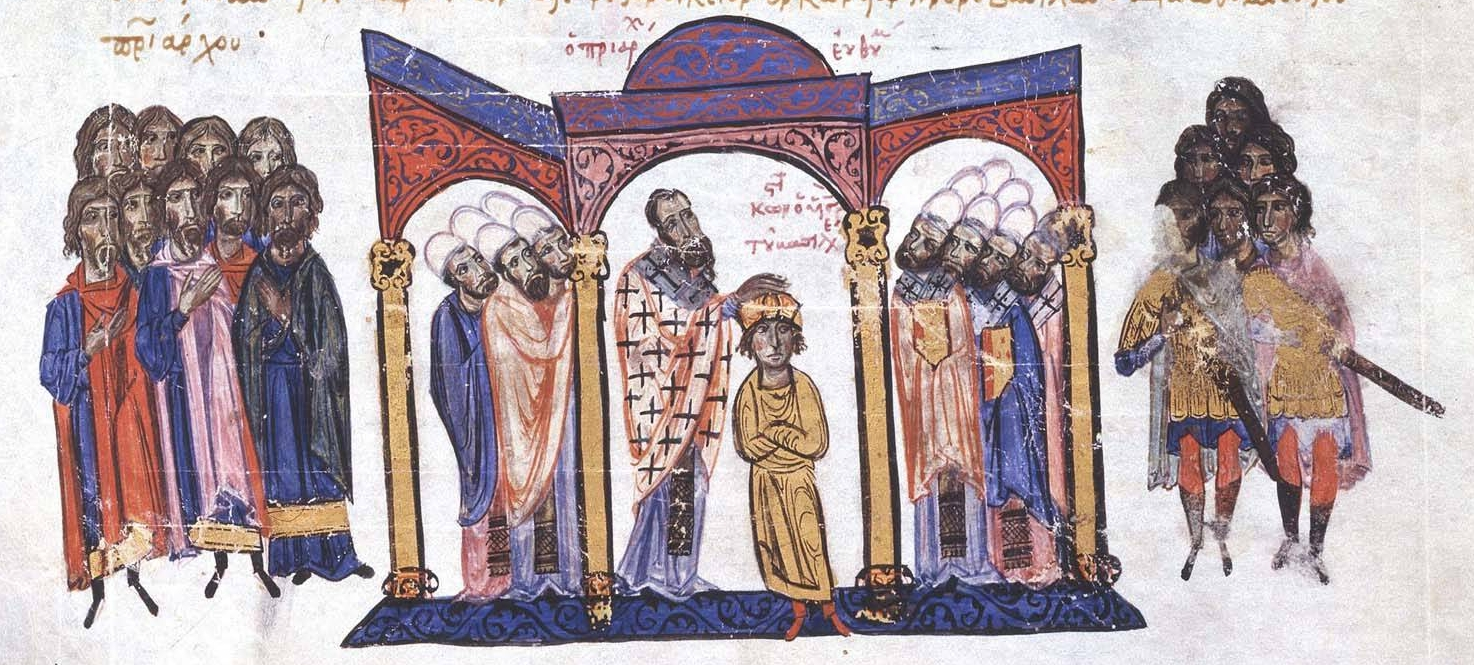
Încoronarea lui Constantin al VII-lea (co-împărat în 908)

### Luptele Hristologice

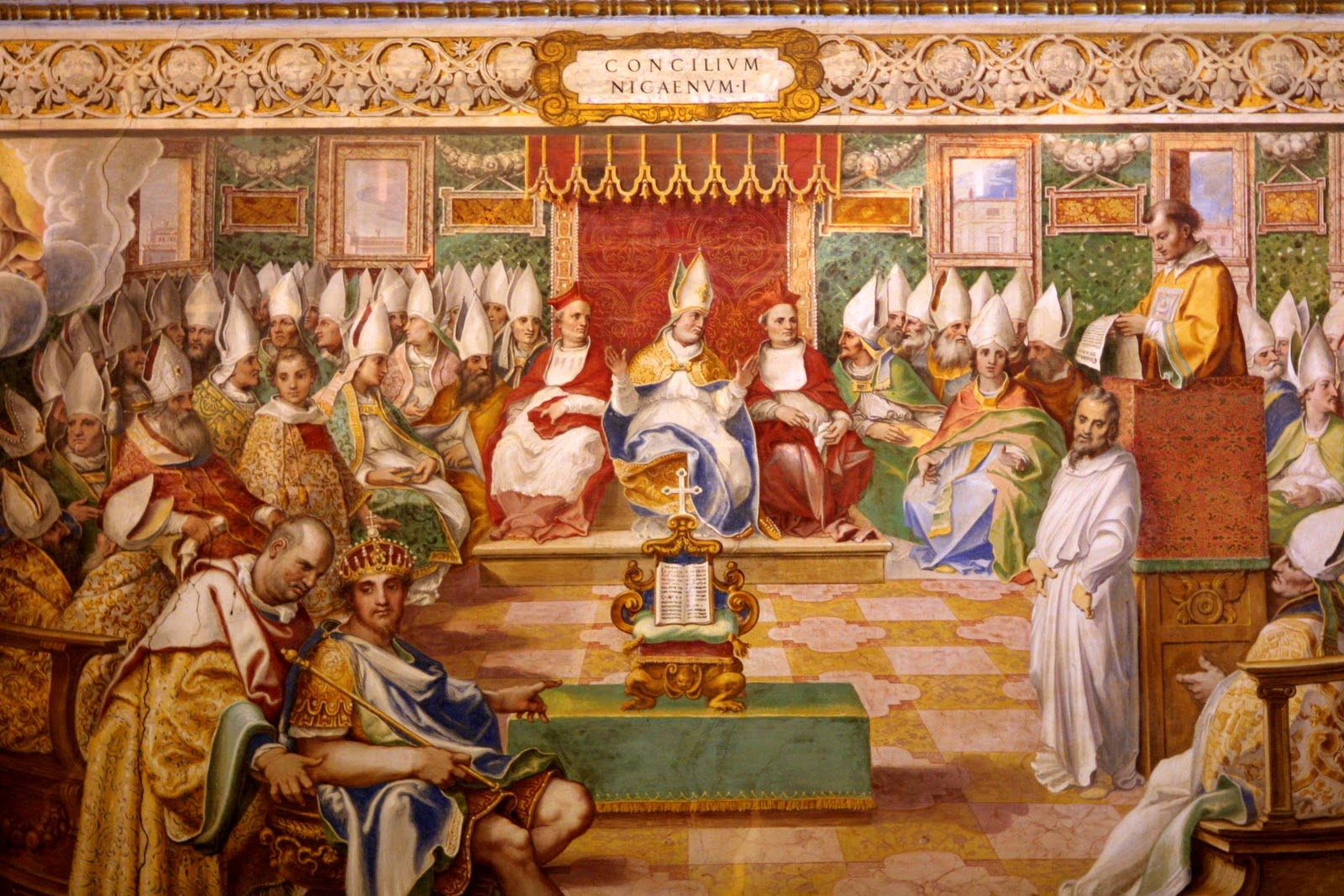
Conciliul de la Niceea

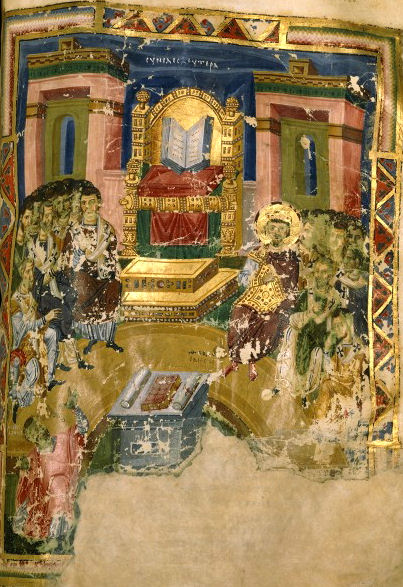
Primul Conciliu de la Constantinopol

### Ereziile secolului al V-lea și consecințele lor – nestorianismul și monofizismul

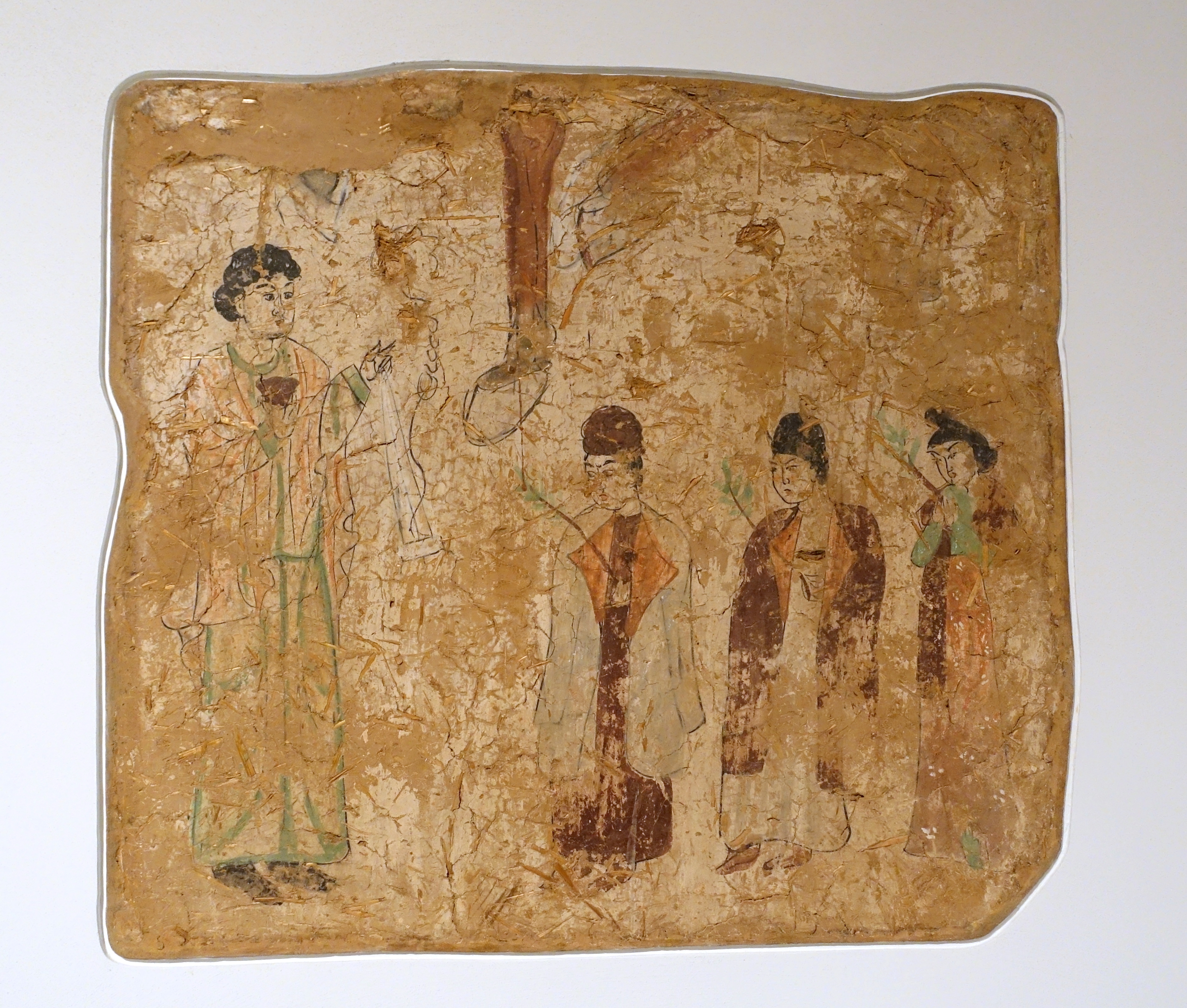
Preot nestorian slujind

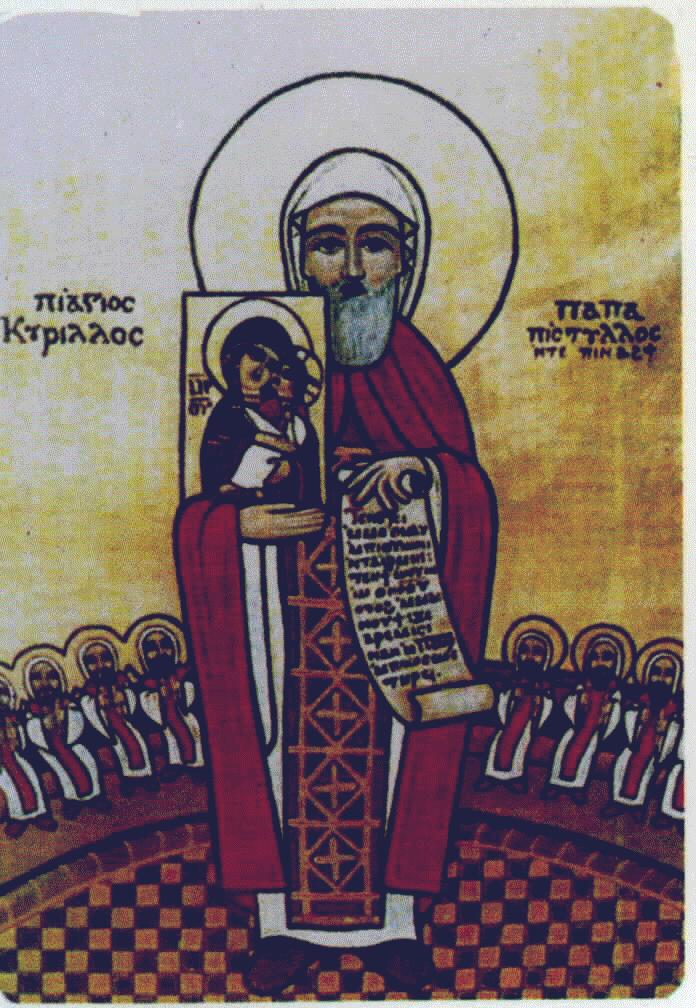
Chiril din Alexandria, cel care a apărat formula: "unică este natura întrupării cuvântului dumnezeiesc"

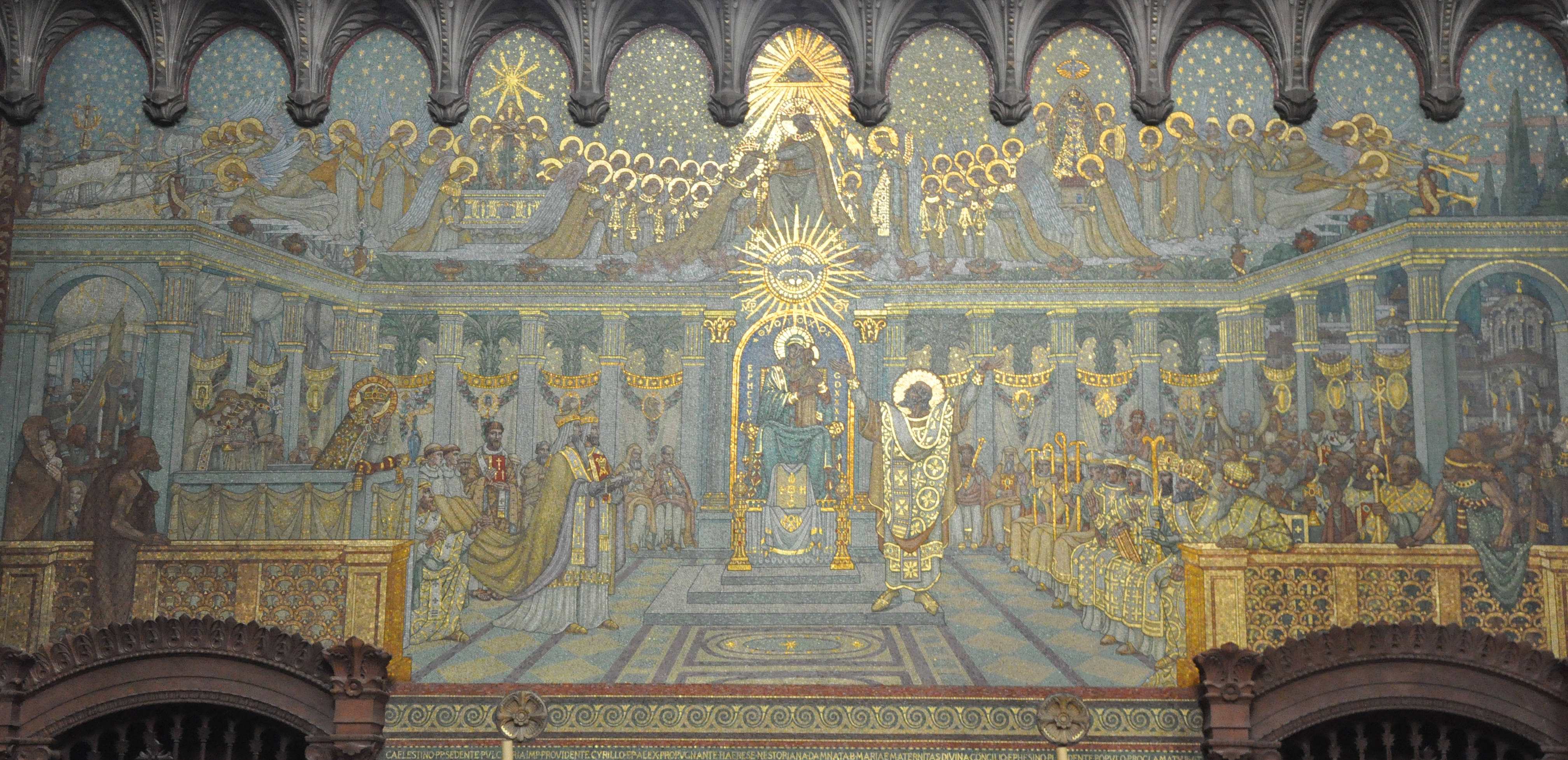
Conciliul de la Efes din 431

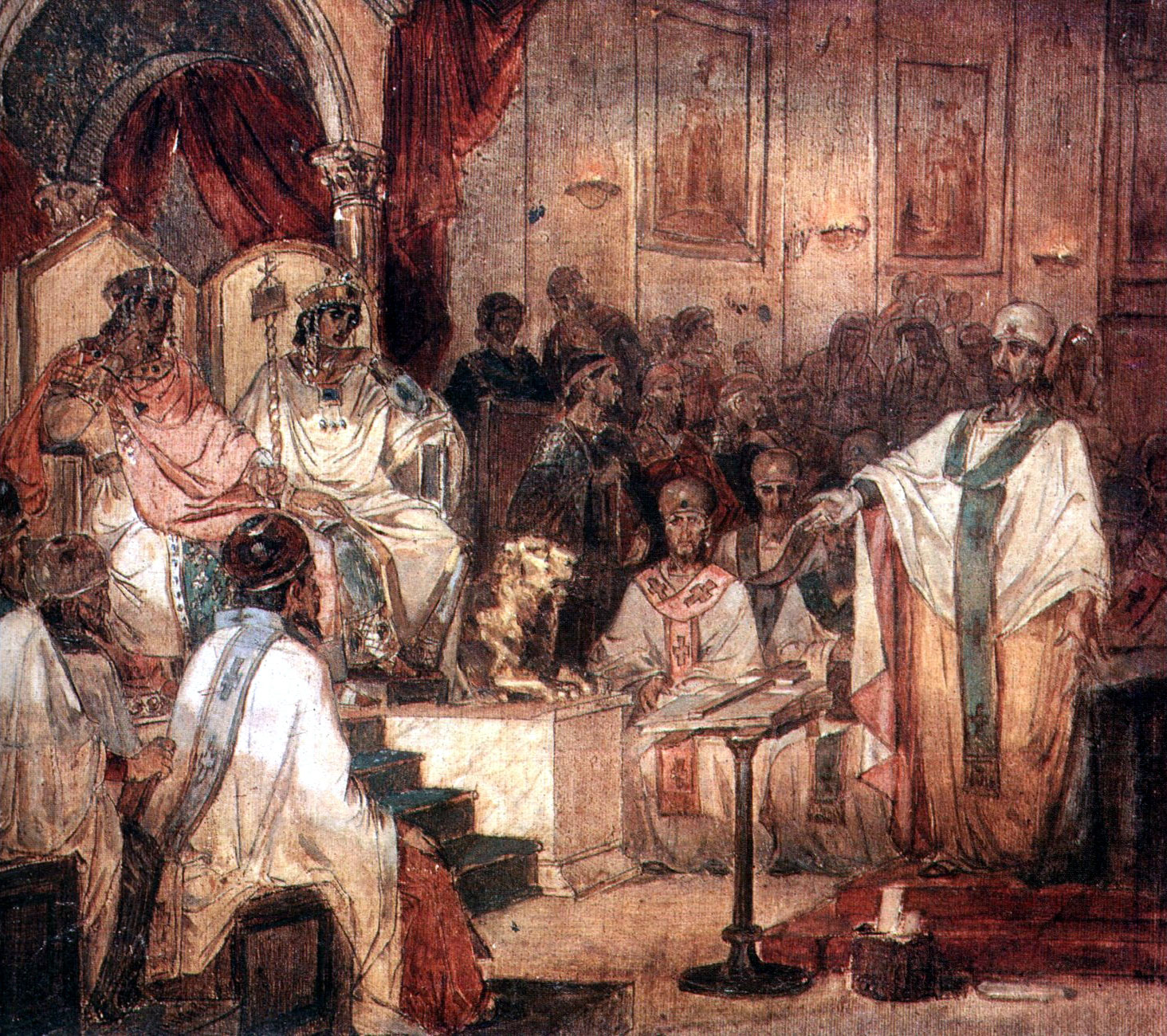
Conciliul de la Calcedon

### Iconoclasmul bizantin

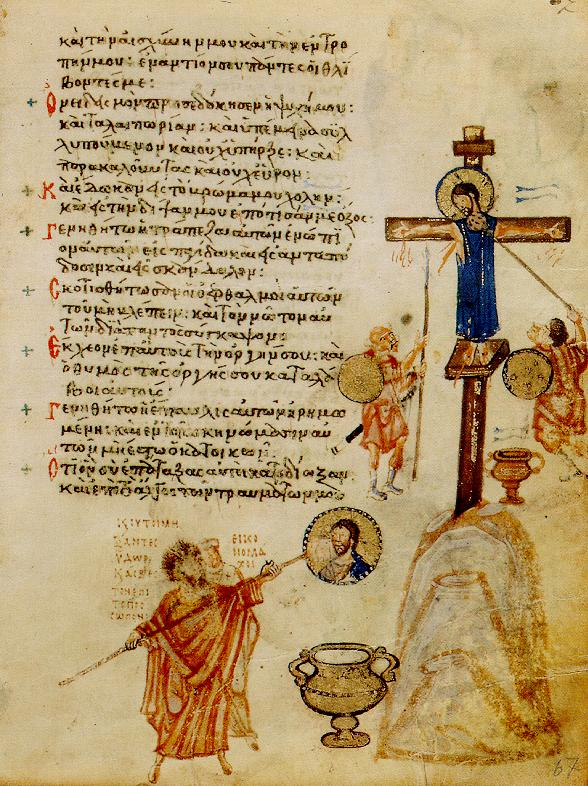
Iconoclasm - reprezentare pe pergament

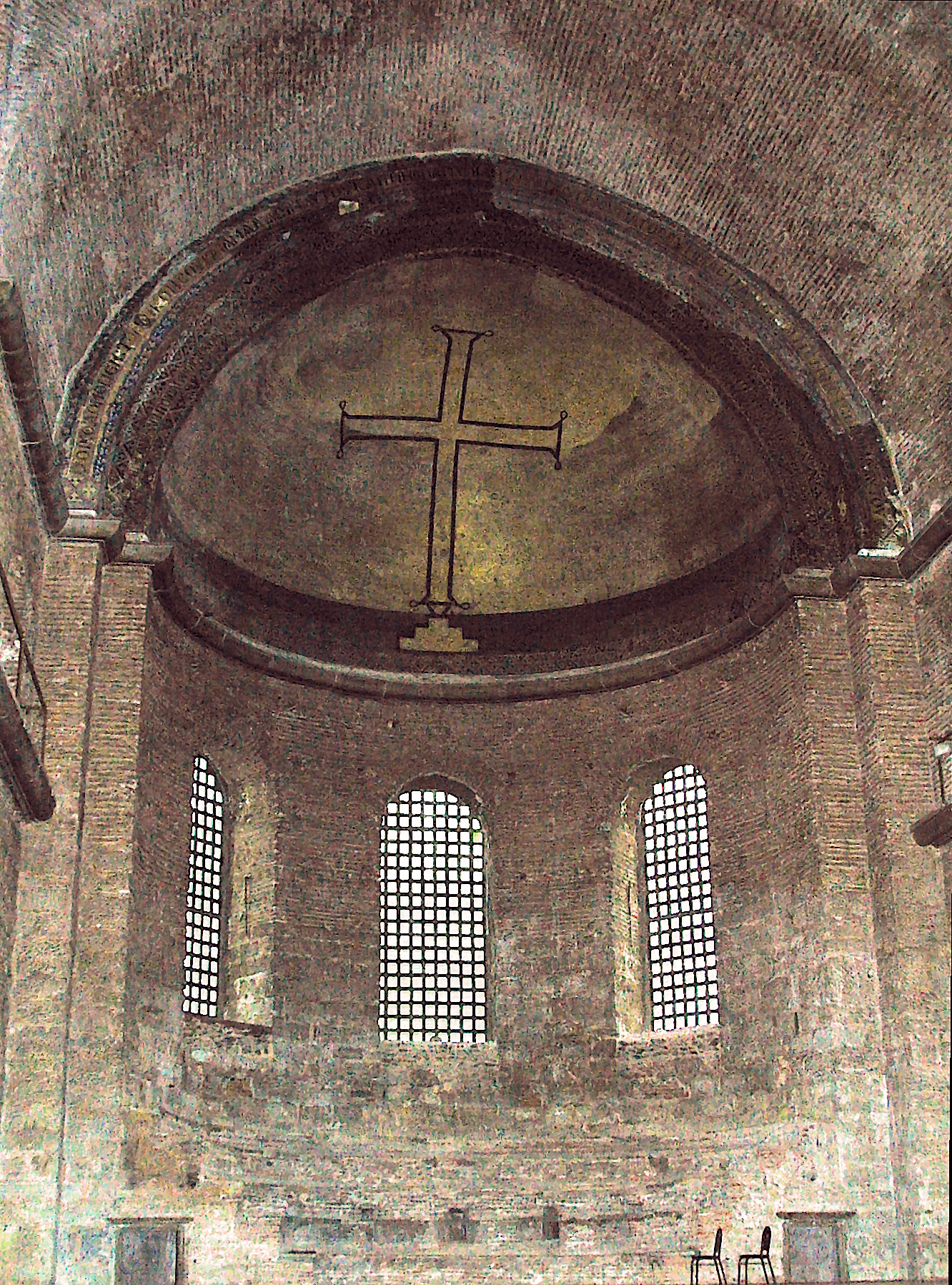
Biserică fără icoane

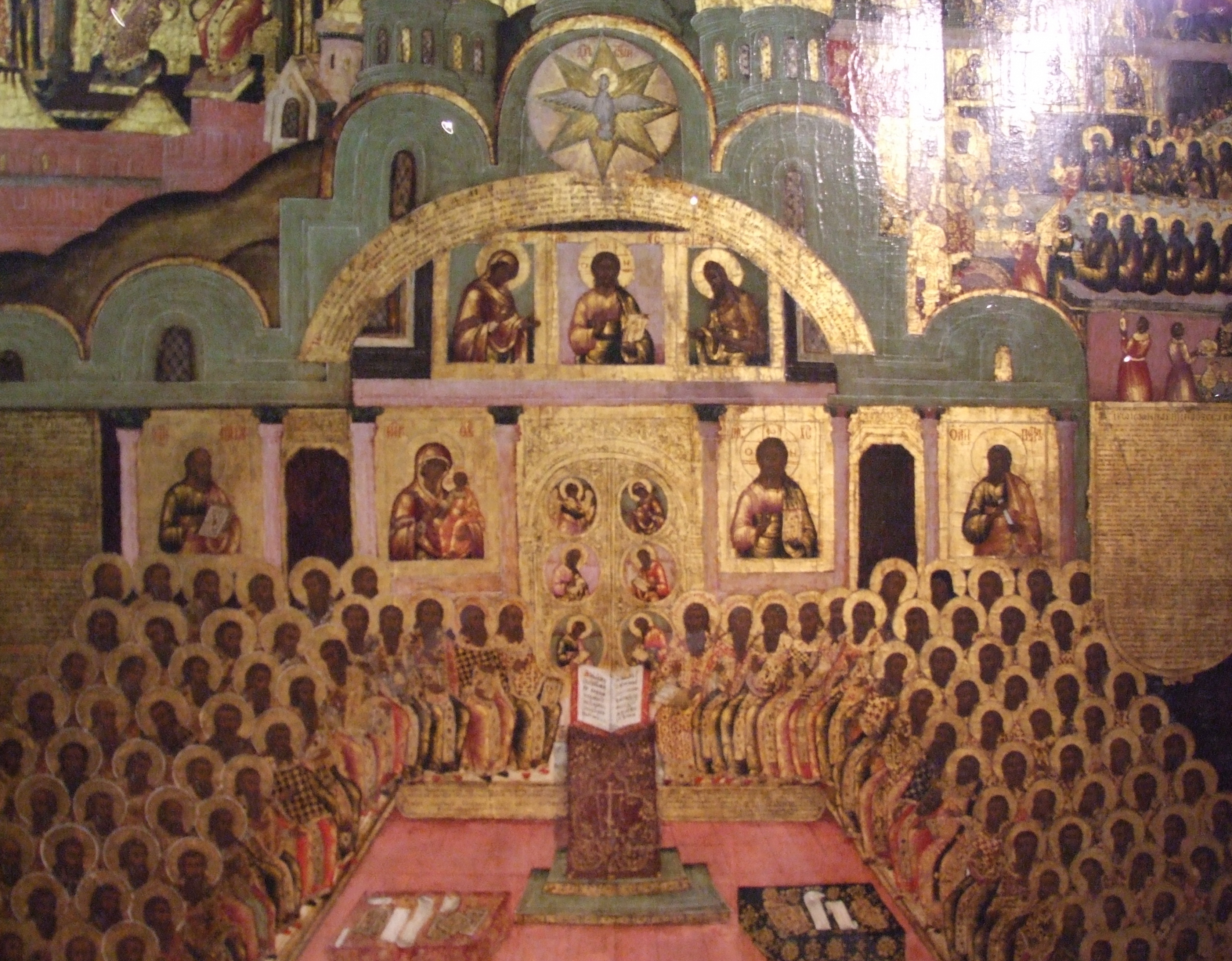
Al șaptelea conciliu ecumenic

### Secolele IX-XV
La mijlocul sec. IX, Bizanțul își adaptează teoria politică la noile realități, cu precizarea că Imperiul Bizantin renunță la universalism. Din contră, se revine la această teorie. Imperiul este privit în continuare ca neavând limite în timp și spațiu, iar puterea împăratului este universală, absolută și de origine divină. Această idee poate fi analizată în una dintre lucrările lui Constantin al VII-lea Porfirogenetul (lucrarea Despre administrarea Imperiului). Astfel că toți locuitorii pământului trebuie să se închine în fața împăratului bizantin.
În sec. IX, Bizanțul evoluează într-un nou context și este nevoit să își adapteze ideologia la noile realități: apariția unor state creștine (un imperiu în Occident; un stat bulgar creștin la frontieră Imperiului; un regat armean creștin și Principate creștine ale sârbilor).
Din acest motiv, Bizanțul nu mai putea susține universalismul în termenii formulați de Eusebiu din Cezareea. Principalul element de noutate este familia de principi, care era în viziunea bizantină o familie spirituală alcătuită de principii creștini, această fiind condusă de împăratul de la Constantinopol, care avea calitatea de părinte spiritual și era singurul în măsură să legitimeze puterea tuturor principilor creștini. Împăratul din Occident era considerat fratele împăratului din Constantinopol. Țarul Bulgar era considerat „fiul preaiubit al împăratului”. Urmau „prietenii” împăratului de la Constantinopol (Dogele Veneției, conducătorii Genovei, regii Angliei etc.) iar la baza piramidei se aflau supușii, douloi, în această categorie intrând principii sârbi sau români.
Conducătorul fiecărui stat creștin era integrat în familia de principi în funcție de cât de mult putea fi de folos imperiului, de gradul de independență pe care îl avea statul pe care îl conducea, de atitudinea și resursele de care dispunea fiecare conducător în parte.
În sec. X, episcopul de Cremona, Liutprand, a fost trimis de Otto cel Mare la împărat pentru a obține recunoașterea titlului de împărat pentru Otto, și a fost profund indignat când a fost așezat la masă în urma reprezentantului țarului bulgar.
Împăratul, ca urmare a poziției pe care o deținea în familia de principi, era singurul reprezentant al lui Dumnezeu pe pământ. Împărații binzantini nu au evidențiat acest lucru în titulatură, deoarece se consideră că acest lucru era de la sine de înțeles. De asemenea, împărații erau singurii în măsură să legitimeze puterea principilor creștini și acordau privilegii acestora (nu încheiau tratate de pe picior de egalitate), erau singurii care puteau acorda chrysobule (Bule de Aur), putea folosi cerneală roșie și purpura (nu era produsă în atelierele din Constantinopol; era produsă numai în atelierele de la curtea imperială și era folosită numai de către împărat și curtea imperială; putea face cadou unui principe străin bucăți de purpura). Pe lângă toate acestea, împăratul putea realiza panouri un mozaic (mozaicul era un atribut al puterii imperiale; vor apărea în sec XII și în Sicilia, fiind realizate de normanzi fără aprobarea împăratului). Orice revoltă împotriva împăratului era considerată o revoltă îndreptată împotriva lui Dumnezeu, iar conducătorul revoltei era considerat apostat. 

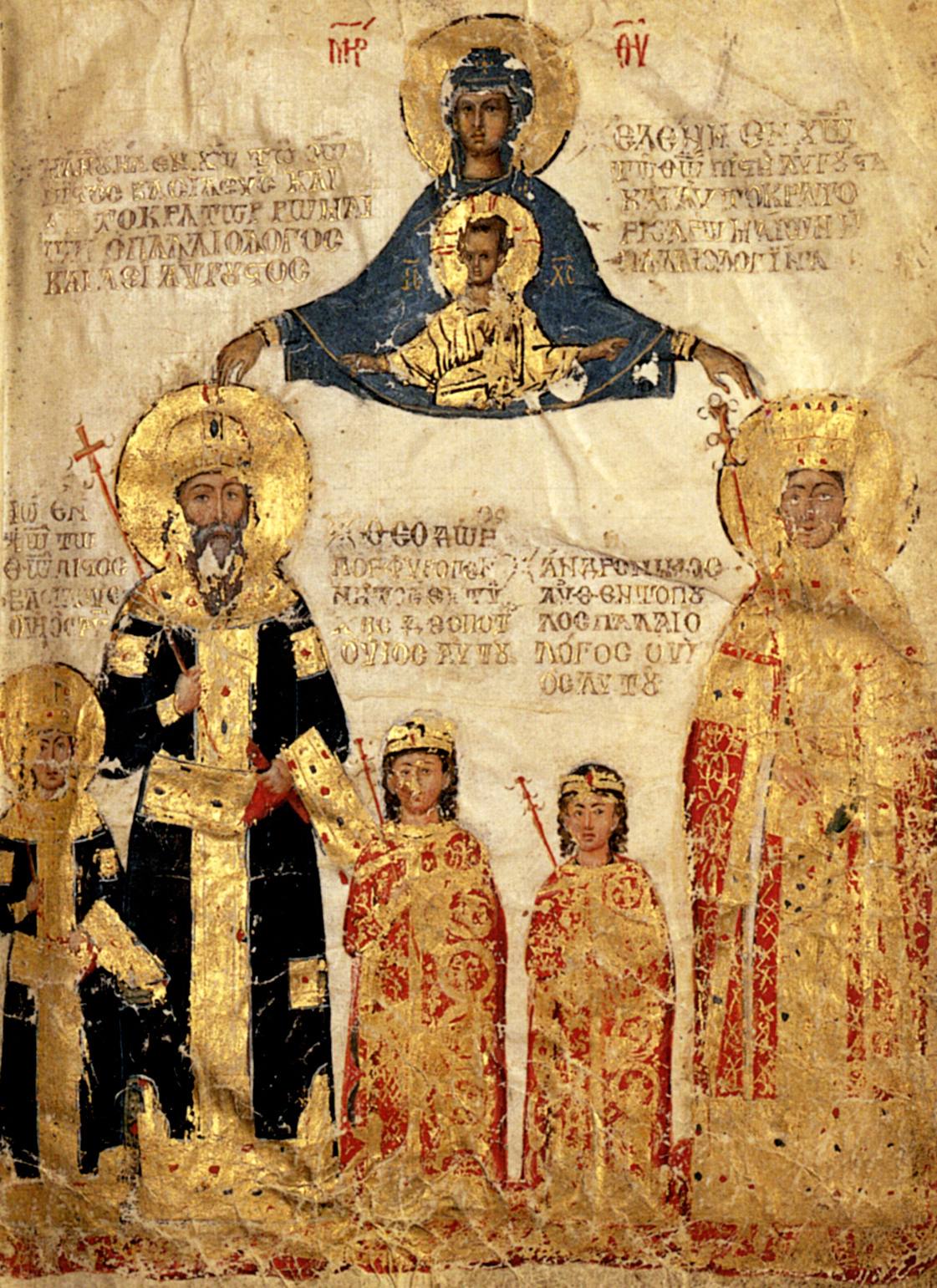
Manuel al II-lea Paleologul și familia imperială

Erau și alte aspecte care țineau să evidențieze poziția împăratului. O descriere amplă a ceremoniilor de la curtea imperială bizantină o face Constantin VII în lucrarea sa Despre ceremoniile curții bizantine. Potrivit acestei surse, ceremonialul bizantin este atât de strict reglementat deoarece are ca scop evidențierea măreției imperiului și a împăratului, a caracterului maiestuos și inaccesibil al împăratului bizantin. În cadrul acestui ceremonial, fiecare persoană își cunoștea locul în cadrul ceremoniei și se păstra o tăcere solemnă.
În timpul ceremoniilor nimeni nu putea veni în contact direct cu persoana împăratului care avea un caracter sfânt. Chiar atunci când o persoană primea un obiect, acesta era transmis prin mâna unor intermediari, iar dacă era primit direct de la împărat, își acoperea mâinile cu poală mantiei pentru a nu veni în contact direct cu mâinile împăratului.
Pentru a rezolva problema succesiunii la tron, de la mijlocul sec. IX se impune principiul ereditar. Împărații din dinastia macedoneană, Leon al VI-lea Înțeleptul introduce instituția porfirogeneților (cei născuți în camera purpurie dobândeau drepturi de neconstestat la moștenirea tronului). Porfirogeneții apar și înainte de acest moment, însă în sec. al IX-lea va apărea această instituție.
Primul care va beneficia de acest drept și care a fost născut în camera purpurie a fost Constantin al VII-lea Porfirogenetul (cu toate că tatăl său avusese mai multe căsătorii, Biserica l-a acceptat pe Constantin ca împărat; întotdeauna biserica acceptând compromisuri care au ca rezultat bunăstarea statului).
Misiunea împăratului este adaptată la noile realități. O expunere magistrala referitoare la misiunea împăratului o face patriarhul Constantinopolului, Photios, într-o culegere de legi din timpul lui Vasile I Macedoneanul. Primul titlu al acestei culegeri de legi este dedicat împăratului, definit ca autoritate legitimă, țelul împăratului fiind de a asigura menținerea bunurilor imperiului, de a recupera bunurile pierdute și de a dobândi prin victoriile sale bunurile care îi lipsesc. Această este ideea care justifică de acum înainte acțiunile de recucerire ale imperiului, fiind obligația împăraților bizantini să își extindă stăpânirea la nivelul întregului pământ.
Principiul „Constantinian” era cel care stătea la baza afirmării superiorității împăratului bizantin, care era privit de supușii săi drept stăpânul întregii lumi. Acest principiu este expus de același împărat, Constantin VII în lucrarea Despre administrarea imperiului, făcând referire la însemnele primului împărat creștin (aceste însemne nu trebuiau lăsate în seama nimănui). Puteau fi realizate căsătorii cu francii, având în vedere că erau creștini și formau un imperiu.
Referitor la titulatura imperială, din 812 a început să fie folosit titlul de „Basileu al romeilor”. În sec X apare o modificare a protocolului imperial (pusă în legătură cu recunoașterea țarului Petru), apărând titlul de Basileu al bulgarilor, Petru fiind introdus în familia de principi. După recunoașterea acestui titlul lui Petru, împărații bizantini au adoptat în titulatura lor titlul de „Autokrator”, care avea o dublă semnificație: puterea absolută pe plan intern, iar pe plan extern, împăratul nu depinde de nimeni altcineva în afară de Dumnezeu.
Titlul avea să fie preluat ulterior în 1016 de țarul bulgar. În spațiul românesc a fost preluat sub forma de „singur stăpânitor”. Evident că toate aceste prerogative puteau fi uzurpate atunci când un principe dorea să își afirme ieșirea din familia de principi, preluând unele dintre semnele puterii împăratului bizantin și chiar titlul imperial. Așa au procedat Simeon în sec X și Petru Asan. Această teorie nu a fost în realitate contestată până în sec XV.

## Origini

### Dinastia Constantină(306 - 363)

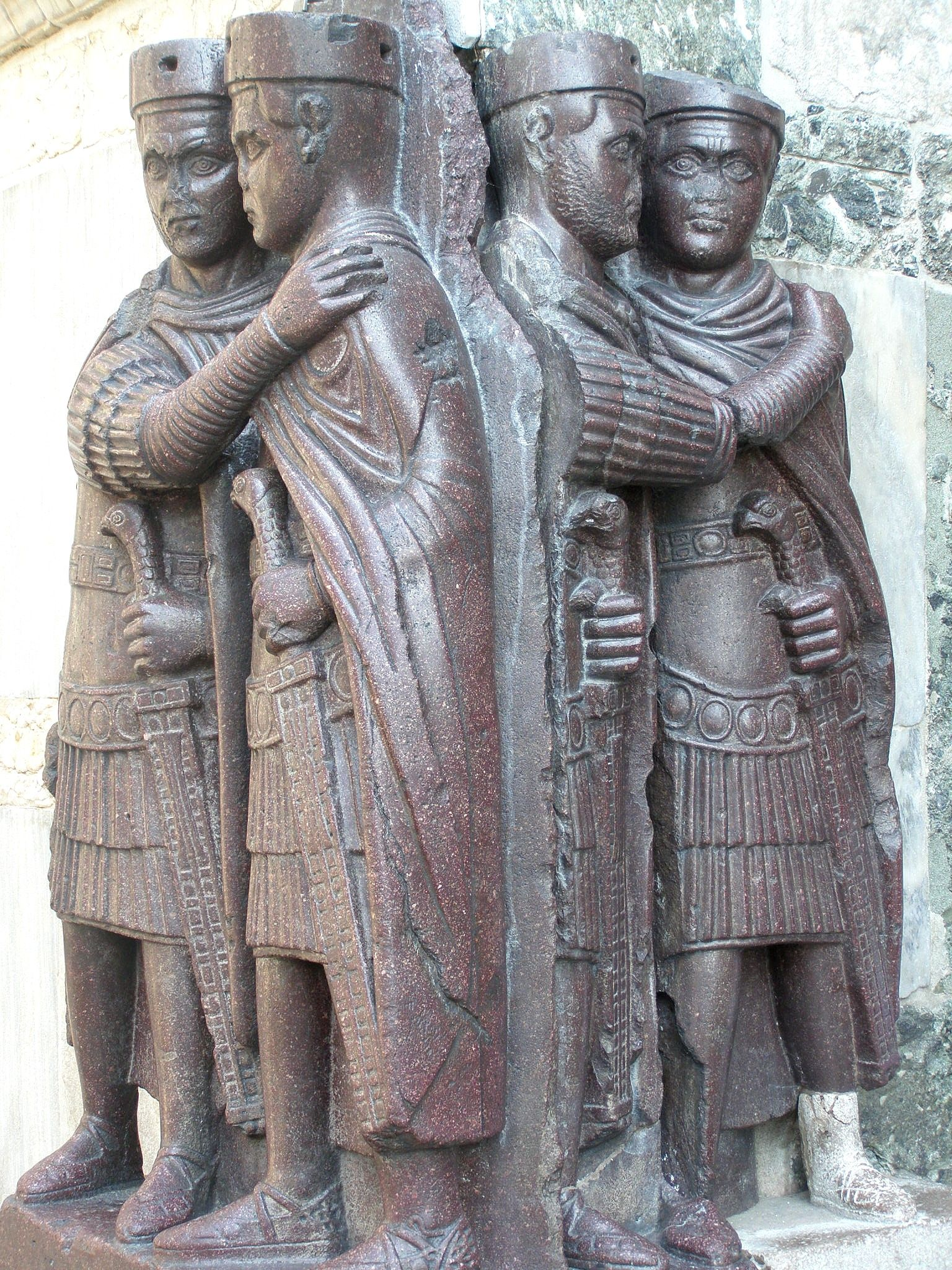
Tetrarhia

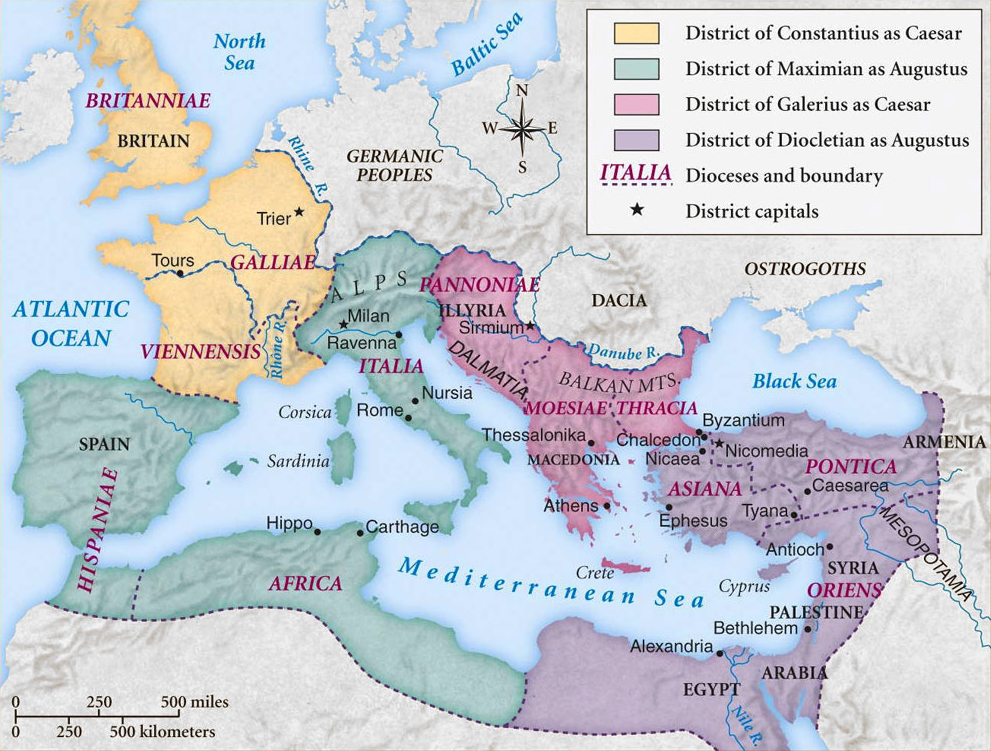
Imperiul roman în timpul Dominatului

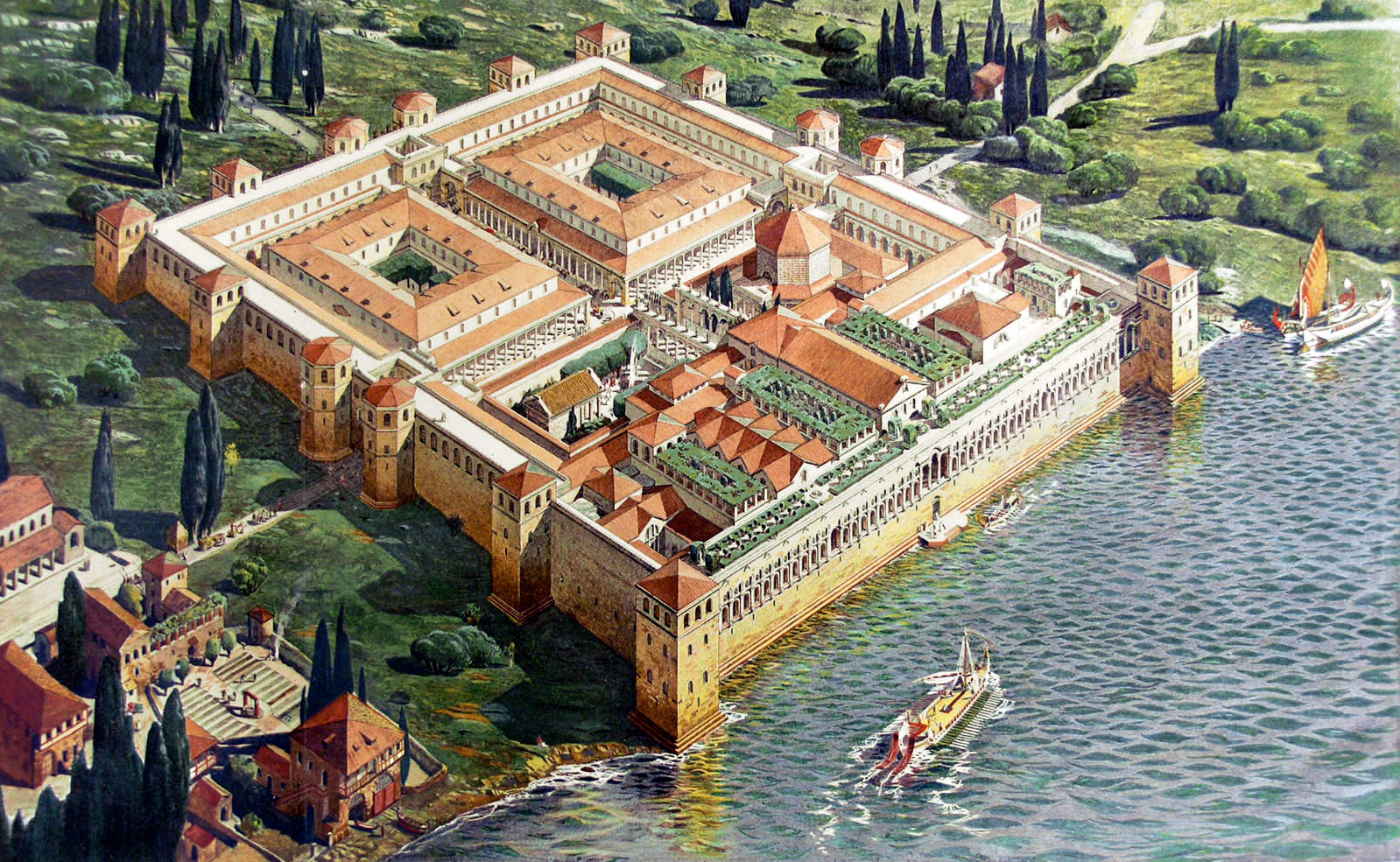
Palatul lui Dioclețian

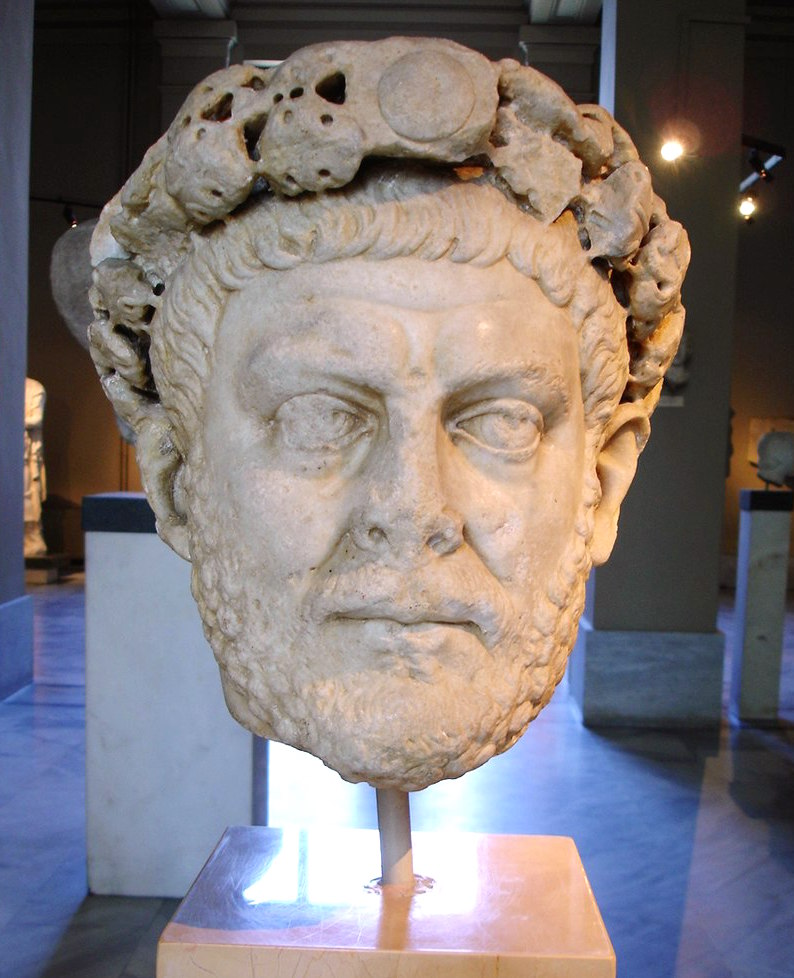
Bustul lui Dioclețian

Către sfârșitul secolului III, Imperiul Roman traversa o perioadă de criză, aflat în pragul unor transformări profunde de reformele lui Dioclețian. Criza era de natură militară, fiscală și politică, ce se desfășura simultan cu invaziile, uzurpările și războaiele permanente ce dereglau mecanismul economic roman.
Dioclețian a întreprins reforme în privința organizării, producției și fiscalității . Având în vedere că pământurile erau abandonate datorită anarhiei politice interne și datorită fiscalității împovărătoare, statul a acordat micilor producători avantaje ca scutiri fiscale și lărgirea domeniilor coroanei. A fost introdus controlul asupra producției și desfacerii bunurilor și a fost instituit monopolul de stat asupra industriei armamentului, industriei miniere sau industriei mătăsii, pentru obținerea veniturilor aduse la tezaurul public, fie pentru menținerea secretului de producție.
Unitatea fiscală-suprafața de pământ ce putea fi lucrată de o persoană, a fost disociată de capacitatea sa de muncă, fiind impus impozitul annona-pământul (jugatio) și persoana (capitatio). Au fost instituite taxe pe exercitarea unei profesiuni în industrie și comerț („chrysargyron”), percepute în monede de aur, pe circulația(pontoria) și vânzarea mărfurilor (octava, siliqualicum). Datorită alterării aliajului și scăderii greutății sale, moneda romană s-a depreciat, fiind impusă astfel o autoritate centrală în reforma monetară. 
Dioclețian a introdus un maximum de prețuri printr-un edict din 301, prin care instituia pedeapsa cu moartea pentru cei care făceau stocuri de mărfuri și încălcau prevederile edictului pentru a diminua inflația.
Dioclețian a desființat instituțiile Principatului. Imperiul înceta să mai fie o confederație de cetăți și devine un stat riguros centralizat, condus de la Constantinopol și populat de douloi (supuși), conduși de un despot (stăpân).
Această influență orientală a mărit distanța dintre împărat și supușii săi. Locuitorii imperiului continuau să fie, cel puțin în surse, prezentați ca politai (cetățeni), mergând pe filiera romană.
Împăratul devine un personaj sacru. Este adorat după modelul despoților orientali. La curte se introduce obiceiul proskynesis în fața împăratului (lat. adoratio).
Senatul își pierde rolul important în stat . Este format mai mult din acei oameni noi ce nu aveau conștiința puternică a celor de la Roma. Dispar provinciile senatoriale și ultimele privilegii ale Italiei. La nivel central, Palatul este centrul administrativ cel mai important, acolo unde funcționau o serie de birouri (skrinia) populate de funcționari care se ocupau de problemele administrației centrale.
Importante schimbări apar și la nivelul administrației provinciale. Imperiul este reorganizat din punct de vedere administrativ. Au fost înființate, în vremea lui Dioclețian, circa 120 de provincii ce erau grupate în dioceze. Existau în vremea lui Dioclețian 12 dioceze (14 în vremea lui Constantin cel Mare). 
Dioclețian introduce Diarhia - fiecare parte a imperiului fiind condusă de un August. Pentru a o completa, introduce Tetrarhia – fiecare August fiind dublat de câte un Caesar ce era ridicat la acest rang în funcție de meritele sale.

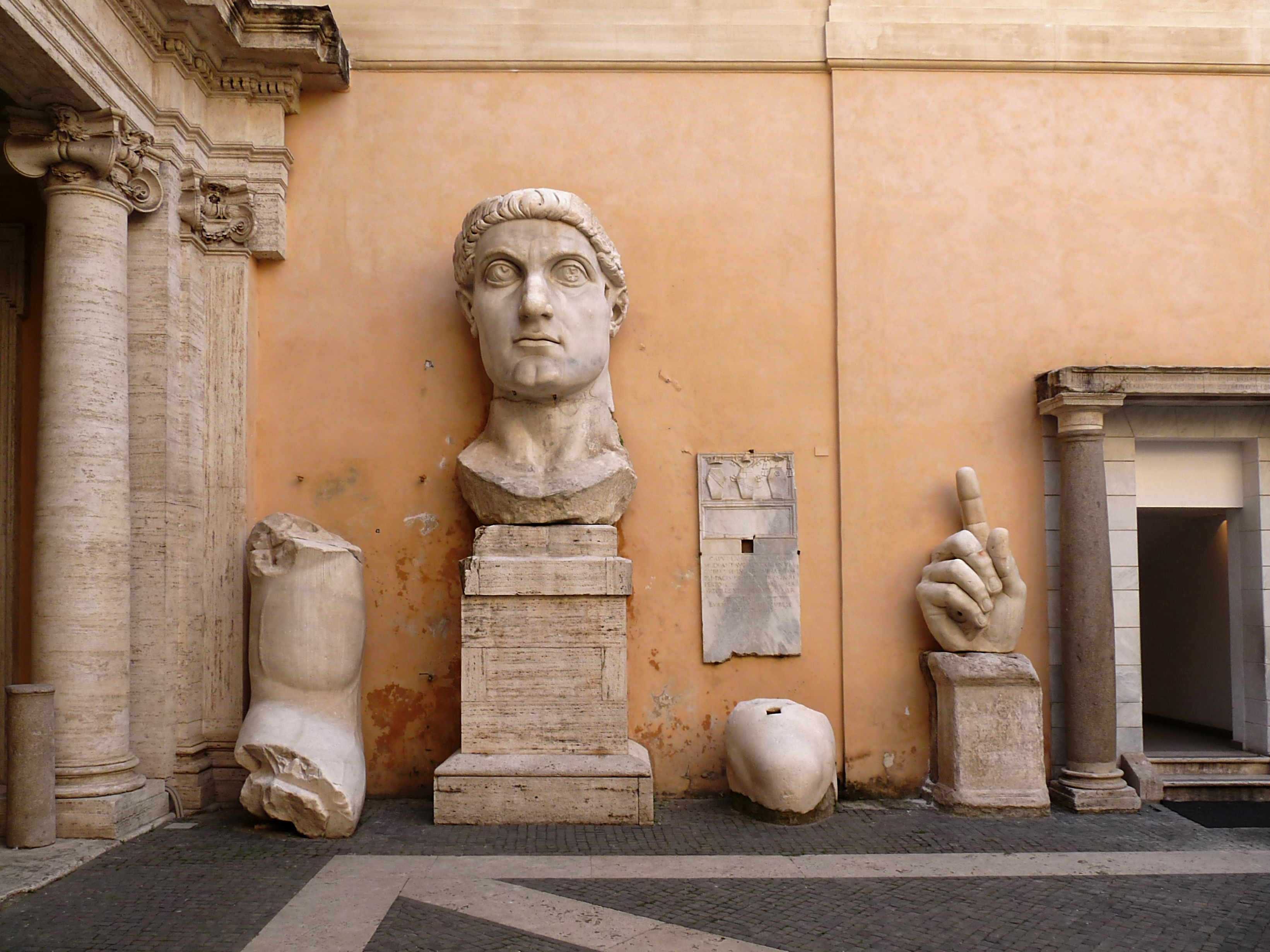
Rămășițele statuii gigantice a lui Constantin

În secolul IV, Imperiul Roman parcurgea o perioada de criză spirituală. Păgânismul se ciocnise cu creștinismul recunoscut oficial de împăratul Constantin cel Mare. Dar ulterior, creștinismul și păgânismul s-au suprapus, formând cultura răsăriteană greco-creștină, denumită “bizantină”, al cărei centru era Constantinopolul, noua capitală a Imperiului Roman creștin. 
Constantin, născut la Naissus, aparținea unei familii ilire, iar mama sa, Elena, se convertise la creștinism. Aceasta chiar a întreprins un pelerinaj în Palestina, găsind presupusa cruce pe care a fost crucificat Isus Christos conform tradiției.
În 305, Dioclețian și Maximian au renunțat la rangurile lor imperiale. Au fost succedați de Galerius, ce a devenit August al Răsăritului, iar Constantius I, tatăl lui Constantin, a devenit August al Apusului. Constantius a murit în 306 în Britania, iar legiunile l-au proclamat ca “August” pe fiul său, Constantin.
Între timp, la Roma, a izbucnit o răscoală, în care armata și populația s-au răzvrătit și l-au înlăturat pe Galerius, Maxentius, fiul lui Maximian, fiind proclamat drept ca noul împărat. Constantin a format o alianță cu Augustul Licinius și l-a învins pe Maxentius în 312, în Bătălia de la Podul Milvius, în apropiere de Roma. Maxentius s-a înecat în Tibru când a încercat să se retragă. Cei doi împărați biruitori, Constantin și Licinius, s-au întâlnit la Mediolanum, unde a fost proclamat cunoscutul “Edict de la Mediolanum”. 
Relațiile pașnice dintre cei doi împărați n-au durat mult și în scurt timp, a izbucnit o luptă în care Constantin a obținut victoria decisivă. Licinius a fost ucis în 324, iar Constantin a devenit unicul împărat al Imperiului roman.

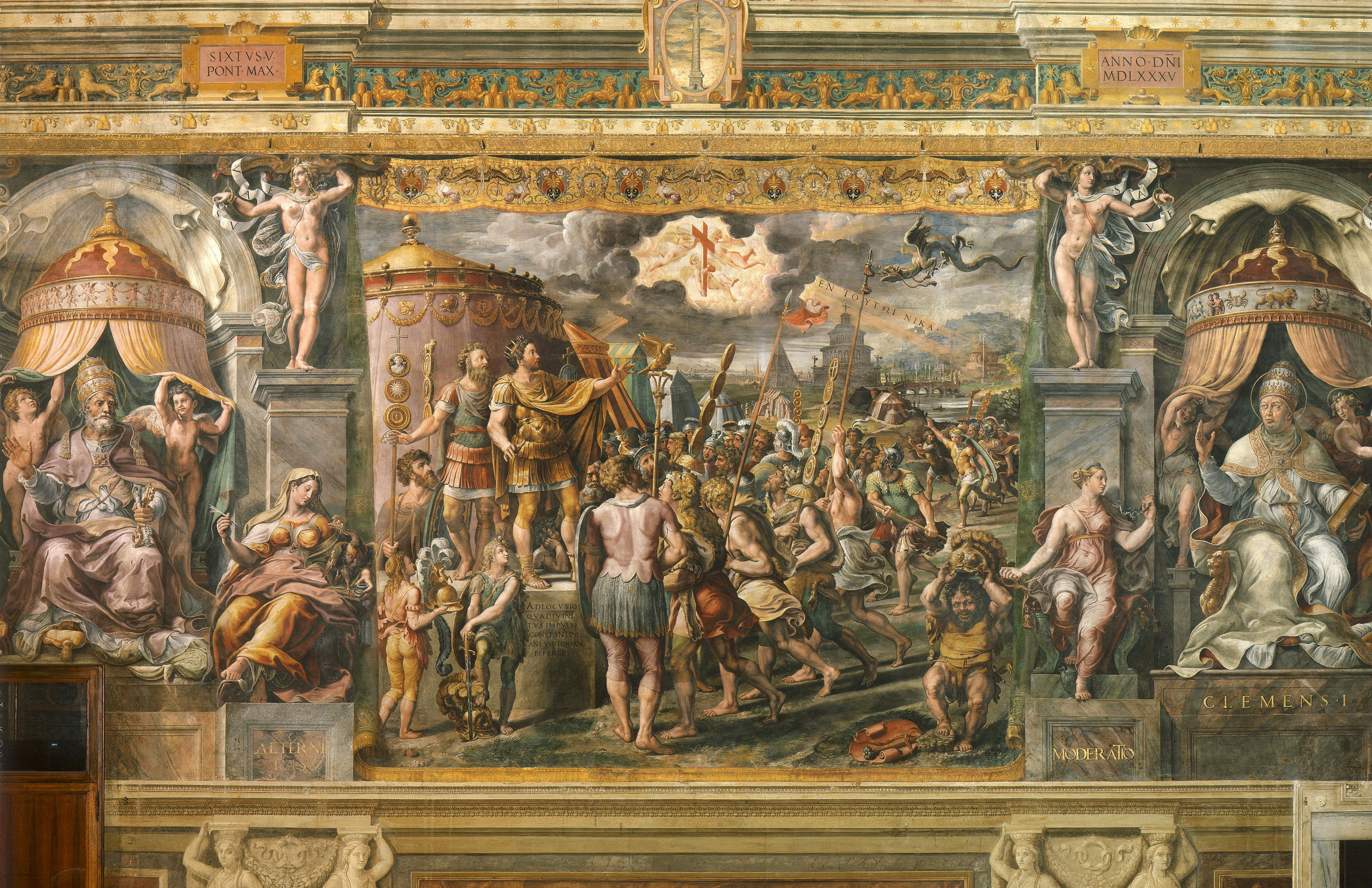
Apariția crucii
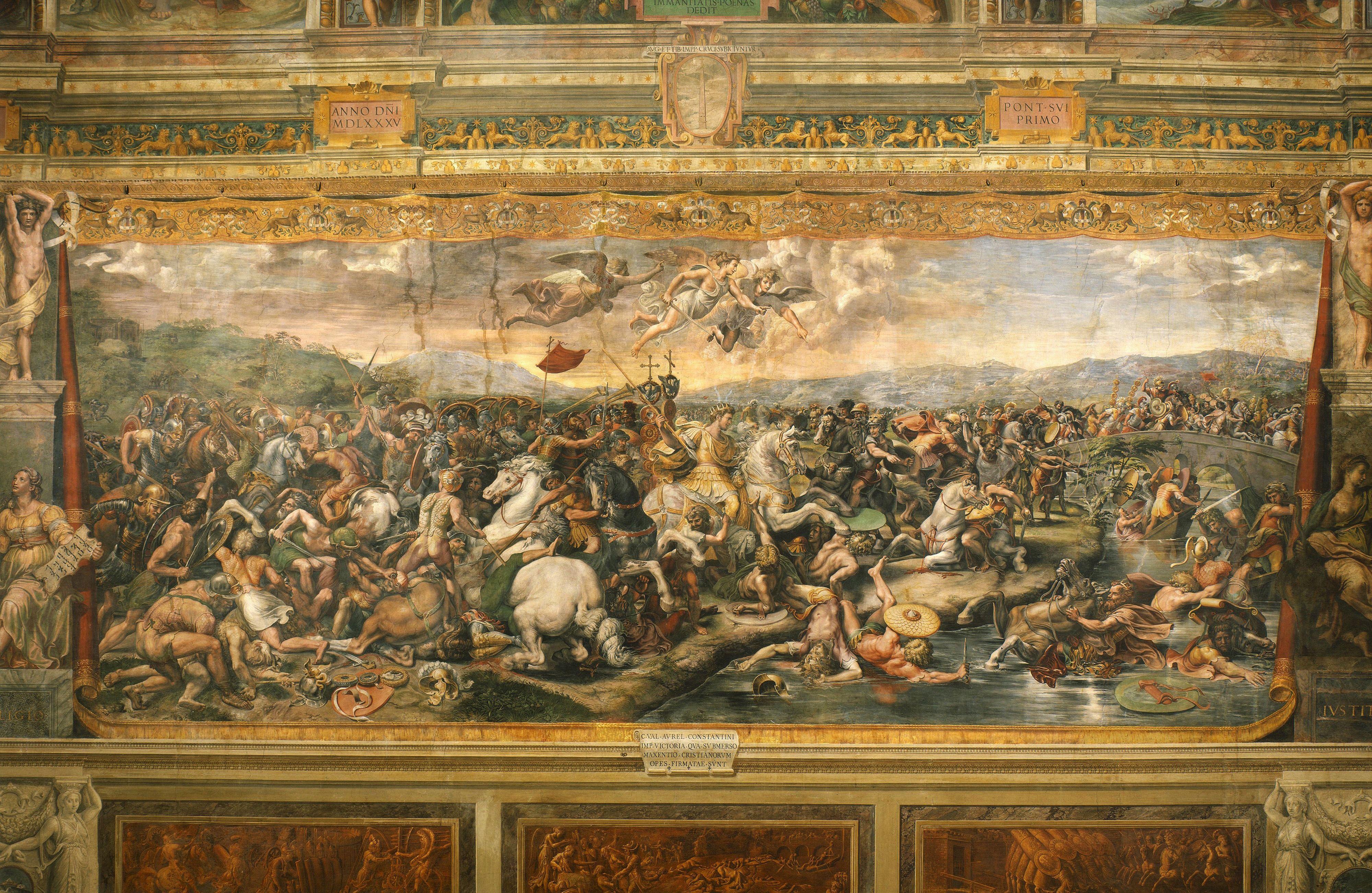
Bătălia de la Podul Milvius
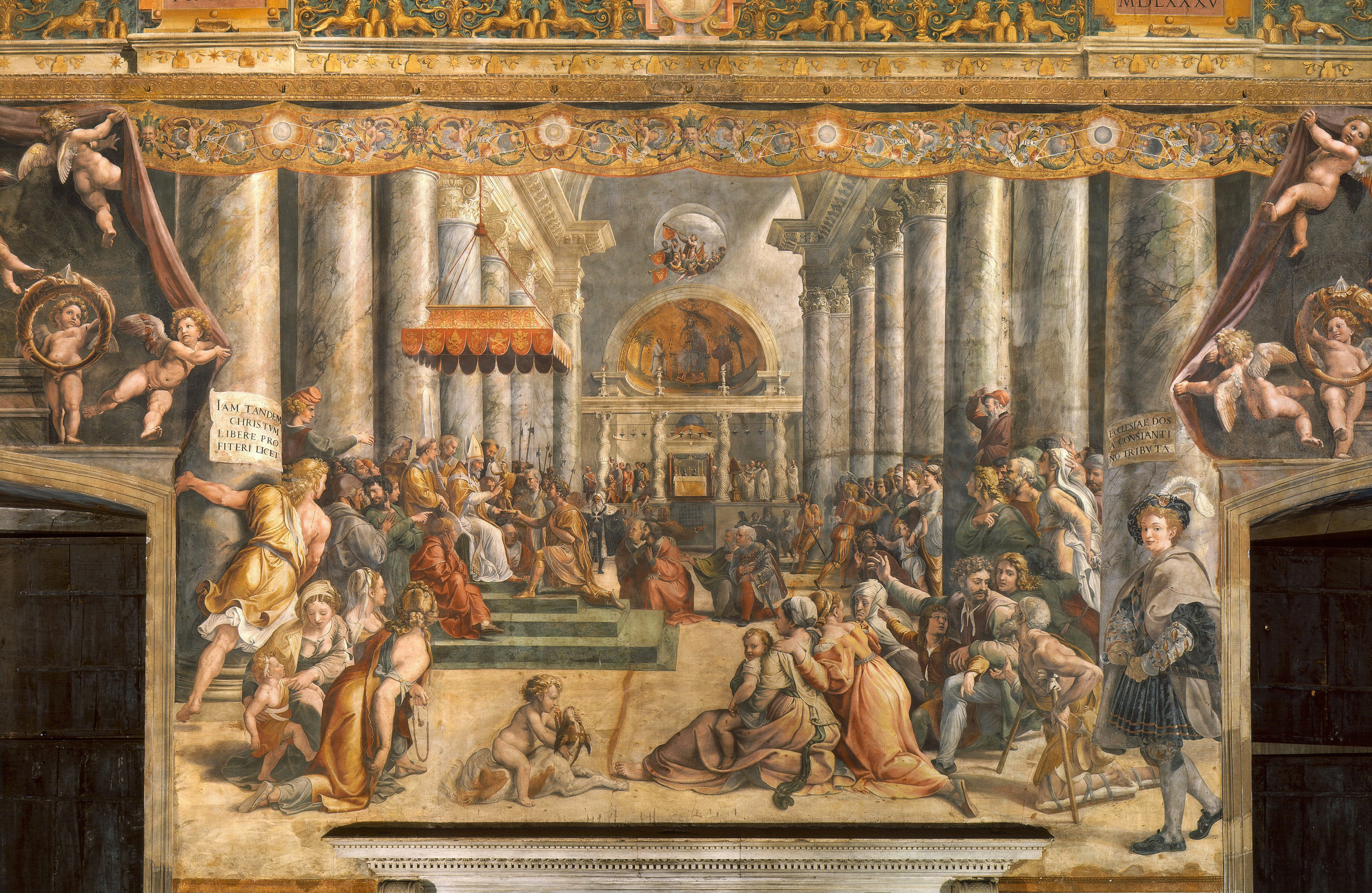
"Donația" lui Constantin
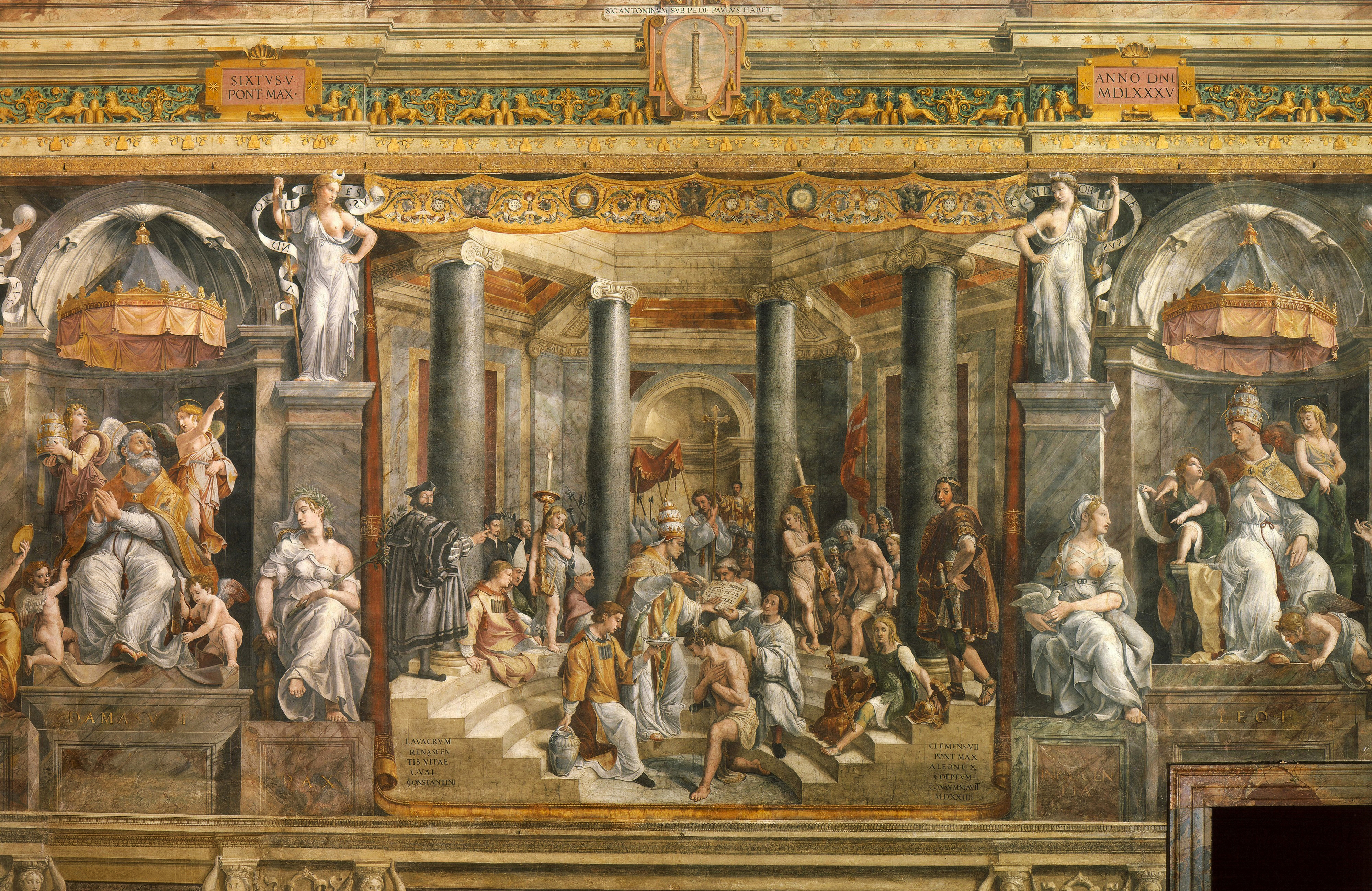
Botezul lui Constantin

Constantin s-ar fi convertit conform tradiției atunci când a asistat la apariția crucii luminoase pe cer înainte de bătălia dintre acesta și Maxentius. Lactanius scria în cartea “Despre moartea persecutorilor” că a primit un avertisment de la divinitate în somn pentru a grava simbolul creștin pe scuturile sale . Eusebiu din Cezareea a scris în “Historia ecclesiastica” că împăratul și-a propus să salveze Roma și l-a invocat printr-o rugăciune pe Dumnezeu. În “Viața lui Constantin” scrie că acesta a asistat la apariția unei cruci luminoase la asfințitul soarelui, însoțită de cuvintele In hoc signo vinces(„sub acest semn vei învinge”) . El și legiunile sale au fost cuprinși de uimire. În noaptea următoare, Iisus Hristos i-a apărut în somn lui Constantin, purtând același semn, și i-a poruncit să picteze scuturile și să pornească împotriva inamicilor. În zori, împăratul le-a povestit apropiaților visul și i-a chemat pe meșteri să confecționeze stindardul “labarum”, fiind o cruce lungă ca o lance, de bara transversală atârnând o flamură de mătase, brodată cu aur și împodobită cu pietre prețioase, purtând chipurile lui Constantin și a celor doi fii ai săi, iar la vârful crucii se afla o cunună de aur, înconjurând monograma lui Hristos.

Labarum

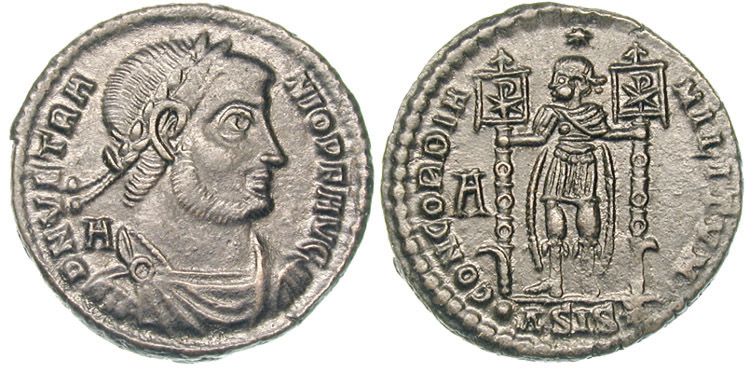
Labarum reprezentat pe o monedă

În privința cauzelor “convertirii” lui Constantin, spre deosebire de bibliografia lui Eusebiu, unii istorici i-au atribuit un portret diferit. Istoricul Boissier scria în lucrarea “Sfârșitul păgânismului” că împăratul Constantin era în realitate sceptic, nefiind interesant de nicio religie, preferând-o pe aceea care i-ar aduce multe beneficii.
Pe de altă parte, istoricul Jacob Burckhardt susținea în lucrarea Epoca lui Constantin cel Mare că împăratul era un geniu, stăpânit de ambiții înalte și de o puternică dorința de putere, un om care ar sacrifice totul pentru îndeplinirea visurilor sale lumești, înțelegând că creștinismul va deveni o forță universală.
Adolf Harnack constată în “Misiunea și răspândirea creștinismului în primele trei secole" că crestinismul era o religie urbanistică și că un cerc restrâns de oameni putea exercită o influență puternică dacă membrii lui provin din clase conducătoare. A concluzionat că sediul central al Bisericii creștine era Asia Mică la începutul secolului IV.

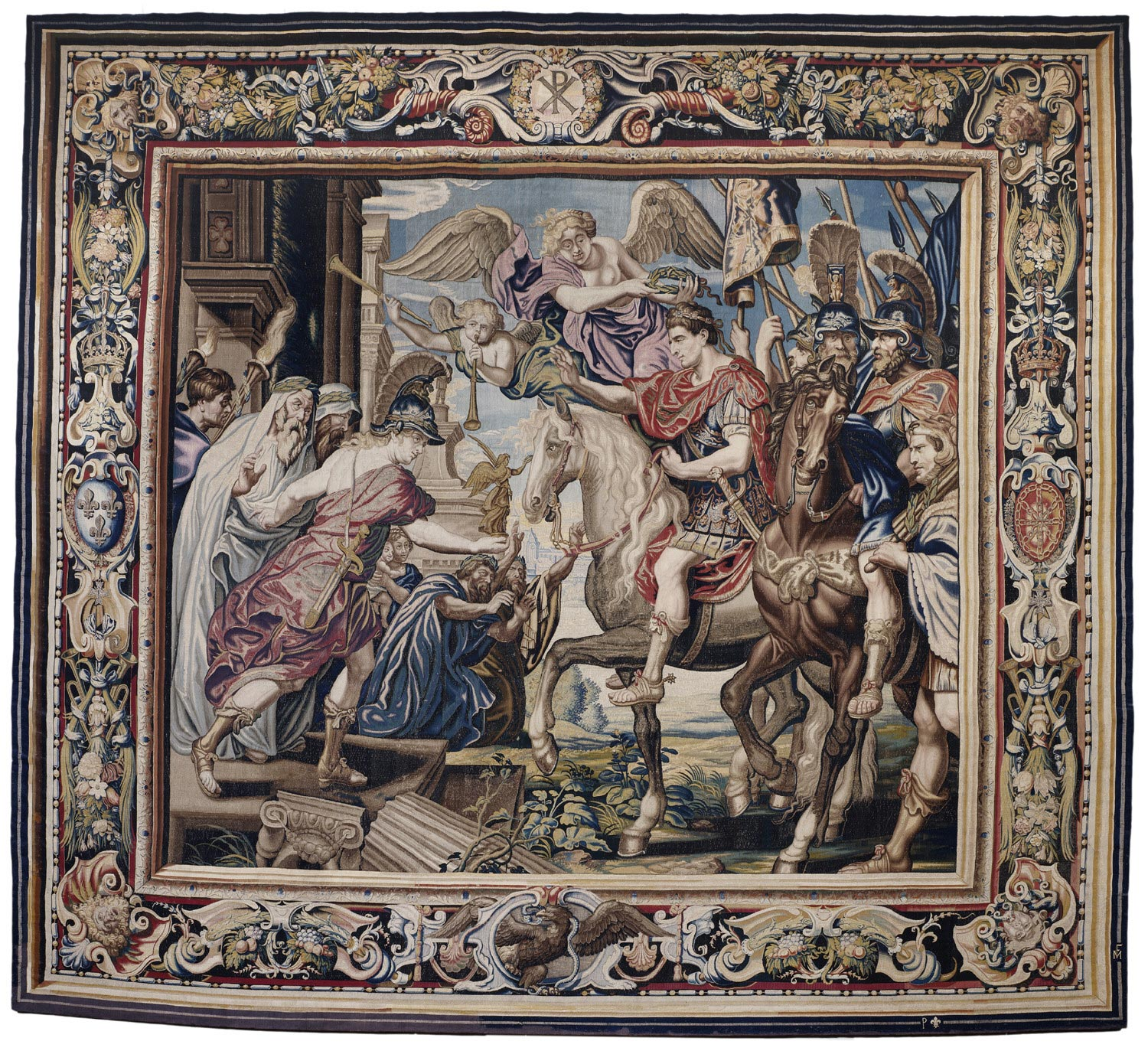
Intrarea triumfală a lui Constantin la Roma

Constantin chiar a locuit la curtea lui Dioclețian din Nicomedia înainte să se stabilească în Gallia. Păgânismul încă domină însă în stat și societate , iar creștinii reprezentau o minoritate, constituind o zecime din popuatia imperiului, conform statisticilor prof. V. Bolotov. Duruy în Istoria Romei și a poporului roman, scriind că împăratul Constantin conștientizase că creștinismul, prin dogmele sale fundamentale, era o credință într-un zeu unic.
Constantin era determinat să favorizeze păgânismul și creștinismul pentru a menține unitatea și stabilitatea. Cu perspicacitatea diabolică a unui stăpân universal, a înțeles importanța alianței cu biserica. Ceea ce l-a determinat să se convertească nu pare să fie din rațiuni politice, întru-cât creștinii erau o minoritate atunci, ci din convingere.
Fusese influențat de exemplul bisericii zoroastiene din Persia. Deși convertirea este asociată cu Bătălia de la Podul Milvius din 312 și cu obținerea victoriei împotriva lui Maxentius, convertirea reală la creștinism s-a desfășurat în anul morții sale. Constantin a rămas pontifex maximus de-a lungul domniei. Ziua de duminică era denumită ca dies solis (ziua soarelui), “sol invictus” nefiind altul decât zeul persan Mithra, al cărui cult era răspândit în imperiu, rivalizând cu creștinismul. Constantin era un adept evlavios al cultului soarelui închinat lui Apollo. Totuși, a inițiat o politică de toleranță față de creștinism, înțelegând că în viitor, creștinismul era elementul principal de unificare a Imperiului. 

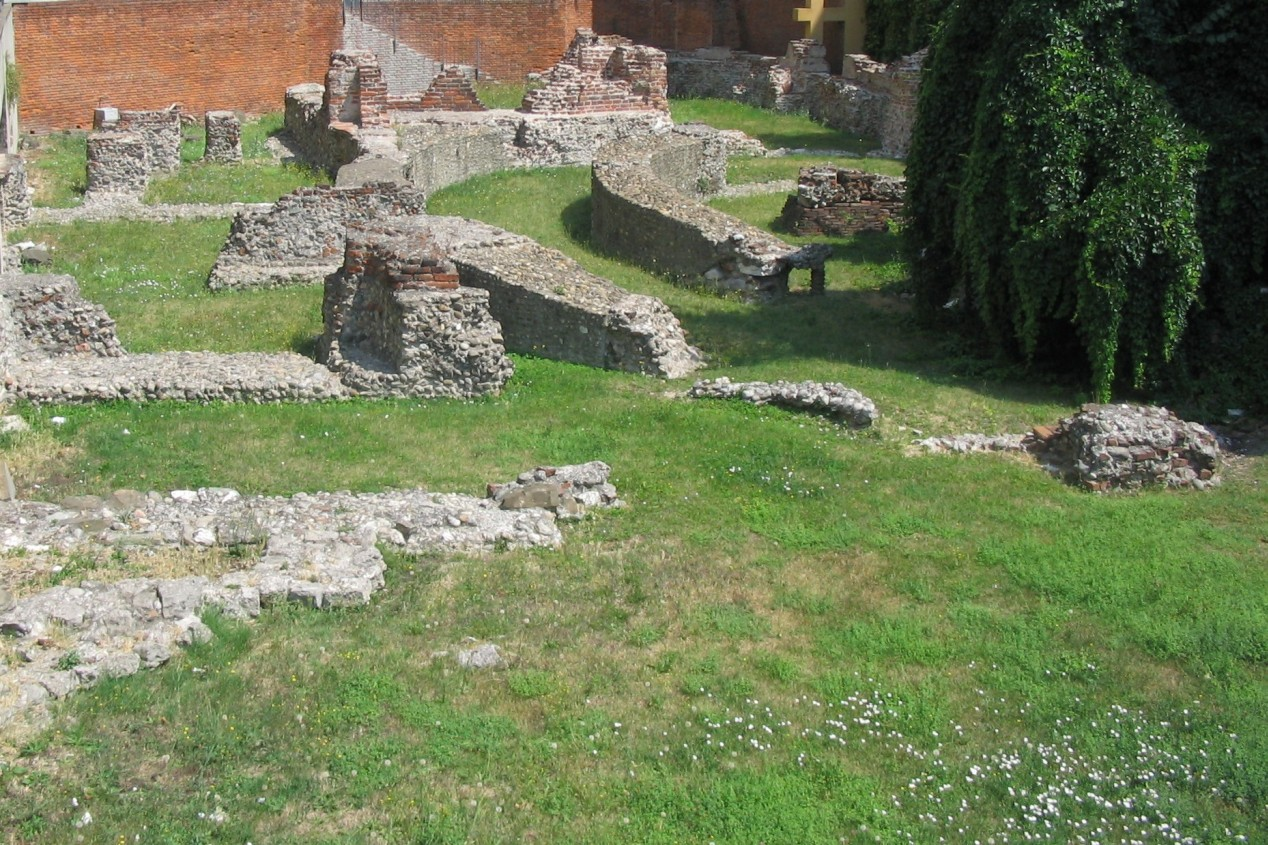
Ruinele palatului imperial de la Milano

Primul decret care favoriza creștinismul a fost emis în 311 de Galerius, chiar de unul dintre cei mai aprigi persecutori ai lui. Prin intermediul decretului, creștinii erau iertați pentru opoziția anterioară față de deciziile menite să-i întoarcă la păgânism. 
În 313, Constantin s-a întâlnit cu Licinius la Mediolanum, păstrându-se doar un rescript latin al lui Licinius trimis perfectului de Nicomedia, consemnat de Lactantius. Creștinii și alți adepți ale altor religii primeau libertatea deplină să urmeze orice religie doreau. Bisericile și clădirile private confiscate de la creștini le erau redate în mod liber și fără rezerve.
Edictul promulgat la Mediolanum în 313 era o confirmare a edictului lui Galerius în 311. Nu era un edict propriu-zis, ci o scrisoare adresată guvernatorilor provinciilor din Asia Mică și din Răsărit în care li se explica și li se indica cum să-i trateze pe creștini, având de atunci drepturi egale cu păgânii. Clerului creștin i s-au arcordat privilegiile recunoscute preoților păgâni, membrii lui fiind scutiți de plata taxelor și de datoriile față de stat, de serviciile în folosul statului care puteau să-i abată de la îndeplinirea obligațiilor lor religioase, având drept de imunitate. 

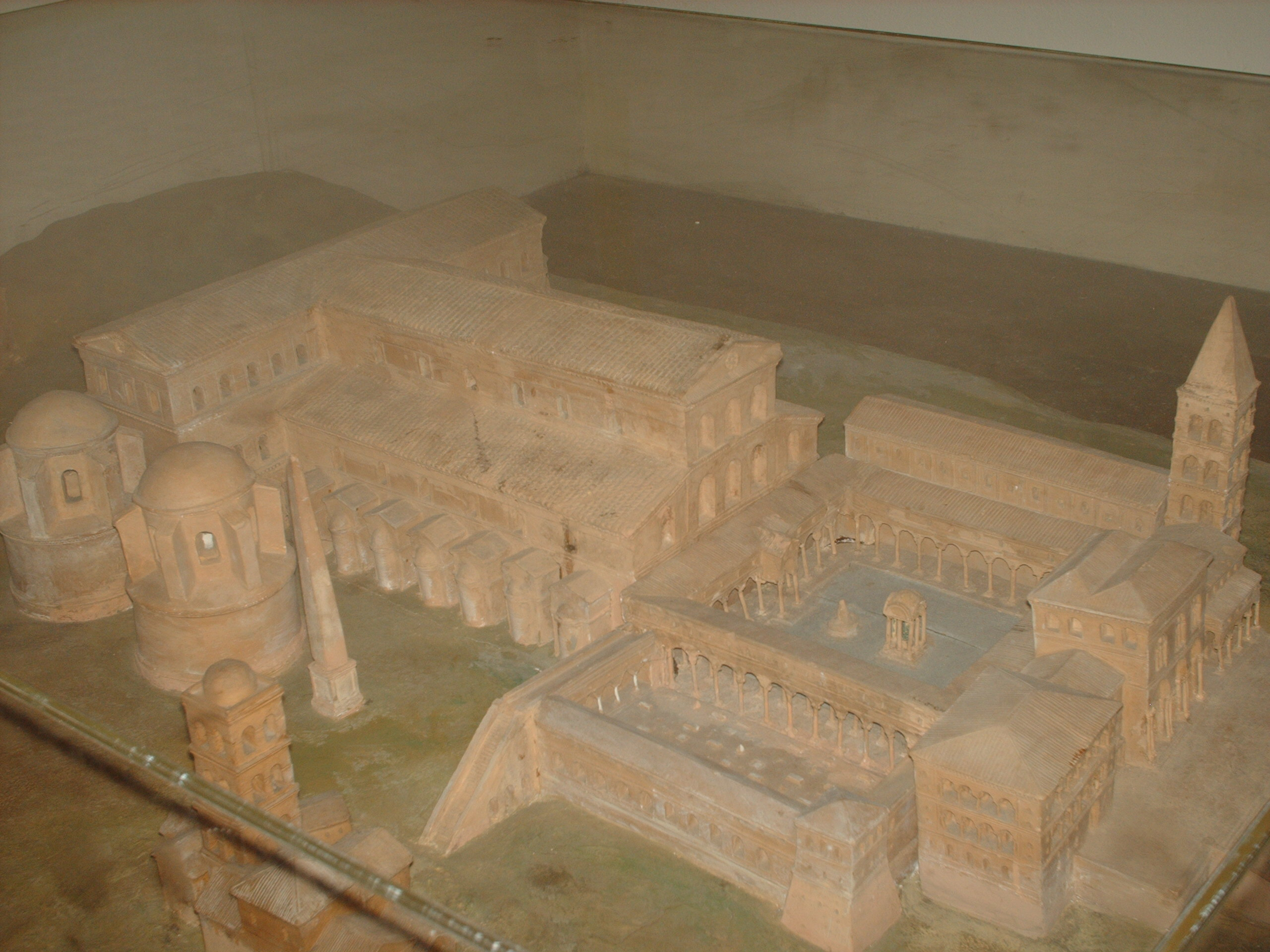
Modelul bazilicii "Sfântului Petru" din timpul lui Constantin

Fiecare om putea să-și lase proprietatea drept moștenire bisericii, dobândind dreptul de patrimoniu. Pe lângă proclamarea libertății religioase, comunitățile creștine erau recunoscute ca entități juridice legale. Orice om avea dreptul să mute un proces civil la o curte episcopală dacă adversarul accepta. Decizia episcopului era acceptat ca fiind definitivă, orice caz civil putea fi mutat la curtea episcopală în orice stadiu al procesului , însă deciziile curții episcopale trebuiau să fie sancționate de judecători civili. Privilegiile judiciare măreau autoritatea episcopilor în societate. Biserica se îmbogățea material prin daruri în proprietăți funciare, provenind din resursele statului, sau prin donații de bani și grâne. Creștinii nu mai erau obligați să participe la sărbătorile păgâne. Influența creștină a îmblânzit pedepsele pentru criminali.
Constantin a construit multe biserici în imperiu, în Antiohia, Nicomedia și în nordul Africii, precum și în peninsula italică, ca Bazilica Sfântul Petru din Roma și Bazilica Sfântul Ioan din Lateran fiindu-i atribuite. Mama lui, Elena, ar fi descoperit adevărata cruce în cadrul unui pelerinaj din Palestina. A ridicat la Ierusalim Biserica Sfântului Mormânt, pe Muntele Masilinilor a ridicat biserica înălțării, iar la Betleem, Biserica Nașterii Domnului . Noua capitală , Constantinopolul, și suburbiile ei au fost înfrumusețate cu noi biserici, ca biserica Sfinților Apostoli și biserica Sfânta Irina, de asemenea, a pus temelia Sfintei Sofia, finisată de Constantius, succesorul său.

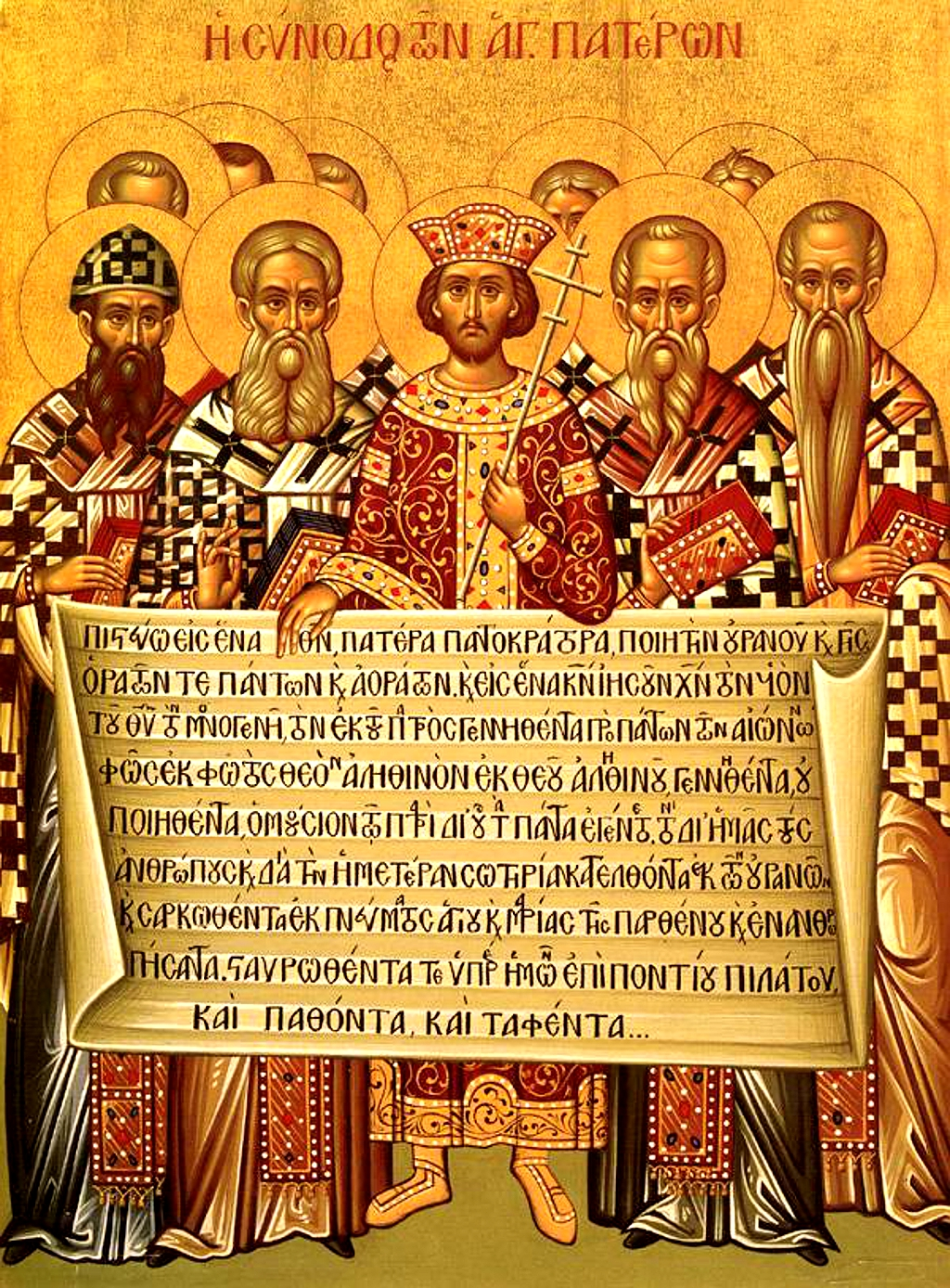
Primul sinod de la Niceea

Biserica creștină a trecut printr-o perioada de imensă activitate, concentrându-se pe dogmă. Sinoadele deveneau specific perioadei, fiind considerate singurele mijloace pentru aplanarea controverselor. Statul a luat parte la disputele religioase, a cărui interese nu corespundeau cu cele ale bisericii. Centrul cultural al răsăritului era orașul egiptean Alexandria, activitatea intelectuală erupând, devenind centrul evoluției teologice în est și dobândind în lumea creștină faima particulară de biserica filosofică. Un preot, Arie din Alexandria, al cărui nume poartă învățătură considerate „eretică” ce își avea rădăcinile în a două jumătate a secolului al III-lea, în Antiohia, unde Lucian a fondat o școală de exegeză teologică, a emis idea că fiul lui Dumnezeu era o ființă creată. Dincolo de granițele Egiptului, Eusebiu, episcop de Cezareea, și Eusebiu, episcop de Nicomidia, erau de partea lui Arie. Alexandru, episcop de Alexandria, i-a refuzat Sfânta Euharistie în ciuda eforturilor susținătorilor lui.
În 324, după ce l-a învins pe Licinius, Constantin a sosit la Nicomidia, primind plângeri de la adversari și de la susținătorii lui Arie. Pentru că dorea menținerea păcii religioase în imperiu și înțelegând importantă controversei dogmatice, Constantin a trimis o scrisoare episcopului Alexandru și lui Arie, ordonându-le să ajungă la o înțelegere. Scrisoarea fusese dusă la Alexandria de către episcopal Osius de Cordoba. La întoarcere, i-a explicat împăratului situația și atunci, Constantin a convocat un sinod prezidat de el personal prin edicte imperiale la Niceea din Bithynia, participanții fiind în mare parte episcopi răsăriteni, dezbătând disputa Ariană. După discuții aprinse duse de Atanasie, arhidiaconul din Biserica Alexandrei, adversarul lui Arie, erezia lui Arie a fost condamnată și după introducerea unor corecturi, a fost adoptat Crezul, prin care Isus Christos era mărturisit ca fiul lui Dumnezeu, necreat și deoființă cu Tatăl . Crezul niceean a fost semnat chiar și de mulți episcopi arieni, iar Arie, a fost exilat și privat de libertate. Însă Sinodul de la Niceea nu a reușit să pună capăt disputelor ariene, ci a generat noi mișcări, iar Constantin a fost nevoit să facă unele concesii. După câțiva ani, Arie și adepții săi au fost rechemați din exil, fiind exilați în schimb liderii susținători ai Crezului Niceean. Constantin a rămas păgân până în ultimul an al vieții sale (337), doar pe patul de moarte fiind botezat de Eusebiu, episcopul de Nicomidia, un arian. 

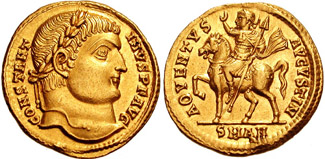
Solidus

Constantin a mărit numărul provinciilor, diocezelor, prefecturilor. El a venit cu măsuri în domeniul social-economic, tot în încercarea de a stopa criza și a revigora Imperiul Roman. O primă măsură, pentru a asigura mâna de lucru: în 332, l-a legat pe colon de pământ și pe meșteșugar de meseria lui.
A inițiat Reformă monetară prin care a introdus moneda de aur numită solidus (lat.) sau nomisma (gr.) de aproape de 24 de karate. Moneda de aur a fost etalonul economiei medievale aproape un mileniu, până în secolul XI.
Tot Constantin cel Mare a fost cel ce a stabilit monopoluri economice asupra unor ramuri/domenii considerate strategice: producerea armamentului și industria minieră.

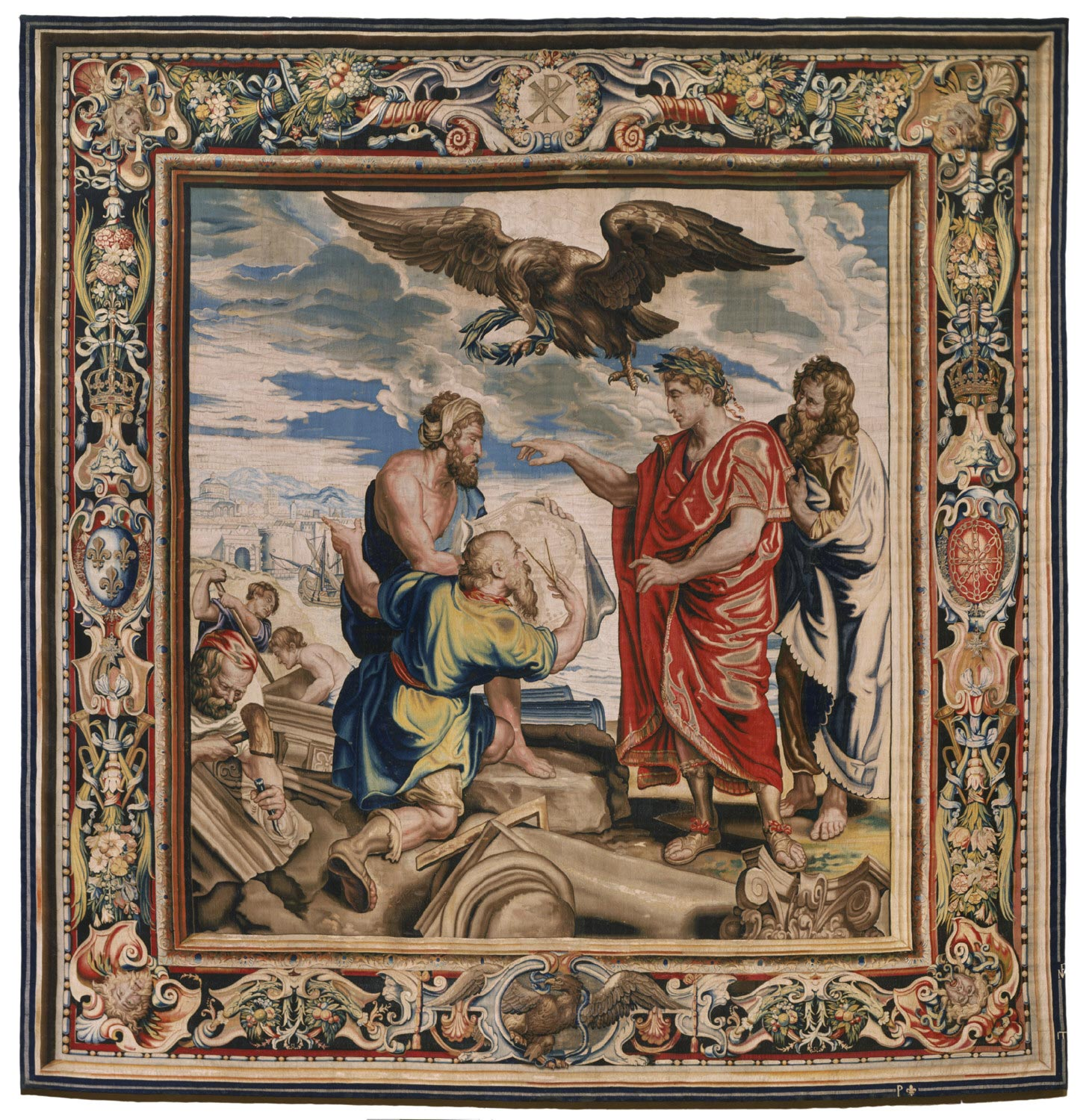
Fondarea Constantinopolului

Byzantium era un oraș ce se bucura de avantaje strategice și comerciale, fiind amplasat la granița Asiei și Europei, fiind învecinată cu Marea Neagră și Marea Mediterana. 
În secolul VII i.e.n., pe țărmul Asiatic al limitei sudice a Bosforului, megarienii au fondat o colonie denumită Calcedon. Conform lucrării “Istoriile” lui Herodot care îi critică pe megarieni pentru amplasarea greșită, la câțiva ani de după fondare, un alt grup de megarieni au înființat colonia Byzantium pe țărmul european al Bosforului. Byzantium a jucat un rol important în războaiele medice și în timpul lui Filip al Macedoniei, iar Polybius a analizat poziția politică și economică a orașului, afirmând că bizantinii controlau mărfurile indispenabile Pontului și rutile maritime din Marea Neagră.
La sfârșitul secolului II e.n., a fost supus unui jaf devastator în timpul unui război susținut de împăratul roman, Septimius Severus. Când Constantin a vrut să fondeze o noua capitală, s-a gândit la Naissus, Sardica și Thesalonica. Și-a îndreptat atenția spre Troia, orașul lui Enea, care venise în Latium pentru a pune temelia noului stat roman. Împăratul stabilește personal limitele viitorului oraș. Porțile au fost construite, însă într-o noapte, Dumnezeu i-a transmis lui Constantin să construiască nouă capitală la Byzantium. Era un simplu sat în acel timp care se întindea până la Marea Marmara.
În 324 s-a decis să fondeze noua capitală, iar în 325, a început construirea clădirilor principale. Împăratul, cu lancea în mâna, a trasat conturul suprafeței orașului ghidat de divinitate  . Au fost aduși lucrători din toate părțile, precum și materiale, iar pentru înfrumusețare, au fost folosite monumente păgâne din Roma, Atena, Alexandria, Efes și Antiohia. La lucrări au participat chiar 40 000 de goți foederati. Noii capitale i s-au atribuit privilegii comerciale și financiare pentru a atrage populația în număr cât mai mare. 

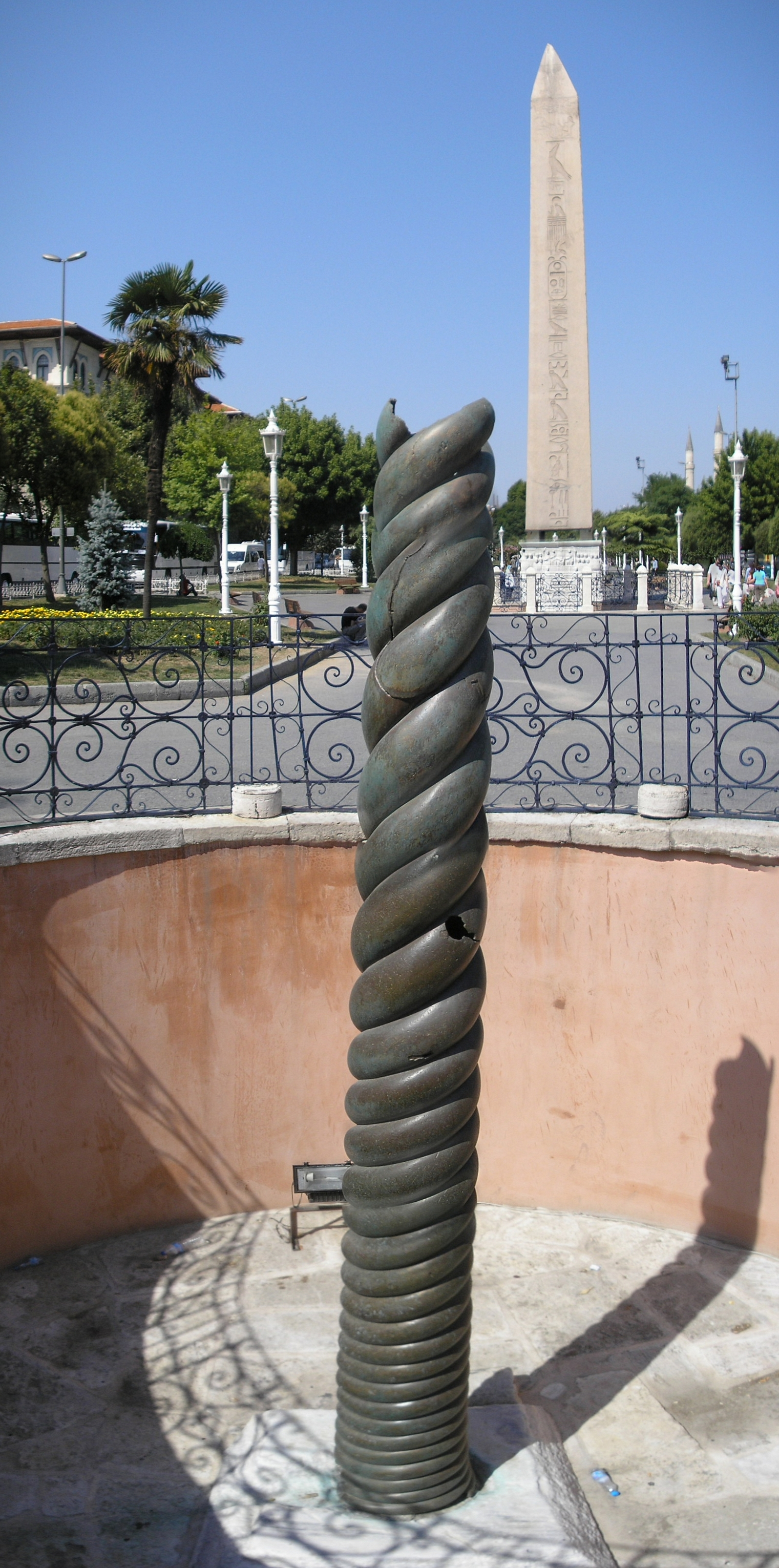
Columna sarpelui de la Hipodromul din Constantinopol

Pe 11 mai 330, nouă capitală a fost inagurată, fiind organizate ceremonii și festivități timp de 40 de zile. Populația orașului depășea 200 000 de oameni. Constantin a construit un zid de apărare care se întindea de la Cornul de Aur până la Marea Marmara. Byzantium a devenit „Orașul lui Constantin”-Constantinopol. A fost adoptat sistemul municipal al Romei, fiind împărțit în 14 sectoare, dintre care două se aflau în afară zidurilor orașului. Nu s-au păstrat multe creații monumentalistice ale lu Constantin, biserica Sfânta Irina fiind reconstruită de două ori și supraviețuind columna de la Delfi în formă de șarpe ce dată din secolul V i.en. ce comemorează victoria spartană de la Plateea, fiind adusă și fixată în hipodrom.
Orașul lui Constantin avea multe avantaje politice, economice și culturale oferite de pozita strategică. Era denumit Nova Roma, dispunând de un sistem defensiv pentru a rezistă în față inamicilor, fiind inaccesibil de pe mare, protejat de ziduri. Controla comerțul al Mării Negre cu Marea Egee și Marea Mediterană, devenind intermediarul comercial dintre Europa și Asia. Dintr-o simplă colonie, un oraș devenise centrul politic, religios, economic și cultural al unui imperiu reunificat efemer.

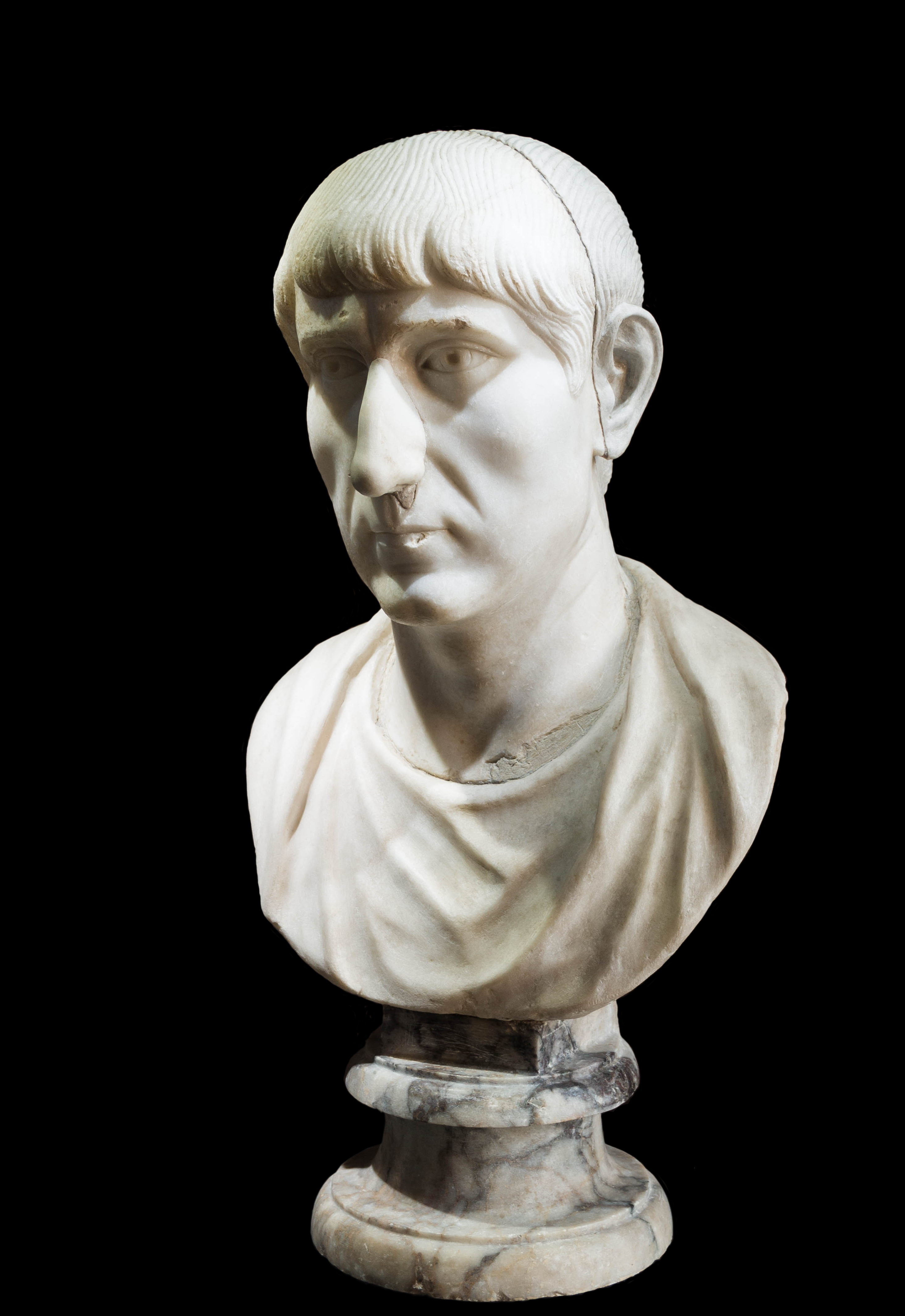
Constanțiu al II-lea

După moartea lui Constantin cel Mare, între cei trei fii ai lui Constantin a izbucnit un confict. Constantin și Constans erau adepții crezului niceean, iar Constantius continua politică religioasă a tatălui său manifestată în ultima parte a vieții sale, fiind de partea arienilor. Constantin si Constans n-au supraviețuit luptei, iar Constantius s-a proclamat împărat sub numele de Constanțiu al II-lea. A decretat ca templele păgâne să fie închise și a interzis aducerea de jertfe sub amenințarea cu moartea și confiscarea averii. A poruncit înlăturarea altarului Victoriei din Senat și multor alte monumente considerate “păgâne”. 
Scutirile clerului au fost extinse, episcopii fiind exceptați de la procesele civile. A purtat titlul de Pontifex Maximus. Deși s-a pronunțat radical împotriva păgânismului, nu a alungat vestalele și preoții din Roma și chiar a poruncit alegerea unui preot pentru Africa. Divergențele dintre arieni și niceeni s-au intensificat. A murit în 361 în timpul campaniei din Persia, nefiind regretat nespus de mult nici de niceeni, nici de păgâni, care jubilau la alegerea lui Iulian Apostatul ca împărat, ce a avut succes în alungarea germanilor de dincolo de Rin. Senatul chiar l-a trecut pe împăratul decedat în rândul zeilor vechi.

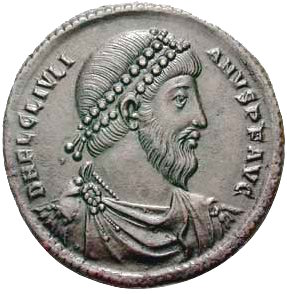
Iulian Apostatul

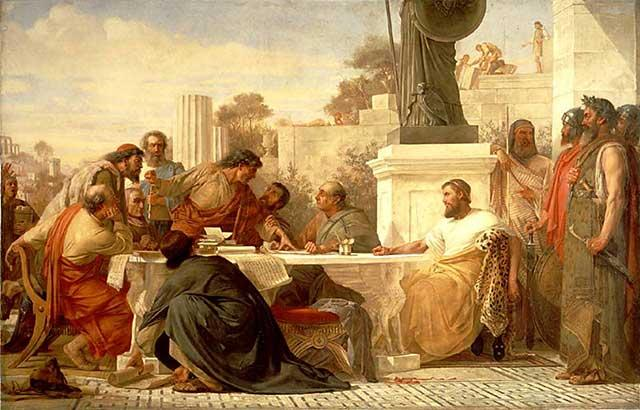
Iulian prezidând o conferință de sectarieni

Imediat după urcarea sa pe tron, Iulian a emis un edict prin care rechema toți episcopii exilați în timpul domniei predecesorului împărat, redându-le și proprietățile confiscate. La început, a acordat o libertate religioasă tuturor.
Ulterior, fiind un adept invocat al cultului soarelui, a oferit privilegii celor care renunțau la creștinism și chiar îi atrăgea pe oameni să participe la aducerea jerfelor după cum scrie Ieronim. Creștinii erau destituiți din posturile civile și militare, fiind înlocuiți de păgâni. “Labarum-ul” lui Constantin a fost desființat, iar crucile de pe scuturile soldaților au fost înlocuite cu vechile simboluri păgâne. A inițiat reforma școlară, numind profesori în principalele orașe ale Imperiului, fiind aleși și aprobați de către împărat, susținând că cei care vor să predea trebuie să fie oameni cu caracter integru și să nu aibă opinii incompatibile cu spiritul statului. Era considerat absurd ca oamenii care interpretau vechile opere ale autorilor antici să disprețuiască vechii zei.
A interzis creștinilor să predea și să studieze în școlile publice. Scriitori creștini ca Apolinarie cel Bătrân și Apolinarie cel Tânăr, și-au propus crearea unei literaturi proprii, traducând psalmii după stilul odelor lui Pindar, Pentateuhul a fost redat în hexametrii, iar evangheliile au fost rescrise în stilul dialogurilor lui Platon. 
În 362, Iulian a întreprins o călătorie spre provinciile orientale, oprindu-se la Antiohia, unde populația era majoritar creștină. A întâmpinat incidente neplăcute, așteptându-se la festivități grandioase dedicate zeilor. Însă găsi în templul lui Apollo din Daphnae doar un preot și o singură gașcă pentru sacrificiu. Incendierea templului i-a provocat o ura împotriva creștinilor. A ordonat pedepsirea creștinilor și închiderea bisericilor din Antiohia, fiind jefuite și pângărite. Creștinii s-au răzbunat, distrugând statuile zeilor. În 363, Iulian a părăsite Antiohia și a inițiat campania împotriva perșilor, fiind rănit de o sulița. A murit la puțin timp. 

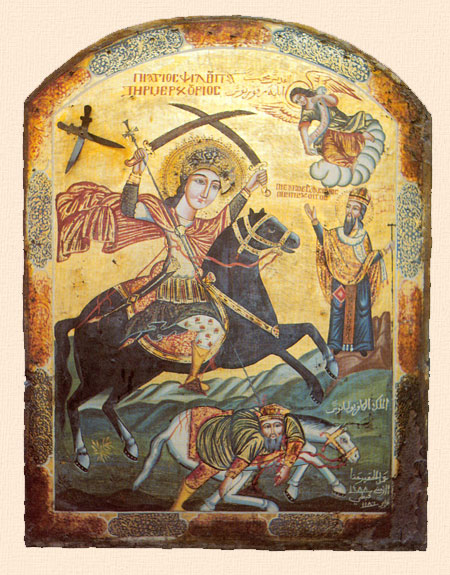
Uciderea împăratului Iulian de către Sfântul Mercuriu

Conform legendei, Sfântul Vasile s-a rugat în fața unei icoane în care era portretizat Mercurius ca un soldat ce poartă o suliță. El s-a rugat ca Dumnezeu să nu-i permită împăratului Iulian Apostatul de-a se război împotriva perșilor și a relua asuprirea creștinilor. Imaginea Sfântului Mare Mucenic Mercurie reprezentată pe icoana a devenit invizibilă, doar pentru a reapărea mai târziu cu o suliță însângerată. Iulian Apostatul a fost rănit mortal de sulița unui soldat necunoscut. Și-a aruncat un pumn din propriu-I sânge din rana spre cer și a exclamat : “Ai învins Galileene!”.
Iovian, căpetenia gărzii de curte și creștin niceean fiind, a fost proclamat că împărat. Acesta a semnat un tratat de pace cu Persia, renunțând la câteva provincii de pe malul estic al Tigrulului. Moartea lui Iulian a fost sărbătorită cu bucurie de creștini. Acesta a fost însă înmormântat în biserica Sfinților Apostoli. 
Dinastia Constantină se încheiase.

### Dinastia Valentiniană(364 - 379)

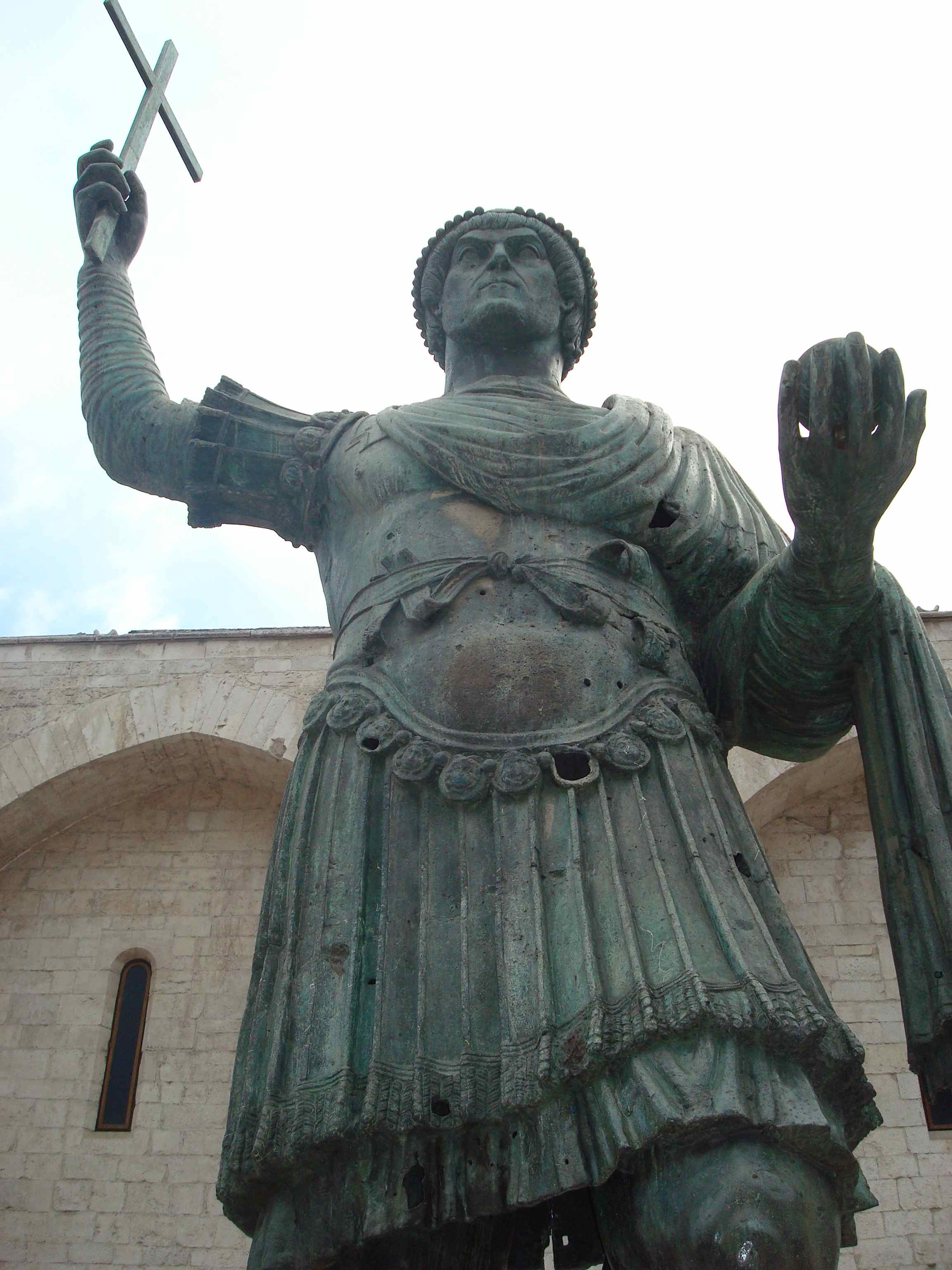
Colosul lui Valentian I de la Barletta

În timpul dinastiei Valentiniene, imperiul a fost reîmpărțit (364) și a suferit de pe urma invaziilor barbare. 
Ca tribunus scutariorum, Valentian a fost proclamat împărat la Niceea de către armată, la moartea lui Iovianus. L-a numit coîmpărat pe fratele său mai tânăr, Flavius Valens, căruia îi încredințează guvernarea Orientului, rezervând pentru sine conducerea, din Augusta Treverorum (Trier) a provinciilor occidentale (cele două părți ale imperiului încep astfel să fie administrate separat). Spirit activ și energic, Valentinian a avut mari merite în întărirea granițelor de pe Rin și Dunărea mijlocie, respingând atacurile alamanilor în Gallia (368), ale francilor și saxonilor la Rin, ale sarmaților și quazilor la Dunăre. 
A fost constant preocupat de îmbunătățirea administrației și legislației, de limitarea abuzurilor și a fiscalității excesive. S-a dovedit a fi un bun împărat creștin, restaurând privilegiile date clerului creștin oferite de către Constantin. Adept al ortodoxismului nicean, manifestă în același timp toleranță față de cultele păgâne. În 367 îl numește pe fiul său minor Grațian coîmpărat. Acesta a fost împotriva păgânismului și arianismului . A distrus Altarul Victoriei din Casa Senatului. A participat alături de Teodosiu la alungarea goților din Balcani în războiul gotic (376 - 382). 

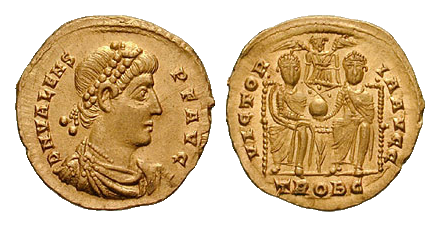
Valens reprezentat pe monedă, iar pe revers apare el și cu fratele său, Valentian I, cu care își împărțea puterea

Între timp, Valens se dovedea net inferior fratelui sau din punct de vedere al calităților militare, politice și administrative. În politică internă se remarcă prin represaliile împotriva cercurilor aristocrației senatoriale și prin sprijinirea arianismului. După ce reprimă uzurparea lui Procopius (înalt demnitar înrudit cu Iulian Apostatul) , poartă un război la Dunărea de Jos (367-369), împotriva vizigotilor care amenințau provincile romane și sprijiniseră pe uzurpator. Sub presiunea invaziei hune, Valens acceptă stabilirea vizigotilor în sudul Dunării în 376 .
Pe plan religios, deși era un adept declarat al arianismului, a devenit intolerant cu toate celelalte doctrine creștine. 
Jaful la care aceștia sunt supuși de autoritățile imperiale locale declanșează o mare răscoala antiromană. În Bătălia de la Adrianopol de la 9 august 378 , prin care o angajează fără a mai aștepta sosirea contingentelor din Occident conduse de Grațian, armata romană a fost înfrântă de vizigoții lui Frithigern, sprijiniți de contingente ostrogote, iar Valens și-a găsit moartea pe câmpul de lupta. 
Pentru că Valentian al II-lea (împăratul Vestului), fiul lui Valentian I, ce se declara arian, nu avea nici un rol decisiv în politică internă a imperiului, sub Grațian, politică toleranței religioase nu a mai fost respectată și s-a favorizat Crezul Niceean.
În 379, Grațian a renunțat la tronul estic, înscăunându-l pe generalul Teodosiu I. Dinastia Valentiniană se încheiase.

### Dinastia Teodosiană(379 - 457)

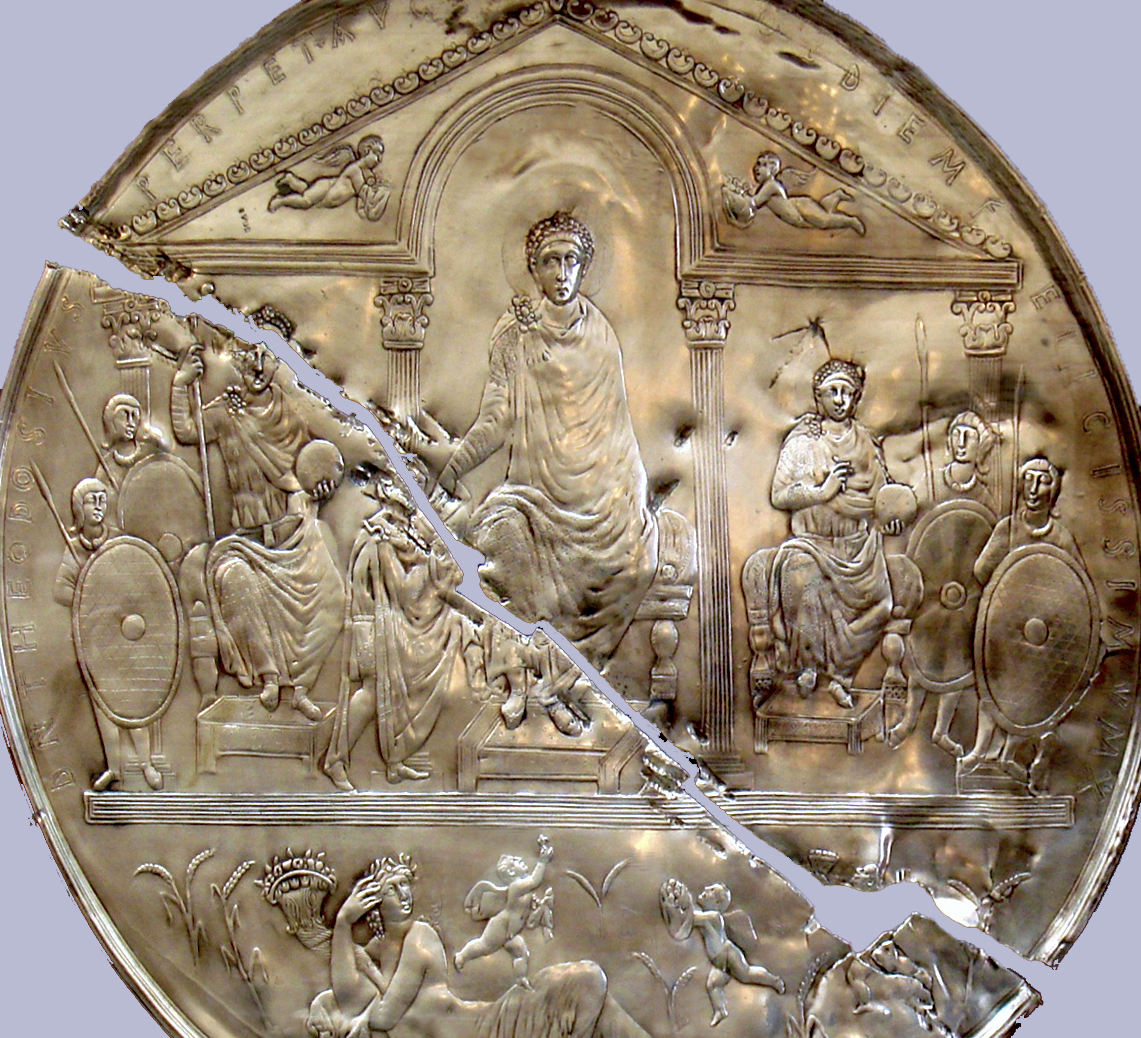
Discul de la Missorium ce îl înfățișează pe Teodosie

Fiind numit August, Teodosiu I a avut de înfruntat două probleme: restabilirea unității în interiorul imperiului pe plan religios și apărarea imperiului de năvălirile goților. Sosind la Constantinopol, i-a propus episcopului arian să renunțe la Arianism și să se alăture Crezului Niceean. Episcopul a refuzat și a părăsit capitala. Bisericile din oraș au fost predate niceenilor. A început o luptă înverșunată cu păgânii și cu ereticii, aplicând pedepse aspre.
Prin decretul din 380, doar cei care credeau în Sfânta Treime predicate de scrierile evanghelistice erau considerați catolici, în timp ce ceilalți erau considerați "nebuni și nesăbuiți ce au aderat la ticăloasă doctrina eretică", neavând dreptul de a-și numi locurile de întâlnire biserici și erau pasibili de pedepse aspre. A emis și alte decrete prin care a interzis ereticilor să țină adunări publice și private, dreptul de adunări fiind rezervat doar adepților Simbolului Niceean. Drepturile civile ale ereticilor au fost restrânse în privința testamentelor și moștenirilor. Teodosiu dorea să restabilească pacea și stabilitatea în Biserica Creștină. 

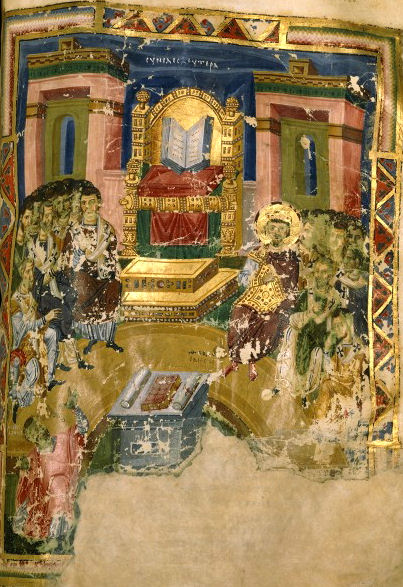
Sinodul de la Constantinopol

În 381 a convocat un sinod la Constantinopol. S-a disputat erezia lui Macedonie, un semi-arian care a încercat să demonstreze că Sfântul Duh fusese creat; a întărit decizia simbolului niceean despre Sfânta Treime, Sfântul Duh fiind de o ființă cu Tatăl și cu Fiul. A stabilit rangul patriarhului de Constantinopol în relație cu episcopul Romei. 
Teodosiu a lărgit privilegiile acordate de unii dintre predecesorii săi episcopilor și preoților în privința datoriilor personale, responsabilităților față de curte. A impus bisericii datorii față de stat, denumite "extraordinaria munera". Biserica nu mai putea fi un loc de refugiu pentru răufăcători și nici nu mai putea adăposti pe cei îndatorați față de stat de colectorii de datorii.

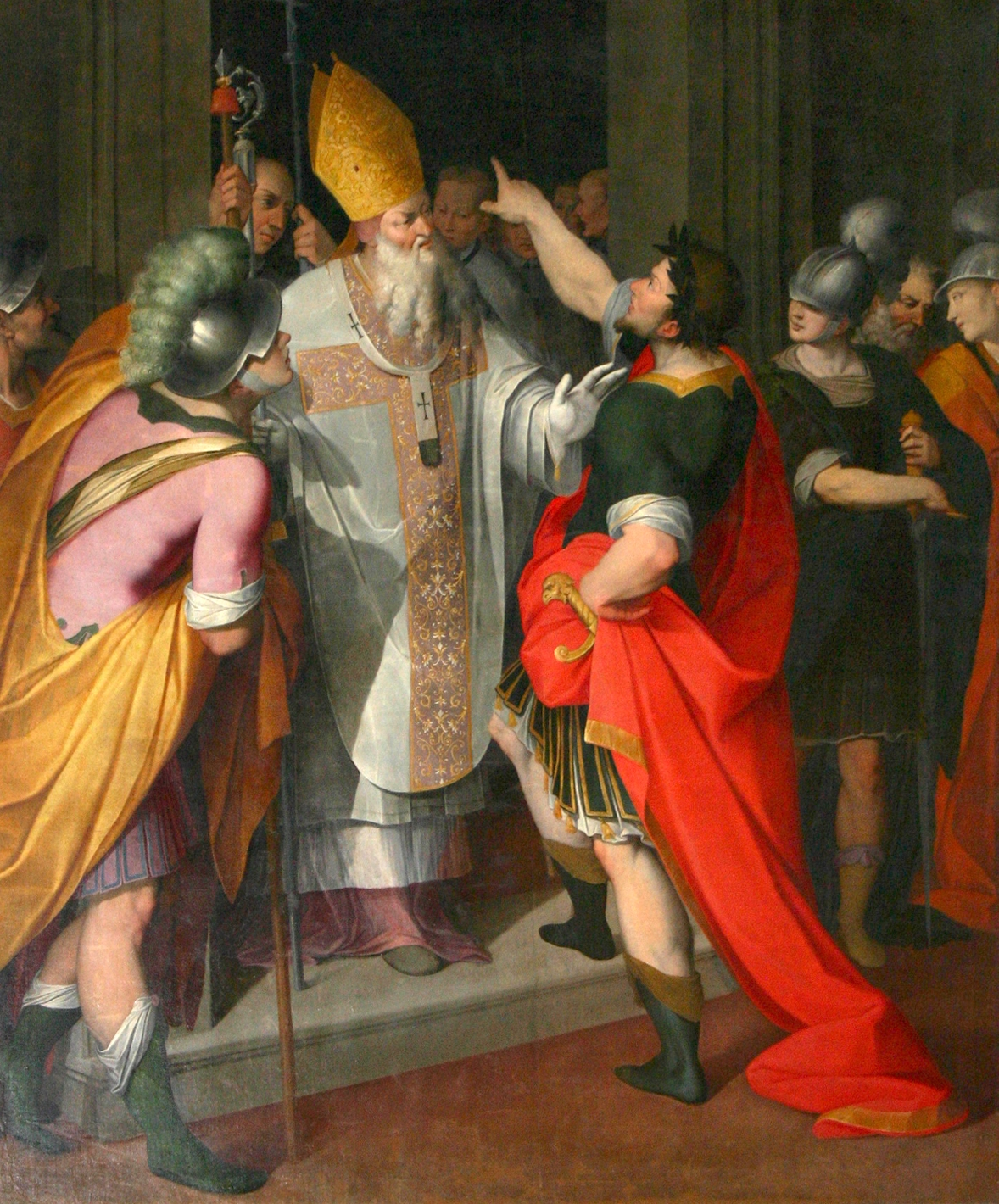
Teodosiu și Ambrozie

În urma masacrelor de la Tesalonic, Teodosiu a intrat în conflict cu Sfântul Ambrozie , episcop de Mediolanum, având vederi opuse în privința relației dintre Biserica și Stat. Teodosie pleda pentru supremația Statului asupra Bisericii, iar Ambrozie susținea că Biserica nu poate fi supusă unei puteri efemere. Ambrozie l-a excomunicat pe Teodosiu pentru că i-a favorizat pe germanicii din Tesalonic ce ocupau ranguri înalte în armata sa și pentru că i-a masacrat pe cetățenii ce se răzvrăteau violent. Teodosiu însuși a fost nevoit să-și recunoască vinovăția în mod public și și-a făcut pocăință impusă de Ambrozie.
Teodosiu a interzis sacrificiile, ghicitul viitorului în intestinele animalelor jertfite și frecventarea templelor păgâne, multe fiind închise, altele fiind folosite de către stat, altele fiind dărâmate și distruse, inclusive comorile și obiectele artistice valoroase, ca faimosul temple al zeului Serapis, Serapeum. 
În 392, Teodosiu a promulgat un ultim edict pentru interzicerea definitive a sacrificiilor, arderii tămâii, atârnarea ghirlandelor, libațiilor, divinațiilor, practicarea lor fiind considerate o ofensă adusă împăratului și sacrilegii  chiar dacă el însuși a introdus un obelisc în Hipodromul de la Constantinopol, ce aparținuse templului de la Karnak din timpul domniei faraonului Tutmes al III-lea. 
În 393 s-au organizat pentru ultima oară Jocurile Olimpice. Dar monumente antice ca statuia lui Zeus sculptată de Fidias a fost transferată de la Olimpia la Constantinopol. Chiar dacă teoretic, credințele religioase erau tolerate în egală măsură, Teodosiu a considerat că autoritatea sa trebuia să se extindă asupra bisericii și a vieții religioase a supușilor, scopul fiind crearea unei biserici unice, cea niceeană. 

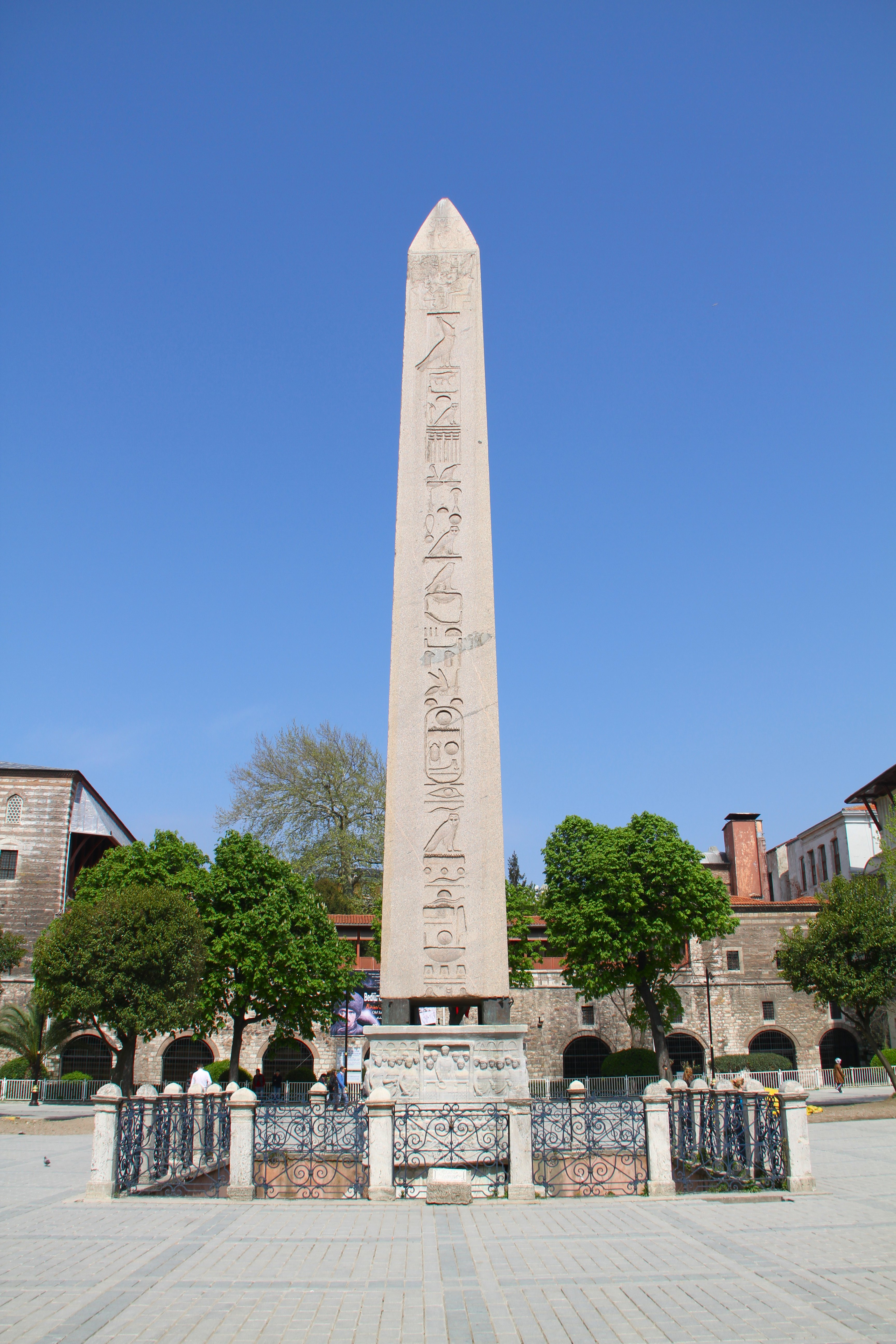
Obeliscul lui Teodosiu

În ciuda eforturilor, nu a reușit. Disputele religioase nu s-au încheiat, ba chiar au escaladat și s-au răspândit. Dar a purtat o victorie finală asupra păgânismului. Păgânismul a încetat să mai existe că un întreg organizat chiar dacă mai existau indivizi, familii sau grupuri isolate ce nutreau în taină la trecutul iubit al religiei lor muribunde. 
Școala păgână de la Atena și-a continuat existența, iar studenții ei studiau în continuare literatura clasică. 

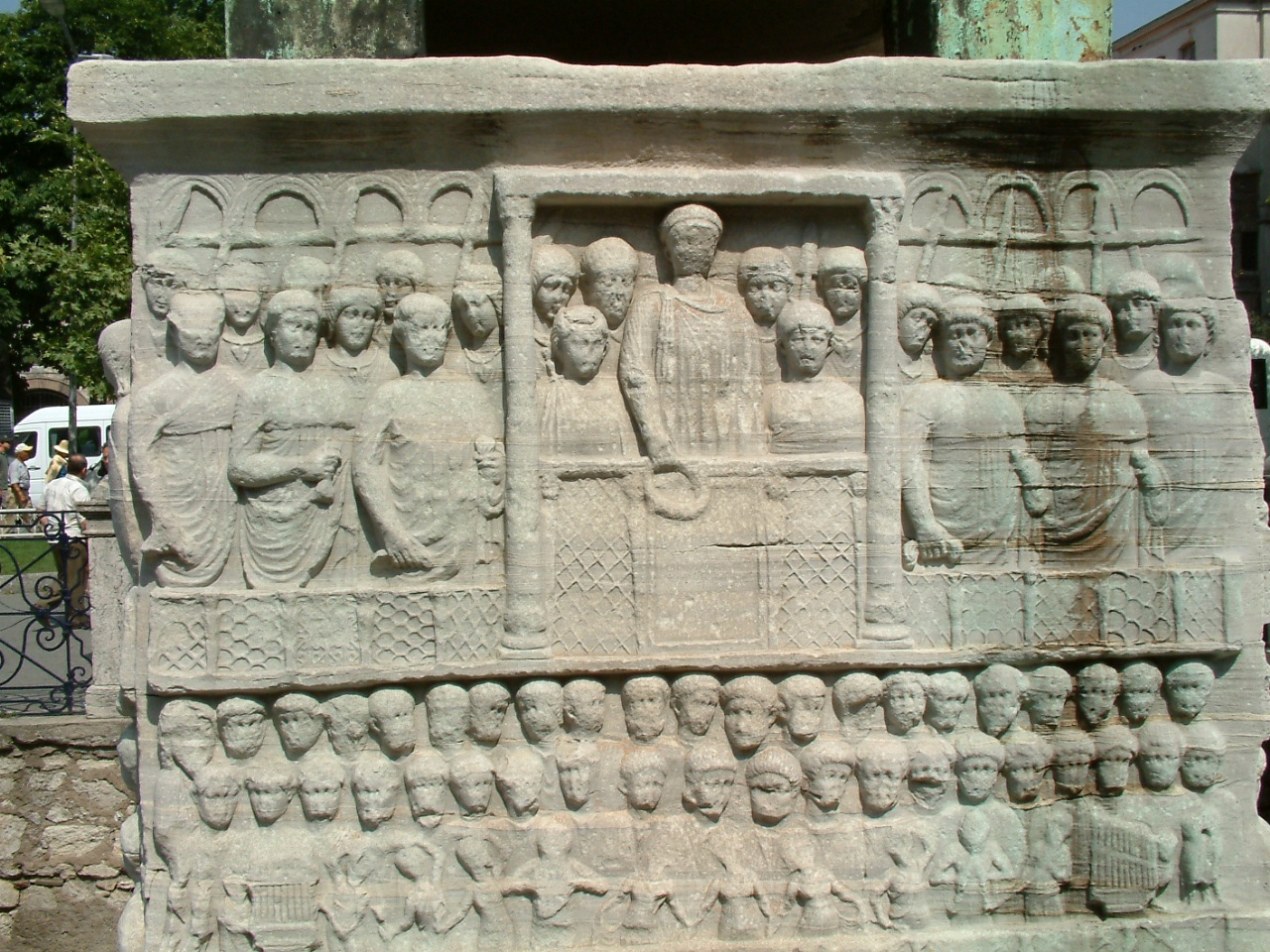
Teodosiu împărțind laurii victoriei
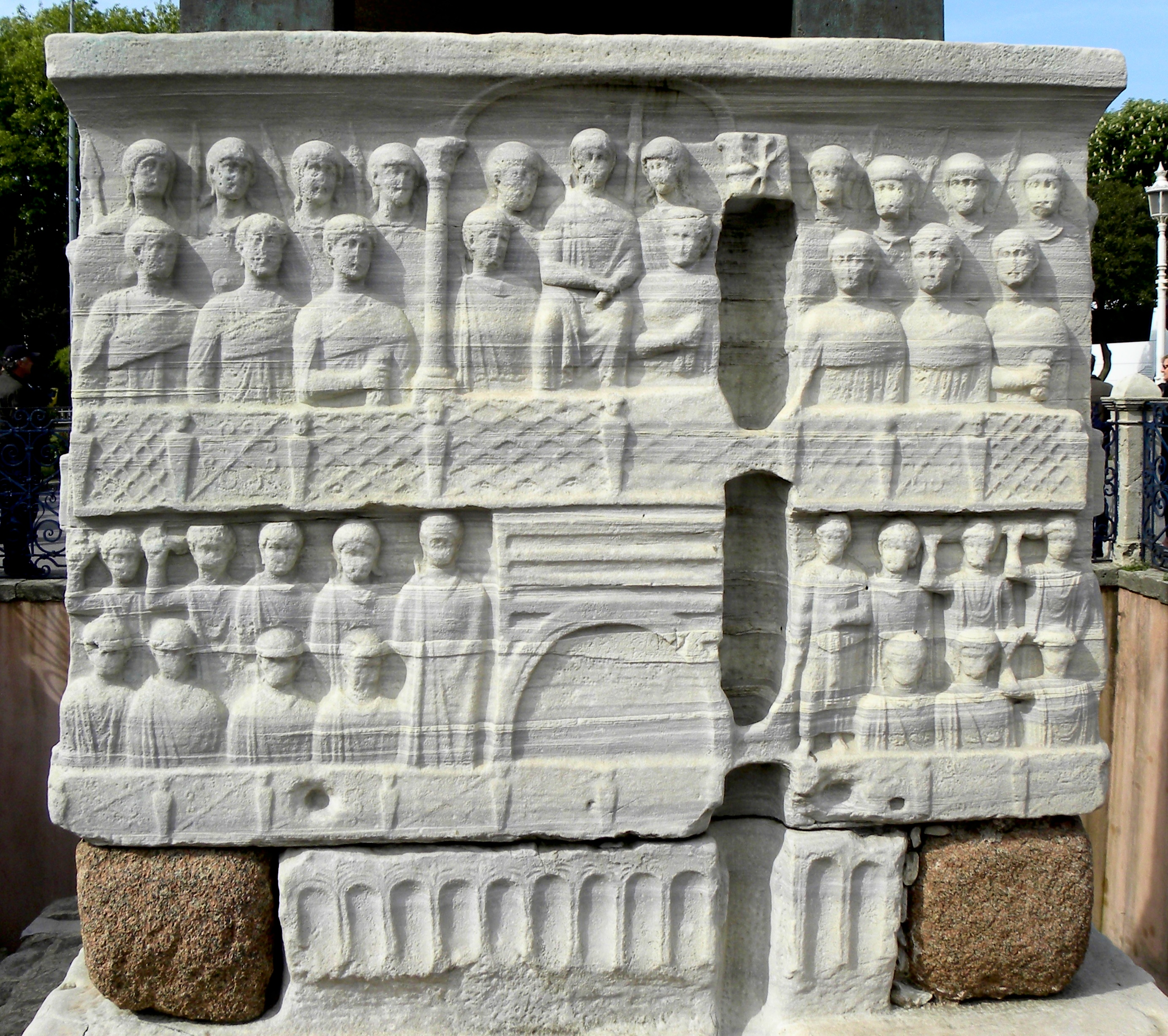
Curtea lui Teodosiu
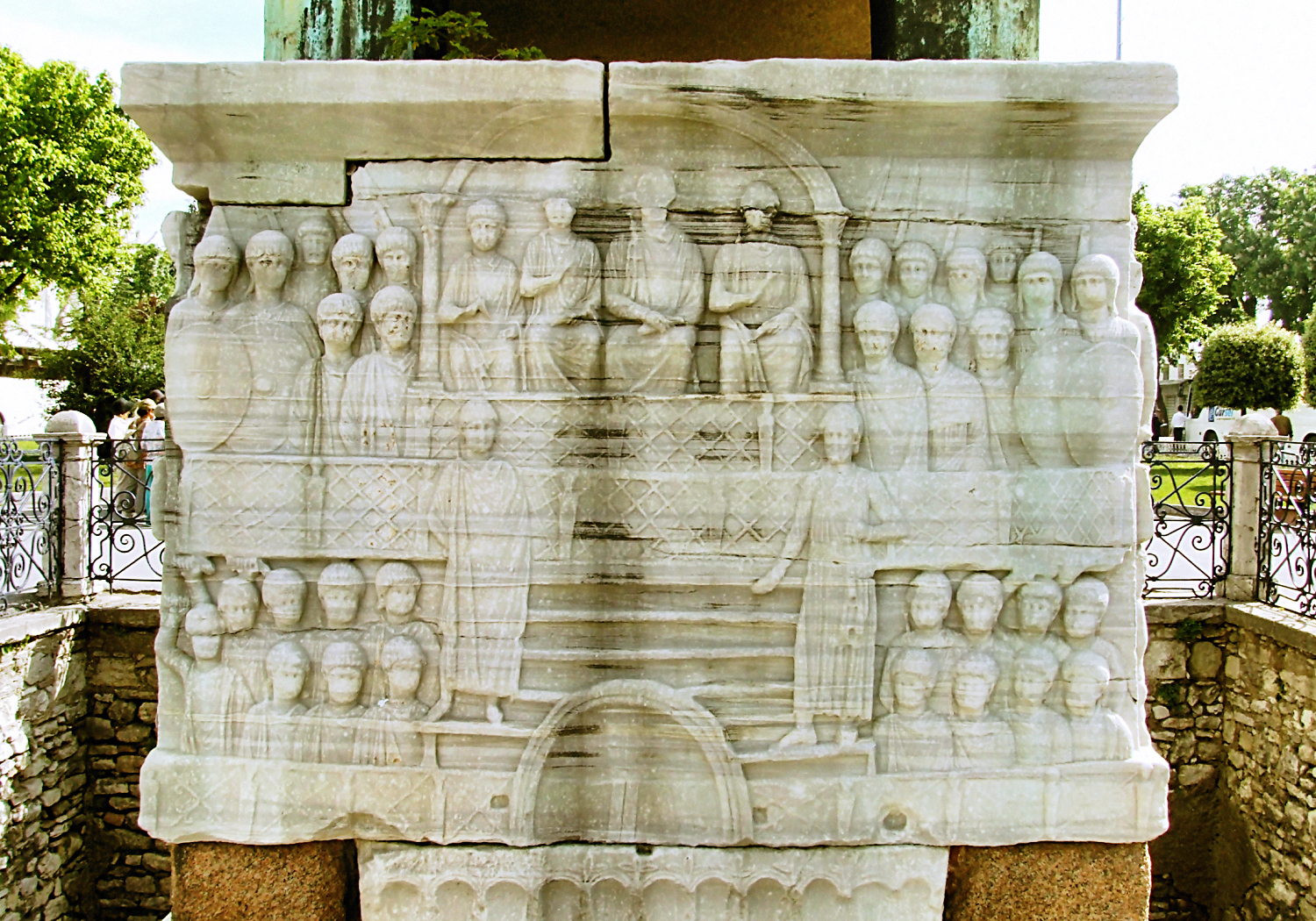
Teodosiu asistând la cursa de care
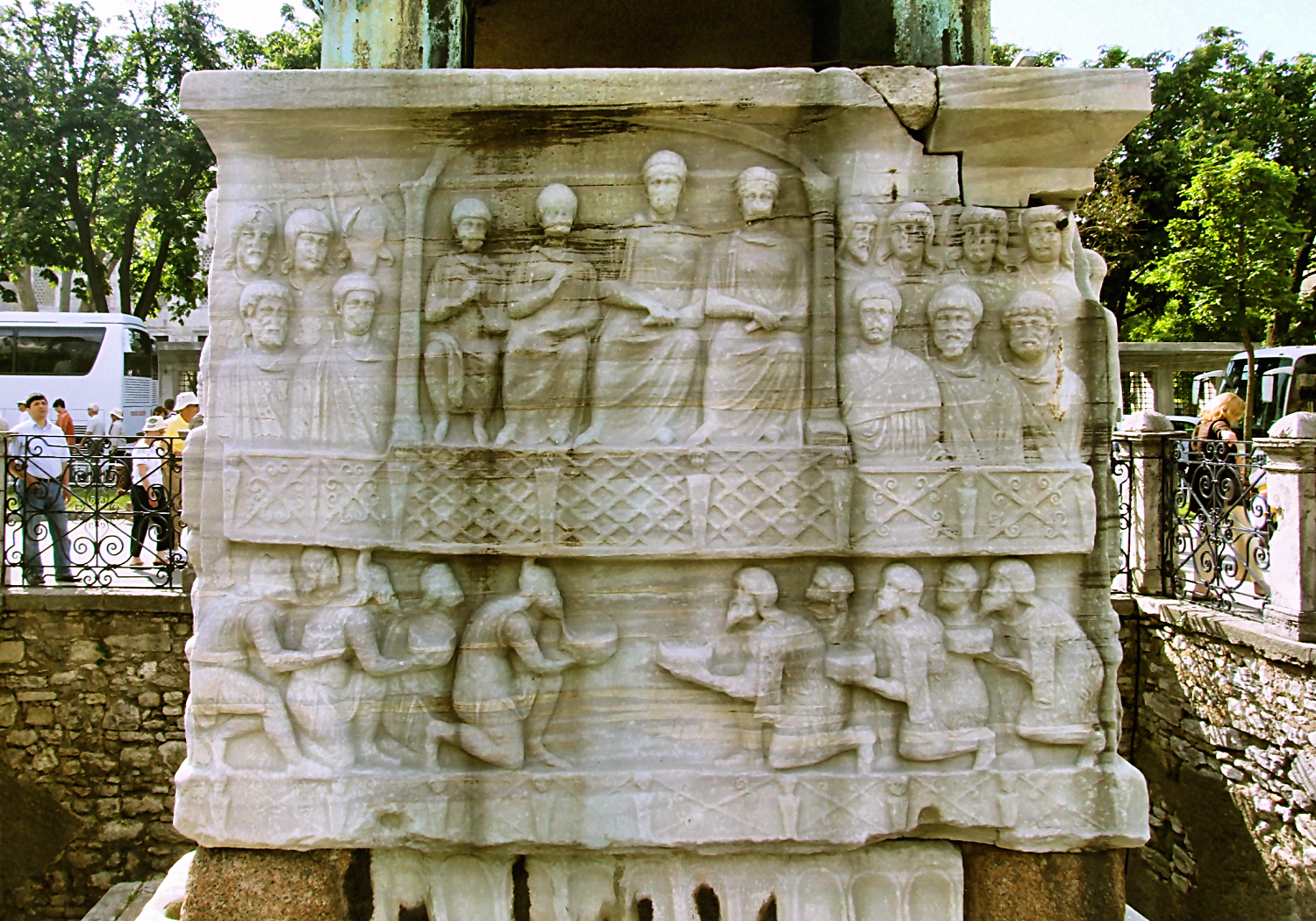
Teodosiu subjugându-i pe barbari

Pe lângă chestiunea religioasă, Teodosiu a avut de înfruntat problema goților. În 378, însuși împăratul Valens a fost ucis în bătălia de la Adrianopol. Drumul spre capitală le era larg deschis goților. Aceștia au traversat Peninsula Balcanică ajungând la zidurile Constantinopolului. Teodosiu, ajutat de propriile trupe de goți, a reușit să-i respingă și să oprească raidurile în interiorul imperiului. Și-a dat seama că nu-i putea stăpâni pe barbari cu forță și a decis să mențină relațiile pașnice cu aceștia. A încercat să introducă în rândurile lor elemente ale culturii române și să-I atragă în armata română. În timp, goții au fost instruiți după model roman, tacticile și metodele de lupta romane , devenind o forță redutabilă gata să atace imperiul. Populația autohtonă manifestă un puternic sentiment antigermanic. Goții înrolați în cadrul armatei romane apărau imperiul de alți goți.

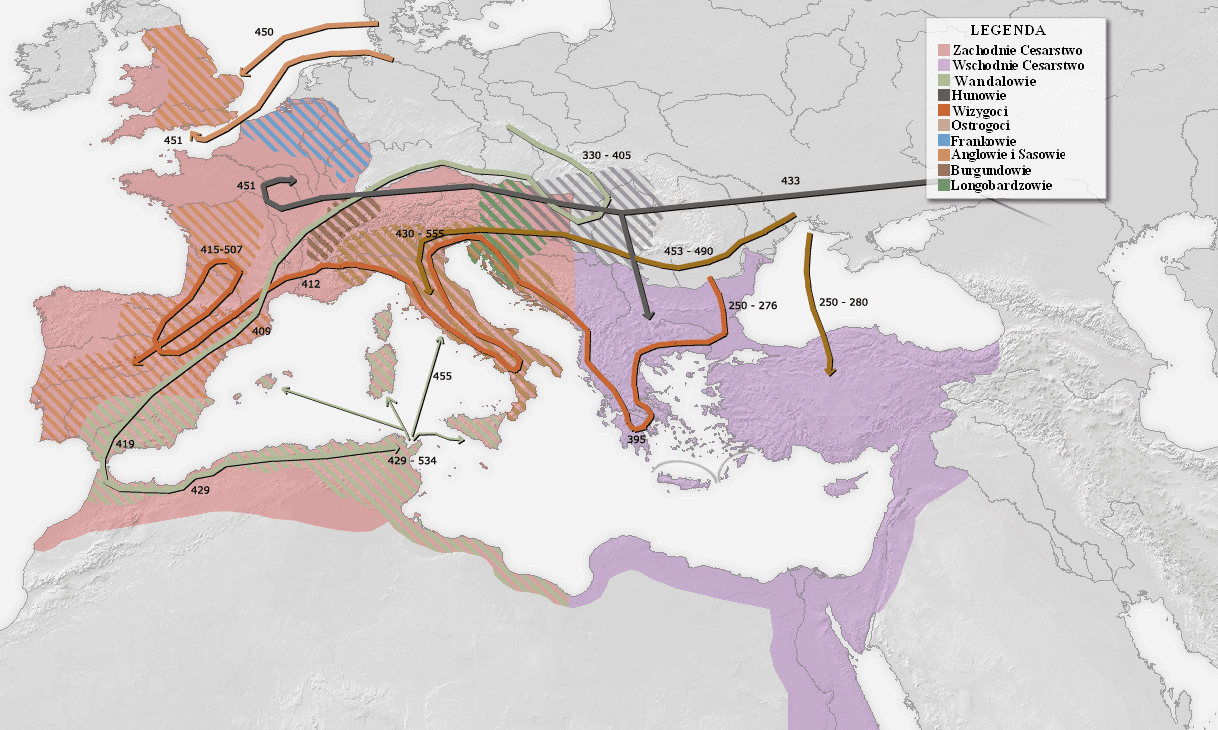
Împărțirea imperiului în 395

Teodosiu a murit în 395 la Mediolanum și a fost înmormântat în biserica Sfinților Apostoli. Fii săi, considerați prea tineri și slabi, au fost proclamați împărați ai imperiului: Arcadius a devenit împărat al Răsăritului, iar Honorius a devenit împărat al Apusului. Arianismul a continuat să existe, producând noi mișcări religioase.Teodosiu nu a putut realiza ceea ce și-a propus: o biserica unitară și menținerea unor relații pașnice cu germanicii.

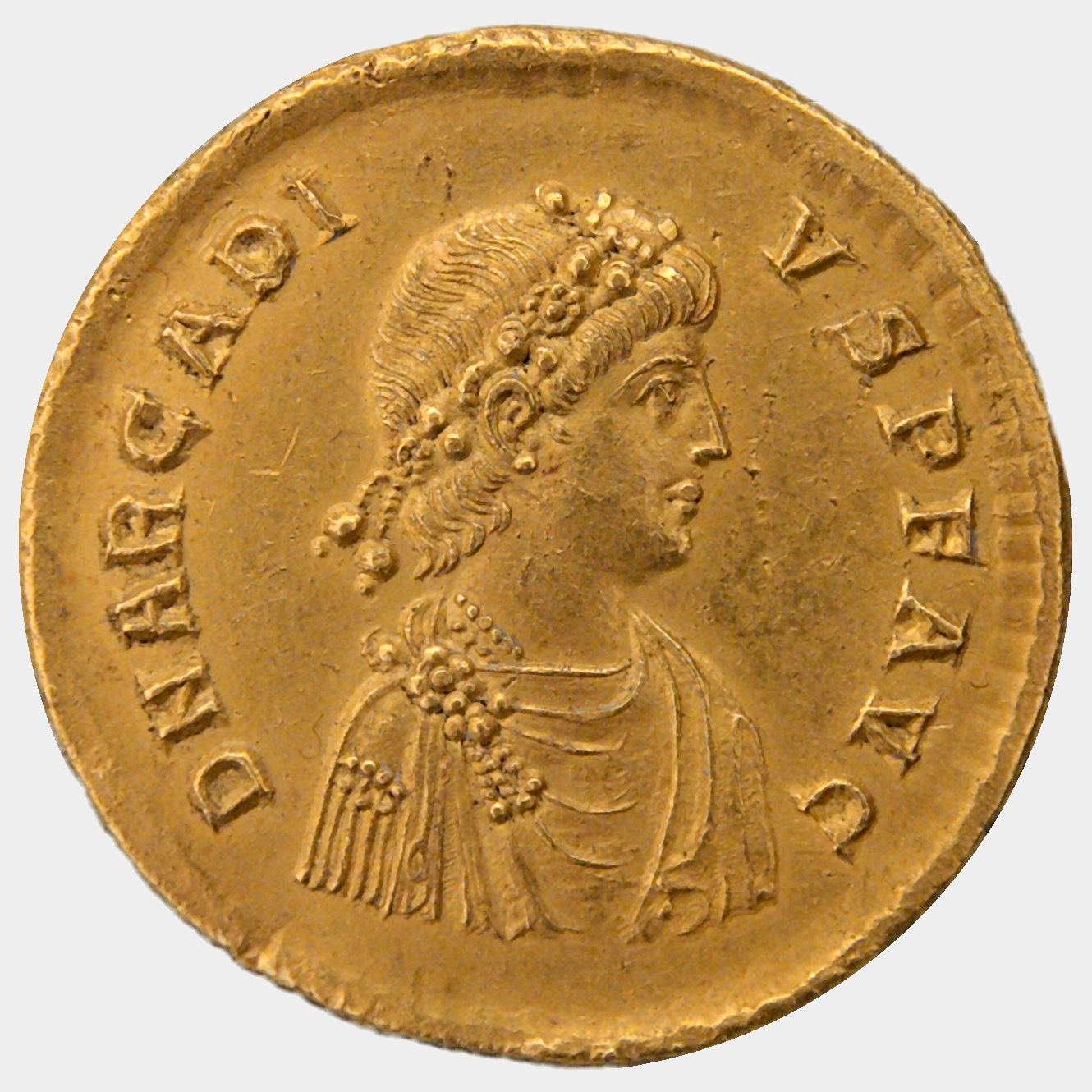
Arcadie

Arcadius a preluat conducerea când avea doar 17 ani, fiind lipsit de experiență și de voință, influențat de eunucul Eutropius ce i-a pus la cale căsătoria sa cu Eudoxia, fiica unui ofițer franc din armata romană. Acesta a întâmpinat problema vizigoților, ce se stabiliseră în partea de nord a Peninsulei Balcanice, conduși de Alaric, ce a pornit cu populația sa spre Moesia, Tracia și Macedonia, capitală fiind amenințată. Ulterior, goții și-au îndreptat atenția spre Grecia, traversând Tesalia, jefuind Beotia și Attica, Corint, Argos și Sparta, dar cruțând Atena. În urmă intervenției lui Stilichon din vest în Grecia, Alaric a fost respins și s-a îndreptat spre nord, spre Epir. Arcadius a fost nevoit să-i ofere titlul militar de Magister al armatei din Illyricum. Alaric a încetat să mai amenințe Imperiul Roman de Răsărit și și-a îndreptat atenția doar spre Italia.
Goții aveau o mare influență în societatea romano-răsăriteană, aceștia ocupând posturi militare și administrative înalte ca generalul got Gainas, iar partidul germanic era foarte influent, aflat în conflict cu tabăra lui Eutropius și cu tabăra de senatori, miniștri și clerici conduși de perfectul orașului, Aurelian. S-a păstrat un document ce îi aparținea lui Synesius, un filosof nepolatonic din Cyrene convertit la creștinism, ales episcop al orașului Ptolemais, ce i-a dedicat-o împăratului avertizându-l cu privire la problema influenței germanice. "Barbarii" se integraseră în societate, muncind ca sclavi, fiind instruiți ca soldați și chiar obținuseră funcții publice înalte și primiseră pământuri, iar filosoful se temea că aceștia vor putea să organizeze o lovitură de stat și să preia conducerea. Sugera înlăturarea goților și împingerea lor dincolo de Dunăre.
Inevitabilul s-a petrecut și goții din Frigia s-au răsculat, dar Gainas a pornit să reprime revoltă. Dintr-o dată, s-a aliat cu liderul rebelilor, Tribigild și, împreună, au plănuit atacarea trupelor imperiale trimise să reprime revoltă. Au trimis împăratului o cerere să-l predea pe Eutropius, acesta fiind în cele din urmă exilat, dar apoi readus în capitală, judecat și executat la presiunile goților. Gainas a mai cerut împăratului să accepte ca goții arieni să folosească una dintre bisericile capitalei pentru practicarea slujbelor. Episcopul Constantinopolului, Ioan Hrisostom (Gură de Aur) a protestat. Gainas, deși preluase stăpânirea asupra orașului, nu a putut fi capabil să se mențină pe poziție și la plecarea să din oraș, a izbucnit o revolt în urmă căreia mulți goti au fost uciși. Arcadius l-a trimis pe Fravita, un got păgân, să-l învingă pe Gainas. Gainas a încercat să scape, refugiindu-se în Tracia, dar a fost executat de huni, iar capul său a fost trimis în dar împăratului. Fravitta a primit funcția de consul. Problema goților a fost rezolvată. 

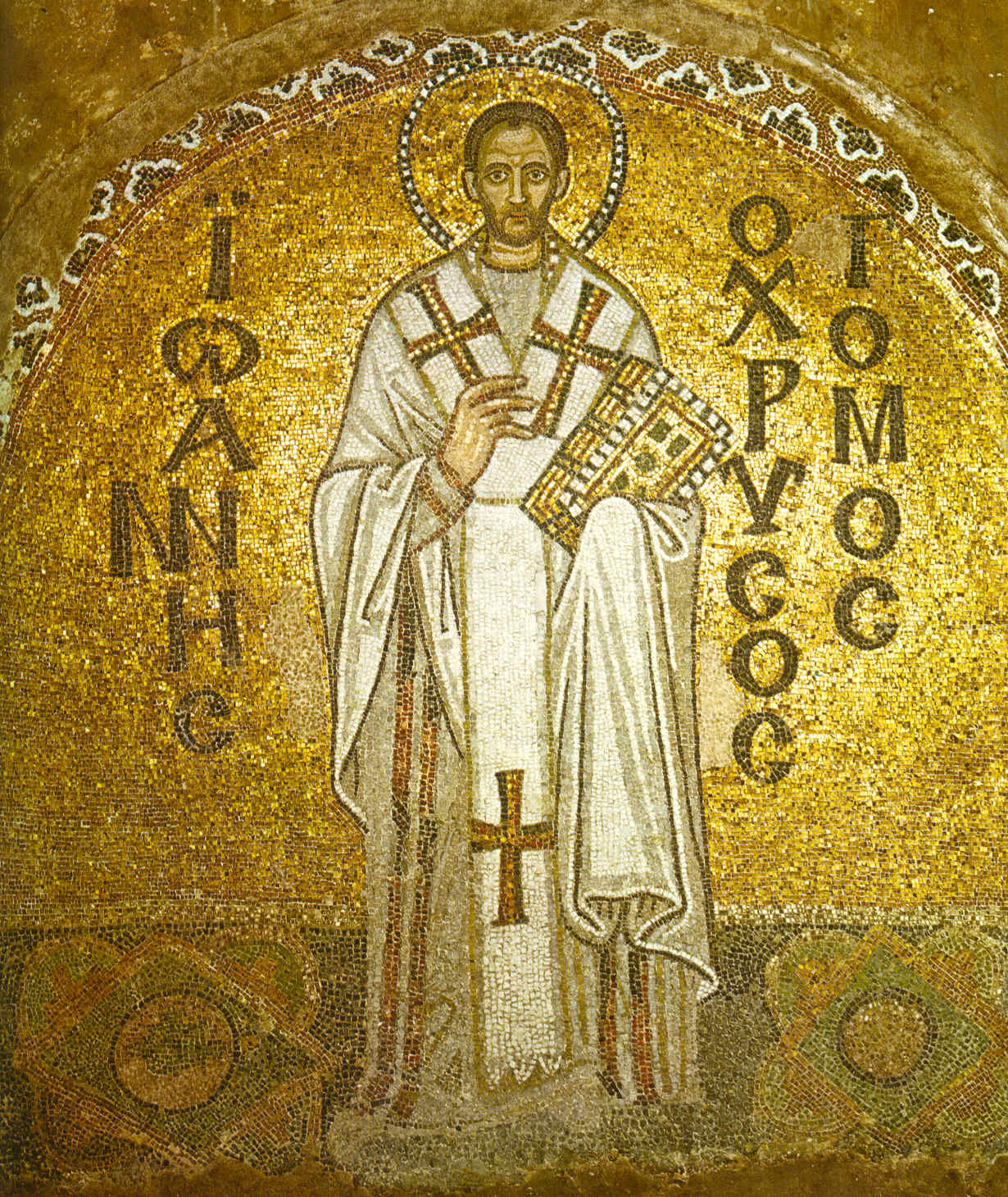
Ioan Gură-de-Aur

Însă avea să întâmpine o nouă problema pe plan religios: Ioan Gură de Aur , predicator din Antiohia, numit episcop al Constantinopolului. Era un idealist, un apărător al principilor morale severe, un adversar al luxului excesiv și apărător al dogmei niceene. Și-a făcut mulți inamici, printre care și Eudoxia care trăia în lux, și goții arieni. Însuși împăratul a fost influențat de adversarii episcopului. Ioan a părăsit Asia Mică, însă populația care îl adoră pe episcop l-a determinat pe împărat să-l recheme pe episcop. Ioan a criticat din nou viciile împărătesei. A fost înlăturat, iar adepții lui au fost persecutați. A fost exilat în 404 în Capadocia, pe urmă, s-a ordonat exilarea sa pe malul estic al Mării Negre, dar a murit în timpul călătoriei, în 407. 
În 408, Arcadius a murit, fiind succedat de Teodosiu al II-lea cel Tânăr, care avea doar șapte ani.
În 410, goții conduși de Alaric au jefuit Roma.

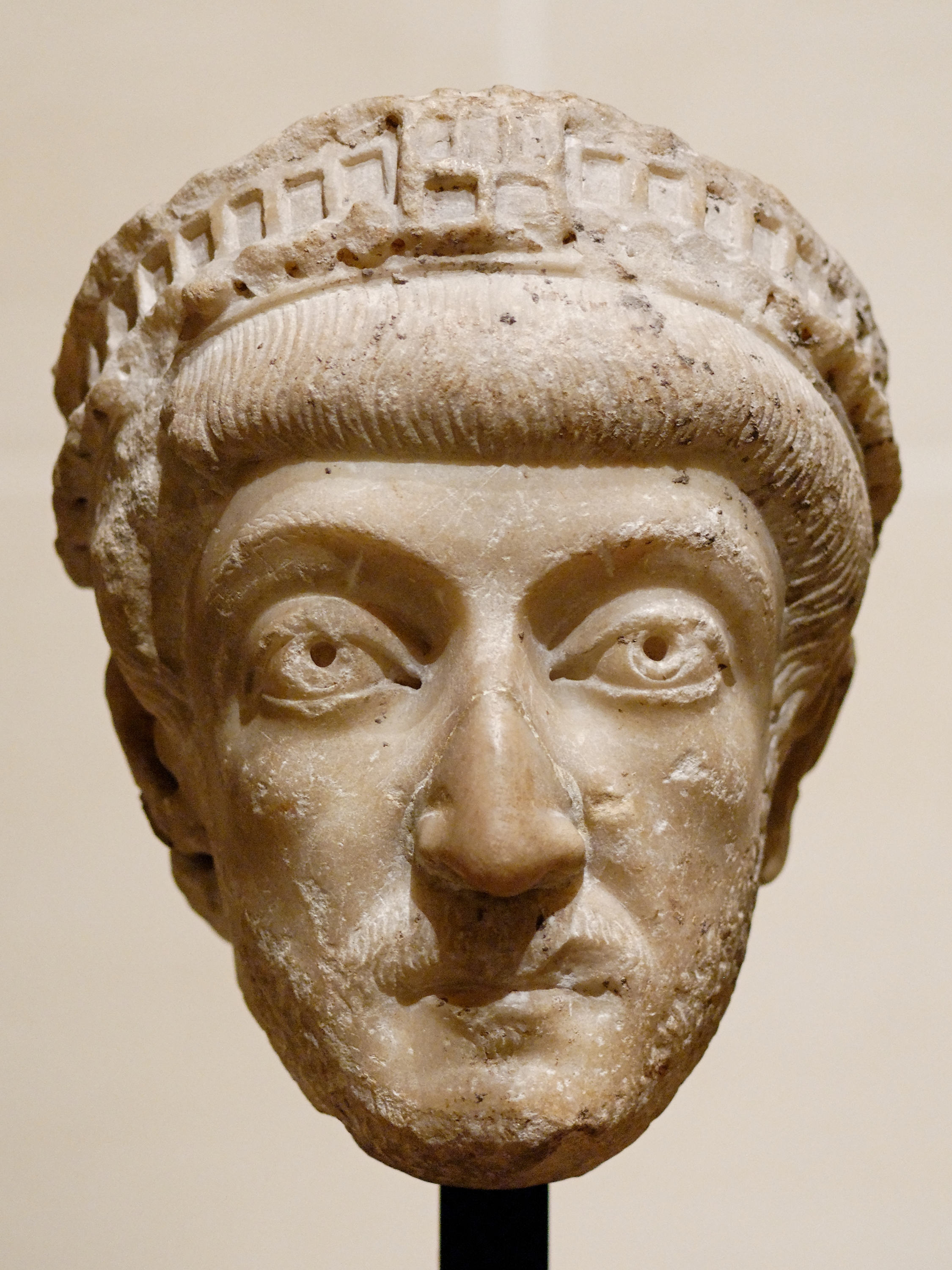
Teodosie al II-lea

Teodosiu al II-lea l-a avut ca tutore pe regele persan Yazdigird I ce primise datoria prin testamentul tatălui său de a-l apăra de intrigile de la curte. Relațiile bune dintre cele două imperii a favorizat extinderea creștinismului în Persia. Regele persan chiar oferise permisiunea creștinilor de a-și practică slujbele public și de a-și reface bisericile.

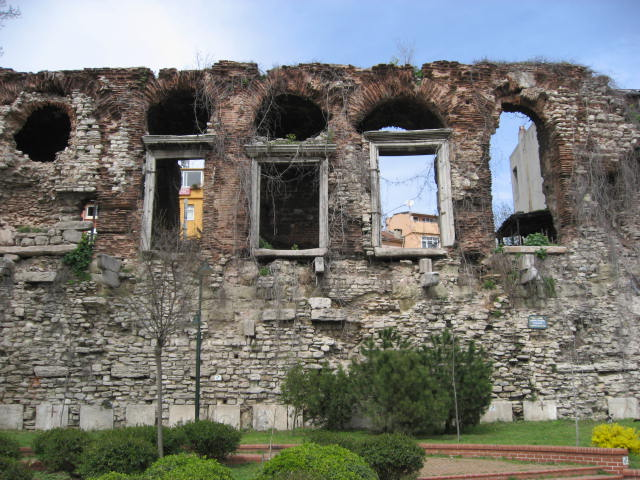
Palatul "Bucoleon"

În 410, s-a desfășurat sinodul de la Seleucia în care s-au pus bazele bisericii creștine din Persia și în care episcopul de la Ctesiphon a fost ales drept cap al bisericii.Însă persecuțiile au fost reluate în ultimii ani de domnie ai regelui Yazdigird I. 
Teodosiu al II-lea nu era un om politic strălucit, nefiind interesat de chestiunile guvernamentale. Ducea o viață singuratică de tip monahal. Și-a dedicat o mare parte a timpului caligrafiei, copiind multe manuscrise vechi. A avut în jurul sau oameni energici și capabili, ce au contribuit la isncaunarea sa. Sora sa, Pulcheria, era cea mai influentă. A pus la cale căsătoria lui Teodosiu cu Athenais (botezată Evdochia), fiica unui filosof atenian, o fată cu talent literar ce a scris teme religioase.

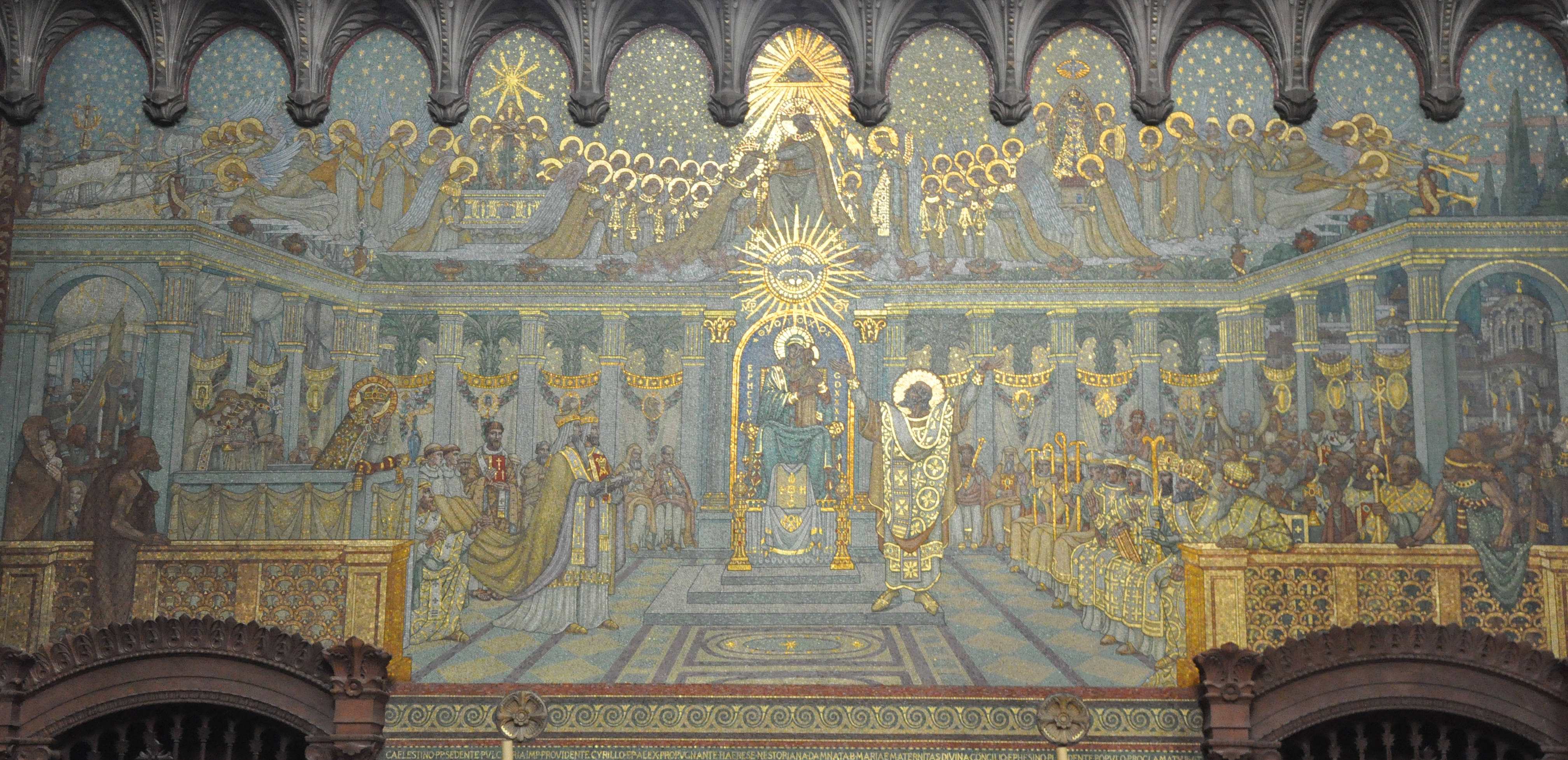
Sinodul de la Efes

La sfârșitul secolului al IV-lea, a apărut o nouă "erezie" care susținea că Hristos nu era om și o divinitate simultan. S-a încercat demonstrarea independenței absolute a firii umane a lui Hristos. Curând, pe tronul patriarhal din Constantinopol a fost ales un partizan al acestei "erezii", Nestorie, preot din Antiohia. Dorea să impună bisericii această învățătură și astfel, a început în a-și persecută adversarii, stârnind un mare scandal. Patriarhul Chiril al Alexandriei, și Papa Celestin I au protestat. Teodosiu a fost determinat să convoace un al treila sinod la Efes, în 431, în care doctrina nestoriană era condamnată. Nestorie a fost exilat în Egipt pentru întreagă viață. Dar numeroși adepți au rămas în Siria și Mesopotamia, fiind fondate școli la Edessa și Nisibis și răspândindu-se și în Persia, Asia Mică și India. 
Ulterior, adepții lui Chiril din Alexandria au mărturisit superioritatea firii divine asupra celei umane în Isus Hristos, concluzionând că firea umană a fost complet absorbită de cea dumnezeiască. Erezia a căpătat denumirea de "monofizitism, având că adepți importanți pe episcopul alexandrin Dioscor și Eutihie, arhimandrintul unei mănăstiri din Constantinopol. Împăratul s-a alăturat lui Dioscor, însă noul patriah al Constantinopolului și Papa Leon I cel Mare s-au opus. A fost convocat un nou sinod la Efes în 449. Dioscor i-a silit pe membrii acestuia să recunoască învățătură lui Eutihie și să-i combată pe adversarii noii doctrine. Împăratul a recunoscut deciziile sinodului, recunoscându-l oficial drept noul sinod ecumenic, pacea însă nu a fost readusă în biserica.
În 425, Teodosiu a fondat Universitatea de la Constantinopol. Până atunci, orașul Atena era centrul principal al învățământului pagan, fiind căminul școlii filosofice. Universitatea avea 31 de profesori care predau gramatică, retorică, dreptul și filosofia, dintre care trei retori și zece gramaticieni țineau cursurile în latină, iar cinci retori și zece gramaticieni își țineau cursurile în greacă. Deși latina era limba oficială a imperiului, greaca era cea mai vorbită din imperiu. Noua clădire cuprindea săli mari de cursuri pentru că profesorilor le era interzis să își țină cursuri particulare, având un salariu definitiv fixat din visteria imperială. 
Teodosiu a publicat în 438 și o colecție de decrete imperiale, denumită "Codexul Teodosian", preluată din codexurile Gregorian și Hermogenian. Teodosiu al II-lea emană la Costantinopol o constituție imperială prin care însărcina o comisie formată din nouă membri să creeze două codice. Primul trebuia să conțină constituțiile imperiale emanate de la împăratul Constantin până la el (Teodosiu). Cel de-al doilea codice trebuia să conțină și textele de jurisprudența luate din operele celor mai importanți jurisconsulți romani. În redactarea celor două codice, comisarii (opt funcționari împărătești: Antioh, Theodor, Eudiciu, Eusebiu, Ioan, Comazonte, Eubul; și un jurisconsult: Apelle) nu aveau nici un permis să interpoleze texte. 
Era împărțit în 16 cărți, subîmpărțite într-un număr de tituli, fiecare vorbind despre o anumită latura a guvernării pe plan administrativ, militar și religios, decretele fiind ordonate cronologic-leges novellae. Acesta a fost introdus și în occident, Lex Romană Visigothorum (Legea romană a vizigotilor) sau Breviarul lui Alaric fiind inspirat după codex.

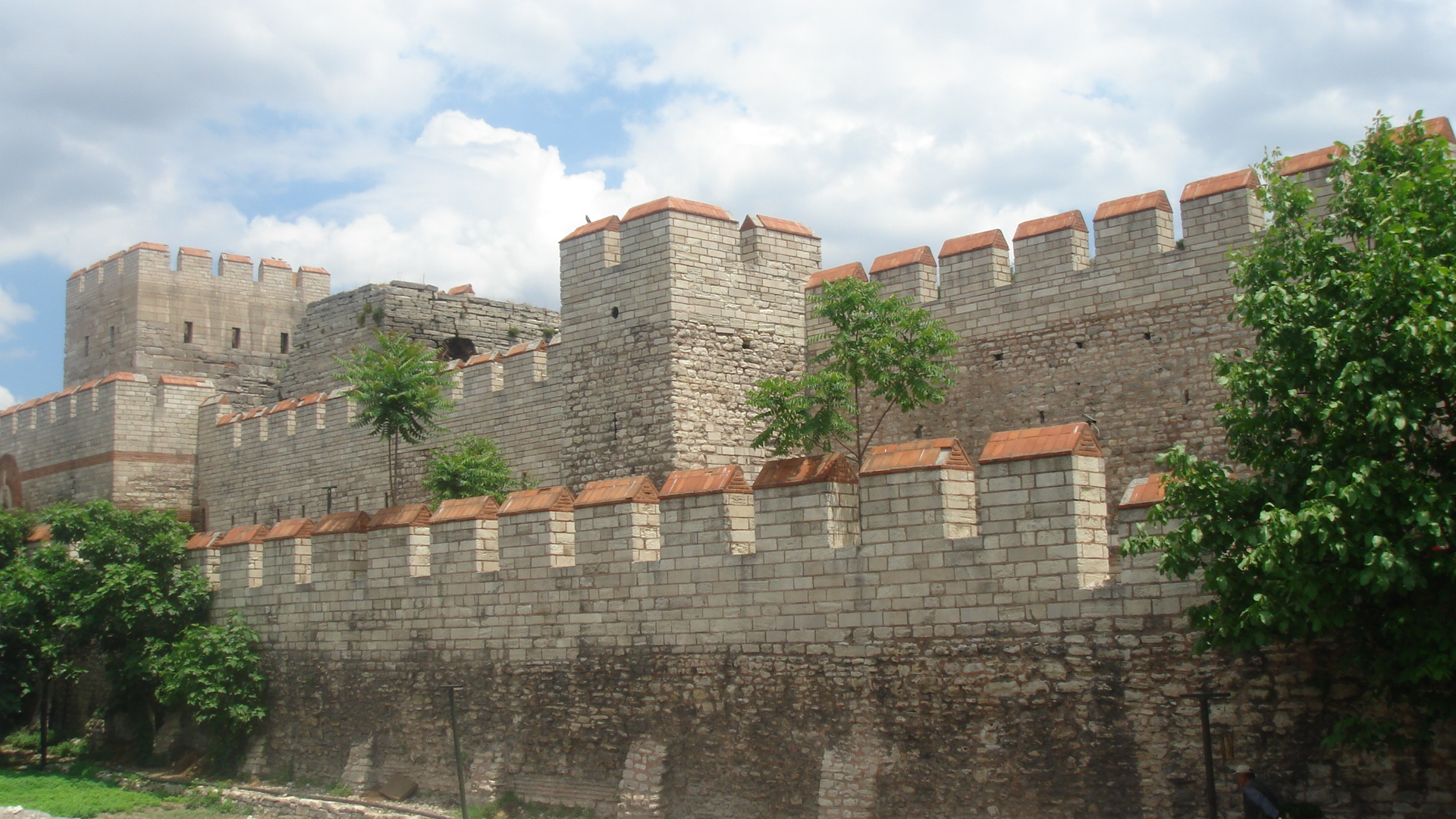
Zidurile teodosiene

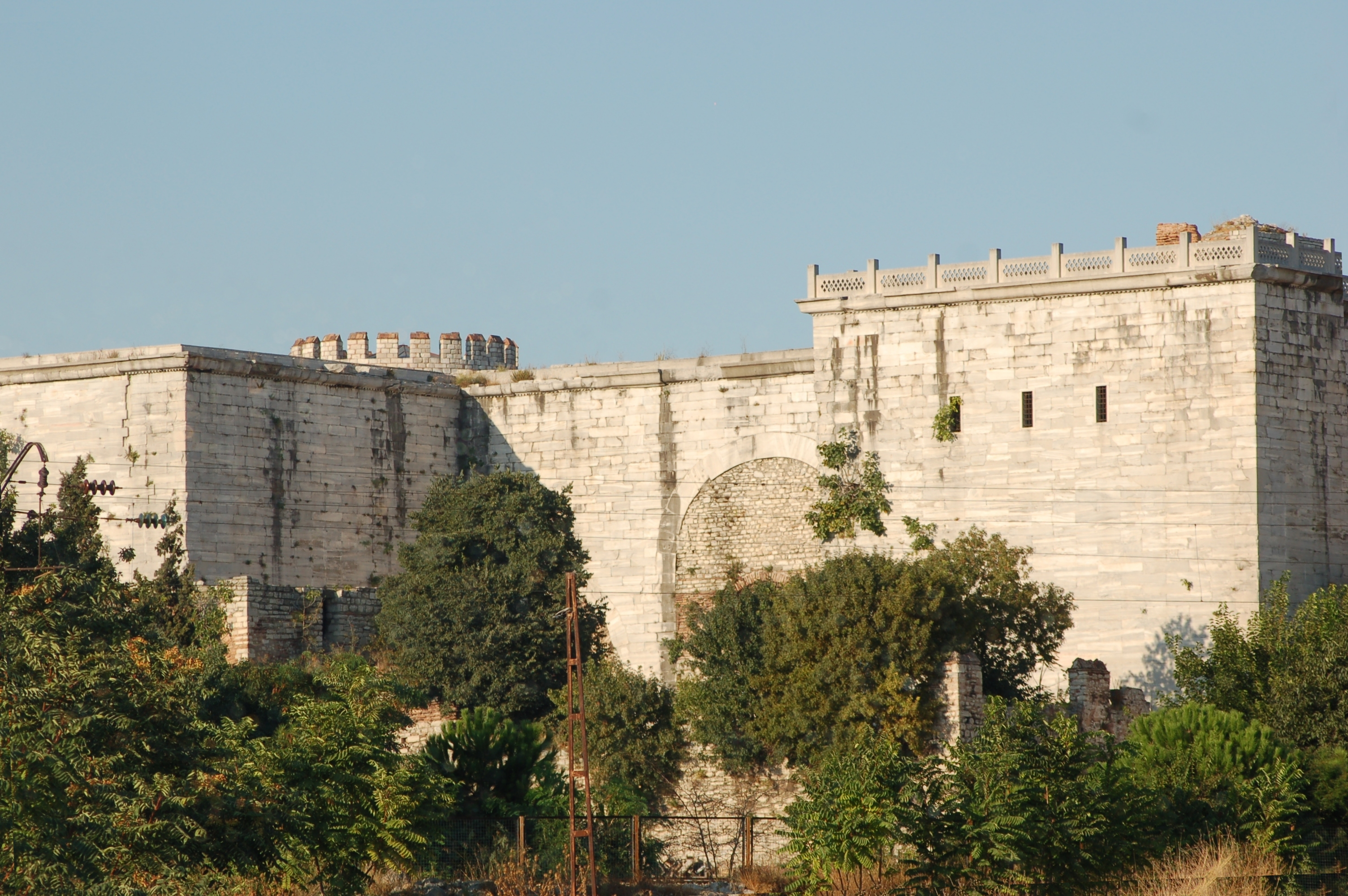
Porta Aurea

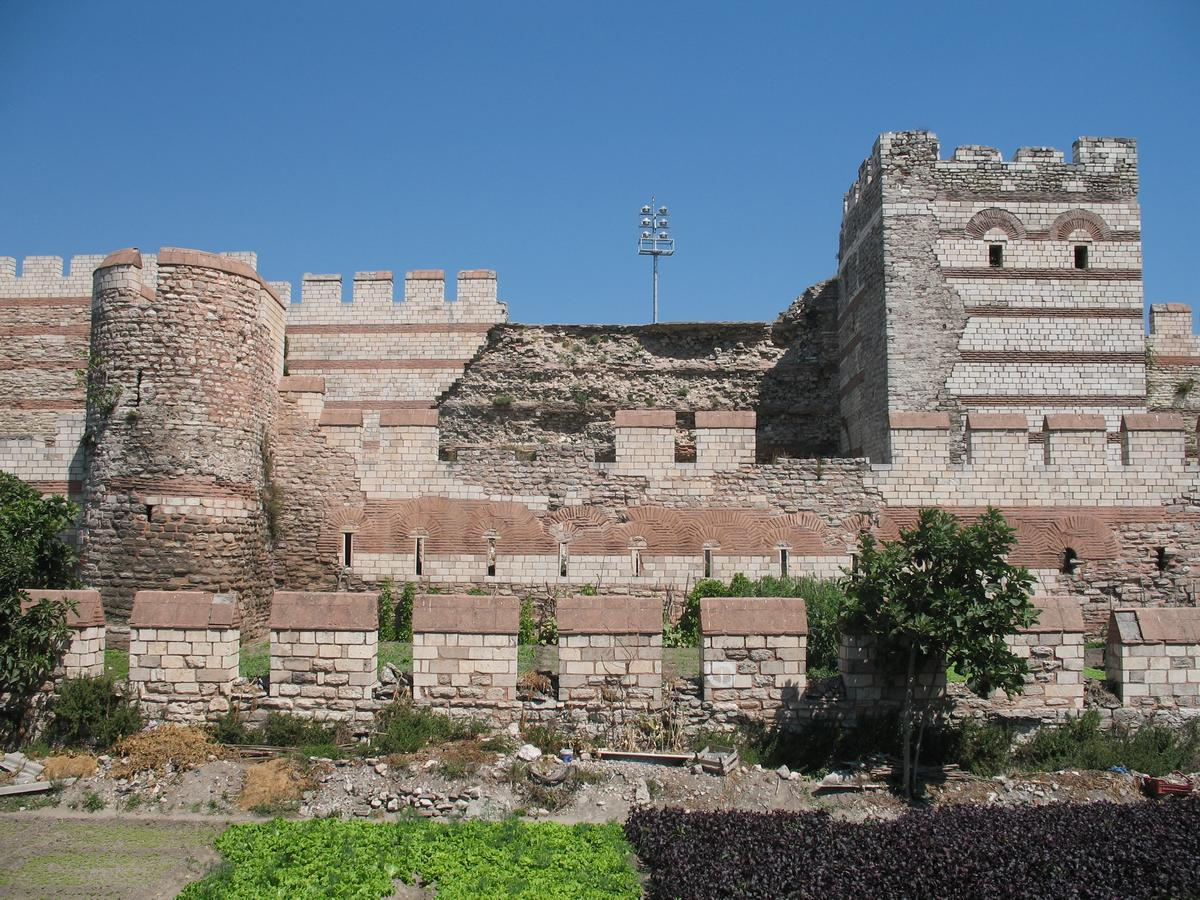

Sub domnia lui Teodosiu, Zidurile Constantinopolului au fost lărgite pentru că orașul depășise perimetrul zidului lui Constantin cel Mare. Jefuirea Romei de către Alaric a fost luat drept un avertisment serios pentru Constantinopol, amenințat de raidurile hunice. Zidurile au foost construite în două rânduri. În 413, când Teodosiu era doar un copil, prefectul pretoriului, Antim, a ridicat un zid prevăzut cu turnuri ce se întindea de la Marea Marmara până la Cornul de Aur. Un alt perfect al pretoriului, Constantin, în urma unui cutremur, a reparat zidul și a construit în jurul lui un alt zid cu turnuri și protejat cu un șanț adânc, plin de apă. Constantinopolul avea o line triplă de fortificații, cele două ziduri fiind separate de o terasă și șanțul adânc care înconjura zidul exterior. S-au mai construit noi ziduri de-a lungul litoralului sub administrația perfectului Cyrus.
Attila a invadat Imperiul Roman de Răsărit, devastând Peninsula Balcanică, și amenințând Constantinopolul. Împăratul roman, Theodosius al II-lea a negociat cu Attila pentru pace , acceptand predarea a peste 6.000 de kilograme de aur ca tribut, fiind de acord să plătească 2.100 de pfunzi de aur pe an pentru ca hunii sa nu se mai reîntoarcă la Constantinopol.
Teodosiu al II-lea a murit în 450 fără să lase un moștenitor.

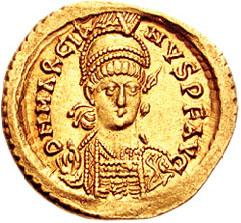
Marcian

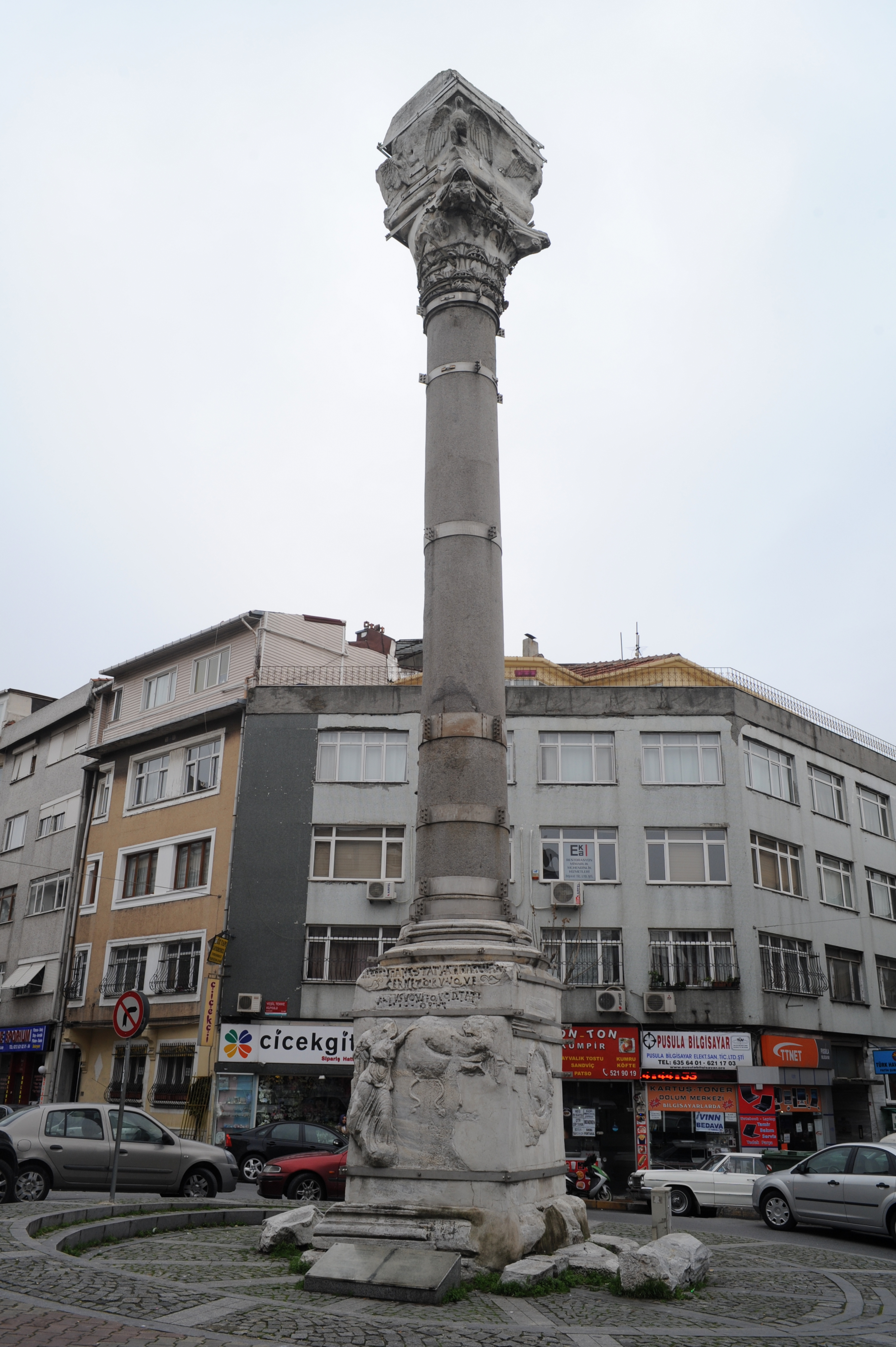
Columna lui Marcian

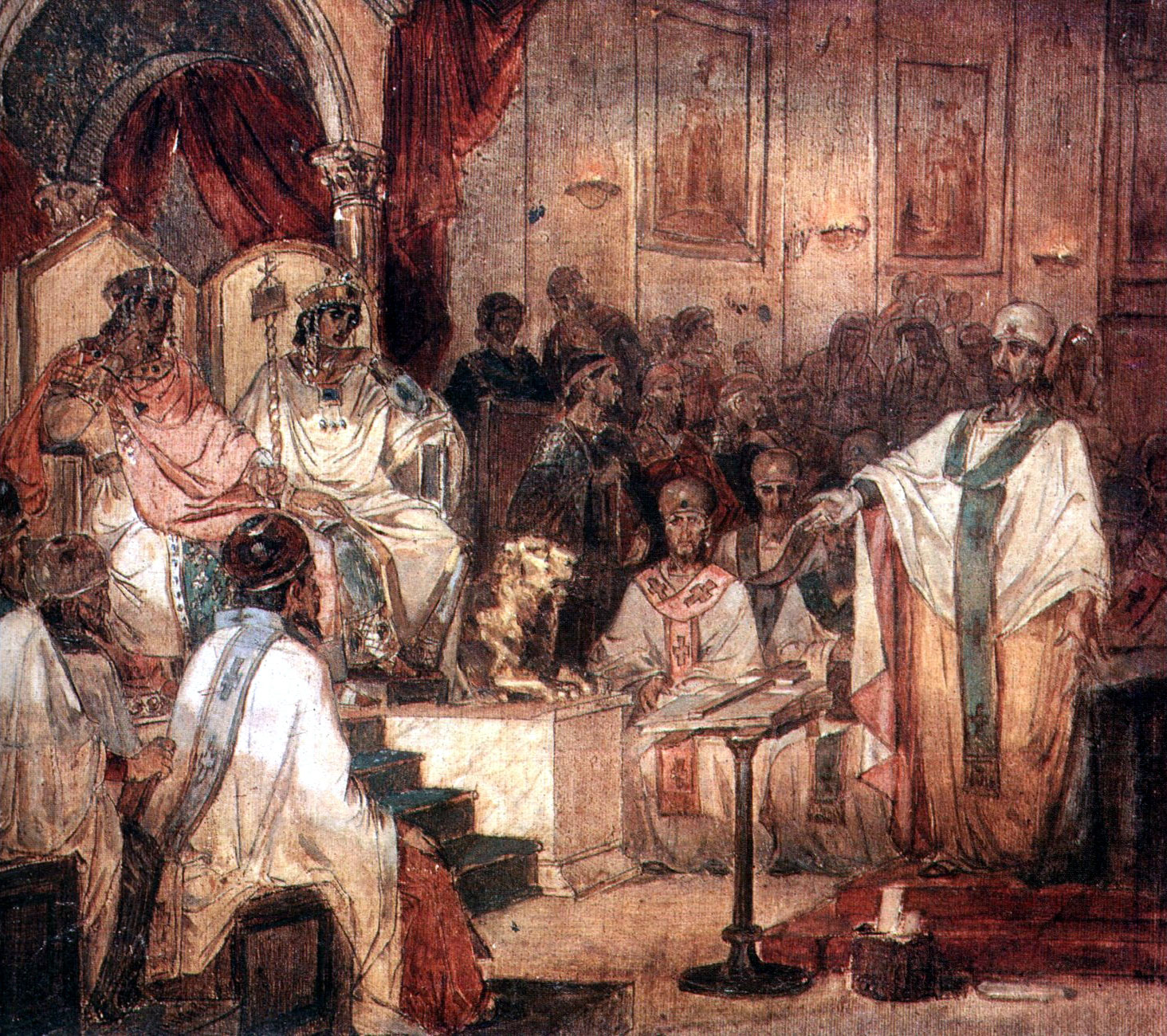
Sinodul de la Calcedon

Sora sa mai mare, Pulcheria, s-a căsătorit cu Marcian, un soldat trac de origine, fiind proclamat împărat prin intermediul sprijinului generalului alan, Aspar. Capitala și-a arătat nemulțumirea față de familie și față de influență "barbară" în armată. Hunii, care reprezentaseră un pericol pentru imperiu, s-au mutat la începutul domniei lui Marcian de pe Dunărea Mijlocie în provinciile vestice ale imperiului, unde s-a desfășurat Bătălia de pe Câmpiile Catalaunice. După moartea lui Attila, pericolul hunic a dispărut. 
Situația bisericească era însă foarte complicată. Monofiziții erau dominanți, iar Marcian era partizan al primelor două sinoade ecumenice. În 451, a convocat cel de-al patrulea sinod ecumenic la Calcedon, fiind prezenți mulți delegați și reprezentanți ai papei. Sinodul a condamnat "sinodul tâlhăresc" de la Efes și l-a depus din scaun pe Dioscor. S-a elaborat o nouă formulă religioasă, care respingea doctrina monofizită și care se conforma cu concepția papală. Sinodul consideră că Hristos avea ambele firi neamestecate și neschimbate, neîmpărțite și nedespărțite. Învățătură sinodului a devenit temelia învățăturilor teologice ale Bisericii Ortodoxe. 
Imperiul Bizantin și-a îndepărtat provinciile în care majoritatea populației era monofizită, Siria și Egipt. Biserica egipteană a abandonat folosirea limbii grecești în cult și a introdus limba autohtonă egipteană-coptă. Au izbucnit tulburări religioase în Ierusalim, Antiohia și Alexandria, fiind înăbușite de autorități după multă vărsare de sânge. S-a emis Canonul 28 care provoca un schimb de scrisori dintre împăratul bizantin și papa de la Roma. Ridica problema rangului patriarhului de la Constantinopol în relație cu papa de la Roma. Canonul a conferit privilegii egale preasfântului scaun al noii Rome cu cele ale vechii Rome împărătești. Canonul acordă arhiepiscopului Constantinopolului dreptul de a hirotoni episcopi pentru provinciile Pont, Tracia și Asia.
Marcian a reformat finanțele imperiului și a repopulat provinciile devastate de huni. El a respins atacurile asupra Siriei și Egiptului din anul 452 și a înăbușit tulburările de la frontieră cu Armenia în 456.Nu și-a respectat promisiunile față de Imperiul Roman de Apus când regele vandal Genseric a prădat Roma în 455. 
A murit în anul 457, probabil din cauza unei cangrene declanșată în timpul unei lungi călătorii religioase. Deși domnia să a fost relativ scurtă, Marcian este considerat unul dintre cei mai buni împărați timpurii ai Imperiului Roman de Răsărit.
Dinastia Teodosiană se încheiase.

### Dinastia Leonidă(457 - 518)

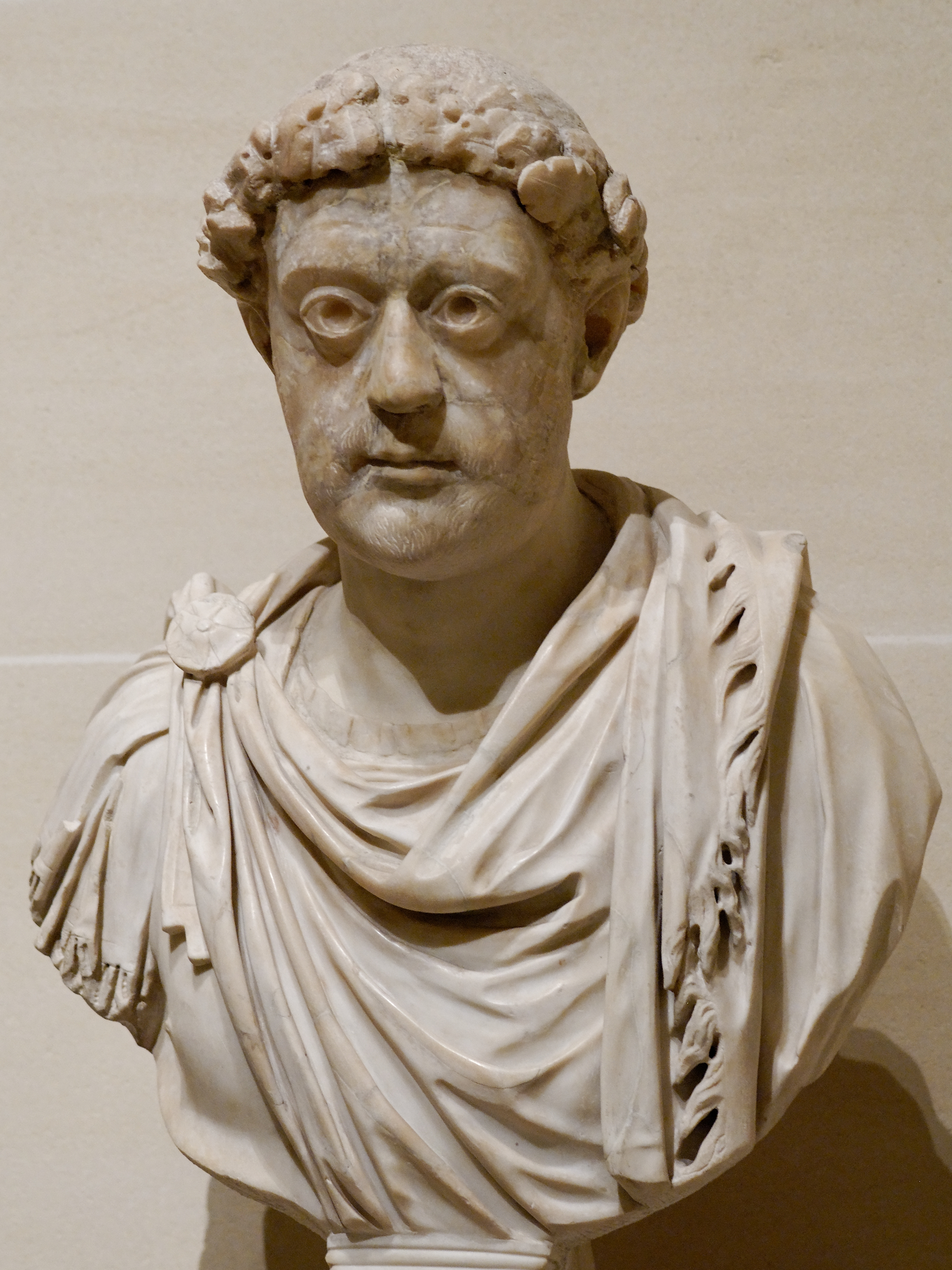
Leon I

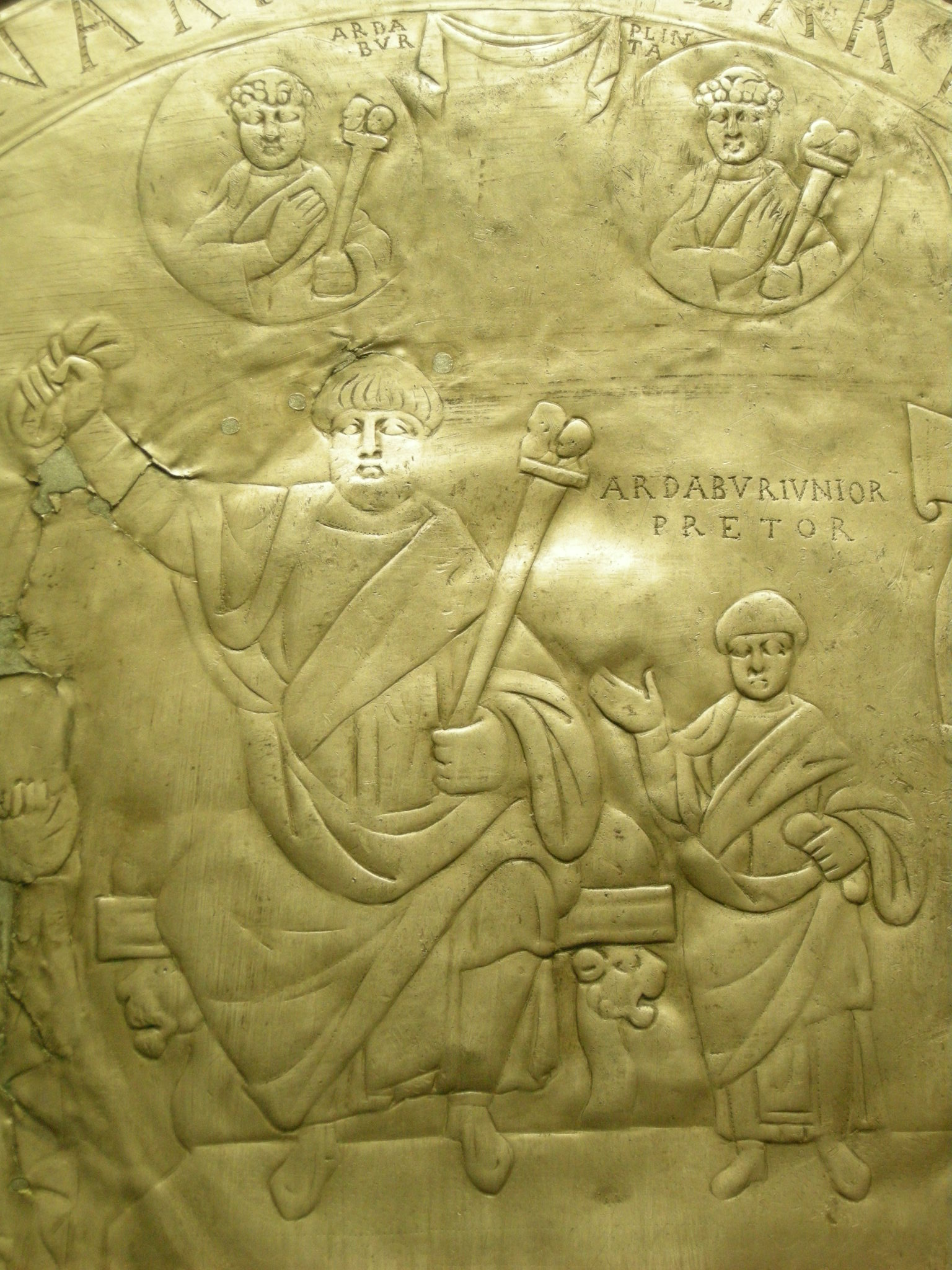
Aspar

Leon I a ajuns pe tron tot prin strădania generalului Aspar, susținut de goți în 457 . În timpul lui Leon, balcanii au fost pustiiți de goți și de huni. Leon l-a numit pe Anthemius în 467 ca împărat roman în vest. A organizat o expediție maritimă din Africa de Nord împotriva vandalilor, și în ciuda cheltuielilor financiare și eforturilor, s-a dovedit un eșec. Populația l-a acuzat pe Aspar de trădare. Ulterior, a obținut de la Leon titlul de Cezar pentru fiul său. Leon, cu sprijinul unui număr de războinici isaurieni l-a ucis pe Aspar și o parte din familia să. Leon a primit porecla de "măcelarul" pentru comiterea acestor crime, făcând un pas decisiv în direcția naționalizării armatei și slăbirii dominației trupelor germanice. Alianța cu Isauria s-a făcut prin căsătoria fiicei lui Leon cu Tarascodissa, conducătorul isaurilor, care va deveni împărat sub numele de Zenon.Tot în timpul lui Leon, a fost adus la Constantinopol moștenitorul tronului ostrogot, Theodoric, care va fi eliberat în timpul lui Zenon. 
La moartea lui Leon I, nepotul său, Leon al II-lea, a fost numit împărat . A murit în circumstanțe necunoscute după 10 luni de domnie, probabil otrăvit de mama sa, care voia că soțul ei să fie împărat. 

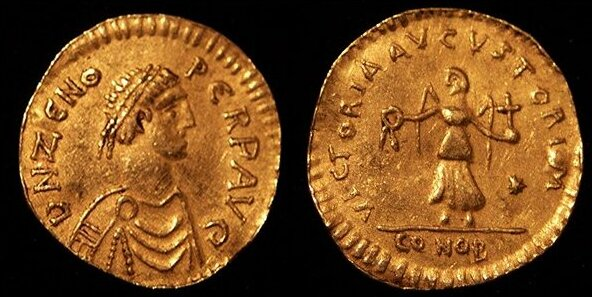
Zenon

Tabula - jocul lui Zenon

Zenon a devenit unicul împărat în 474. Dar urcarea sa la tron marchează înlăturarea influenței gotice anterioare cu cea a isaurienilor. Isaurienii ocupau cele mai înalte posturi. Conștientizând de faptul că erau oameni din anturajul său care complotau împotriva sa, a înăbușit revoltă izbucnită în munții Isauriei și a dărâmat fortificațiile. În 475 a fost alungat un scurt timp de la Constantinopol, Basiliskos domniind un scurt timp până în 476, atunci când a revenit Zenon la conducere. 
Între timp, în vest, Imperiul Roman de Apus își încheiase existența, în 476, Odoacru, căpetenia ostrogotilor, inlaturandu-l pe ultimul împărat roman apusean, Romulus Augustus și a trimis senatori drept ambasadori la Zenon pentru a-și asigura domnia și pentru a-i cere titlul de patrician pentru a primi administrarea Italiei. A fost numit legal conducătorul Italiei. Odoacru începea să adopte o atitudine de independență vizibilă, iar Zenon a apelat la ostrogoții conduși de Teodoric aflați în Peninsula Balcanică. Teodoric, la cererea împăratului, l-a asasinat pe Odoacru și s-a instalat la Ravenna, înființând Regatul Ostrogot.
Monofiziții din Egipt, Siria, Palestina și Asia Mică reprezentau încă o problema religioasă pentru Zenon. Patriarhii de la Constantinopol și Alexandria au încercat să caute cai pentru a soluționa problema în mod pașnic și pentru a împacă taberele. Zenon a acceptat propunerea și în 482, a emis un act de unire-"Henoticon", care se adresa bisericilor aflate sub conducerea patriarhului din Alexandria. Henoticonul recunoștea principile teologice ratificate la primele două sinoade, cât și cele ratificate la cel de-al treilea, dar nerecunoscând Conciliul de la Calcedon. Henoticonul părea să îmbunătățească situația din Alexandria, dar treptat, ortodocșii și monofiziții deveneau tot mai nemulțumiți. Clerul apela la reconciliere și actul de unire, dar ortodocșii și monofiziții erau neînduplecați față de un compromis. Ortodocșii se considerau "akoimetoi" (neadormiții) pentru că desfășurau slujbele în mănăstiri zi și noapte fără întrerupere. Monofiziții extremiști erau denumit "akephaloi" (fără cap), pentru că nu recunoșteau autoritatea patriarhiei Alexandriei, care acceptase Henoticonul. Papa însuși a protestat împotriva Henoticonului după ce l-a studiat și chiar l-a excomunicat pe patriarhul Constantinopolului, Acacius, la sinodul întrunit la Roma. Acacius a încetat să-l mai pomenească pe papa în rugăciuni ca răzbunare. Ruptură dintre biserica apuseană și cea răsăriteană se declanșase.

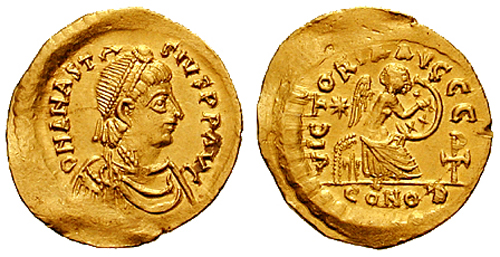
Anastasie

După moartea lui Zenon din 491, văduva sa, Ariadna, s-a căsătorit cu bătrânul Anastasiu I din Dyrrachium, ce deținea o funcție la curte de "silentiarius". A fost încoronat după ce a făgăduit că nu va introduce nicio inovație bisericească. A încheiat socotelile cu isaurienii, inlaturandu-i din funcții, confiscandu-le proprietățile și expulzându-i din capitală. A urmat un război de șase ani în care isaurienii au fost înfrânți și strămutați în Tracia. A dus apoi un război împotriva Persiei fără rezultate. Fiindu-i atenția distrasă de la frontieră dunăreană, bulgarii, geții și sciții întreprindeau incursiuni de jaf împotriva frontierei nordice și în Peninsula Balcanică. Anastasius a fost determinat să ridice zidul lung la 65 de km vest de Constantinopol, care se întindea de la Marea Marmara la Marea Neagră. Însă din cauza construirii la repezeală și cutremurelor, zidul nu a putut servi ca o barieră reală. 
Între timp, Theodoric cel Mare fusese recunoscut de împărat ca rege al Italiei, iar Clovis I întemeiase regatul francilor în Galia și primise titlul de consul. 
Anastasius îi favorizase inițial pe monofiziți, dar când a poruncit că Trisaghionul să fie cântat că adaos la un cântec bisericesc, au izbucnit tulburări în capitală și la izbucnirea unei rebeliuni în Tracia, compuse de armate de bulgari, huni și slavi, conduși de Vitalian care pregătise flota pentru asediul Constantinopolului pentru a salva biserica ortodoxă. Dar rebeliunea a fost înăbușită după o luptă grea și lung. 

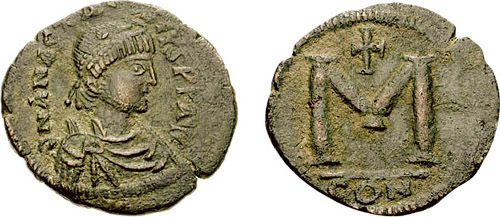
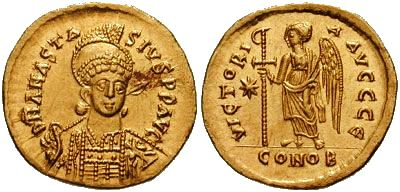
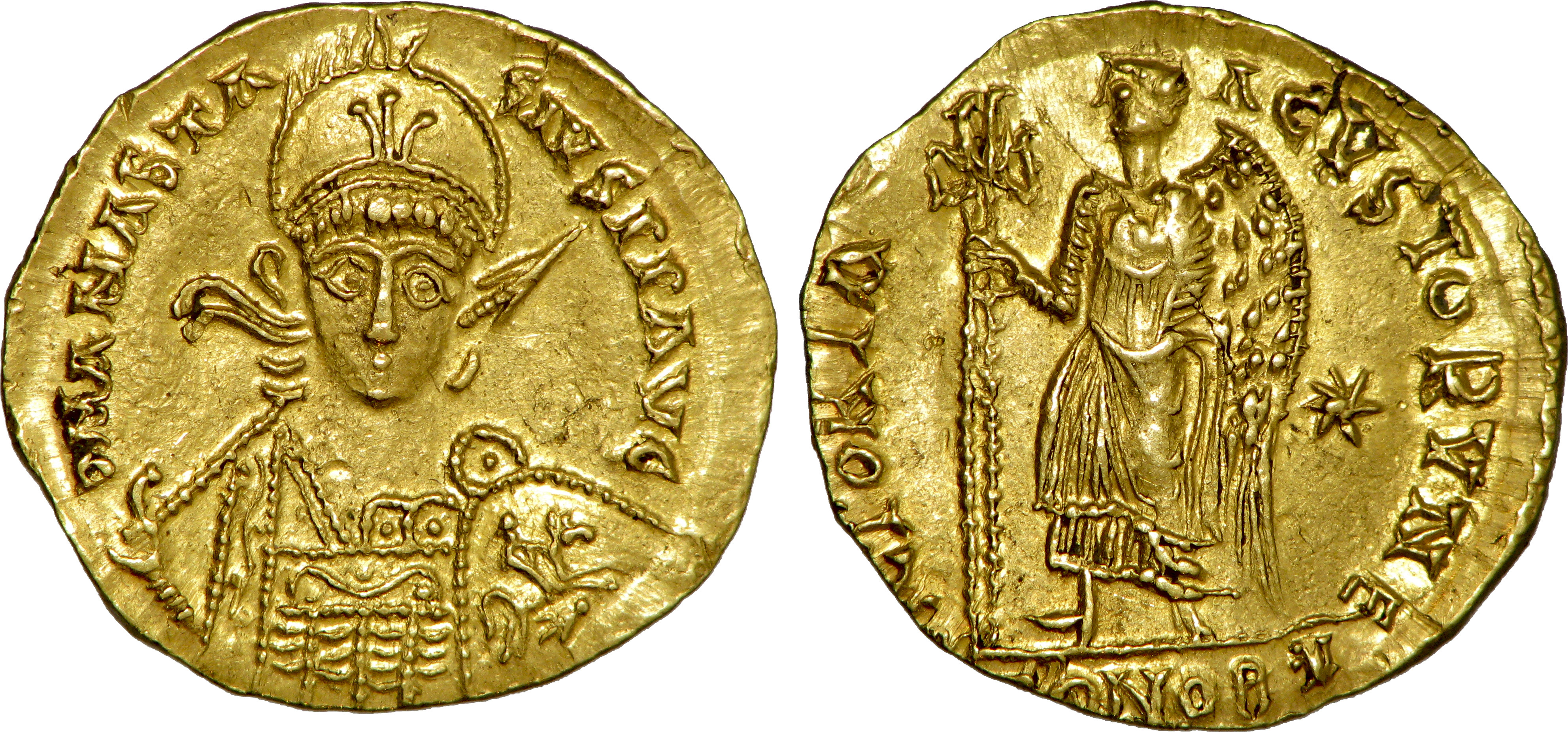
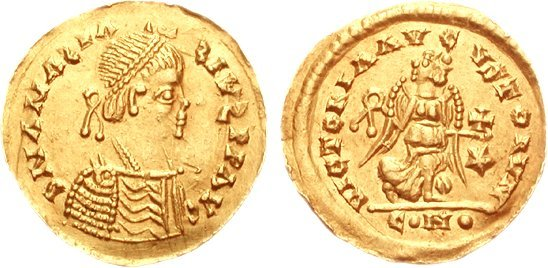

Pe plan financiar, a abolit "chrysargyron", o taxa plătită în aur și argint care se aplică meșteșugarilor și profesiunilor din imperiu, pentru utilizarea uneltelor și animalelor, de pe urmă căreia săracii sufereau atunci când taxa era colectată la cinci ani, aplicată în mod arbitrar și neregulat. Abolirea taxei primită cu festivități și bucurie de către populație a fost compensată de inițierea alteia-chrysoteleia, taxa în aur pentru că visteria imperială să susțină armata. A fost desființat sistemul prin care corporațiile orașelor erau responsabile pentru strângerea taxelor municipalității , oferindu-le sarcina funcționarilor "vindices". A decretat că un țăran liber arendaș care avea pământ de 30 de ani devenea "colonus", adică legat de pământ,care nu-și pierdea însă libertatea personală și nici dreptul la proprietate. A fost introdusă moneda de bronz "follis"  deoarece monedele ce cupru erau tot mai rare, iar asta a mulțumit populația săracă. Monedele erau bătute de trei fabrici din Constantinopol, Nicomedia și Antiohia. Anastasius a decretat interzicerea lutelor din circ dintre oameni și animale. 
A construit Zidul cel Lung, apeducte și a renovat Farul din Alexandria. Istoricul Procopius a estimat că statul dispunea de rezerve de o suma de 320 000 de livre de aur (65-70 milioane $).
În 518, bătrânul împărat cu un ochi albastru și un ochi căprui murise. Dinastia Leonidă se încheiase.

### Marile migrații germanice

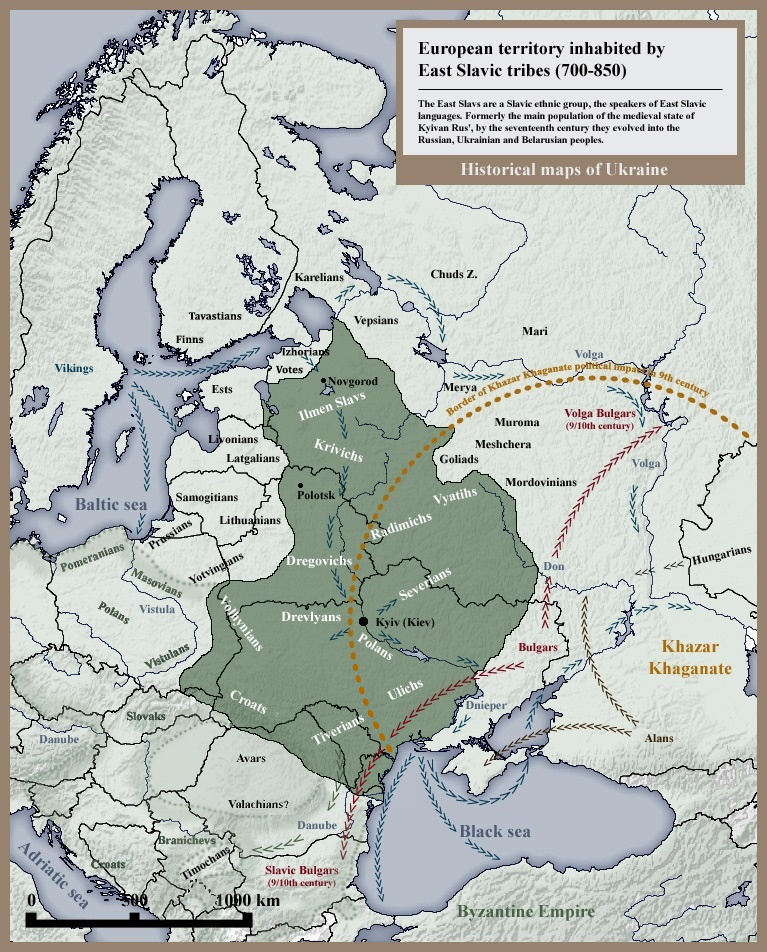
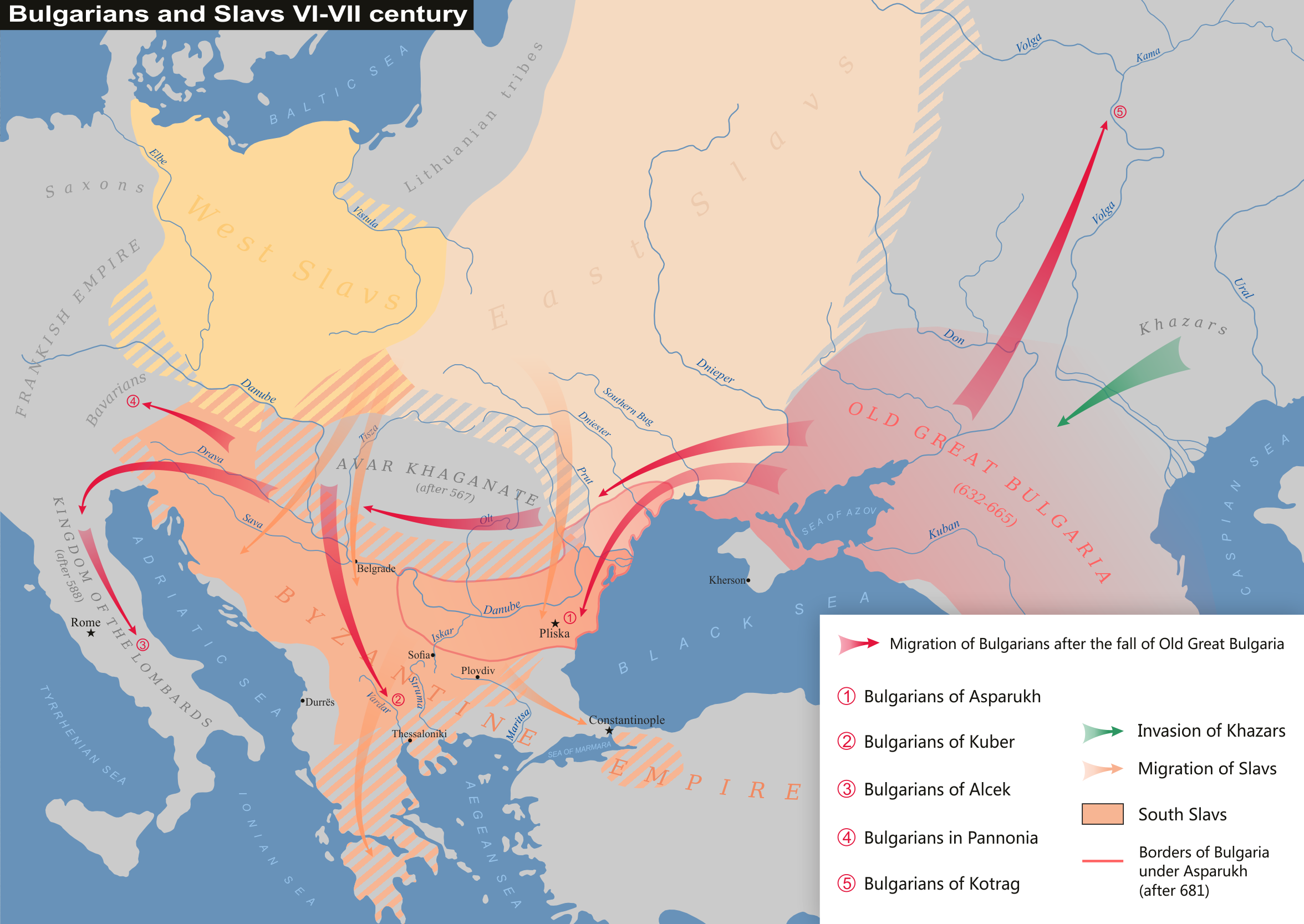

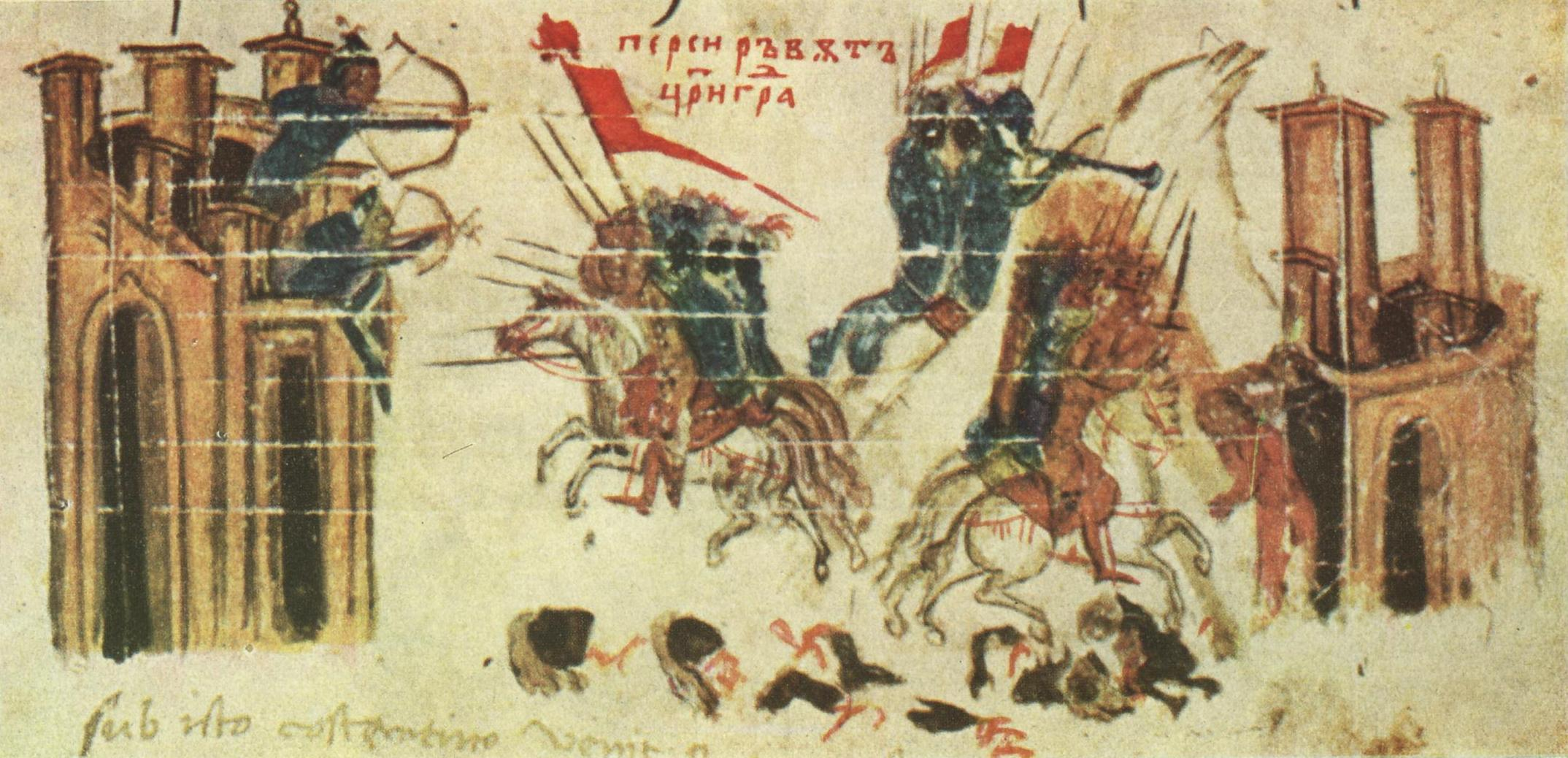
Primul asediu al Constantinopolului (626)

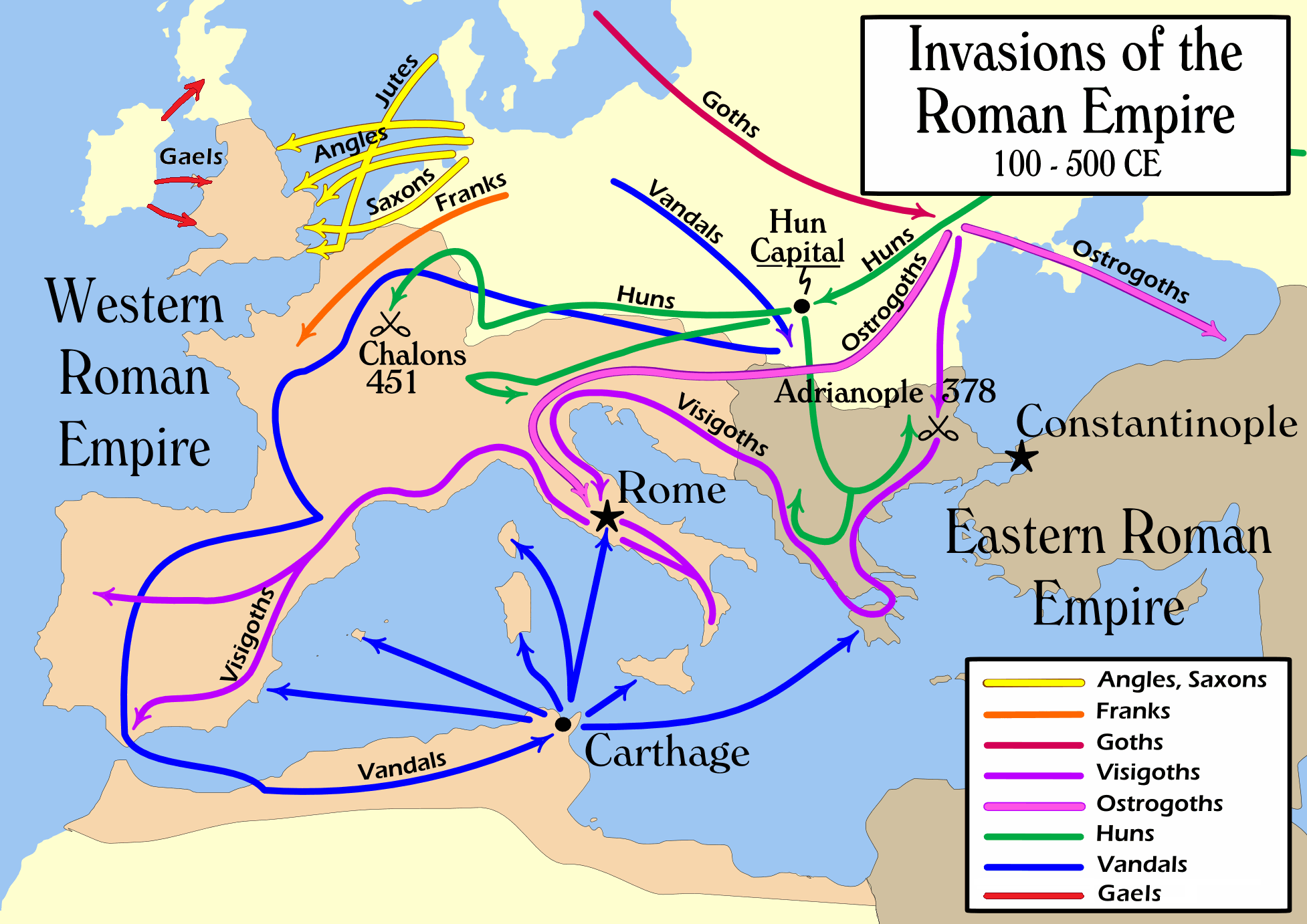
Marile migrații

Vizigoții devin foederati ai imperiului căci apărau linia dunăreană și furnizau trupe auxiliare, dar după creștinarea pe rit arian și nemulțumirile față de fiscalitatea împovărătoare, aceștia se revoltă și îi înving pe romani la Adrianopol în 378. Theodosius le permite să se instaleze în Thracia, fiind scutiți de plata impozitelor și le impune un nou foedus. Gainas, comandantul got se revoltă în tmpul lui Arcadius, dar este oprit de populație. În 410, Alaric jefuiește Roma.
Din 430, împăratul Theodosius II plătea subsidii anuale hunilor. În urma negocierilor purtate, Attila este convins să nu atace teritoriile bizantine. Marcian refuză să-i mai plătească subsidii din 450, dar Attila, captivat de Apus, pierde la Bătălia de la Câmpiile Catalaunice din 451.
După moartea lui Attila, Ostrogoții se refugiază în imperiu, Theodoric fiind instruit și educat după model roman și pleacă spre Italia pentru a-l înlătura pe Odoacru.

### Slavii și bulgarii

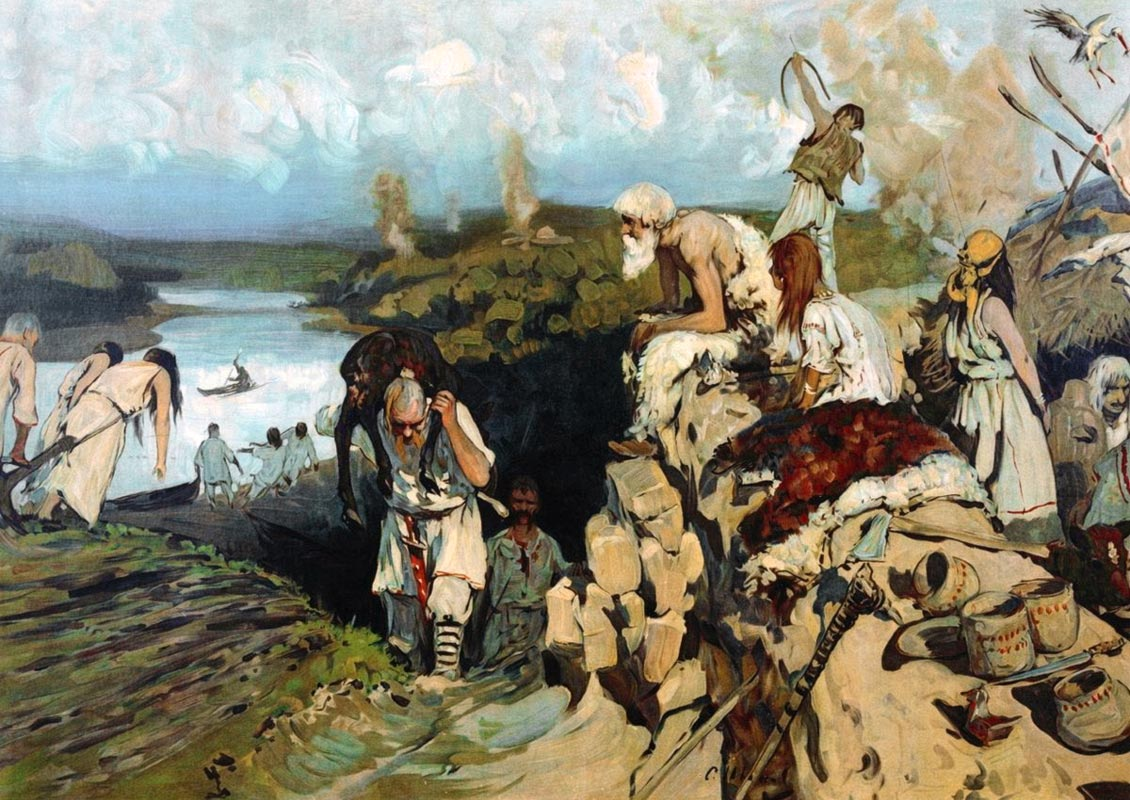
Slavii

Slavii încep incursiunile în zona Dunării începând cu secolul al VI-lea. În 559, atacă în trei direcții: Marea Adriatică, sudul peninsulei balcanice și Thracia-Constantinopol. Slavii sunt respinși de Belizarie sub domnia lui Iustinian.
Din 558 vin avarii în nordul Mării Negre, care cer Dobrogea și gurile Dunării,dar fiind refuzați de Iustinian, se stabilesc în Pannonia alungându-i pe longobarzi. Aceștia au atacat și cucerit Smirmium , și asediază Thesalonicul. Mauricius duce campanii în Balcani împotriva slavilor și avarilor, dar este asasinat de Phocas.
În 626, Constantinopolul a fost asediat de slavi și avari , în timp ce Heraclius era în război cu perșii. Slavii s-au instalat în teritoriile balcanice, organizându-se în slavinii, fiind asimilați după ce adoptă moda și obiceiurile romane.
Vin bulgarii conduși de Asparuch care pătrund la sud de Dunăre și constituind un stat propriu la sud de Dunăre . Statul bulgar a fost recunoscut în 681-682 de către împăratul Constantin al IV-lea.
În prima etapă, migratorii doar s-au așezat în teritoriile imperiale. Incursiunile acestora au dereglat mecanismul vieții cotidiene în orașe. Viața economică și lumea urbană din Balcani intră în declin. Orașul bizantin își pierde funcția economică, devenind un centru administrativ-politic. Dispare termenul de poleis și apare cel de castrum. Insecuritatea a crescut pe marile rute comerciale, comerțul intrând în declin. Armata bizantină făcea din ce în ce mai greu față atacurilor. Anastasiu a construit un zid în Peninsula Balcanică , legând Marea Marmara de Marea Neagră, care se întindea pe 70 km.
Consecințele celei de-a două etape au fost mai severe. Imperiul Bizantin a pierdut controlul asupra teritoriului dintre Munții Balcani și Dunăre, fiind constituit statul bulgar. Pierde controlul asupra Peninsulei Balcanice, invadată de slavi, care au fost asimilați printr-un program inițiat de autoritățile bizantine. 
Consecințele economice au fost mai grave căci atacurile au dus la paralizarea activității economice bizantine. Multe orașe au fost ocupate de slavi ori au fost distruse. Rutele comerciale au fost blocate. Agricultura a cunoscut un regres, urmând o perioadă de foamete. Sistemul administrativ a avut de suferit, fiind modificat , căci întreagă administrație bizantină în Balcani a fost dislocată. Dispar dioceza Tracia și prefectura Illiricum. Lucrarea Miracolele Sf. Dimitrie scrisă de Ioan al Thessalonicului consemnează situația dificilă pe care o traversa orașul în timpul atacurilor slavo-avare și despre transformările produse în Balcani după instalarea slavilor.
Triburile slave s-au instalat de la Dunăre până în Peloponez, fiind constituite mici formațiuni politice numite slavinii, conduse de arhonți. Populația romanizată, cu timpul, a fost în cea mai mare parte asimilată de noii-veniți, dar resturi de populație romanică neasimilată s-au grupat în zonele înalte ale peninsulei - Munții Pind, Macedonia, Thessalia, Serbia de azi, Munții Balcani, formând „insule” de latinitate. Populația greacă a continuat să conviețuiască cu migratorii instalați în Balcani, constituind sursa politicii grecizare promovată împărații bizantini în secolele VIII-IX. Prizonieri vorbitori de limba latină au fost strămutați de la sud la nord de Dunăre, consolidând romanitatea nord-dunăreană. Episcopatele s-au menținut intacte în Peninsula Balcanică. Slavii au fost creștinați de mănăstiri și episcopate, urmând ca în secolul IX să fie creștinați și bulgarii în urma unui proces lent.

## Apogeul

### Dinastia Iustiniană(518-602)

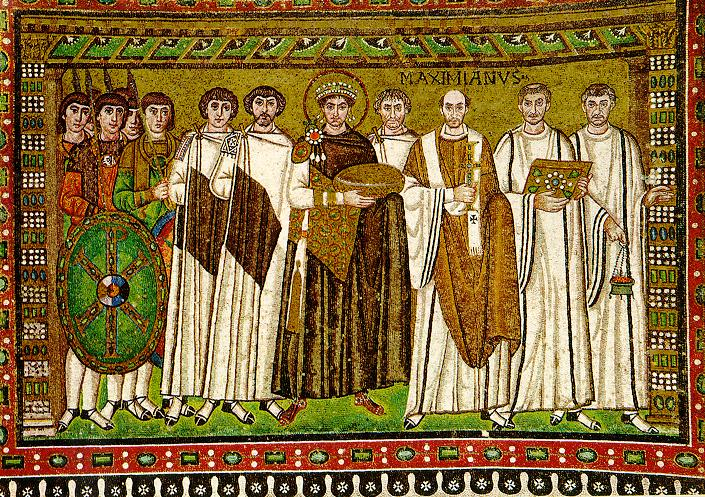
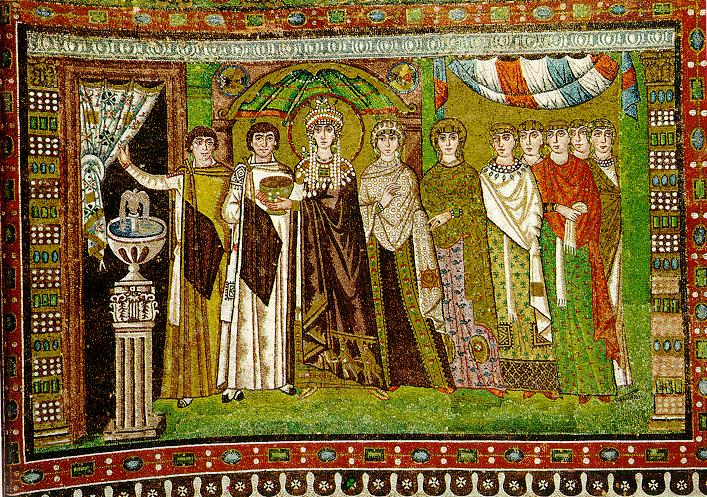

Predecesorul lui Iustinian, Iustin I, s-a desprins de politică religioasă a înaintașilor săi și a trecut de partea adepților Sinodului de la Calcedon . A inițiat o serie de persecuții împotriva monofizitilor. A menținut relații pașnice cu Roma și a dus o politică religioasă ortodoxă.

Nepotul său, Iustinian (527-565), a fost personalitatea centrală a acestei perioade, alături de soția sa, Teodora. În "Istoria secretă", Procopius îi zugrăvește în culori exagerate, mai ales pe Teodora, relatând despre tinerețea ei trăită în desfrâu, ca fiica unui paznic de urși în amfiteatrul din Constantinopol, ce se prostitua. Dar era frumoasă, elegantă, inteligentă și amuzantă. Istoricul Diehl scie că "ea distra, încânta și scandaliza Constantinopolul". Procopius susține că oamenii o ocoleau pe stradă de frică că și-ar putea "murdari" hainele de atingerea ei.

Teodora a locuit câțiva ani în Africa, și când s-a întors la Constantinopol, era complet schimbată. Ducea o viață singuratică, dedicându-și timpul împletitului lânii și vieții bisericești. Iustinian, când a văzut-o, frumusețea ei l-a impresionat profund. A luat-o la curte, a ridicat-o la rangul de patriciană și după puțin timp, s-a căsătorit cu ea, Teodora fiind încoronată ca împărăteasa bizantină. A rămas o soție devotată și a activat în viața politică, exercitând o mare influență asupra acțiunilor lui Iustinian. Cu sânge rece și cu o energie extraordinară, a salvat imperiul de convulsii. I-a favorizat deschis pe monofiziți, pe când soțul ei, deși era adept al ortodoxiei, a făcut concesii monofizitismului. Teodora înțelegea importanța provinciilor orientale monofizite, fiind zone vitale ale imperiului din punct de vedere comercial și economic, urmărind să întrețină relații pașnice cu ele 
.

#### Politica externă

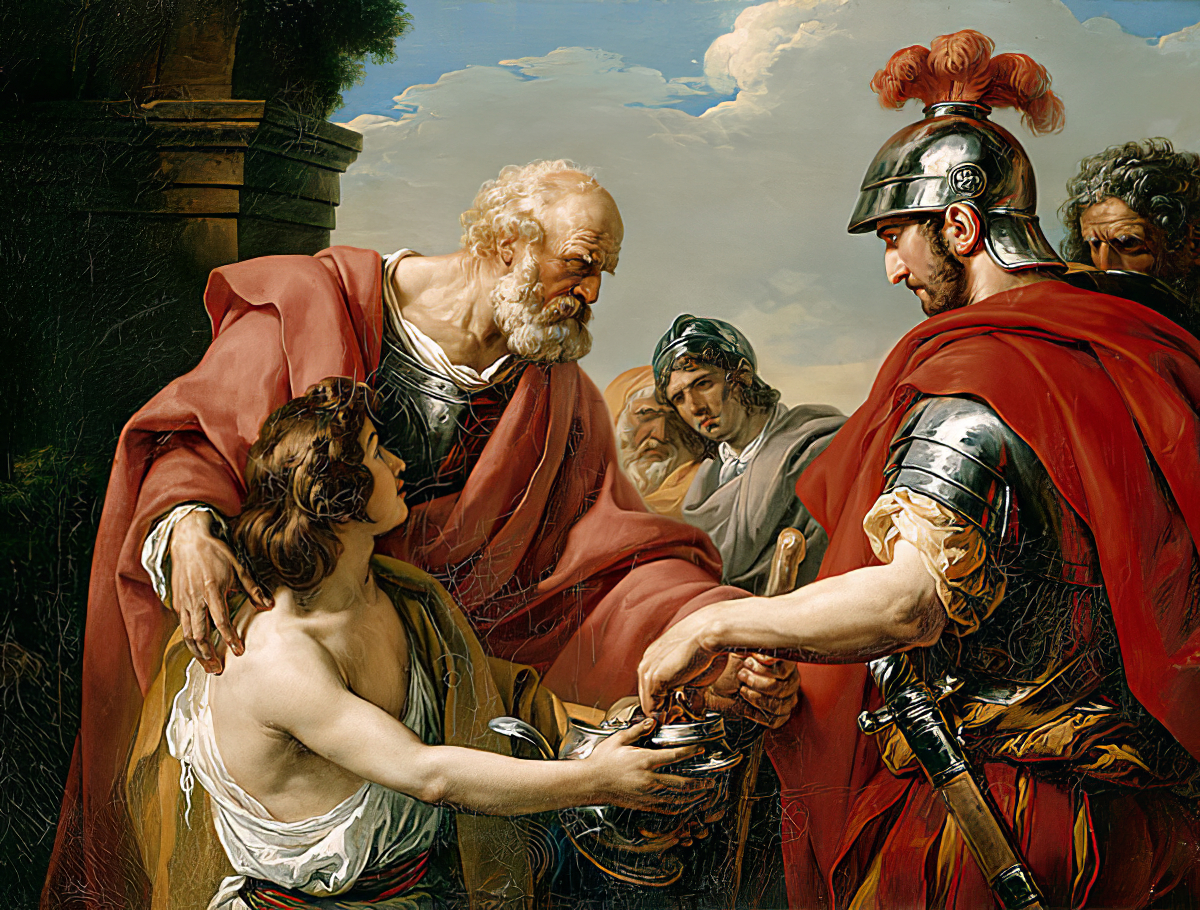
Velisarie, tablou de François-André Vincent

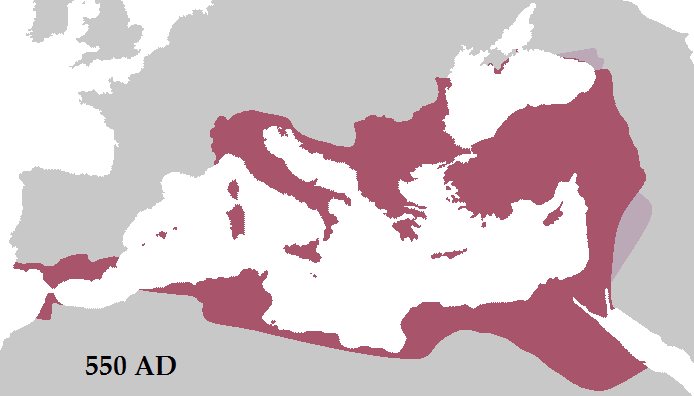
Imperiul pe vremea împăratului Iustinian (550)

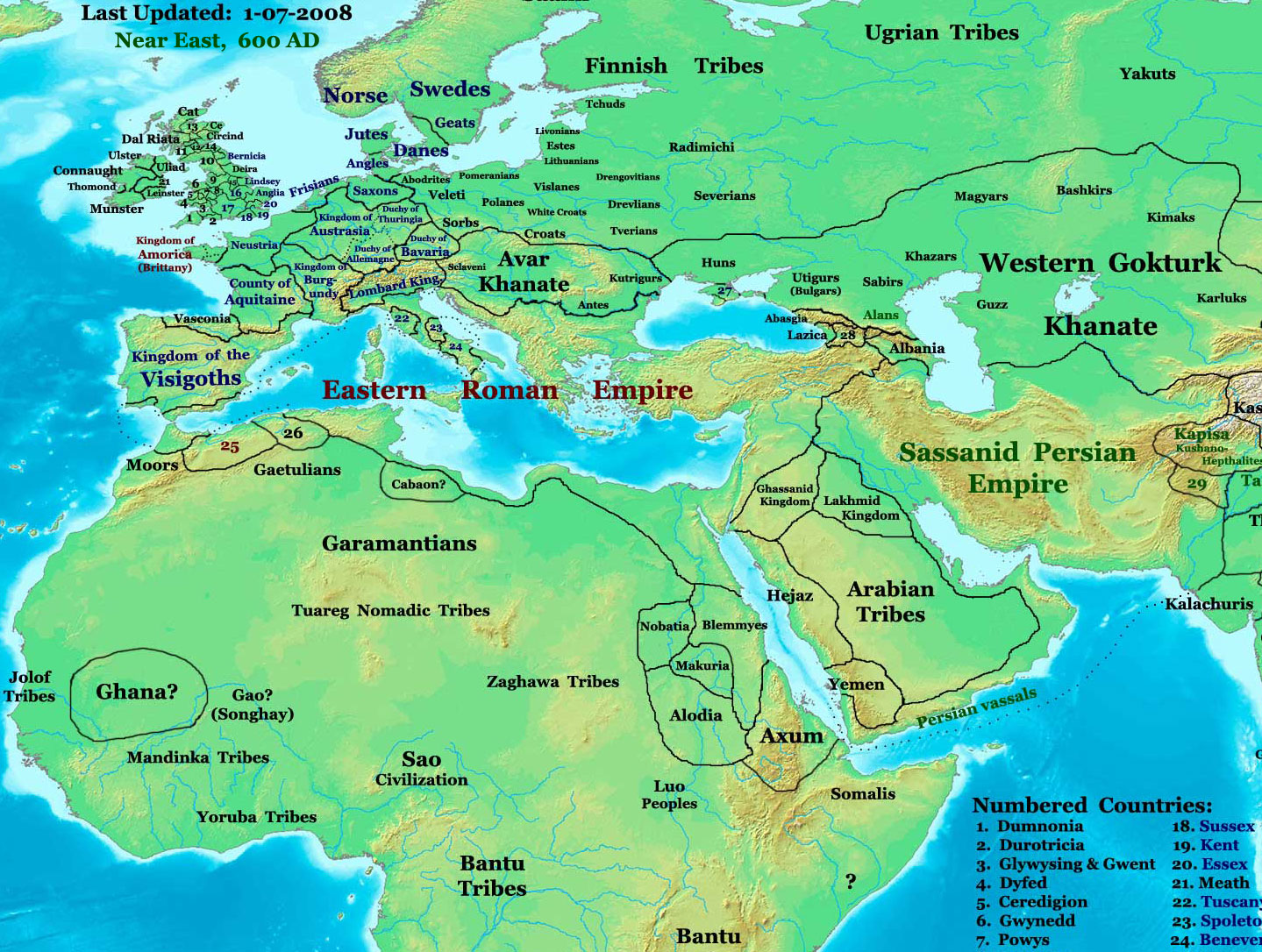
Imperiul roman de Răsărit și celelalte state în anul 600

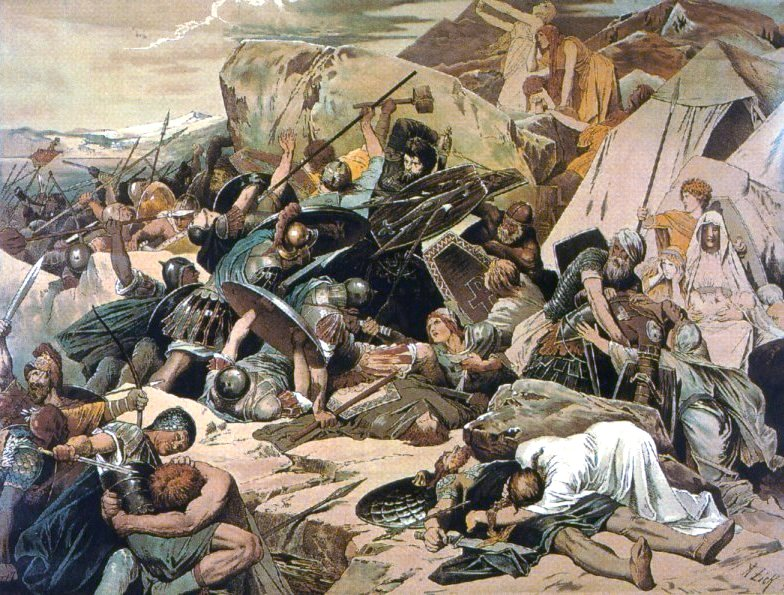
Lupta de la Mons Lactarius ("Muntele Lăptos")

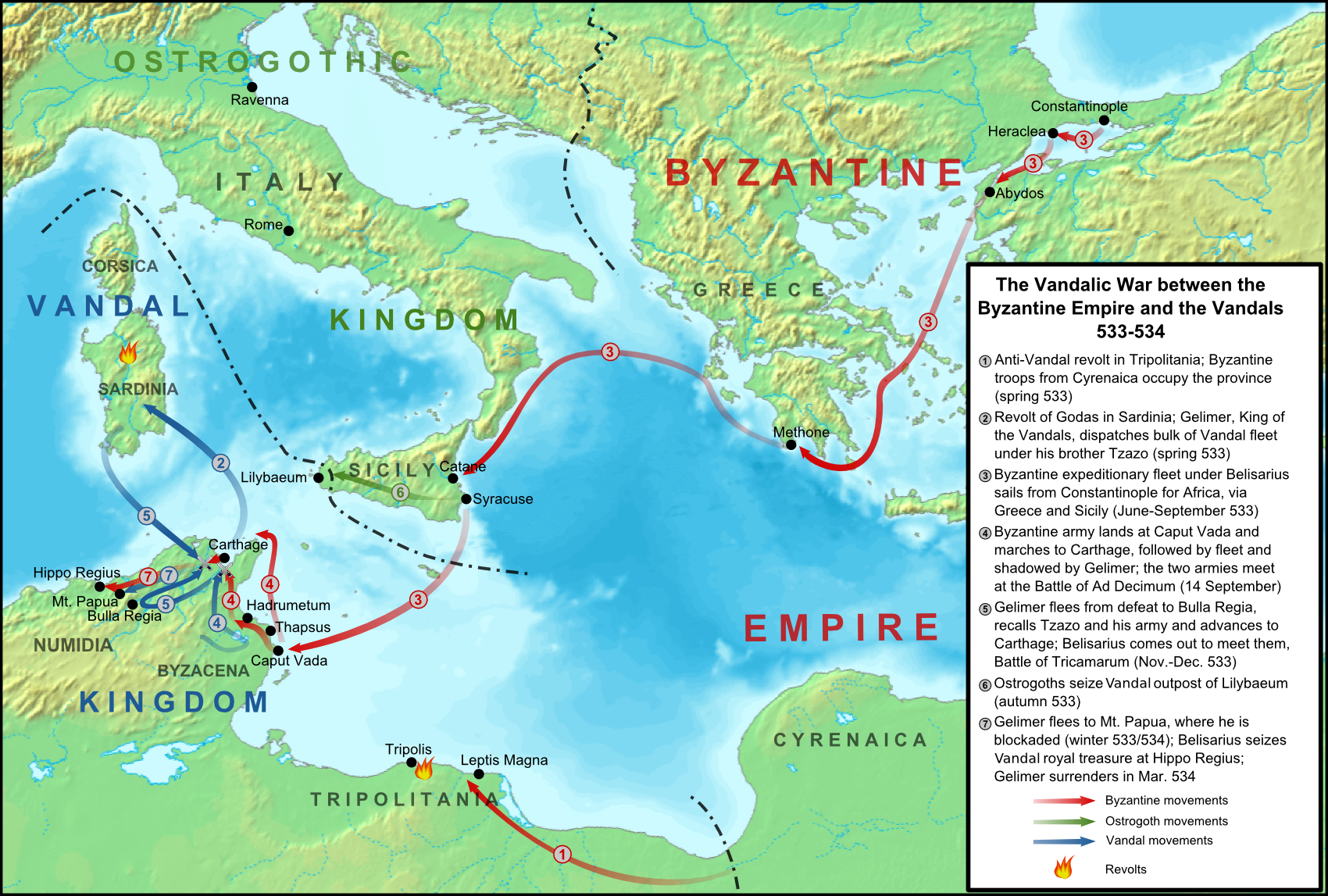
Războiul împotriva vandalilor

Războiul împotriva ostrogoților, 535-540

Iustinian a dus războaie ofensive împotriva regatelor germanice din Europa de Vest, Persiei, în Est, și slavilor, din Nord, ce au fost încununate de succese răsunătoare. Vandalii, ostrogoții și vizigoții au fost forțați să se supună împăratului bizantin. Marea Mediterană a fost transformată într-un lac bizantin. Iustinian se numea pe sine "CAESAR FLAVIUS IUSTINIAN ALAMANNICUS GOTHICUS FRANCICUS GERMANICUS ANTICUS ALANICUS VANDALICUS AFRICANUS. Iustinian s-a urcat pe tron cu idealurile unui împărat roman și creștin, considerându-se un urmaș al Cezarilor și având ca datorie sacră refacerea unității imperiului.
Dar războaiele au epuizat economic statul bizantin. Armata a fost transferată în Vest, Estul și Nordul rămânând deschise atacurilor perșilor, slavilor și hunilor.
Inamicii principali ai imperiului erau germanicii. Ca împărat creștin, nu le putea permite germanicilor arieni să persecute populația ortodoxă. Iustinian avea drepturi istorice asupra Europei occidentale. Regii germanici erau doar vasali ai împăratului bizantin, care-i delegase să conducă în Apus. Regele franc, Clovis, a primit rangul de consul de la Anastasie, iar regelui ostrogot, Teodoric, i-a fost recunoscută domnia. Iustinian consideră că goții au pus stăpânire cu forță pe Italia. Se consideră suzeranul firesc al tututor conducătorilor din interiorul granițelor Imperiului Roman, și avea misiunea, ca împărat creștin, de a răspândi creștinismul, singura credință adevărată, printre necredincioși, printre păgâni și eretici.
În Africa, era văzut de autohtoni ca un protector ce îi va scoate de sub stăpânirea persecutorilor arieni barbari. Episcopii ortodocși, refugiați și exilați din Africa, au sosit la Constantinopol pentru a-l implora pe împărat să pornească o campanie împotriva vandalilor.
În Italia, populația autohtonă menținea o stare de nemulțumire ascunsă ,așteptând un sprijin de la Constantinopol pentru eliberarea țării lor de ostrogoți și restabilirea credinței ortodoxe.
Chiar și regii germanici susțineau planurile ambițioase ale împăratului, continuând să-și exprime respectul profund și cuvenit pentru împăratul bizantin, manifestându-și servilismul și străduindu-se să obțină prin orice mijloace ranguri romane înalte, imprimând chiar și chipul împăratului pe monedele lor și considerându-l ca reprezentantul divin pe pământ.
În urma loviturii de stat organizate de Gelimer în Africa de Nord și înlăturării lui Hilderic, regele vandalilor ce îi susținea pe bizantini , Iustinian a declarat război vandalilor.
Campaniile duse împotriva vandalilor au fost dificile, implicând transferul armatei pe mare, în nordul Africii. Bizantinii au dus lupte grele pe mare cu vandalii ce posedau o flota puternică.
În Persia, casa conducătoare a fost schimbată, iar Iustinian a încheiat pace cu noul rege persan în 532, cu condiția că Imperiul Bizantin să plătească un tribut anual Persiei. Tratatul i-a oferit împăratului posibilitatea și libertatea de a acționa în celelalte zone. L-a numit în fruntea armatei și flotei pe Belizarie, un general de încredere, ce a reușit să reprime răscoala Nika.
Vandalii nu au mai putut să reziste, fiind neobișnuiți cu clima caldă din sud și influențați de civilizația romană, pierzând energia și tăria anterioară. După ce și-au înrăutățit relațiile cu populația autohtonă datorită credinței ariene, au izbucnit revoltele triburilor berbere, contribuind la slăbirea forțelor vandalilor. Iustinian a escaladat conflictele interne dintre vandali, știind că regatele germanice nu s-ar uni pentru a i se opune. Ostrogoții erau în relații proaste cu vandalii, francii duceua lupte cu ostrogoții, iar vizigoții din Spania erau la mare distanță de focarul războiului. Iustinian a înțeles că poate învinge orice inamic separat și treptat.
După luptele din anii 533-548, printr-o serie de victorii strălucite, Belizarie a cucerit întregul regat vandal, recuperând Africa de Nord. Împăratul l-a chemat pe Belizarie înapoi la Constantinopol, cu o mare parte din armata. Însă, curând, au izbucnit rebeliuni duse de mauri. Succesorul lui Belizarie în Africa, Solomon, a fost răpus. Puterea imperială a fost restaurată când Ioan Trolita, diplomat și general, a purtat o victorie decisivă.
Cu excepția fortăreței din Septum, aproape de Coloanele lui Hercule, regiunea vestică a Africii de Nord, care se întinde până în Oceanul Atlantic, a rămas necucerită. Însă, nordul Africii, Corsica, Sardinia și Insulele Baleare au devenit parte a imperiului.
Din 535 până în 554, Iustinian a dus războaie împotriva ostrogoților în Italia. A cucerit Dalmația, iar Belizarie a pus stăpânire pe Sicilia, și în cele din urmă, orașele Napoli și Roma din peninsula italică. În 540, capitala ostrogotă, Ravenna, îi deschide porțile lui Belizarie ce îl capturează pe regele ostrogot și îl duce în lanțuri la Constantinopol.
Curând însă, Totila, ultimul rege al ostrogoților, a condus o puternică rezistență. Belizarie a fost chemat de urgență din Persia pentru a-l confruntă. Teritoriile din Italia și insulele au fost redobândite de ostrogoți. Roma fusese ruinată.
În cele din urmă, a fost chemat Narses, un alt general bizantin, ce a pus capăt rezistenței goților. În 552, Totila a fost înfrânt la Busta Gallorum, în Umbria. Totila a scăpat prin fugă, dar este ucis. Narses a trimis la Constantinopol, la picioarele împăratului, ca dovadă incontestabilă că nu mai era, hainele lui Totila pătate de sânge și coiful său împodobit cu pietre prețioase. În 554, după 20 de ani de războaie devastatoare, Italia, Dalmația și Sicilia au fost realipite imperiului.
În Pragmatio Sanctio, marilor aristocrați funciari din Italia și bisericii le erau înapoiate domeniile luate de la ostrogoți și vechile privilegii. Dar războaiele și-au lăsat amprenta multă vreme, împiedicând pentru o perioada îndelungată dezvoltarea meșteșugărească și comercială în Italia datorită lipsei forței de muncă și datorită terenurilor necultivate. Roma devenise un oraș mediu, ruinat, fără vreo importantă politică, însă devenise reședința papală.
Iustinian și-a îndreptat atenția asupra vizigoților din Peninsula Iberică. A profitat de războiul civil dintre pretendenții la tronul vizigot și a trimis o expediție năvală în 540 spre Spania. Orașele și forturile maritime au fost capturate cu succes, iar partea sud-estică a peninsulei a fost cucerită, cu orașele Cartagina, Malaga și Cordoba. În cele din urmă, a ocupat o porțiune întinsă de la capul Sf. Vincent, la vest, până dincolo de Cartagina, la est. S-au construit biserici și monumente specifice artei și arhitecturii bizantine.
După războaie îndelungate și crâncene, Dalmația, Italia, Algeria, Tunisia, sud-estul Spaniei, insulele Sardinia, Corsica și Sicilia și Insulele Baleare, au fost incluse în imperiu, Mediterana devenind un "lac roman" din nou. Granițele imperiului se întindeau de la Coloanele lui Hercule/Strâmtorile din Gades până la Eufrat.
Nu a reușit însă să cucerească teritoriile fostului Imperiu Roman de Apus. Nordul Italiei a rămas sub stăpânire ostrogotă. A fost nevoit să cedeze Provence francilor, ce și-au menținut independența față de bizantini.
Statul nu avea autoritatea și mijloacele pentru a controla întinsul imperiu. Victoriile strălucite ale lui Iustinian nu au atras decât complicații politice și economice serioase.
Iustinian a dus războaie defensive împotriva Persiei, slavilor și hunilor.
Persia și Imperiul Bizantin erau angajate în războaie sângeroase de secole la granița de răsărit. „Pacea eternă” avea să se rupă.
Regele persan, Chosroes I⁠(en)[traduceți], s-a folosit de o cerere de ajutor din partea ostrogoților, deschizând ostilitățile cu bizantinii. A urmat un război sângeros, perșii obținând victoria. Belizarie a fost chemat din Italia, dar nu a putut să oprească înaintarea lui Chosroes, ce s-a năpustit în Siria, jefuind și distrugând Antiohia. Perșii au ajuns pe țărmul Marii Mediterane și au încercat să-și croiască drum spre Marea Neagră, dar au fost respinși de o puternică rezistență din partea bizantinilor din provincia Lazica-Lazistan, ce era dependentă de Imperiul Bizantin.
Iustinian a cumpărat un armistițiu pe cinci ani, fiind obligat să plătească o suma mare de bani. În 562, Imperiul Bizantin și Persia au ajuns la o înțelegere ce ce stabilea o pace de 50 de ani. Împăratul se angaja să plătească Persiei anual o suma mare de bani, în timp ce regele persan garanta toleranță religioasă a creștinilor, cu condiția că aceștia să se abțină de la prozelitism. Comercianții bizantini și persani trebuiau să facă negoț doar în locurile prestabilite, unde se aflau punctele vamale. Perșii au trebuit să părăsească Lazica și să o cedeze bizantinilor, provincia rămânând în deplină stăpânire bizantină.
În Peninsula Balcanică, populațiile nordice, bulgarii și slavii, au devastat provinciile balcanice din timpul lui Anastasie. Procopius relatează că anual, slavii și bulgarii traversau Dunărea și pătrundeau adânc în teritoriile bizantine. Au ajuns până la periferia capitalei și au pătruns până la Hellespont, au traversat Grecia până la Istmul Corint și litoralul Mării Adriatice în vest. Slavii aveau intenția de a se îndrepta spre litoralul Mării Egee. Au amenințat Tesalonicul. Trupele imperiale au opus rezistență și i-au silit pe slavi să se retragă dincolo de Dunăre, chiar dacă nu toți s-au retras.
Gepizii germanici și cutrigurii au invadat Peninsula Balcanică dinspre nord. În 558-559, cutrigurii, conduși de Zabergan, au pătruns în Tracia, devastând Grecia, invadând Chersonesul Tracic și îndreptându-se spre Constantinopol. S-a instalat panica, iar bisericile din provinciile devastate și-au trimis tezaurul în capitală sau pe țărmul asiatic al Bosforului. Iustinian a apelat la Belizarie să salveze Constantinopolul. Cutrigurii au fost învinși, dar bizantinii au suferit un puternic regres economic din cauza invaziei.
Iustinian a construit, sub presiunea hunica, forturi și ziduri lungi. În Egipt, Iustinian a înfruntat populații africane că blemizii și nobazii. Grație energiei și abilității Teodorei, regele nobazilor, Silko, s-a convertit la creștinismul monofizit și s-a alăturat unui general bizantin pentru a-i obliga pe blemizi să îmbrățișeze credință.
Campaniile au presupus cheltuieli enorme. Procopius scrie că Iustinian a cheltuit toate cele 320 000 de livre de aur moștenite de la Anastasie, deși istoricul Ioan de Efes neagă. În realitate, numărul a fost exagerat, iar Iustinian a beneficiat și de banii priveniti din taxele mari plătite de populația epuizată. Pentru a reduce cheltuielile făcând economie pentru întreținerea armatei, s-a redus numărul de soldați, astfel, în viitor, provinciile obținute de Iustinian au fost pierdute. Politica sa externă a cauzat o gravă și severă criză economică.

#### Legislația
În opera sa legislativă, s-a folosit de codurile mai vechi: Codex Gregorianus, Codex Hermogenianus și Codex Theodosianus. În februareie 528, împăratul a reunit o comisie de zece experți, printre care și Tribonian, mâna dreapta a împăratului și pe Teofil, profesor de drept. Datoria comisiei era revizuirea celor trei vechi codexuri, eliminând tot ce era învechit și sistematizarea constituțiilor care au apărut după Codexul lui Teodosiu, fiind reunite într-o singură colecție: Codex Iustinianus, publicat în 529. Era împărțit în zece cărți, conținând constituțiile din timpul domniei împăratului Hadrian până la cea a lui Iustinian. A devenit singurul codex de legi obligatoriu, anulând cele anterioare.
În 530, Tribonian a fost însărcinat să adune o comisie care să revizuiască operele juriștilor clasici, să scoată extrase din ele, să elimine elementele șubrede, contradicțiile și în final, să ordoneze toate materialele. Comisia a trebuit să studeze 2000 de cărți cu 3 milioane de rânduri. Munca a fost dusă la bun sfârșit în trei ani, noul codex fiind publicat în 533, împărțit în 50 de cărți și intitulat "Digeste" sau "Pandecte". Tot în 533, a fost publicat un manual civic pentru tineri, fiind împărțit în patru cărți și intitulat "Institutele".
S-au publicat noi decrete, multe probleme fiind revizuite. A fost întreprinsă o nouă revizuire în 534, iar în luna noiembrie al aceluiași an, a fost publicată o a doua ediție a codexului revizuit și adăugit, împărțit în 12 cărți, sub titlul "Codex repetitae praelectionis.
Decretele publicate după 534 au fost numite "Novellae leges". Codexul, Digestele și Instituțiile erau scrise în latină, dar novelele au fost redactate în greacă.
În Evul Mediu, Codexul, Digestele, Instituțiile și Novelele au alcătuit un singur corpus de legi, denumit "Corpus juris civilis" .
A fost reformat învățământul juridic, fiind introduse noi programe de studiu. Cursurile durau cinci ani, iar materia principala de studiu în anul I erau Instituțiile, în anii II-IV, se studiau Digestele, iar în anul al V-lea se studia Codexul.
Codexul lui Iustinian a conservat Dreptul Roman, care a dat principile juridice de baza ce guvernează societatea modernă.
Au fost dezvoltate trei școli de drept la Constantinopol, Roma și Beirut (în urmă unui cutremur și unui val de inundații, școala a fost transferată la Sidon).

#### Politica internă

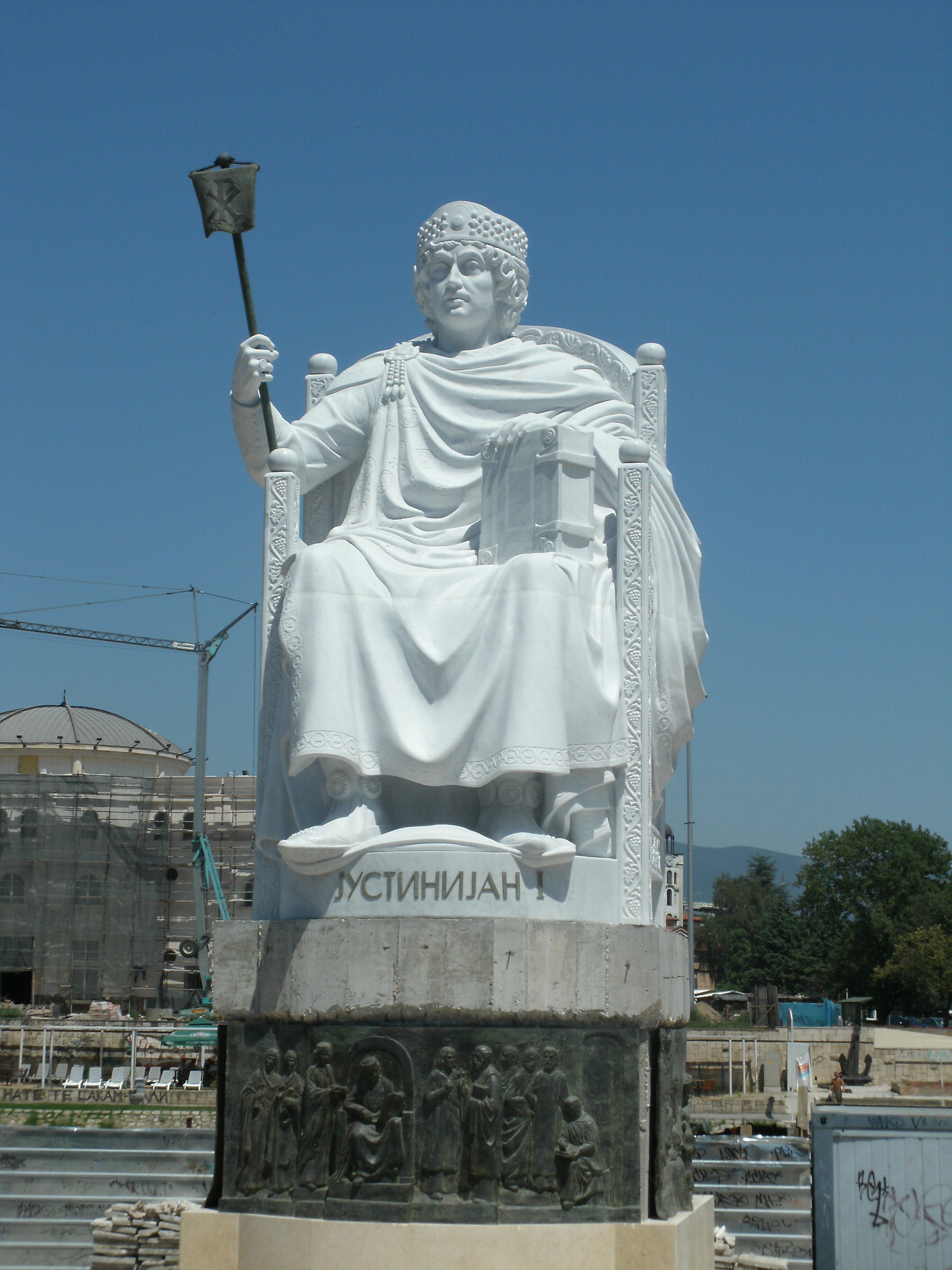
Justinian, în Skopje

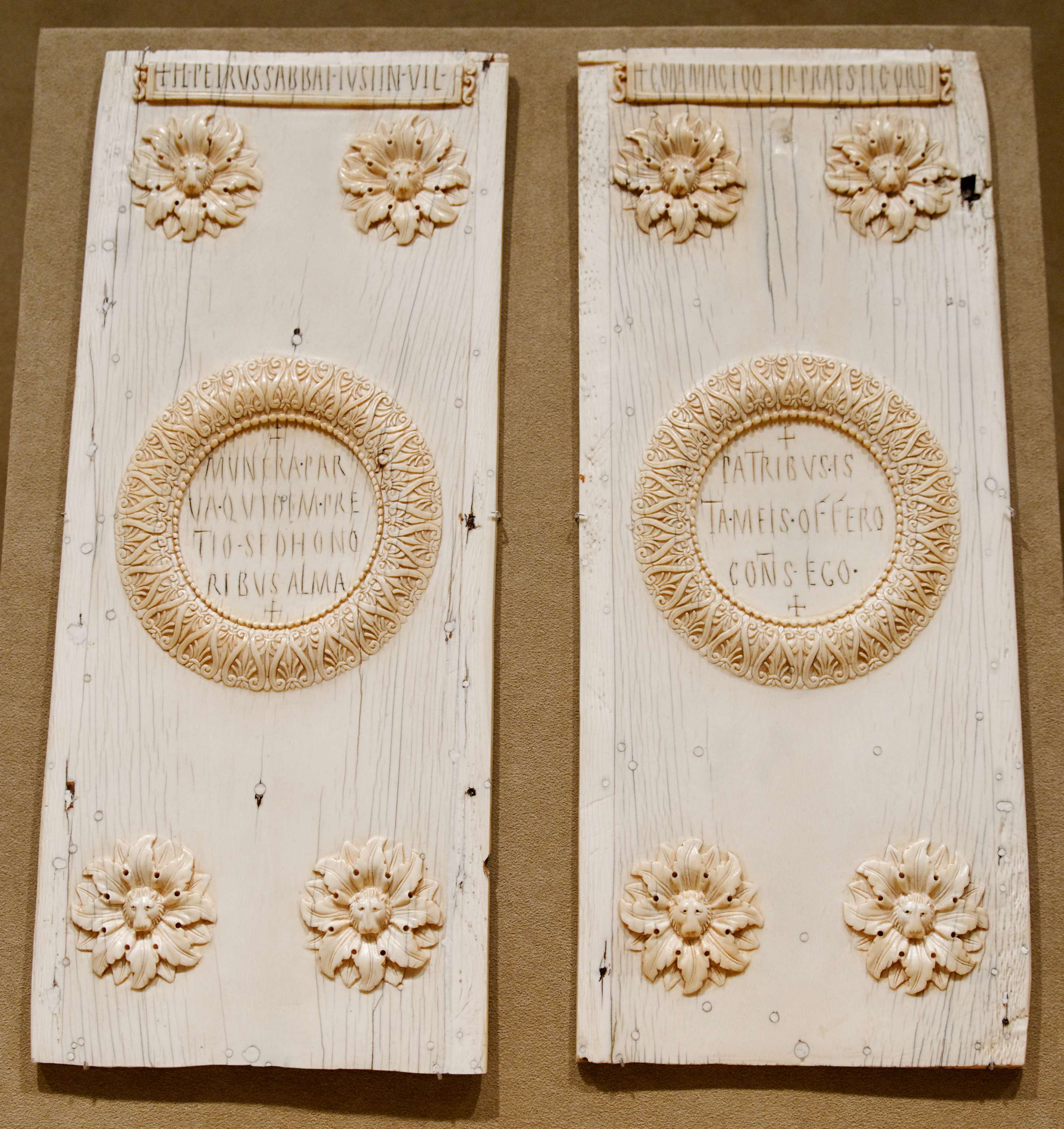

În momentul urcării pe tron , viața internă a imperiului se află într-o stare de dezordine și anarhie, sărăcia fiind foarte răspândită în provincii, iar impozitele nu erau plătite cu regularitate. Facțiunile din circ, marii proprietari de pământuri, rudele lui Anastasie lipsite de dreptul la tron și grupurile religioase disidente au amplificat dezastrul. Iustinian înțelese că era nevoie de reforme interne.
A fost martorul unei răscoale teribile izbucnite în capitală. În Hipodromul din Constantinopol, locul de întâlnire al locuitorilor capitalei, îndrăgit pentru cursele de care , împăratul, aflat în loja imperială, se arată pentru a primi ovațiile mulțimii. Vizitii purtau haine în patru culori: verde, albastru, alb și roșu. Partidele se aflau în jurul vizitiilor fiecărei culori. Aveau propriile case de finanțare a vizitiilor, cailor și carelor, grupurile fiind în rivalitate și dispută reciprocă. Numărul spectatorilor ajungea la 50 000. Partidele din hipodrom, numite "demes" , au devenit partide politice: Roșii, Albaștrii, Verzii și Albii, a căror culori corespundeau cu cele patru elemente ale naturii. Hipodromul era singurul loc de exprimare liberă a opiniei publice ce își impunea voința statului. Împăratul era obligat să apară în hipodrom pentru a oferi explicații poporului pentru acțiunile sale.
Cel mai influent partid era cel al Albaștrilor (Venetoi), susținători ai ortodoxiei, adepți ai sinodului de la Calcedon. Verzii (Prasinoi) erau susținători ai monofizitismului, care se răsculaseră în timpul împăratului Anastasie. Albaștrii, că partid, reprezentau clasa superioară, pe când Verzii reprezentau clasa de jos.
În 532, în capitală, Iustinian avea opozanți dinastici, religioși și publici. Verzii doreau să-l înlăture pe Iustinian. Adversitatea publică a apărut din aversiunea generală față de înalții funcționari, că Tribonian sau Ioan de Capadocia, ce au generat nemulțumirea populației prin încălcarea legii. Monofiziții sufereau de asemenea în primii ani de domnie ai lui Iustinian. Populația capitalei s-a revoltat, iar Albaștrii și Verzii, în ciuda dezacordurilor religioase, s-au unit împotriva guvernării. Împăratul a purtat tratative cu poporul aflat în hipodrom, dar fără succes. Revoltă s-a răspândit cu repeziciune, multe edificii și momumente artistice fiind distruse și incendiate, ca Basilica Sfânta Sofia.
Răsculații strigau "Nika"-Victorie.
Iustinian a promis că îi demite pe Tribonian și Ioan de Capadocia. Dar apelul său personal a rămas fără nici un rezultat. Nepotul lui Anastasie s-a proclamat împărat.
Iustinian s-a adăpostit în palat alături de consilierii săi și se gândeau să fugă. Dar Teodora interveni și îl sfătui pe împărat și astfel, recăpatandu-și forțele, îi încredința lui Belizarie misiunea de a reprima răscoala, care dura de 6 zile. Belizarie i-a îndrumat pe răsculați în hipodrom, i-a închis, fiind uciși 30-40 000 de oameni. Răscoala a fost reprimată, iar nepoții lui Anastasie au fost executați.
Iustinian a înfruntat problemele funciare, ducând lupte cu marii proprietari de pământuri. Conform lui Procopius, statul înfruntă marii proprietari de pământuri, care își administrau averile fără a fi interesați de puterea centrală. Conform unei nuvele, Iustinian deplângea situația proprietăților funciare ce apartinau statului, cum administratorii pământurilor moșierilor, înconjurați de propriile gărzi de corp, jefuiau și că averea statului era în totalitate sub stăpânire privată. Magnații capadocieni aveau autoritate absolută asupra provinciilor lor, întreținând trupele pe cheltuiala statului. Apion, aristocrat egiptean, avea sub stăpânire vaste proprietăți funciare din Egipt, avea proprii secretari, intendenți, muncitori, consilieri, colectori de impozite, trezorieri, poliția să, și un serviciu poștal propriu, chiar și propriile închisori și trupe personale. Domeniile mari erau de asemenea concentrate în mâinile bisericilor și mănăstirilor. Iustinian a dus lupte nemiloase, confiscând proprietățile. Nu a reușit să distrugă aristocrația funciară în totalitate. A încercat să introducă noi reforme pentru a reglementa situația degradată de efectele negative asupra securității, veniturilor orășenești și a agriculturii. Considera că o administrație centralizată cu funcționari competenți și obedienți reprezenta singurul mijloc de îmbunătățire a situație. A emis novele către guvernatori pentru a proteja cetățenii de persecuție , să refuze mită, să fie drepți în sentințe și în decizii, să pedepsească fărădelegea, să-i protejeze pe nevinovați. Ordona obligativitatea plății taxelor integral și de bunăvoie la dată stabilită. Funcționarii trebuiau să depună jurământ că-și vor îndeplini datoria în mod cinstit și safie răspunzători pentru plata integrală a taxelor din provincii, fiind supravegheați de episcopi.
A reunit provincii mici, din Orient, în unități mai mari, și a reunit provincii din Asia Mică în mâinile unui singur guvernator, numit praetor. Acordă o atenție specială Egiptului ce distribuia grâul și a învestit un funcționar civil, augustalis, cu autoritate militară asupra celor două provincii egiptene. A păstrat vechea separație a puterii civile de cea militară în prefecturile din Africa de Nord și Italia.
Dar revoltele, extorcarea și ruinarea au continuat. Când avea nevoie urgentă de bani, chiar el se folosea de mijloacele interzise în decretele sale. Vindea funcții pe sume mari, introducea noi taxe, a recurs la devalorizarea monedei și a bătut monede depreciate, iar atitudinea populației a devenit amenințătoare, astfel, a fost nevoit să revoce măsurile imediat. Orașele au devenit sărace și pustii pentru că locuitorii fugeau pentru a scapă de funcționarii fiscali, iar producția solului era scăzută. Imperiul era ruinat, astfel Iustinian a trebuit să reducă armata, ceea ce a dus la izbucnirea unor revolte și la lăsarea granițelor descoperite, oferind acces liber pentru barbari ce întreprindeau campanii de jaf. Fortarele nu erau întreținute. Iustinian a trebuit să-i mituiască.
În 542, după perioade de foamete, cutremure de pământ, fiscalitate împovărătoare și raiduri barbare, a izbucnit epidemia de ciumă bubonică în apropiere de orașul Pelusium. Din Egipt, molima s-a extins în Asia Mică, în Mesopotamia și Persia, și raspandindu-se în Italia și Sicilia. În Constantinopol, a provocat victime timp de patru luni. Orașele și satele au fost abandonate, agricultura stopată, iar foametea, spaima și fuga multora au aruncat imperiul în haos. Chiar însuși împăratul a fost infectat, dar a supraviețuit.
Încercările lui Iustinian de a reforma administrația s-au dovedit un eșec total, și financiar, imperiul se află pe marginea prăpastiei mulțumită campanilor militare ce au necesitat chletuieli colosale.

#### Comerțul

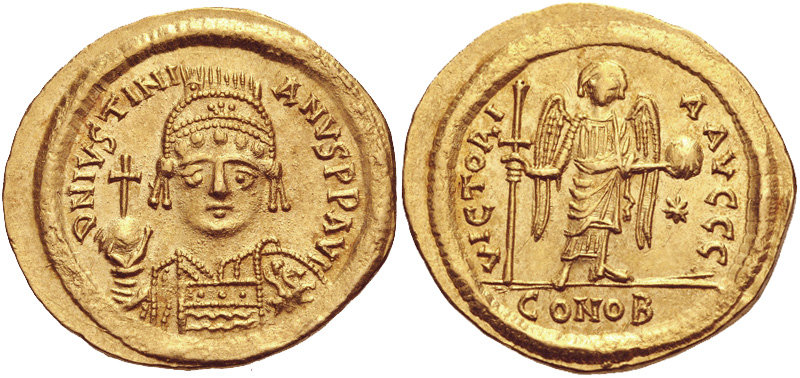
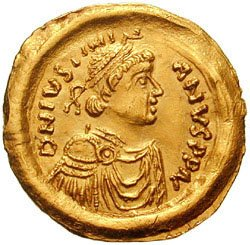
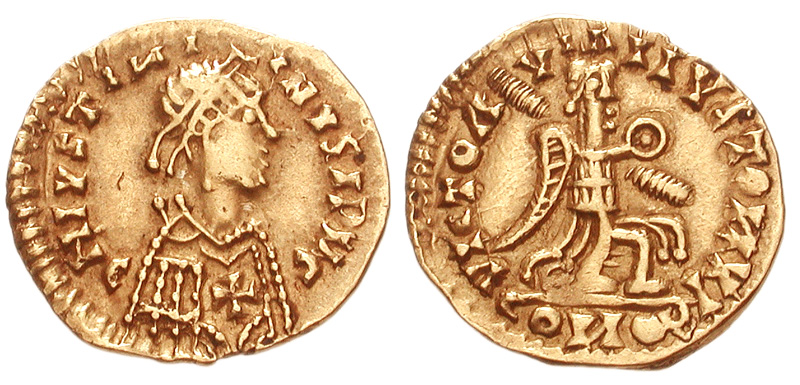

Obiecte comerciale rare și valoroase soseau din țări îndepărtate, mai ales din India și China. Constantinopolul, fiind amplasat strategic, s-a dovedit a fi intermediarul dintre Apus și Orient. Intermediarul dintre Bizanț și Orientul Extrem era Imperiul Sasanizilor, ce obțineau profituri enorme de pe urma comerțului. Existau două cai principale: cea terestră care începea de la granițele vestice ale Chinei divizată în aceea perioada în statele Wei și Liang, prin Sogdiana, până la granița persană, unde mărfurile erau transferate de negustorii chinezi persanilor, ce le transportau mai departe, până la punctele vamale de la frontiera bizantină. Calea maritimă era următoarea: chinezii își transportau mărfurile pe corăbiile lor până în Insula Ceylon, aflată în sudul peninsulei Hindustan, iar de acolo, mărfurile chinezești erau încărcate în corăbiile persane, care le transportau prin Oceanul Indian și Golful Persic, până la gurile Tigrului și Eufratului, fiind duse până la punctul vamal bizantin.
Datorită războaielor cu Persia, comerțul cu Orientul era întrerupt și urmau pagube imense.
Era comercializată mătasea, a cărei fabricare era neștiută, fiind cerută pe piețele bizantine, vândută la sume mari, de asemenea, din India erau transportate parfumuri, bumbac, mirodenii, pietre prețioase. Iustinian chiar a încercat să fixexe o rută comercială spre China și India în afară zonei de influență persană.
În perioada lui Iustinian, Cosmas Indicopleustes din Alexandria a scris Topografia creștină sau Cosmografia, o operă remarcabilă ce deținea informații despre geografia bazinului Marii Roșii și Oceanului Indian, cât și despre relațiile comerciale cu India și China. Se demonstra că Pământul avea forma unui cufăr dreptunghiular. Autorul se baza pe informațiile primite de la martori oculari. Vorbește despre animale indiene și africane, oferă informații despre insula Taprobane-Celyon.S-au găsit monede bizantine din timpul lui Constantin cel Mare în India, fiind aduse de intermediarii persani și abisieni.Textul era împodobit de miniaturi.
Pe fonul neînțelegerilor cu perșii și având în vedere că numărul corăbiilor bizantine din Marea Roșie era insuficient pentru a menține un comerț regulat, Iustinian chiar a stabilit relații cu creștinii abisieni din Axum, impulsionandu-i să cumpere mătase din India și să o revândă bizantinilor.
Nu a putut să deschidă un comerț direct cu chinezii, însă cumva, negustorii din China au păcălit vigilența inspectorilor chinezi și au introdus câteva ouă de viermi de mătase din Serinda pe teritoriul bizantin, formând baza unei noi industrii pentru bizantini.
Curând, au fost construite întinse plantații de duzi și multe fabrici pentru țesutul mătăsii, cele mai importante fiind construite la Constantinopol, Beirut, Tyr, Antiohia, Teba, Alexandria. Industria mătăsii a devenit monopol de stat și a adus statului un mare venit, care nu a fost însă destul de suficient încât să amelioreze situația financiară precară a imperiului. Articolele bizantine din mătase au ajuns și în Europa de Vest, împodobind palatele regilor apuseni și negustorilor bogați.
Iustinian a ridicat fortărețe și limes-uri protejate, fortificații "castella" la granițe, în nordul Africii, pe malurile Dunării și Eufratului, în Munții Armeniei și în peninsula Crimeea, refăcând și lărgind un sistem de apărare. După cum scria Procopius în "Despre edificii", Iustinian a "salvat imperiul".

#### Biserica

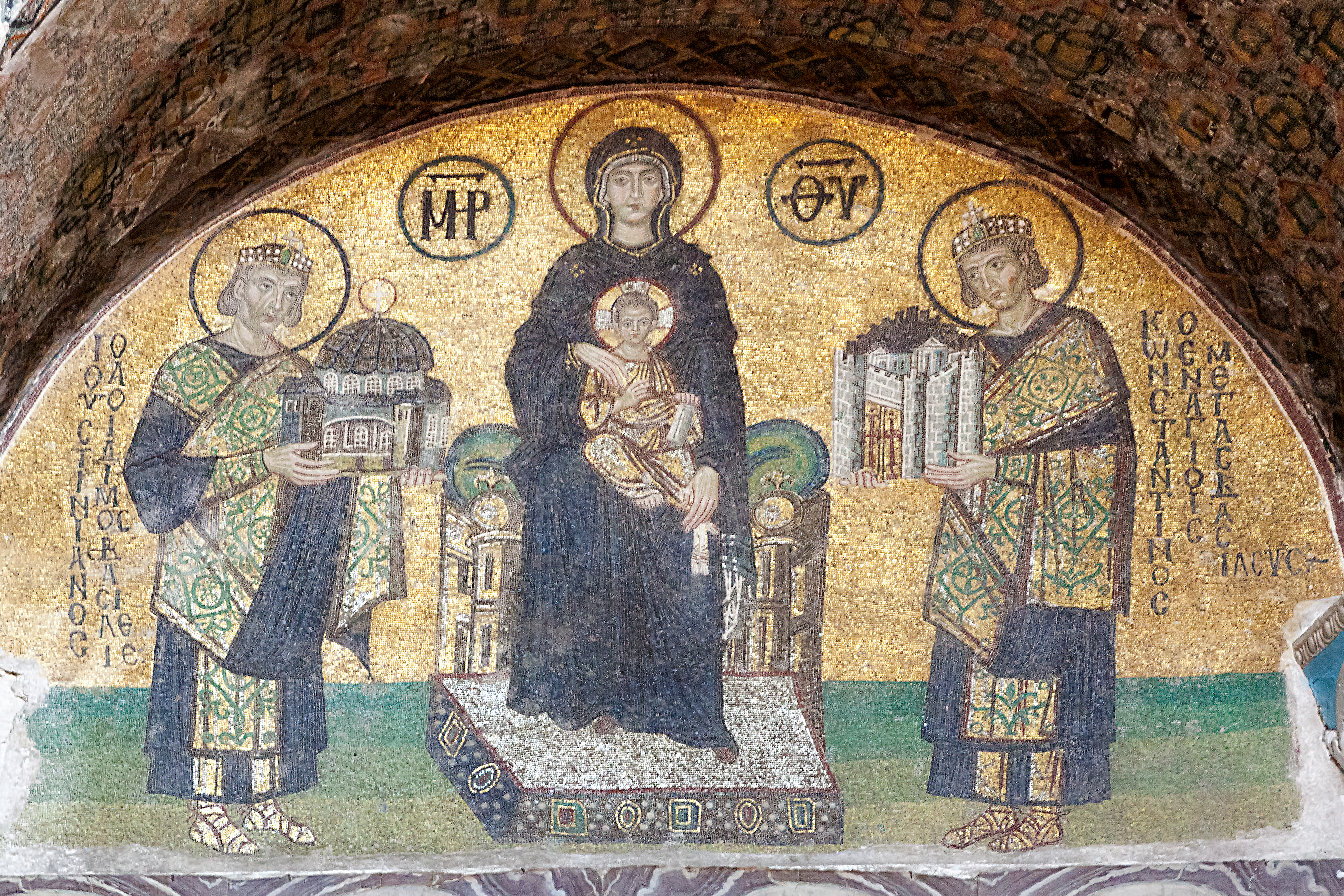
Icoana din "Hagia Sophia"

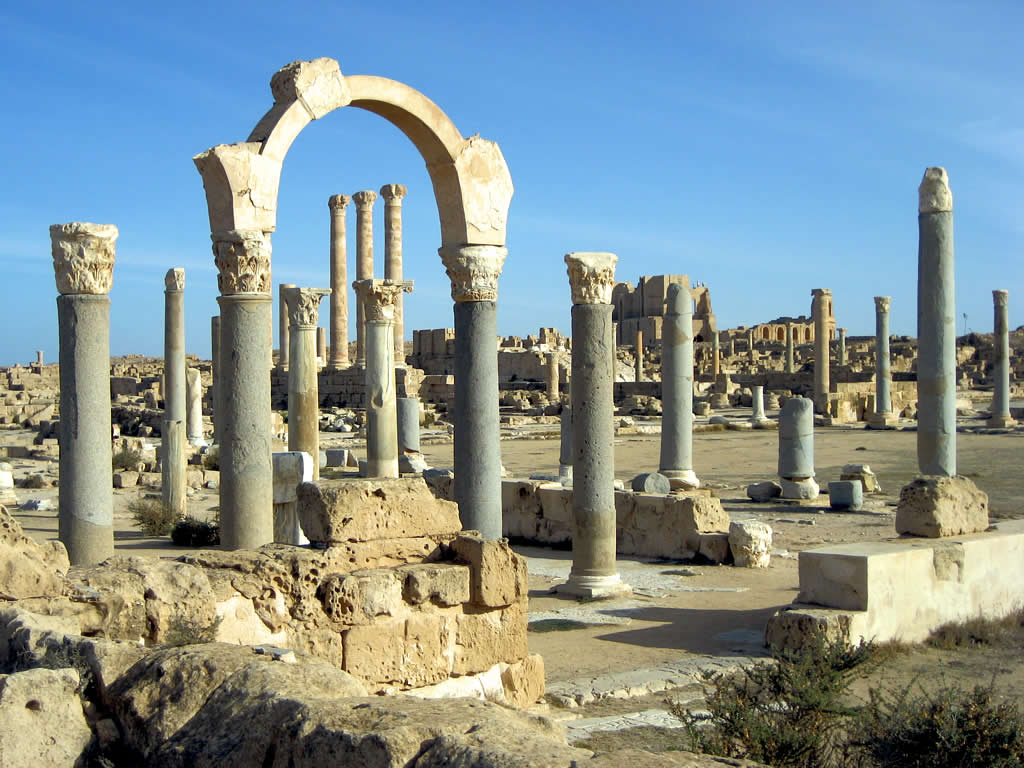
Ruinele unei biserici din Sabratha (sec. al VI-lea), Libia de N-V

Iustinian avea datoria de a restaura imperiul roman, mergând pe principiul "un stat, o lege, o biserica". Conștient că Biserica putea sluji ca o armă puternică în mâinile Statului, s-a folosit de toate mijloacele pentru a o subordona. Ținea sub stăpânirea să administrația internă și viitorul clerului, clerul de rang înalt și stabilea dogma. Orientarea religioasă a împăratului trebuia preluată de supușii săi. Avea dreptul de a rândui viață clerului, de a numi indivizi în posturile bisericești după judecata sa, se prezența ca mediator și judecător în acțiunile clerului, avea o atitudine favorabilă față de biserică, protejând preoțimea și construind noi biserici și mănăstiri, cărora le-a acordat privilegii. A depus efort în a stabili unitatea de credință printre supușii săi. Participa la disputele doctrinare și lua decizii finale în chestiunile controversate de doctrina. În concepția sa, împăratul trebuia să fie și cezar și papa, reunind puterea seculară cu cea spirituală.
Iustinian a făcut toate acestea pentru a-și asigura puterea politică, de a întări guvernarea și de a găsi sprijin religios pentru tronul sau. Avea o bună educație religioasă, cunoștea scripturile, participa la discuțiile teologice și chiar a scris imnuri religioase. A favorizat Biserica Romană și au reînnoit relațiile cu ea, ca apărător al sinodului de la Calcedon, ale cărui decizii erau respinse de provinciile orientale.
A intrat în conflict cu evreii, păgânii și ereticii, printre care maniheiști, nestorieni, monofiziți și arieni.
Pentru a eradica păgânismul, în 529, Iustinian a închis definitiv Școala Filosofică de la Atena, care era în declin de la deschiderea Universității de la Constantinopol sub Teodosiu al II-lea. Atena își pierduse statutul și importantă de oraș cultural. Dar filosofii greci au continuat să trăiască în pace și în siguranță. Evreii s-au răsculat în urma persecuțiilor, fiind reprimați cu brutalitate. Sinagogile au fost distruse, și chiar s-a interzis citirea Vechiului Testament în ebraică, fiind înlocuit cu versiunea grecească-Septuaginta.
Iustinian a avut probleme mai mari în privința monofiziților, iar soția sa, împărăteasa Teodora chiar îi susținea. Iustinian a urmărit să stabilească relații pașnice cu aceștia. A invitat monofiziți în capitală la o conferință religioasă cu scop de împăcare, cerându-le să discute toate chestiunile controversate cu adversarii lor cu toată îngăduință. A găzduit 500 de monofiziți într-unul din palatele capitalei. Scaunul de patriah al Constantinopolului a fost oferit chiar episcopului de Trapezunt, Antim, ce ducea o politcă conciliantă cu monofiziți.
Însă, Papa Agapet și achimitii, ortodocșii extremiști, au ajuns la Constantinopol, și au protestat flexibilitatea religioasă a lui Antim și Iustinian. Astfel, Iustinian a trebuit să schimbe politică și l-a depus pe Antim. Împăratul a trebuit să asculte de papa cum în Italia începea războiul cu ostrogoții, iar Iustinian avea nevoie de sprijinul acestuia.
A disputat problema celor Trei Capitole, privind trei scriitori: Teodor de Mopsuestia, Teodoret de Cir și Ibas de Edesa. La presiunea monofiziților, Iustinian a emis un edict prin care anatemiză operele celor trei scriitori și îi amenință pe cei care îndrăzneau să le apere sau să le aprobe, fiind semnat de toți patriarhii și episcopii.
Ca să atragă Biserica romană de partea sa, Iustinian l-a chemat pe papa Vigilius la Constantinopol. Acesta s-a opus edictului și l-a excomunicat pe patriarhul de Constantinopol, Mina. A cedat sub influența lui Iustinian și a Teodorei în 548 și a semnat condamnatrea celor Trei Capitole-Judicatum.
Între timp, împărăteasa Teodora a murit de cancer în acel an.
Episcopii africani au convocat un sinod, biserica romană neacceptând concesia lui Vigilius, iar acesta a trebuit să retracteze Judicatum-ul. Iustinian a recurs la convocarea celui de-al cincilea sinod ecumenic la Constantinopol în 553, în care se confruntă cu precizarea chestiunilor legate de deciziile sinoadelor III și IV, privind nestorianismul și credință monofizită. Sinodul i-a condamnat și anatemizat pe cei trei scriitori. 

Iustinian a dus o politică de persecuții și exilări a episcopilor care nu au fost de acord cu condamnarea Judicatum-ului. Însuși Papa Vigilius a fost exilat pe una dintre insulele din Marea Marmara, dar s-a putut întoarce la Roma, murind pe drum, în Siracuza. Sinodul a fost recunoscut de Papa Grigore I abia la sfârșitul secolului VI.
În ultimii ani de viață, Iustinian i-a favorizat pe monofiziți. Nu s-a putut menține o biserica unitară. După ce primele două biserici construite de Constantin și Teodosiu al II-lea au fost incendiate, Iustinian a construit catedrala Sfânta Sofia din Constantinopol, a cărei durata de construcție a fost între anii 532-537 .
A murit în 565 fără să lase un moștenitor. "Adormirea împăratului ortodox Iustinian și pomenirea imparatasei Teodora" se sărbătorește pe 14 noiembrie în calendarul ortodox.

## Epoca elenistică
Ceea ce a pierdut imperiul în întindere teritorială a câștigat în uniformitate. Heraclius a elenizat și mai mult imperiul, prin adoptarea limbii grecești ca limbă oficială (limba latină mai fiind însă folosită o vreme în ceremonialuri ca o tradiție). Mulți istorici au considerat (dar asta abia după sec. al XV-lea ) schimbarea din sec. al VII-lea din timpul domniei lui Heraclius ca punctul de ruptură cu trecutul roman al Bizanțului și obișnuiesc să numească imperiul ca "Bizantin", în loc de "Roman de Răsărit", pentru evenimentele istorice de după această dată. Imperiul era, de asemenea, în mod clar diferit din punct de vedere religios față de fostele teritorii imperiale din apusul Europei, deși provinciile sudice bizantine practicau creștinismul monofizit, spre deosebire de cele nordice, ortodoxe. Cucerirea de către arabi a provinciilor sudice a făcut ortodoxia mai puternică în restul posesiunilor bizantine.
Constans II Bărbosul (641 - 668) a împărțit imperiul într-un sistem de provincii militare numite théme pentru a face față permanentelor atacuri, în condițiile în care viața urbană a intrat în declin, iar populația Constantinopolului a început să crească, transformând capitala în cel mai mare oraș din lumea creștină. Încercările arabilor de a cuceri Constantinopolul au eșuat, în principal datorită superiorității navale bizantine, dar și datorită monopolului deținut asupra misterioasei arme incendiare focul grecesc, a zidurilor de apărare solide și a priceperii unor împărați, precum Leon al III-lea Isauricul (717 - 741) sau Isaurienii (717 - 802). După respingerea atacurilor arabilor, imperiul a început să se refacă.
În ciuda faptului că imperiul a fost descris ca șubred de istoricul Edward Gibbon, în secolul al XVIII-lea, Imperiul Bizantin ar putea să fie caracterizat mai corect ca o supraputere militară în Evul Mediu timpuriu, datorită cavaleriei grele (cataphract), folosirii clasei țăranilor liberi ca bază de recrutare pentru cavalerie, formidabilului sistem de apărare în adâncime (sistemul themelor), folosirii subsidiilor pentru învrăjbirea inamicilor unii împotriva altora, dibăciei de a culege informații, dezvoltării sistemului de baze logistice aprovizionate cu convoaie transportate de catâri, marinei sale (deseori insuficient finanțată), cât și doctrinelor militare raționale, care puneau accentul pe acțiunile secrete, efectul surpriză, manevre de învăluire și deplasarea rapidă a unor forțe superioare numeric în momentul și locul ales de comandanții bizantini
După asediul din 717, în care arabii au suferit pierderi colosale, Califatul Abbasid nu a mai reprezentat niciodată o amenințare serioasă pentru interiorul țării. A fost nevoie de apariția unei alte civilizații, cea a turcilor selgiucizi, pentru a alunga în mod definitiv forțele imperiale din Anatolia estică și centrală.
Secolul al VIII-lea a fost dominat de controversa iconoclastă. Icoanele au fost interzise de împăratul Leon al III-lea Isauricul, provocând revolte ale iconofililor/iconodulilor pe întreg cuprinsul imperiului. Mulțumită eforturilor împărătesei Irina, în 787, a fost convocat al doilea conciliu de la Niceea. Atunci s-a afirmat că icoanele pot fi venerate, dar nu și idolatrizate. Irina a încercat și o alianță prin căsătorie cu Charlemagne al Francilor, care ar fi dus la unirea celor două imperii, dar planul ei a eșuat. Controversa iconoclastă a reapărut la începutul secolului al IX-lea, dar a fost rezolvată odată pentru totdeauna în 843. Aceste controverse nu au ajutat, în nici un fel, la îmbunătățirea relațiilor cu biserica romano-catolică și Sfântul Imperiu Roman, care începeau să câștige tot mai multă putere.

### Dinastia Heracliană (610-711)

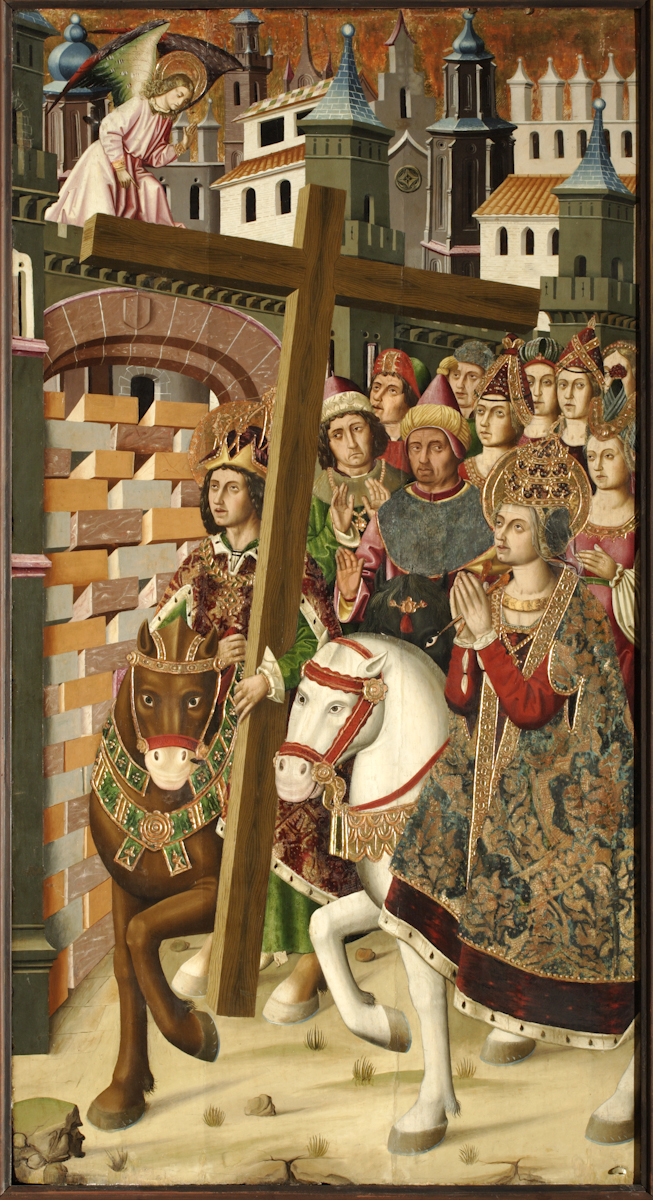
Heraclie readuce Crucea lui Cristos

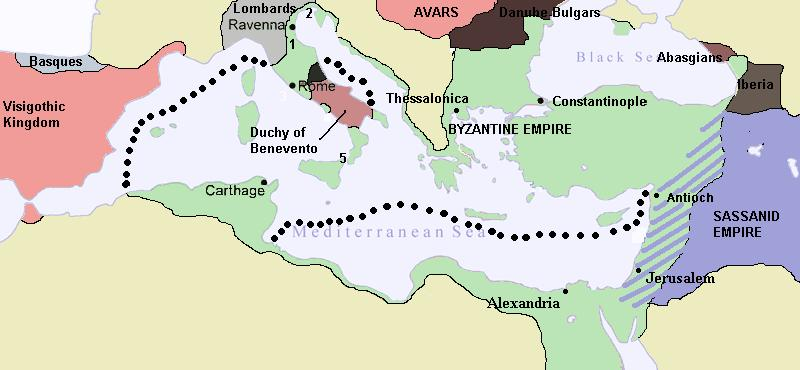
anul 626

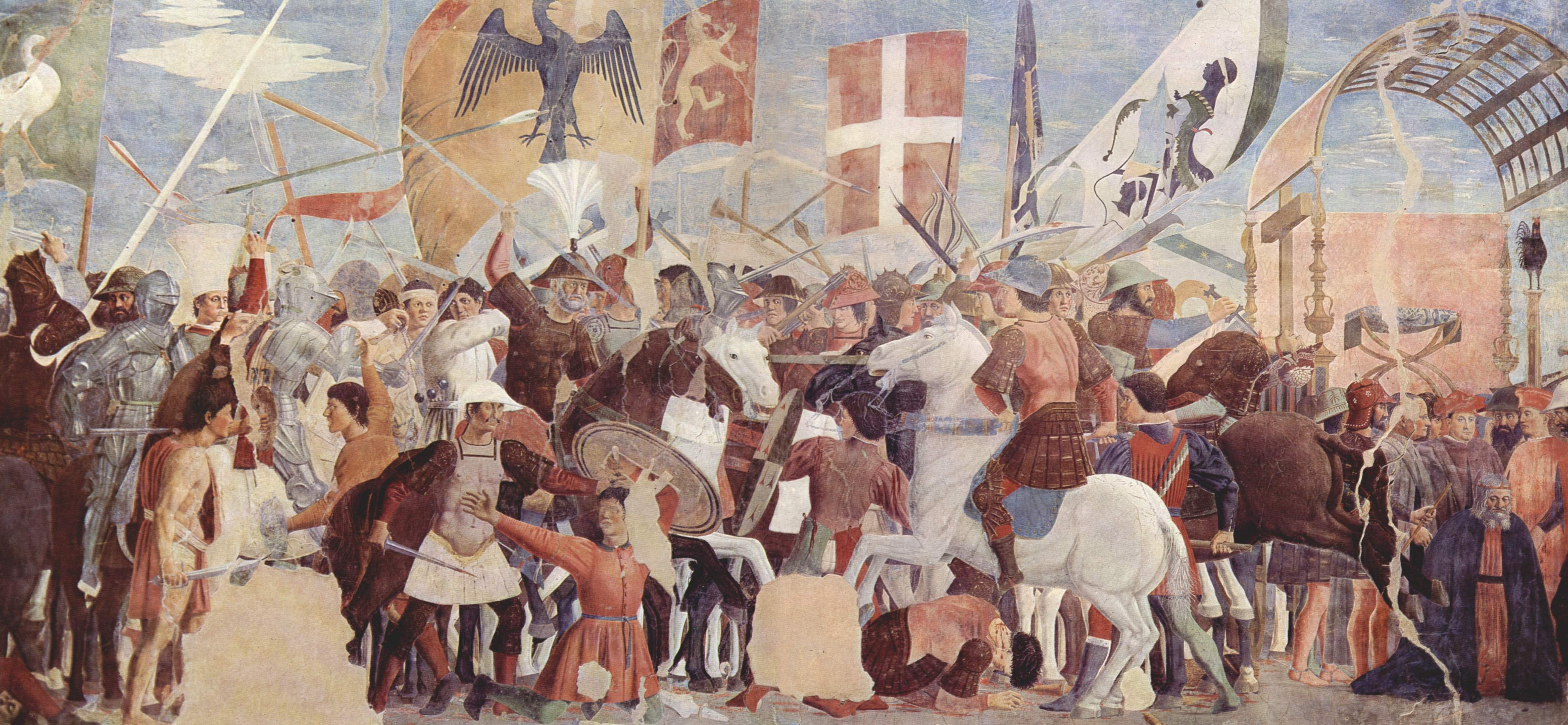
Războaiele bizantino-sasanide în viziunea lui Piero della Francesca

Imperiul Bizantin a fost condus de împărații armeni elenizați din dinastia Heracliană între anii 610 și 711. Heraclizii au domnit într-o perioadă de evenimente catastrofice care au fost un moment de cotitură în istoria Imperiului.
La începutul dinastiei, Imperiul era încă recunoscut ca Imperiul Roman de Răsărit, domina Marea Mediterană și poseda o prosperă civilizație urbană. Această lume a fost distrusă de invaziile succesive, ceea ce a dus la pierderi teritoriale, colaps financiar și epidemii care au depopulat orașele, în timp ce controversele religioase și rebeliunile au slăbit și mai mult Imperiul.
Până la sfârșitul dinastiei, Bizanțul, o societate agrară militară, a fost implicat într-o luptă de lungă durată cu musulmanii. Imperiul a fost redus la teritorii de bază care erau grecizate și ortodoxe, ceea ce i-a permis o perioadă de stabilitate.
Dinastia Heracliană a fost numită astfel după generalul Heraclius cel Tânăr, care, în 610, a plecat din Cartagina, l-a înlăturat pe uzurpatorul Focas, și a fost încoronat împărat. La acea vreme, Imperiul a fost implicat într-un război cu Imperiul Persan al Sasanizilor, care în deceniul următor a cucerit provinciile estice ale Imperiului.
După o luptă lungă și obositoare, Heraclius a reușit să-i învingă pe perși și a restabilit Imperiul, doar pentru a pierde aceste provincii din nou, la scurt timp după ce acestea au căzut în mâinile musulmanilor. Succesorii lui au luptat pentru a respinge expansiunea arabă. Levantul și Africa de Nord au fost pierdute, în timp ce în 674-678, o mare armată arabă a asediat Constantinopolul.
Cu toate acestea, statul a supraviețuit și a instituit sistemul themelor, ceea ce a permis prosperarea imperiului în Asia Mică. În epoca lui Iustinian al II-lea și Tiberiu al II-lea, frontiera imperială în est a fost stabilizată, cu toate că au continuat incursiunile de ambele părți.
Secolul al VII-lea a văzut primele conflicte cu bulgarii și crearea unui stat bulgar în ținuturile anterior bizantine de la sudul Dunării.

### Dinastia Isauriană(717- 802)

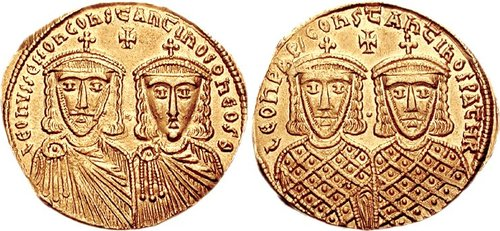
Leon al IV-lea și Constantin al VI-lea

Imperiul bizantin în 717

Imperiul Bizantin a fost condus dinastia de origine siriana, Isauriana, de la 717 la 802. Impărați au avut succes în apărarea și consolidarea Imperiului împotriva califatului după atacul de la începutul cuceririlor musulmane, dar au avut mai puțin succes în Europa, unde au suferit eșecuri împotriva bulgarilor și au trebuit să renunțe la Exarhatul de la Ravenna, pierzând influența asupra Italiei, iar papalitatea a ajuns sub mana francilor .
Dinastia isauriana este în principal asociata cu iconoclasmul bizantin, o încercare de a restabili favoarea divină prin purificarea credinței creștine .
Până la sfârșitul dinastiei isauriene în 802, bizantinii au continuat să lupte cu arabii și Bulgarii. Tot atunci, bizantinii isi vad prestigiul amenințat când papa Leon al III -lea l-a încoronat pe Carol ca Imperator Romanorum ("împărat al romanilor").

### Dinastia lui Nicefor/Focida(802 - 814)
Ca urmare a depunerii împărătesei bizantine, Irina din Atena, tronul Imperiului Bizantin a trecut sub controlul dinastiei Nikephoriane, numita după fondatorul ei, Nichifor I. Imperiul a fost într-o poziție mai slabă și mai precară .
In timpul acestei epoci, Bizantul era aproape intr-un continuu război pe două frontiere care îl scurg de resursele sale. Nichifor (802-811) a murit în campanie împotriva bulgarilor la nord. Mai mult decât atât, influența Bizanțului a continuat să scadă în vest cu încoronarea lui Carol cel Mare (800-814) ca Împărat Roman de către Papa Leon al III - lea, la Bazilica Sf.Petru de la Roma în anul 800.

### Dinastia Frigiană/Amoriană(820 - 867)

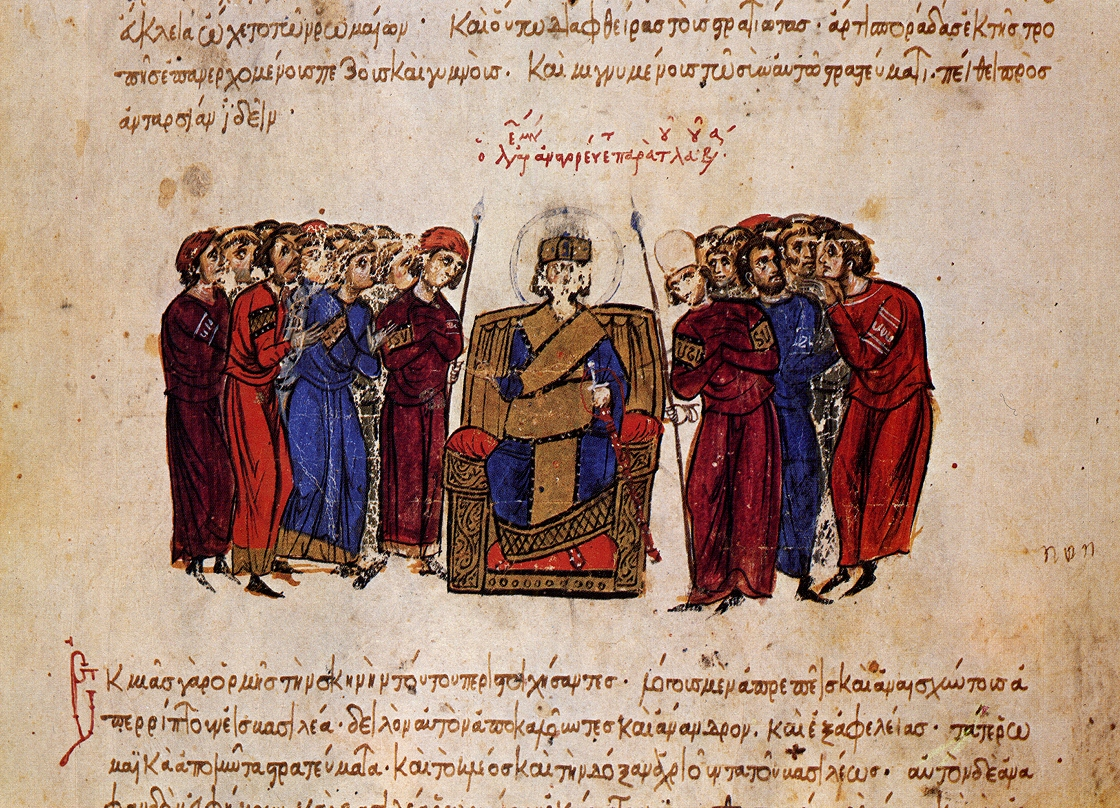
Leon al V-lea Armeanul

În 813 Leo al V Armeanul (813-820 AD) a restaurat politica iconoclasmului care va dura de la 813 până in 842 . In 843, împărăteasa Teodora a restabilit cinstirea icoanelor cu ajutorul patriarhului Metodie. Iconoclasmul a jucat rolul în înstrăinarea ulterioară a estului de Vest, relatie care s-a înrăutățit în timpul așa-numitei Schisme fotiene , când papa Nicolae I l-a provocat pe patriarhul Fotie.

### Criza secolului al VII-lea: Invazia Arabă

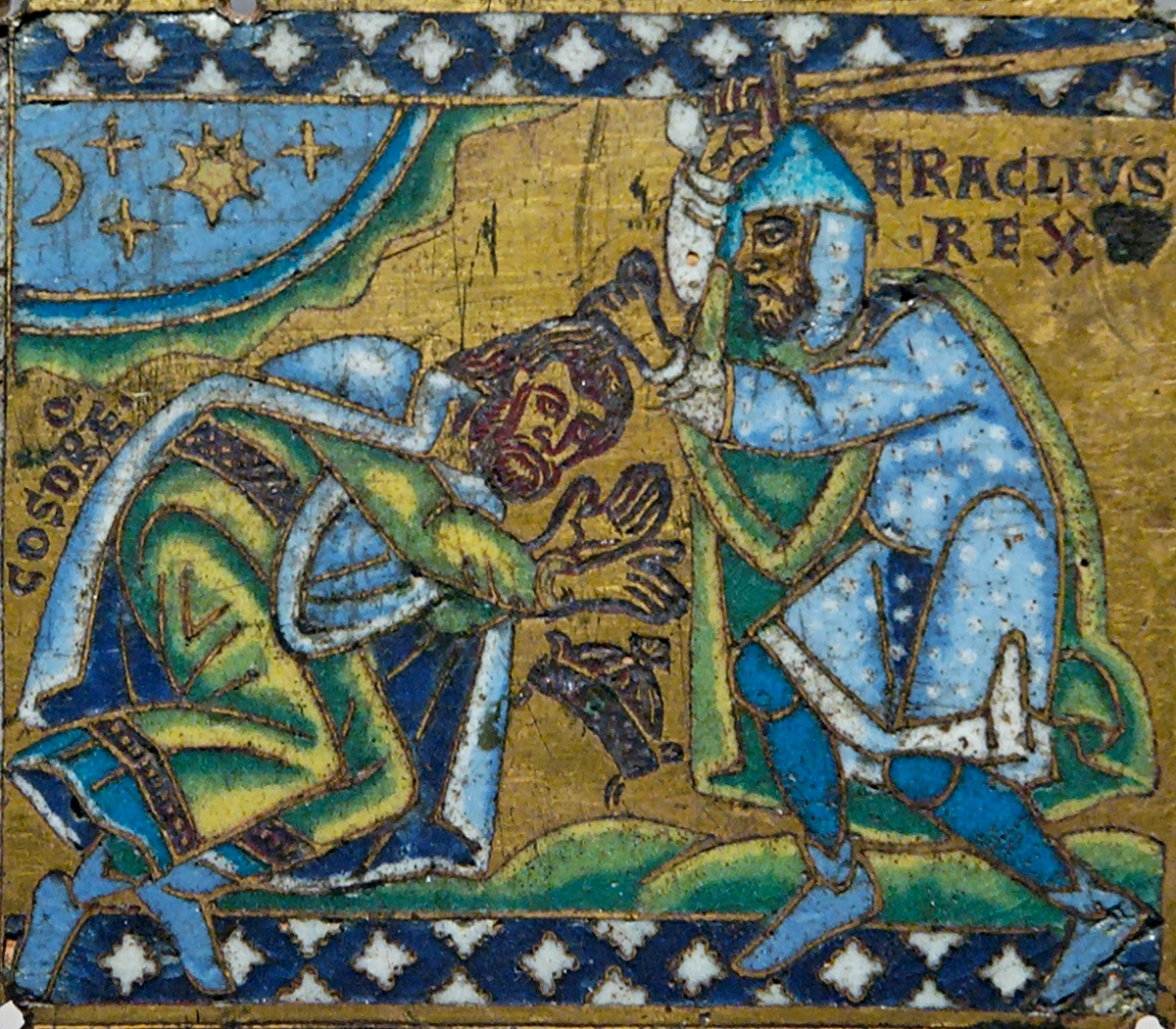
Heraclie

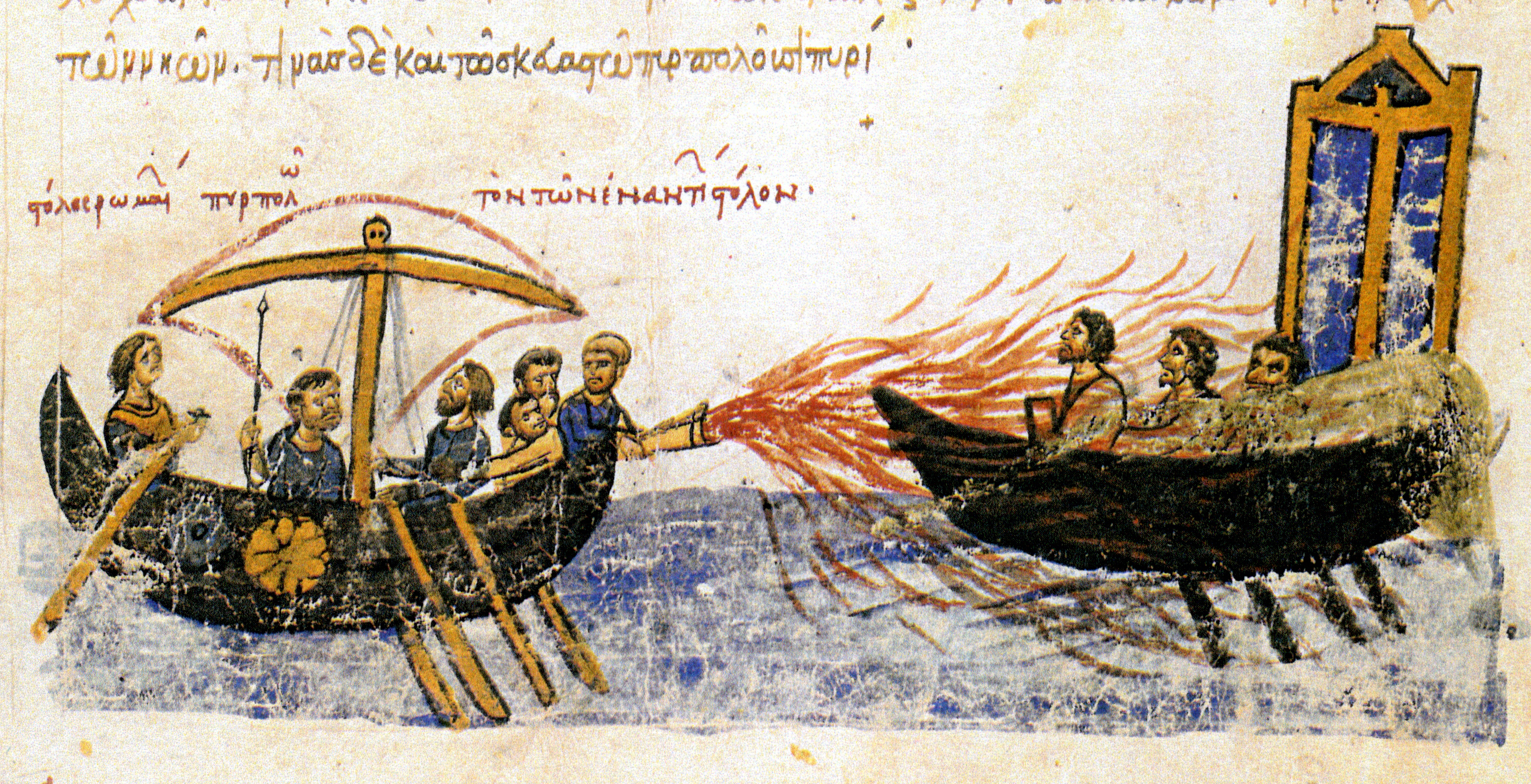
Focul grecesc

Expansiunea islamică

Economic, imperiul a pierdut cele mai bogate provincii în urma invaziei arabe. Provinciile orientale ca Siria, Palestina, Egiptul și Mesopotamia, inclusiv orașele acestora, au fost pierdute. Împărații bizantini au deplasat centrul de greutate al vieții economice de la oraș la sat. Procesul de ruralizare s-a intensificat în urma pierderii metropolelor și a hegemoniei în Marea Mediterană. Unitatea economică de bază a devenit satul sau obștea-chorion, comunitatea țărănească liberă care devenise și unitate economică și unitate fiscală, ai cărei membrii erau solidar responsabili pentru plata impozitelor. Era și unitate administrativă și judecătorească. Legea rurală a fost atribuită împăratului Iustinian al II-lea, care a reflectat transformările produse în lumea rurală bizantină și a apărat mică proprietate țărănească. Termenul de Polis a dispărut (folosit doar pentru Constantinopol), pentru celelalte orașe fiind folosit termenul de Kastron (fortificate, castru), care demonstra pierderea funcției economice a orașului și trecerea pe primul plan al funcției militare. 
În comerț, pierderile teritoriale s-au soldat cu pierderea controlului asupra drumurilor comerciale în Balcani și în Orient. Comerțul se mai desfășura în Marea Neagră, Marea Egee și Marea Adriatică. După pierderea Egiptului, care era principalul grânar al imperiului, împărații au fost nevoiți să rezolve problema furnizării de cereale. Au instaurat astfel monopolul comercial în bazinul pontic, încheind tratate cu cazarii care asigurau apărarea în zona nordică și furnizând cereale imperiului din stepele rusești, dar și din Peninsula Crimeea. Cantitățile de cereale erau compensate din importurile din Thracia și Asia Mică. Circulația monetară a fost afectată, circulația monedei de aur fiind restrânsă. Cantitățile în care era bătută moneda s-au redus. 
Pe plan social au loc transformări radicale. Sclavii au devenit coloni, iar colonii au devenit oameni liberi. Structura socială a devenit una orizontală, dominată de comunitățile sociale libere. Slavii ar fi contribuit cu modelul obștei libere, dar transformările au fost legate de relieful anatolian -relieful înalt fiind teritoriul ideal pentru conservarea structurilor de obște. 
Invaziile migratorilor germanici, slavi și arabi au afectat orașele și marea proprietate care nu se mai puteau adapta noilor realități. Împărații au consolidat această situație prin colonizări în Asia Mică. Marea Proprietate se menține totuși, conform lucrării Viața Sfântului Filaret Milostivul. 
Pe plan administrativ, imperiul s-a descentralizat. S-a creat o administrație suplă. Vechile funcții ca magister oficiorum au dispărut, atribuțiile fiind preluate de Logothetes. Transformări au loc și la nivelul administrației provinciale. Vechile structuri administrative au fost dislocate, creându-se theme(unitate militară cantonată într-o regiune ) în timpul lui Heraclius. Erau patru theme: trei terestre și una maritimă. Ulterior apar theme și în partea occidentală: thema Thraciei și Thema Hellada. Puterea civilă și cea militară erau concentrate în mâinile strategilor care puteau mobiliza resurse în caz de atac. Au fost alcătuite armate de țărani stratioti-miliții țărănești. Țăranii stratioți erau țărani liberi care primeau un lot de pământ în valoare de 4 livre de aur, având un venit anual de 19 nomisme pentru a-și asigura echipamentele militare. Erau solicitați să se prezinte la exerciții militare sau la apărarea themei.S-a constituit o armata de zeci de mii de stratioți, aceștia fiind puși ulterior să recucerească puține teritorii din mâinile arabilor în timpul dinastiei macedonene. S-a format în paralel și un corp central de armata alcătuit din 20-24 000 de soldați care se afla la dispoziția împăratului. Ideologic, a fost abandonată doctrina imperiului universal, Bizanțul promovând o politică realistă , adaptată la noile realități. Imperiul Bizantin se transformă într-un imperiu național grec care avea ca valori ortodoxia și patria. Termenul de creștin era sinonim cu cel roman sau romeu. Harta lingvistică a imperiului s-a modificat, căci dintr-un imperiu biling, în urma pierderii teritoriilor romanizate din Balcani și a provinciilor orientale, Bizanțul devine un imperiu grec.

## Renașterea Macedoneană
Odată cu impunerea principiului ereditar privind succesiunea la tronul imperial s-au constituit marile dinastii pe o perioadă îndelungată. Perioada cuprinsă între secolele IX-XIII a cunoscut trei mari dinastii: 
- Dinastia Macedoneană (867-1081)-succesiune pe linie masculină până în 1028; până în 1056 pe linie feminină
- Dinastia Comnenilor(1081-1185)
- Dinastia Angelilor (1185-1204)

### Dinastia Macedoneană (867-1081)

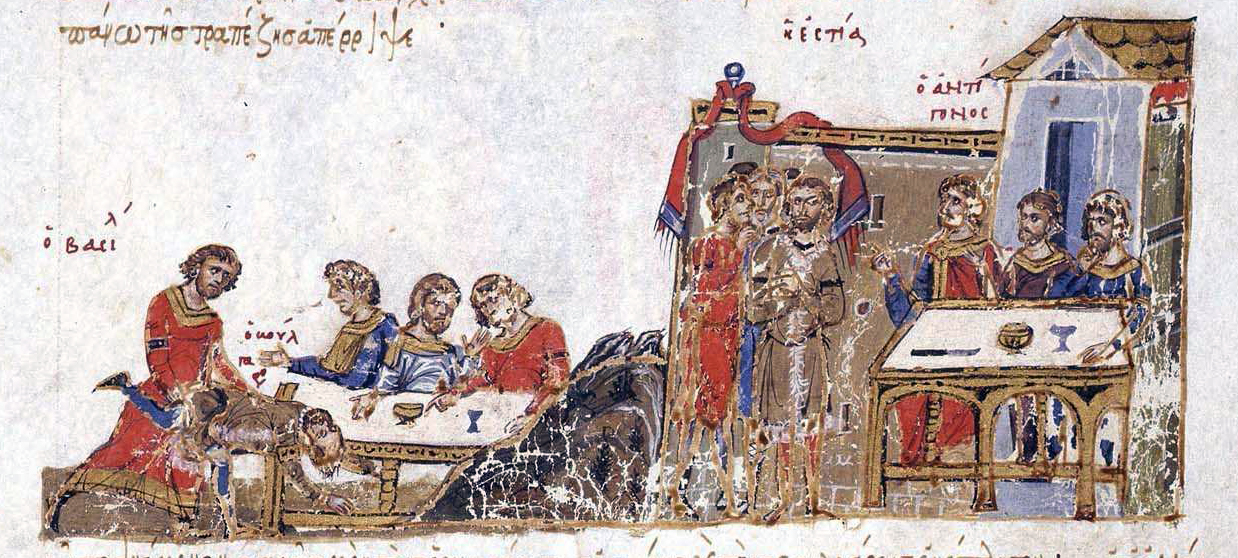
Vasile I învingând un bulgar

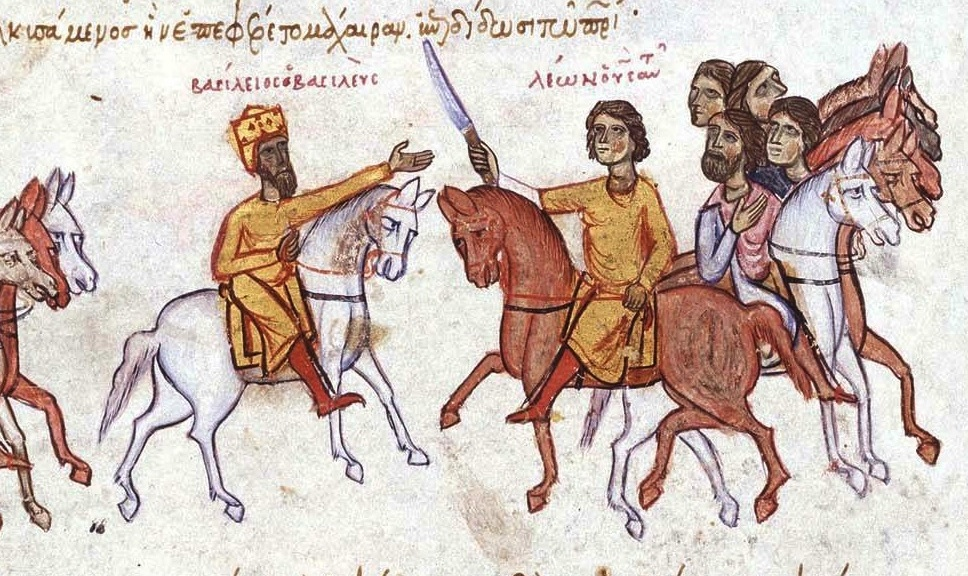
Vasile și Leon al VI-lea

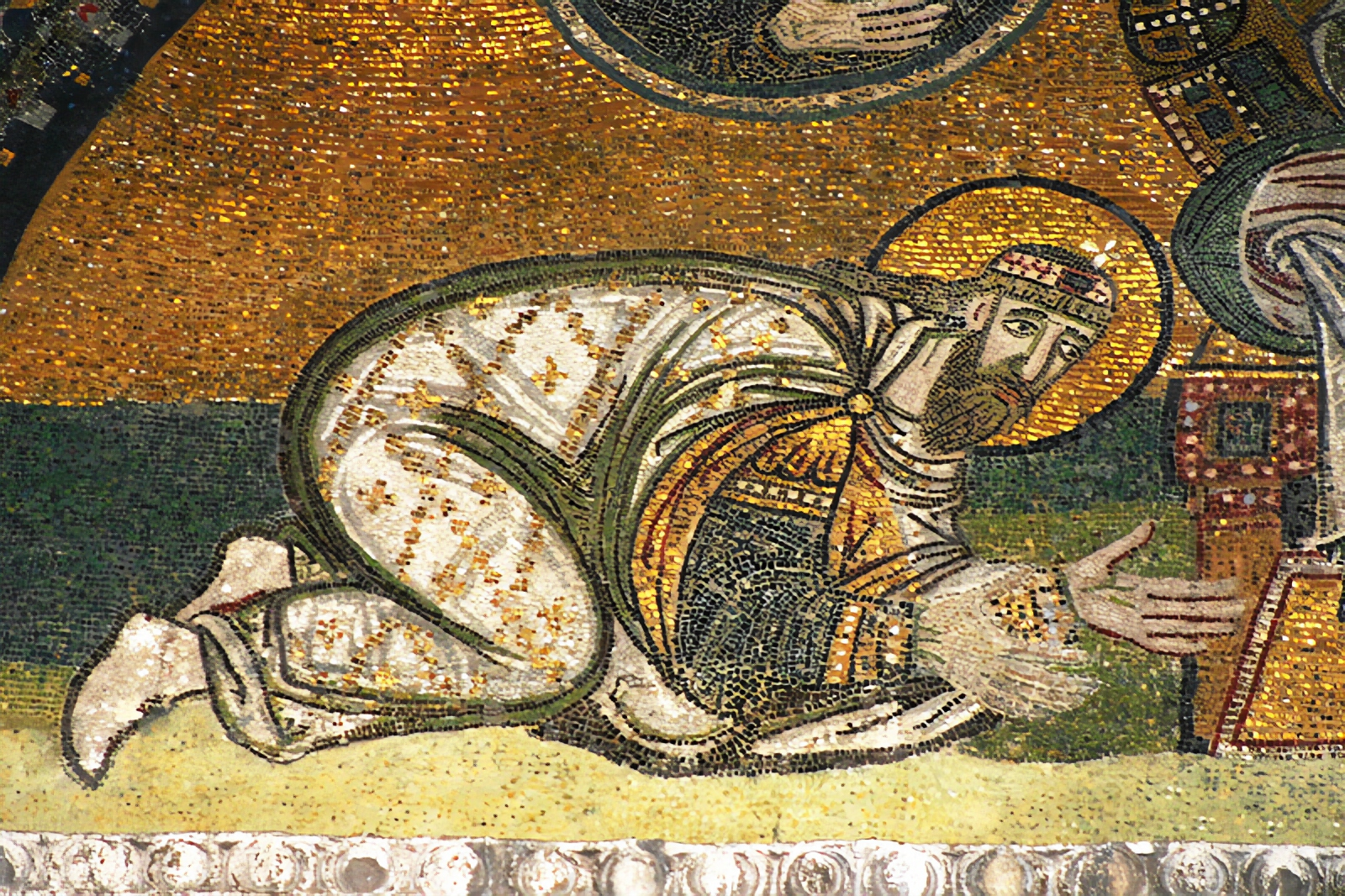
Leon al VI-lea Înțeleptul

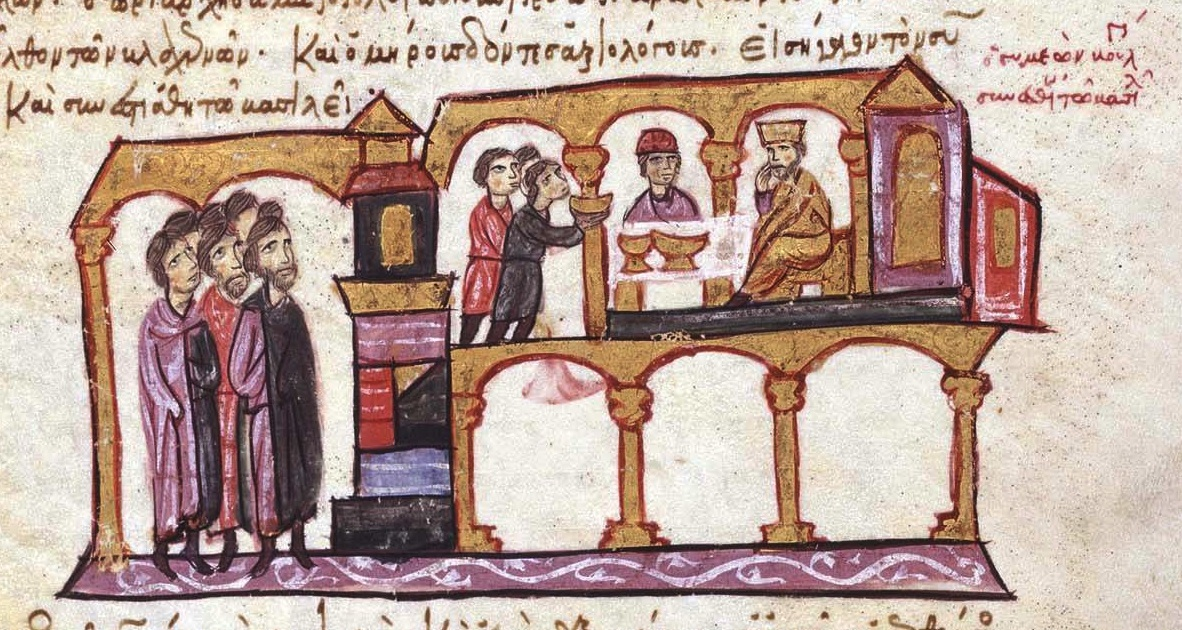
Constantin al VII-lea cinând cu țarul Bulgariei, Simeon

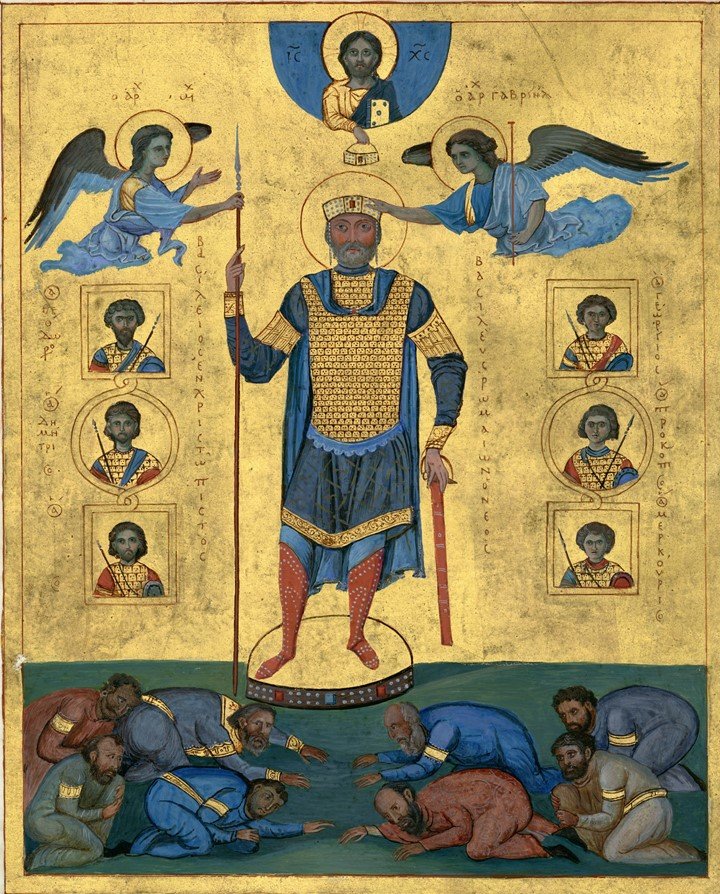
Vasile al II-lea

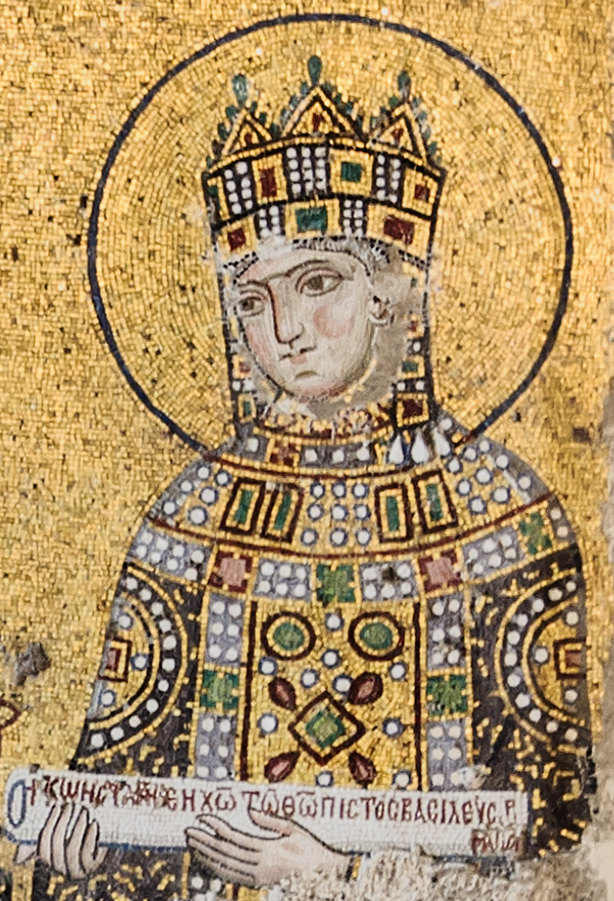
Zoe Porfirogeneta

Dinastia macedoneană a fost fondată de Vasile I Macedoneanul în anul 867 după ce ascensiunea sa a fost marcată de Mihail al III-lea, care s-a proclamat co-împărat. Vasile a complotat împotriva lui Mihail al III-lea. Mihai moare asasinat, iar Vasile a pus bazele dinastiei macedonene. A domnit între anii 867-886. Nepotul său, Constantin, a încercat să-i justifice uzurparea în Vita Vasili că Mihail al III-lea nu era capabil să conducă un imperiu, fiind descris eronat ca bețiv și puțin preocupat de problemele statului.
Vasile I a fost urmat de Leon al VI-lea Înțeleptul (886-912) care nu a fost la fel de bine apreciat ca tatăl său care se îndoia că i-ar fi fiu. Cum însă fiul lui preferat a murit înainte, Vasile l-a numit ca urmaș la tron pe Leon al VI-lea.
La moartea lui Leon al VI-lea, Constantin al VII-lea, născut în camera de purpura, era minor. Timp de un an a domnit Alexandru, fratele lui Leon al VI-lea.
Abia în 913, Constantin al VII-lea Porfirogenet și-a început domnia. L-a numit ca Marele Drongar pe Roman I Lecapenos. În perioada domniei co-împăratului Roman I, Constantin al VII-lea s-a ocupat mai mult de activități intelectuale, fiind constituit și un cerc de intelectuali la curtea imperială. Roman I a reușit să-i țină în frâu pe dynatii și a inițiat o serie de campanii în Orient, avându-l ca general loial și cooperant pe Turkuas. Roman și-a asociat la tron fii, încercând să pună bazele unei dinastii proprii. Dar toată familia i-a fost înlăturată de o revoltă populară.
Constantin al VII-lea a preluat conducerea imperiului până în 959. Este succedat la tron de Roman al II-lea cu o domnie scurtă (959-963), murind tânăr și lăsând în urmă 3 copii, toți porfirogeneți-Vasile al II-lea, Constantin al VIII-lea și Ana.
În 963, văduva lui Roman al II-lea s-a căsătorit cu un mare general bizantin, Nikephor Phocas, care domnește ca împărat între 963-969. În 969 a fost asasinat de soția sa și de generalul Tzimiskes după ce a obținut succese uimitoare în Siria. Ioan I Tzimiskes a ajuns împărat (969-976), însă a trebuit să îndeplinească condiții impuse de patriarhia de la Constantinopol: îndepărtarea văduvei a lui Roman II și al lui Nikephor Phocas, penitență de 40 de zile, donarea averii către săraci.
În 976 ajunge pe tron primul împărat legitim după mulți ani, Vasile al II-lea, care a domnit până în 1025. S-a confruntat cu revoltele aristocrației până în 998 când a apelat la cneazul Vladimir. Nu a avut urmași la tron, nu s-a căsătorit niciodată, petrecându-și viața în campanii militare, fiind auster.
În 1025 a fost urmat la tron de Constantin al VIII-lea care a domnit doar trei ani. În mai puțin de 6 ani, imperiul pierde toate teritoriile,reducându-se doar la Constantinopol. A avut trei fete, dintre care Zoe Porfirogeneta care a adus la tron patru împărați după ce s-a căsătorit în 1028 cu eparhul Constantinopolului, Roman al III-lea Argyros, ce a ajuns împărat (1028-1034) și care s-a dovedit a fi un general ratat.
Zoe s-a căsătorit cu Mihail al IV-lea în seara zilei morții lui Roman al III-lea. Mihail al IV-lea, care fiind bolnav de epilepsie, a domnit până în 1041. Zoe a fost convinsă să îl adopte pe unul din nepoții lui, Mihail, desemnat cu titlul de cezar.
Mihail al V-lea a preluat conducerea imperiului după abdicarea unchiului său. A domnit puțin, până în aprilie 1042, dar a reușit să o îndepărteze pe Zoe, iar pe sora ei, Teodora, a călugărit-o. Poporul s-a revoltat căci o susținea pe Zoe, care era moștenitorul legitim. Mihail al V-lea a fost orbit și înlăturat de pe tron.
Cele două suriori, Zoe și Teodora, au ajuns la conducerea imperiului, iscându-se neînțelegeri între cele două. Zoe s-a căsătorit cu Constantin al IX-lea Monomahul, ce a condus imperiul între 1042-1055 și care a organizat învățământul superior. După moartea sa și a lui Zoe, pe tron ajunge Teodora care moare un an mai târziu. Ea a fost urmată la tron de Mihail al VI-lea care a fost supranumit „cel Bătrân”. A domnit doar un an căci și-a pierdut tronul în urma unei revolte a aristocrației militare, condusă de Isaac Comnenul. Mihail al VI-lea a abdicat, iar Isaac I Comnenul a fost proclamat împărat și a domnit între anii 1056-1059. Astfel a fost instaurată dinastia comnenilor.
Între timp, Papa Leon al IX-lea (1049-1054) și Patriarhul Constantinopolului Mihail I Cerularie (1043-1058) au desăvârșit ruptura definitivă dintre cele două biserici în anul 1054, în urma unor dezacorduri ireconciliabile (lupta pentru supremație în lumea creștină, divergențe teologice etc.). Această ruptură a rămas cunoscută în istorie sub numele de Marea Schismă.
Astfel, au apărut două biserici distincte, una occidental-latină (Biserica Catolică) condusă de Papă și una oriental-grecească (Biserica Ortodoxă). Din această perioadă este inițiată o adevărată competiție între cele două Biserici. Fiecare dintre ele va încerca să-și extindă aria de influență și să mărească numărul credincioșilor aflați sub ascultarea sa.
Patriarhul Constantinopolului este și în prezent considerat de către bisericile ortodoxe drept șef onorific, simbolic, al ortodoxiei. Este binecunoscută poziția de „Primul dintre egali” pe care o are față de celelalte biserici autocefale aflate în deplină comuniune liturgică.

#### Politica externă

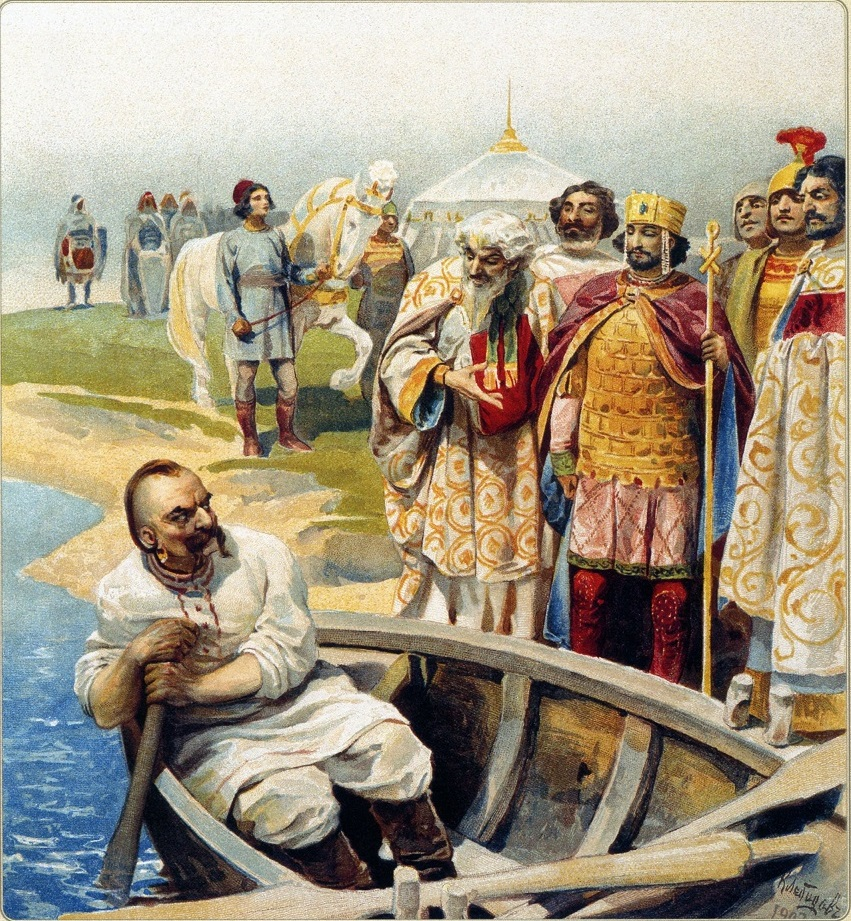
"Svyatoslav Igorevici se întâlnește cu împăratul Ioan Țimiskes", pictură a lui Klavdy Lebedev

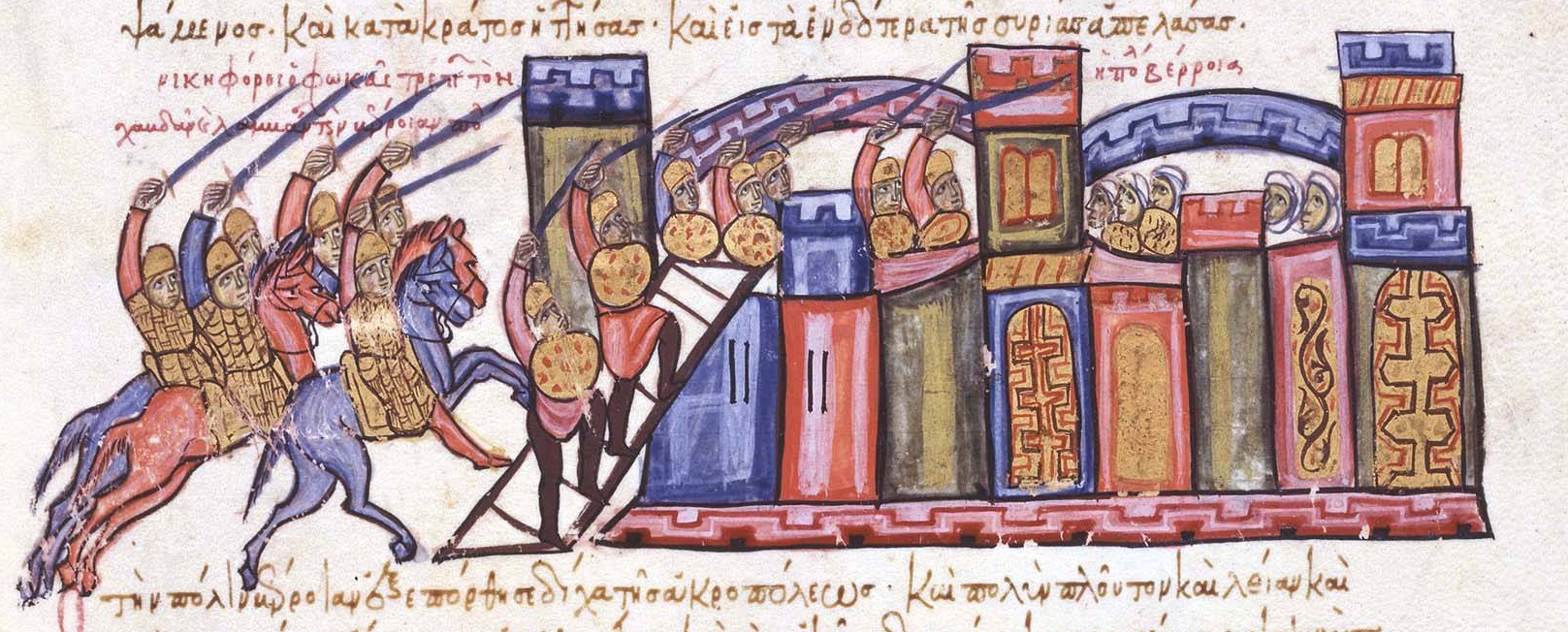
Capturarea cetății Berroia de către Focas

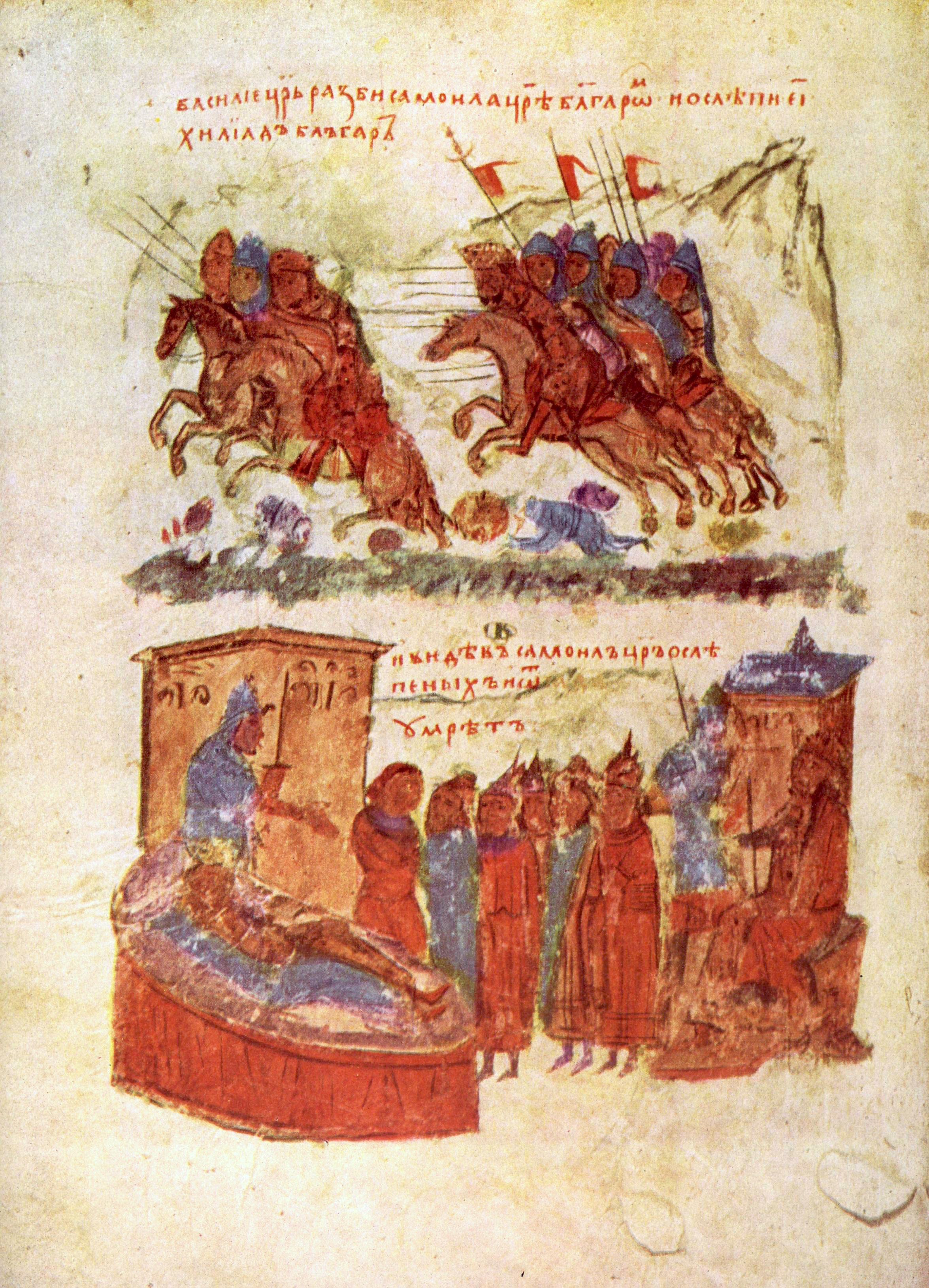
Înfrângerea țarului bulgar Samuil de către Vasile al II-lea și orbirea soldaților bulgari

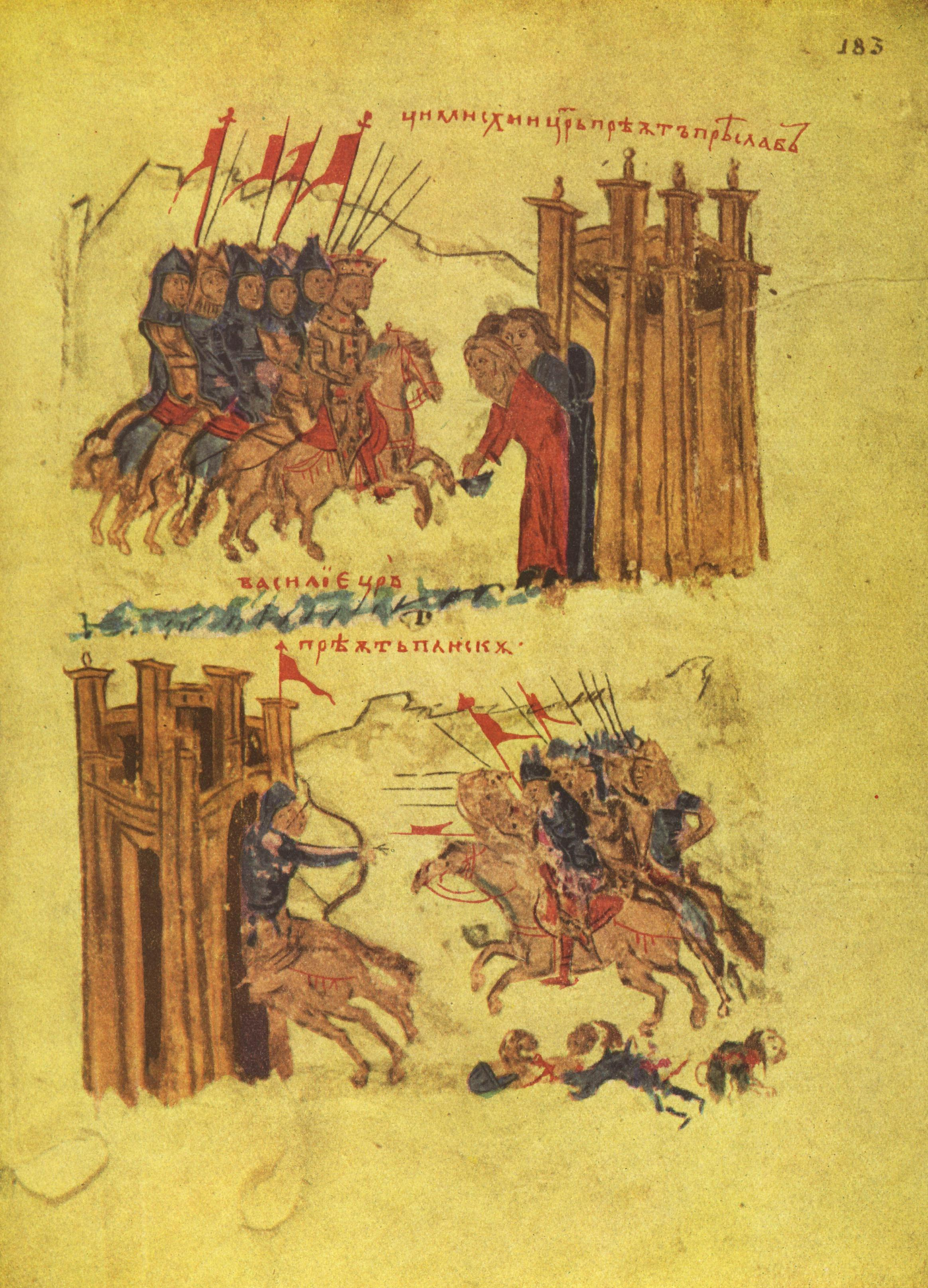
Ioan I Țimiskes cucerește Preslav și Vasile al II-lea cucerește Pliska

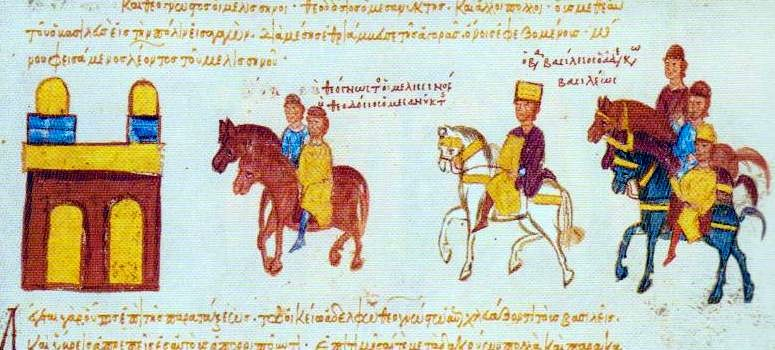
Întoarcerea triumfală a împăratului Vasile

Imperiul bizantin în timpul lui Vasile al II-lea

Pe plan extern, în timpul dinastiei macedonene, s-au produs schimbări radicale. S-a trecut la politica ofensivă , legitimată de caracterul universal al Imperiului Romeilor și de restaurare a stăpânirii asupra teritoriilor uzurpate de inamici. Legislația macedoneană a restaurat vechea legislație universalistă bizantină din timpul lui Iustinian.
În 879 a fost elaborat manualul Procheiron în timpul domniei împăratului Vasile Macedoneanul, inspirat după Institutele lui Iustinian și din Ecloga lui Leon III Isaurianul. După câțiva ani a fost elaborat Epanagoge, un nou cod de legi. În timpul lui Leon VI Înțeleptul au fost elaborate Basilicalele-Legile Împărătești, care reprezentau un efort de adaptare a legislației anterioare și consacrând caracterul puterii imperiale: senatul, poporul și biserica subordonate autorității imperiale. Din acest coduri de legi au fost extrase obiectivele politicii imperiale în timpul dinastiei macedonene: reluarea stăpânirii asupra drumurilor comerciale și strategice care asigurau prosperitatea și apărarea Constantinopolului, prin recucerirea provinciilor orientale , restabilirea thalasocrației bizantine în Mediterana și reluarea controlului asupra Peninsulei Balcanice și revenirea frontierei imperiale pe linia Dunării, pentru a restabili controlul asupra celor două mari artere comerciale-Via Ignatia și Diagonala Balcanică.
Împărații macedoneni au luat însă în considerare și resursele de care dispuneau. Isaac I Comnenul a afirmat că o expansiune rapidă poate să ducă la declin. După moartea lui Harun al-Rashid, Orientul traversa o perioada de criză, și califatul începea să se descompună, fiind constituite emirate și noi califate în peninsula iberică, în Egipt și în Irak. La frontiera bizantină s-au constituit multe emirate. Mihail III și Vasile I Macedoneanul au declanșat politica ofensivă.
Au reușit să restabilească controlul bizantin asupra Munților Taurus. Generalul Ioan Curcuas a dus lupta împotriva emirilor musulmani, ocupând Cilicia și pătrunzând pe valea fluviului Eufrat, deschizând drumul spre Irak. Sub Nicephor I și Ioan I Tzimiskes continuă politica de cuceriri. Perioada avea să rămână cunoscută în istorie ca Epopeea Bizantină. Sub Nichifor al II-lea Focas, Mesopotamia și Siria sunt recucerite, iar Antiohia a fost ocupată în 969, iar în vara 976 ajunge în apropierea Ierusalimului.
Dar după moartea sa neașteptată, succesele obținute în Orient au fost compromise. Vasile al II-lea Macedoneanul a reușit să reprime revoltele în anii 976-988 și a continuat luptele în Orient pentru a consolida teritoriile cucerite de predecesori, renunțând la expansiune. A reușit să încheie pace cu emirii musulmani de la Mosul și Aleppo, recunoscând autoritatea imperială bizantină.
În 1022, Vasile al II-lea primește din partea regelui Armeniei promisiunea că îi va lasă regatul prin testament împăratului. Totuși, Vasile al II-lea moare, neapucând intrarea regatului Armeniei sub stăpânire bizantină. În Mediterana, Nicephor Phocas a cucerit Creta în 961, recucerește Cipru și Sicilia. În Peninsula Balcanică, bulgarii au intrat din secolul IX în comunitatea creștină, iar relațiile bizantino-bulgare au fost bune până la ocuparea tronului bulgar de către Simeon, fost ostatic ținut la Constantinopol unde a fost familiarizat cu obiceiurile și practicile bizantine.
În urma creșterii taxelor bizantine, Simion, ca țar al bulgarilor, protestează. Ignorat de Leon VI, a invadat Tracia și Macedonia. Împăratul face apel la maghiari care îi înving pe bulgari. Țaratul Bulgar amenință de multe ori capitala bizantina și și-a extins frontieră până aproape de Tesalonic. După moartea lui Simeon în 927, Petru, fiul acestuia, a încheiat pace cu Bizanțul. Roman I Lecapenos îi recunoaște lui Petru titlul de basileu al bulgarilor, intrând în familia de principi ca Fiul Preaiubit al împăratului.
După moartea lui Petru, bulgarii au atacat teritoriile bizantine din 968, iar împăratul Nicephor II Phocas a apelat la ajutorul cneazului Kievului, Sviatoslav, căci armatele bizantine erau în orient. Sviatoslav a ajuns în Balcani cu 70 000 de soldați și i-a înfrânt pe bulgari, dar apoi intenționa să se instaleze în Balcani. Împăratul n-a putut accepta și astfel, Ioan Tzimiskes a dus o contra-ofensivă în 971. Armata terestră și flota bizantină au tăiat retragerea rușilor pe Dunăre. Ioan Tizimskes a pătruns în Bulgaria, a cucerit Preslav și a pornit în urmărirea lui Sviatoslav . Sub zidurile cetății Silistra au avut loc confruntările, Sivatoslav fiind învins. Cea mai mare parte a armatei ruse a fost distrusă după o înfruntare cu armata bizantină. S-a încheiat un tratat prin care Sviaceslav a renunțat la pretenția asupra Bulgariei, făgăduind să nu mai atace teritoriile din Chersones și să acorde ajutor împăratului. S-a întors la Kiev, unde în 972 a fost ucis de pecenegi.
Frontiera bizantină a fost restabilită pe linia Dunării și a fost organizată Thema Paristrion în Bulgaria.În 976 a izbucnit o altă răscoala bulgară în Macedonia, condusă de fii contelui Nikora: David, Aaron și Moise. În 980, Samuel a rămas singurul stăpânitor al teritoriilor din centrul peninsulei balcanice. În anul 1000, Vasile și-a concentrat forțele în spațiul balcanic pentru o campanie. A tăiat în două țaratul lui Samuel, pornind de la Tesalonic , ajungând la Vidin. Bizantinii au obținut multe victorii, iar în bătălia din 1014 dintr-un defileu din Macedonia vestică, Vasile al II-lea a evitat o ambuscadă bulgară . A înconjurat până la urmă armata bulgară pe care a capturat-o. Îi orbește pe toți soldații și îi trimite înapoi la Samuel. Confruntarea a reînceput. Samuel a fost uzurpat de Ioan Vladislav în 1015, care a fost învins decisiv în 1018 de Vasile II. Au fost create noi theme : Thema Bulgaria, Sirmium, Vasile reușind să stăpânească și Regatul Croației.

### Dinastia Duca (Dukas) și Dinastia Comnenilor (1056-1185)

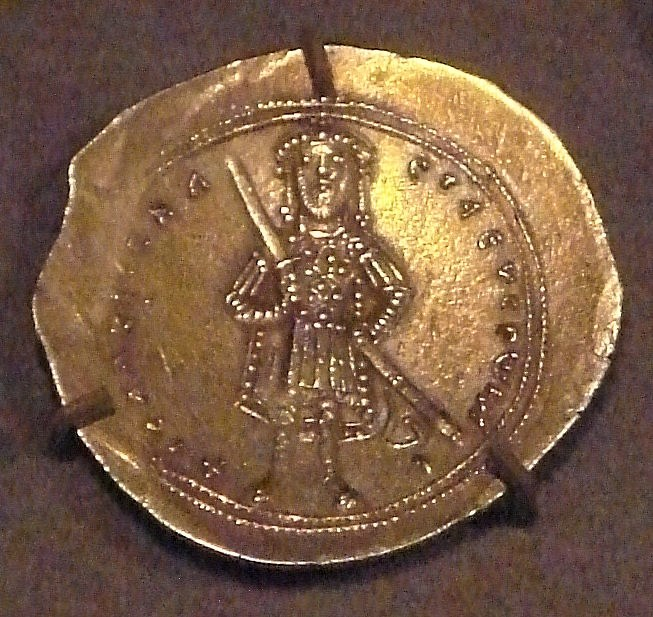
Isaac I Comnenul

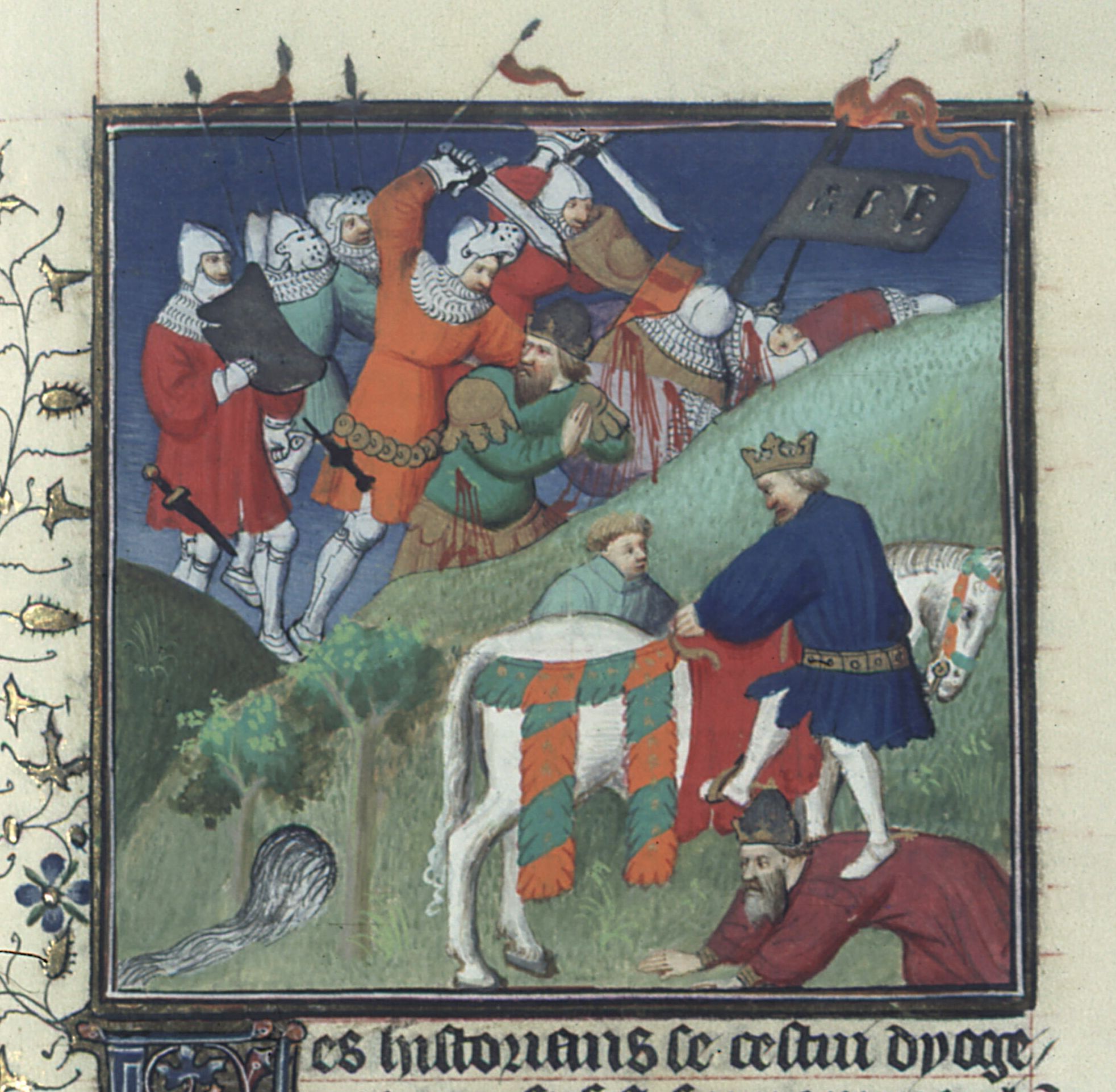
Bătălia de la Manzikert

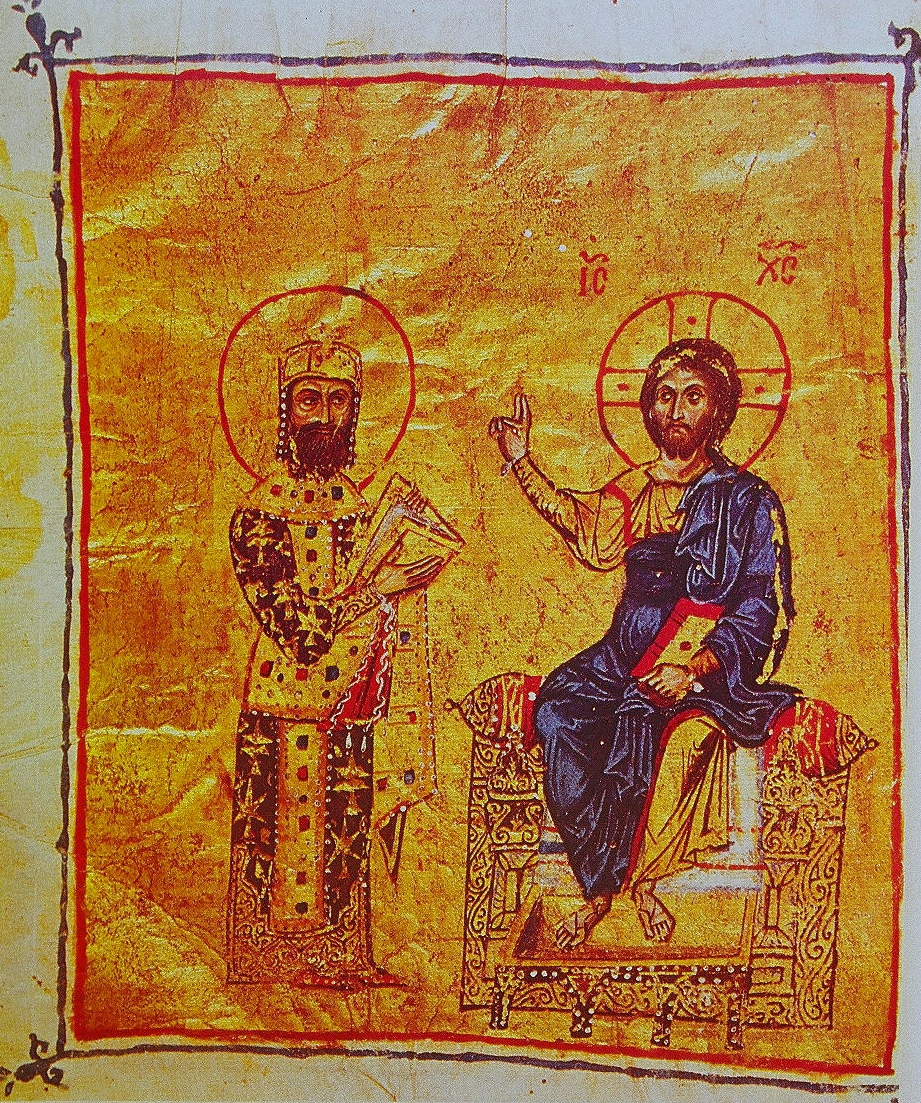
Alexios I și Domnul Isus

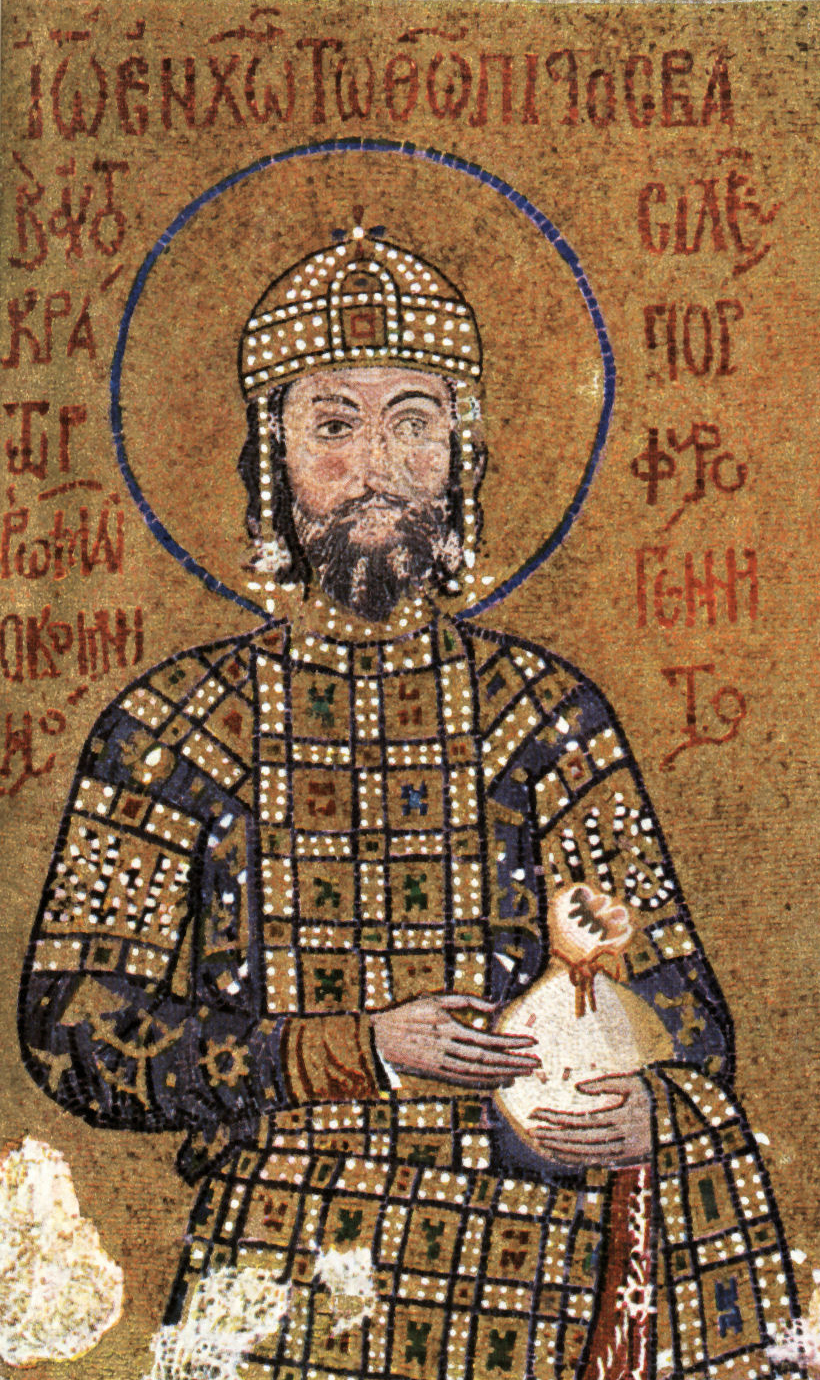
Ioan al II-lea Comnenul

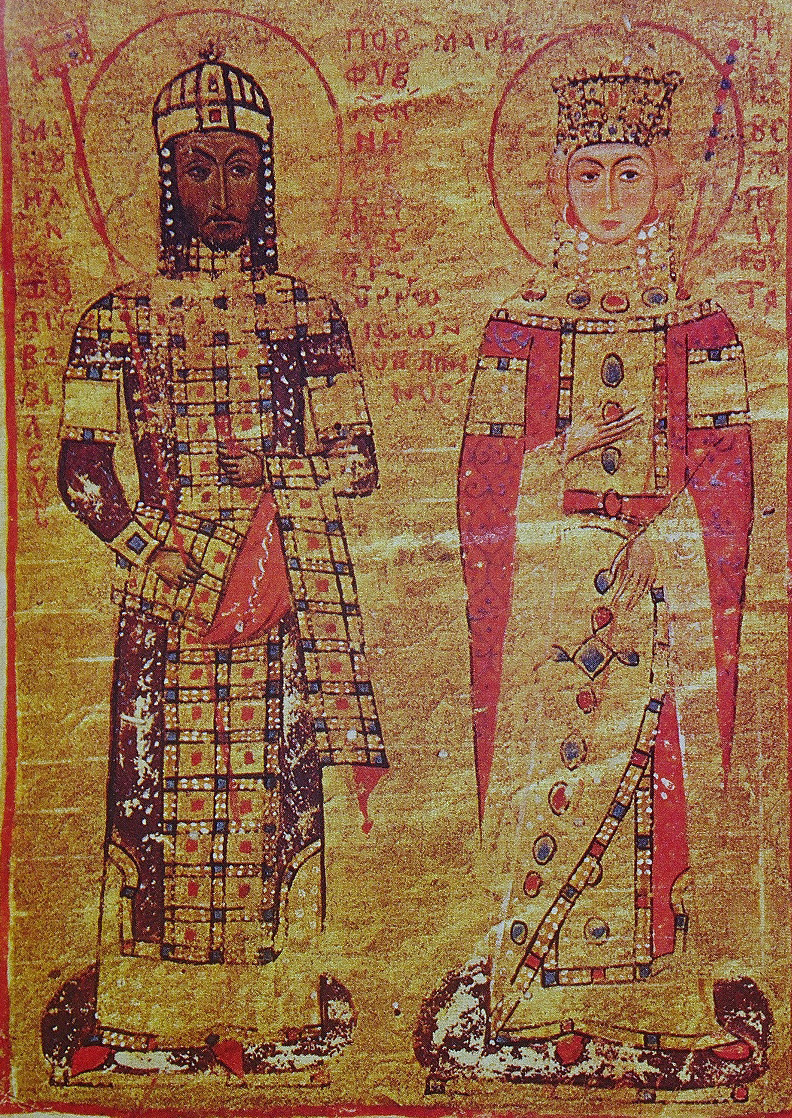
Manuel Comnenul și nevasta

În 1059, Isaac I Comnenul a fost forțat să abdice, urmând o perioadă în care imperiul intră sub conducerea generalilor care aveau să reprezinte dianstia Duca (Dukas). Primul a fost Constantin al X-lea Duca (1059-1067). După el a urmat Mihail al VII-lea, a cărei mama, Evdochia, a domnit ca regentă. Datorită crizei care lua amploare, Evdochia s-a căsătorit cu Roman al IV-lea Diogene ce a devenit împărat. Acesta a obținut câteva succese militare împotriva turcilor selgiucizi. Dar în anul 1071 a fost înfrânt de selgiucizi în Bătălia de la Mantzikert, fiind luat în captivitate.
Mihail al VII-lea, ajuns major, a preluat puterea. L-a orbit și l-a îndepărtat din capitală pe Roman al IV-lea. A domnit între anii 1071-1078, timp în care turcii au asaltat provinciile imperiului, iar normanzii cuceresc teritoriile bizantine din sudul peninsulei italice. Cautand aliați Mihai Duca a obtinut prin functionari o intelegere cu Geza III, una din căpeteniile ("vajda") ungurilor aflate in permanent conflict de supremație - acestui Geza III i-a fost trimisă ca soție nepoata unui inalt functionar si o diademă de aur cu portrete emailate si lanțuri cu pandantive la urechi, diademă care este baza actualei coroane a regilor Ungariei. Pe fronton este Isus, in partea diametral opusă fiind montat portret "Mihail Duca imparatil romanilor", iar dedesubt portretul unui general de la Constantinopol si cel al căpeteniei Geza III. 
In imperiu s-a declanșat o criză internă a cerealelor - Mihail a încercat să depoziteze cerealele la Marea Neagră, dar prețul pâinii a crescut. În urma unei revolte militare din 1078, Mihail al VII-lea a abdicat. Tronul a fost ocupat de Nichifor al III-lea Botaniates care a domnit trei ani, timp în care imperiul a fost devastat de războaie civile.
În urma unei revolte militare, Nichifor al III-lea a fost înlăturat, tronul fiind ocupat de Alexios I Comnenul, restaurând dinastia Comnenilor. A avut o domnie lungă din 1081 până în 1118. A încercat să refacă prestigiul imperiului, restabilind controlul asupra pecenegilor și să recucerească teritorii din orient.
Politica a fost continuată de Ioan al II-lea Comnenul (1118-1143) în timpul căruia au existat tensiuni privind succesiunea la tronul imperial. Fiica cea mare, Anna Comnena, emitea pretenții la conducerea imperiului, fiind porfyrogenetă. Ioan al II-lea s-a confruntat cu două comploturi realizate de mama sa și de fiica sa, Anna.
Tronul a fost în cele din urmă ocupat de Manuel I Comnenul, care a domnit până în 1180, căsătorindu-se cu nepoata împăratului Conrad al III-lea al Sfântului Imperiu Roman. S-a căsătorit apoi cu Maria de Antiohia, care i-a născut un fiu, numit Alexios al II-lea. Mulți cavaleri latini au venit la curtea imperială, ocupând funcții. Manuel s-a implicat în politica occidentală, încercând să preia tronul Europei Apusene, neglijând granița orientală a imperiului și suferind o înfrângere la Myriokephalon. A fost urmat la tron de Alexios al II-lea, regența fiind menținută de Maria de Antiohia. Andronic, vărul său, s-a folosit de nemulțumirile referitoare la rolul latinilor în imperiu și astfel, a declanșat o revoltă împotriva latinilor.
În 1183, după masacrul latinilor și uciderea lui Alexios al II-lea, Andronic s-a proclamat împărat, conducând despotic și instaurând un regim de teroare care a durat până în 1185. A fost înlăturat de populația furioasă, maltratat în public și ucis.

### Criza secolului XI

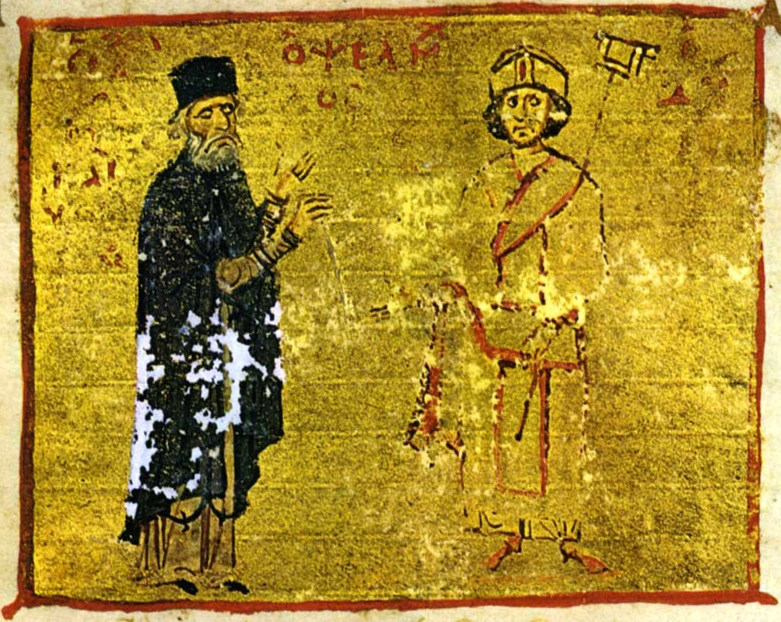
Mihail Psellos și studentul lui

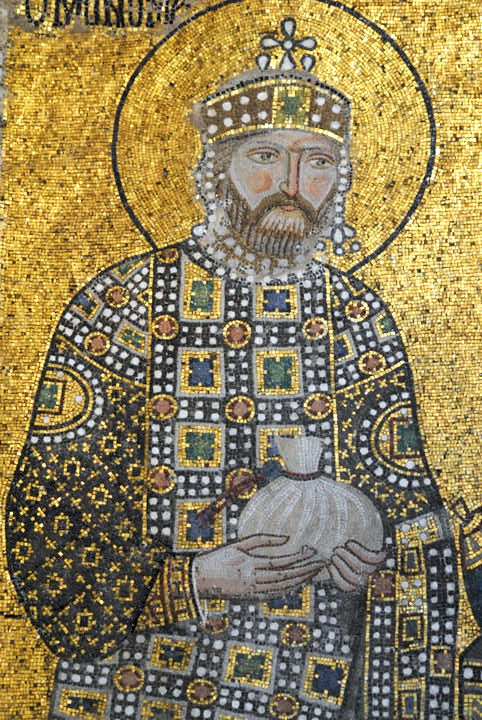
Constantin al IX-lea

Perioada 1025-1081 a fost marcată de o criză profundă pe plan intern și extern. În numai 56 de ani, Bizanțul pierde controlul asupra tuturor provinciilor. Această perioadă este foarte bine reflectată într-o lucrare scrisă de un martor ocular al evenimentelor, Mihail Psellos, în Cronografia. Atenția lui s-a concentrat asupra problemelor politice. Ajunge secretar imperial, în 1140 , apoi lider al Senatului, consilier al împăratului Constantin X Dukas și mai târziu al lui Mihail VII Dukas. Numele lui este legat și de reorganizarea Universității din Constantinopol în timpul lui Constantin IX Monomahul. Psellos vorbește foarte puțin despre criza externă a statului bizantin, doar atunci când se raportează la un împărat sau altul. Psellos consideră epoca lui Vasile II Macedoneanul ca fiind una de aur, iar pe fratele acestuia, Constantin, îl critică, considerând că nu a continuat politica lui Vasile. În 1028, după ce Romanos III Argyros ajunge împărat, domnia sa a fost marcată de favorurile și darurile pe care acesta le oferea diverșilor demnitari. Acesta a pregătit o expediție împotriva sarazinilor, însă a fost înfrânt. Împăratul a fost invidios pe Templul lui Solomon și pe Sfânta Sofia construită de Iustinian, astfel că a dorit să construiască și el o astfel de clădire. În cele din urmă, Romanos III Argyros a fost asasinat, iar tronul a fost ocupat de Mihail IV. Psellos îl laudă pe acesta, pe de-o parte datorită faptului că Mihail îl alesese drept consilier. Fiindcă suferea de epilepsie, Mihail a abdicat, iar pe tron ajunge Mihail V. Psellos îi asociază de obicei cu termenul de „tiran”, deoarece a dorit să o îndepărteze de la domnie pe Zoe, trimițând-o pe această la mănăstire. În urma unei revolte populare, împărăteasa a fost readusă la palat. Teodora, sora lui Zoe, a fost adusă de la mănăstire și așezată pe tron, astfel că cele două surori au domnit pentru o anumită perioadă. Divergența dintre cele două surori o determină pe Zoe să se căsătorească pentru a treia oară, astfel că pe tron ajunge Constantin IX Monomahul. Și el, ca și toți ceilalți împărați, era un reprezentat al aristocrației civile. Constantin moare în 1055, iar conducerea imperiului este preluată de Teodora, care guvernează până în 1056, când moare, astfel că se distinge pe linie feminină Dinastia Macedonenilor. Pe tron ajunge Mihail VI, care fusese ales că succesor de către Teodora. În cele din urmă, acesta a fost deposedat de putere de un reprezentant al aristocrației militare. Revolta militarilor este condusă de Isaac Comnenul și izbucnește în 1057, acesta preluând puterea. Psellos a recunoscut că încă de la început, obiectivul domniei lui Isaac a fost să pună capăt răului din Imperiu, însă consideră că nu trebuia să impună atât de rapid anumite reforme. Împăratul a anulat toate donațiile și favorurile realizate de predecesorii săi, domeniile respective intrând în posesia statului, inclusiv pe cele care erau oferite bisericilor. De asemenea, îmbunătățește sistemul de colectare a impozitelor. Aceste măsuri au determinat reacția aristocraților din Constantinopol, care erau cei mai afectați de aceste măsuri, astfel că aceștia se împotrivesc reformelor imperiale (Senatul a blocat inițiativele împăratului). În consecință, Isaac abdică în 1059 și se retrage la mănăstire. Următorul împărat a fost Constantin X Dukas. Psellos menționând că a avut un anumit rol în ceea ce privește alegerea împăratului. Cea mai mare greșeală a sa a fost slăbirea armatei.Acesta moare în 1067, iar pe tron ajunge Mihail VII, iar mama lui se căsătorește cu Roman IV Diogenes. Acesta rămâne la conducere până în 1071, organizând trei campanii victiorioase împotriva selgiucizilor. În 1071 suferă o înfrângere la Manzikert, chiar însuși împăratul fiind capturat. La Constantinopol, puterea este preluată de Mihail VII, care guvernează până în 1078. Despre acesta, Psellos nu scrie multe, deoarece partea a două a lucrării este comandată de Mihail VII.Pe tron a ajuns Nikephor III. În perioada sa, au loc mai multe confruntări pe plan intern, făcându-se apel la selgiucizi în urma unei revolte militare condusă de Alexios I Comnenul. Pe plan politic s-a manifestat rivalitatea dintre aristocrația civilă și cea militară. S-a ajuns astfel la o instabilitate politică căci în doar 56 de ani au fost 13 împărați pe tron. Fiecare grupare caută să-și impună propriul reprezentant pe tronul imperial, urmându-și interesele. Cele mai multe succese le-a avut aristocrația civilă.Pe plan economic și financiar se manifestă seceta și foametea, care conduc la revolte și războaie civile. Imperiul Bizantin suferă un declin economic și demografic. Multe terenuri au fost părăsite datorită fiscalității excesive. Bizanțul își pierde din nou controlul asupra rutelor comerciale. Măsurile ineficiente ale unor împărați au contribuit la destabilizarea economică, cheltuind banii din vistierie pentru activități personale, distribuirea demnităților, acordarea de scutuiri de la plata impozitelor unor persoane laice, acordarea de titluri și rente unor conducători străini pentru a-i convinge să nu atace imperiul. Cantitatea de aur a monedelor scade, ajungând în timpul lui Mihail al VII-lea de la 24 de karate la 8. Împărații lărgesc baza socială a regimului, deschizând porțile senatului în fața orășenimii ce putea constitui un sprijin politic.Pe plan militar, politica expansionistă este abandonată, astfel, cheltuielile militare au fost reduse. Constantin al IX-lea a desființat 50 000 de proprietăți stratiotice de la frontieră imperiului pentru că avea nevoie de bani. Revoltele generalilor au contribuit la declinul armatei. Pe plan extern, bizantinii reușesc să cucerească Regatul Armeniei, dar apar turcii selgiucizi care cuceresc Bagdadul și care invadează provinciile bizantine prin anii 1050-1060. În 1067, aceștia invadează Asia Mică, iar în 1071, bizantinii suferă catastrofală înfrângere de la Manzikert, asta în timp ce normanzii cuceresc sudul Italiei. În Peninsula Balcanică, revoltă din 1047 a destabilizat apărarea de pe linia dunăreană. Pecenegii și uzii ajung în 1064 în Grecia, dar fiind decimati de epidemie, s-au fragmentat și au fost absorbiți de populația bizantină. Când Alexios I Comnenul a ajuns la tron, Imperiul Bizantin mai controla doar Constantinopolul și o parte din Tracia.

### Dinastia Angelilor (1185-1204)
Isaac al II-lea Angelos s-a desemnat împărat și a instaurat Dinastia Angelilor. A fost înlăturat în 1195 de propriul frate, Alexios al III-lea Angelos, care la rândul său a fost înlăturat de cruciații latini în 1203. Isaac al II-lea Angelos a fost reinstalat pe tron alături de Alexios al IV-lea. Dar în februarie 1204, populația fiind nemulțumită de prezența cruciaților, s-a revoltat din nou și i-a înlăturat pe amândoi. Alexios al V-lea Ducas a fost proclamat drept noul împărat și a condus până în aprilie 1204.

## Bizanțul și Cruciadele (1096-1204)
Au fost patru factori care au influențat profund desfășurarea evenimentelor: doi factori universali (Papalitatea și Imperiul German) și doi factori cu caracter local (normanzi și venețieni).
La mijlocul secolului XI se produce ruptura dintre cele două Biserici: Biserica Catolică și Biserica Ortodoxă din Răsărit. La mijlocul secolului XI, schisma nu a fost conștientizată de toți cei implicați în derularea evenimentelor.Mihail Psellos nici măcar nu amintește despre această schismă; ea părea o ruptură care putea fi reparată la un moment dat.	Relațiile statului bizantin cu Papalitatea au fost unele de apropiere pe parcursul secolului XII.
Alexios I Comnenul încearcă să obțină coroana Occidentului din partea pontifului amenințat la Roma.	Există o corespondență între Petre Venerabilul și autoritățile bizantine (Patriarhul Constantinopolului, împăratul), în care tonul folosit este unul cât se poate de elogios la adresa împăratului bizantin.La mijlocul secolului XII Manuel I Comnenul se aliază cu Papalitatea împotriva lui Frederic I Barbarossa și a normanzilor.Manuel încerca să obțină de la Papalitate Coroana Occidentului, așa cum spune Nicetas Choniates.Choniates vorbește despre acest proiect al lui Manuel I Comnenul de a aduce granițele Imperiului „până la Coloanele lui Hercule” (Gibraltar).Însă înfrângerea suferită și împăcarea cu Barbarossa a reprezentat trădarea.	Odată cu trădarea Papei au început să iasă la iveală resentimentele dintre bizantini și catolici.Toate evenimentele derulate pe parcursul secolului XII aveau să scoată la lumină diferențele dintre Bizanțul elevat și Occident.Atunci este conștientizată Marea Schismă din 1054.	
În 1203-1204, atunci când armata cruciată se afla sub zidurile Constantinopolului, bizantinii (pe ziduri) și occidentalii (sub ziduri) își aruncau acuze reciproce, se catalogau schismatici și eretici, occidentalii făcându-i pe bizantini „chiar mai răi decât evreii”.
Imperiul Romano-German - ca și în cazul Papalității, raporturile sunt normale în primă fază, chiar de apropiere.	Ana Comnena vorbește despre alianța dintre tatăl ei, Alexios, și Henric IV.	Lupta pentru învestitură și dificultățile politice prin care trece Imperiul Romano-German au făcut ca această alianță să fie menținută și chiar întărită prin căsătoria moștenitorului, Manuel I, cu o prințesă germană, nepoata împăratului Konrad III.	Raporturile s-au schimbat odată cu venirea la tron a lui Frederic Barbarossa, care redescoperă ideea romană despre imperiul unic și universal (redescoperă Codul lui Iustinian).
Acest lucru avea să ducă la redeschiderea conflictului dintre cele două imperii.În viziunea lui Frederic Barbarossa, Imperiul Bizantin era un regnum grecorum (regat al grecilor), iar împăratul Manuel I Comnenul era rex grecorum.
Aceste expresii apar în scrisorile trimise de Barbarossa la Constantinopol, amintite în Cronica lui Ioan Kinnamos.Conflictul avea să se acutizeze în timpul celei de-a Treia Cruciade, la care participă împăratul în persoană.	În urma unui conflict pe care acesta îl are cu împăratul bizantin Isac II Angelos, Frederic Barbarossa pune chiar problema cuceririi Constantinopolului.	Într-o scrisoare adresată moștenitorului tronului Imperiului Romano-German, Henric VI, Barbarossa îi cere să facă apel la Papă să organizeze o cruciadă împotriva Bizanțului, și ia flota venețiană pentru a lua cu asalt Constantinopolul.După moartea lui Frederic Barbarossa, Henric VI amenință Bizanțul și obține chiar plata unui tribut din partea Constantinopolului.	Moartea timpurie a lui Henric VI și izbucnirea unui conflict între posibilii moștenitori ai tronului au făcut ca Imperiul Romano-German să nu se implice în Cruciada a IV-a.

### Bizanțul și normanzii

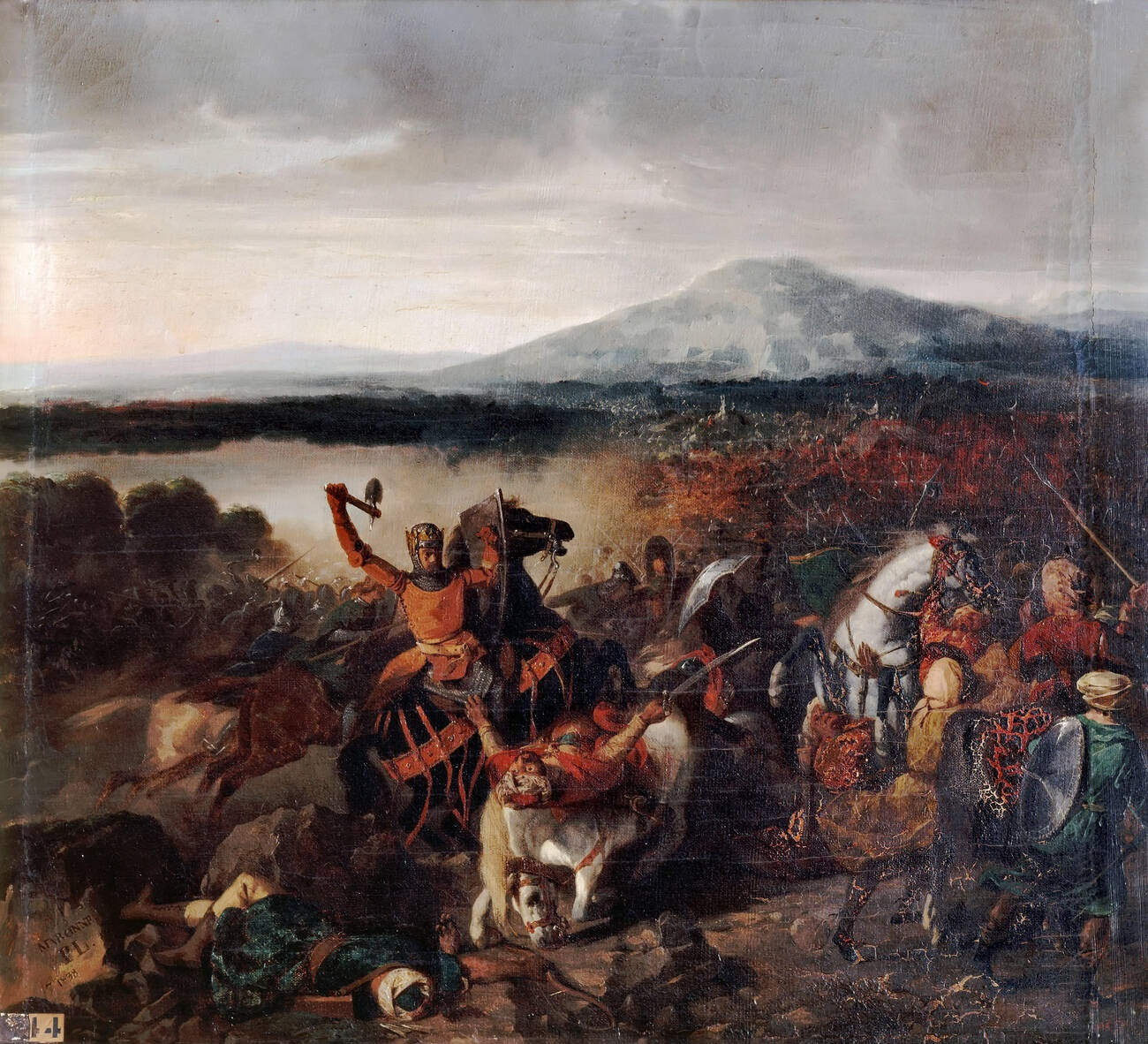
Roger I al Siciliei în, din 1063

În vara anului 1081, sub conducerea lui Robert Guiscard, începe prima expediție împotriva statului bizantin. Ambiția lui era aceea de a ajunge să cucerească orașul Constantinopol pentru a pune bazele unui imperiu mediteranean. Această primă expediție se desfășoară între 1081 și 1085. Normanzii debarcă la Dyrrachium. Cetatea este asediată și de pe mare, și de pe uscat.	
Alexios Comnenul nu avea forțe suficiente pentru a se opune normanzilor și face apel la ajutorul flotei venețiene. Venețienii intervin și degajează dinspre mare cetatea Lyrrachium, însă pe sol forțele bizantine sunt înfrânte, iar cetatea e cucerită.	După cucerirea Dyrrachiumului, normanzii pornesc spre Constantinopol. Situația părea una destul de complicată pentru statul bizantin.	
Cel puțin până în momentul în care Robert Guiscard este obligat să se întoarcă în Italia, lăsând comanda armatei din Peninsula Balcanică fiului său, Boemund de Taranto.	Ulterior, moartea neașteptată a lui Robert Guiscard avea să-l determine și pe Boemund de Taranto să părăsească lupta și să se întoarcă în Italia, pentru a revendica tronul.
Armata normandă începe să piardă teren și astfel normanzii sunt împinși spre Marea Adriatică, obligați să părăsească Peninsula Balcanică, în 1085 fiind recucerită Cetatea Dyrrachium.	Boemund de Taranto avea să participe la Cruciada I și de numele lui avea să fie legat scandalul legat de stăpânirea Antiohiei.Boemund refuză să înapoieze Antiohia împăratului bizantin, punând aici bazele unui regat latin a cărui conducere a și preluat-o.	
Între 1105-1106, Boemund de Tarent organizează o călătorie la curțile din Occident , fiind însoțit în călătorie de legații Papei, unde încerca să le dovedească tuturor că împăratul bizantin este un trădător, iar Bizanțul este principala piedică în calea succesului cruciaților în Orient.	Bizantinii erau mult mai pragmatici, fiind deschiși la semnarea unor acorduri cu turcii selgiucizi.
Bizantinii invocau interesele statului cu privire la încheierea acordurilor cu turcii.Astfel se declanșează cel de-al doilea război bizantino-normand (1107-1108). Forțele normande sunt învinse de Alexios I Comnenul, Boemund fiind chiar obligat să accepte încheierea unui tratat cu împăratul bizantin, în care se recunoștea ca vasal al acestuia și se angaja ca, la moartea lui, Antiohia să fie returnată Bizanțului (ceea ce nu s-a întâmplat).	
Cea de-a treia expediție are loc în vara anului 1147, într-un moment în care începe Cruciada a II-a. Manuel I Comnenul, pentru a face față trecerii cruciaților prin Bizanț, își mobilizează forțele în zona capitalei. Regele normand, Roger II, în fruntea flotei sale, atacă Grecia. Sunt prădate câteva orașe dintre cele mai importante (Corintul, Theba). Scopul expediției nu a fost atât unul politic, cât unul economic. Theba era, după Constantinopol, cel mai important centru de producere a mătăsii. După cucerirea orașului, normanzii au luat uneltele din ateliere și i-au luat în captivitate pe meșteșugari, aceștia fiind duși, împreună cu uneltele lor, în sudul Italiei (Sicilia). Evenimentul a reprezentat o mare lovitură pentru Bizanț. Activitatea a fost reluată, dar nu la același nivel de dinaintea cuceririi Thebei. Acest eveniment stă la baza declinului acestui meșteșug în Bizanț și la dezvoltarea sa în Occident.
În 1185, Guillaume II (Wilhelm) debarcă în Peninsula Balcanică, principala țintă fiind orașul Tesalonic. Orașul a fost cucerit și prădat cumplit de către normanzi.
Se creează panică în Bizanț, iar, după ce normanzii și-au început drumul spre Constantinopol, au început revolte împotriva împăratului Andronic (detronat și asasinat), în locul lui venind Isac II Angelos.
Pierderile obținute de Bizanț în războaiele cu normanzii arătau că Imperiul Bizantin nu este de neînvins și că o mobilizare mare de forțe putea aduce un plus pentru Occident. Bogățiile Orientului erau un alt motiv pentru care se dorea cucerirea Bizanțului.

### Veneția și Bizanțul

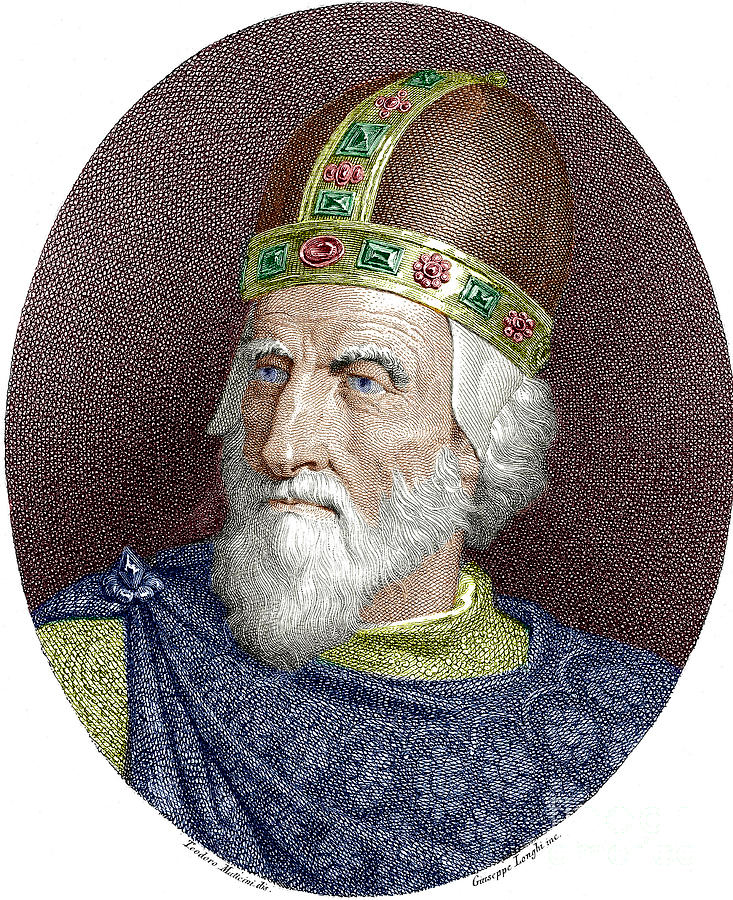
Enrico Dandolo

Relația Bizanțului cu Veneția era mult mai veche. Veneția, potrivit unor legende medievale, apare în secolul V. În secolele următoare, Veneția începe să se afirme pe plan politic și economic.
În 811, negustorii venețieni fură moaștele Sf. Marcu din Alexandria, care sunt mutate la Veneția. De atunci, Sf. Marcu este protectorul Veneției. Au intervenit de partea bizantinilor ori de câte ori a fost nevoie.	
În schimbul ajutorului primit, bizantinii, pe vremea lui Vasile II Macedoneanu, le oferă venețienilor o reducere a taxelor comerciale până la 4 %.	
În 1081 Alexios I Comnenul face apel la venețieni; intervenția venețienilor duce la eliberarea Lyrrachium-ului dinspre mare.	
În mai 1082, Alexios I Comnenul acordă venețienilor cele mai mari privilegii comerciale pe care el dăduse până atunci vreun împărat bizantin.	 Dogele Veneției și Biserica Sf.Marcu primeau bani. Mult mai importante era privilegiile comerciale.	Venețienii au fost scutiți de plata taxelor comerciale. Erau protejați de funcționarii imperiali. Totodată venețienii primeau dreptul de a se instala la Constantinopol și de a deschide magazine, ateliere în capitala bizantină și primeau un cartier în care să se așeze.Debarcaderul primit de venețieni se afla pe Țărmul Cornului de Aur.	
Era un tratat care a avut consecințe importante pentru Imperiul Bizantin și Veneția, cea din urmă punând bazele vastului său imperiu colonial în Orient, dar mai ales pentru cei dintâi, care pierdeau venituri importante.	
Statul bizantin deschidea o breșă în sistemul său economic și comercial, breșă care avea să fie lărgită la începutul secolului XII (1111-1112) prin acordarea altor privilegii negustorilor din Pisa.	Manuel I avea să-i aducă în imperiu și pe genovezi (1169). Venețienii îi solicită lui Ioan II Comnenul să reînnoiască tratatul, dar acesta refuză, iar un conflict izbucnește între cele două părți (1122-1126).
Venețienii atacă și cuceresc mai multe insule grecești, ajungând să amenințe chiar Constantinopolul, moment în care, Ioan II Comnenul, neavând o flotă puternică pentru a țină față celei venețiene, cedează și acceptă reînnoirea privilegiilor.
Manuel I a considerat că Veneția poate deveni un aliat împotriva normanzilor, în 1148.Această alianță nu avea să funcționeze (cel puțin nu așa cum și-ar fi închipuit împăratul bizantin).	
Venețienii își urmează interesele proprii, în zona Dalmației.Venețienii realizează că instalarea bizantinilor în Italia, dorită de Manuel Comnenul, ar fi avut aceeași urmare pe care ar fi avut-o instalarea normanzilor în Balcani (trimiterea normanzilor către Adriatică).
Astfel, Manuel I se reorientează către genovezi; îi instalează într-un cartier învecinat cu cel al venețienilor.	Venețienii atacă cu pietre cartierul genovezilor.	Manuel I Comnenul îi cheamă pe venețieni și le cere să le plătească despăgubiri genovezilor, însă, după cum ne spune Ioan Kinnamos, venețienii îl tratează cu aroganță pe împărat.	
Manuel I, nemulțumit de atitudinea venețienilor, a trimis scrisori în toate provinciile imperiului și, în ziua de 12 martie 1171, sunt arestați toți venețienii din imperiu.	
Ioan Kinnamos spune că numărul lor era atât de mare, încât nu mai aveau loc în închisori și erau deținuți în mănăstiri. Le-a confiscat și bunurile acestora.
Întreaga situație a provocat reacția Veneției, care își trimite flota spre Constantinopol, însă expediția eșuează din cauza unei epidemii de ciumă.	
Ulterior, relațiile aveau să fie mai calme, însă venețienii nu au mai putut fi convinși să revină pe piețele bizantine.	În 1182, când are loc o puternică revoltă antilatină, nu e menționată nicio victimă venețiană.Din 1177, când are loc o conferință la Veneția, se realizează cu acel prilej o alianță antibizantină din care făceau parte Veneția, Regatul Siciliei și Imperiul Romano-German.Practic, mai bine de trei decenii au așteptat venețienii să își ia revanșa.	
Pentru Nicetas Choniates, dogele Veneției, Enrico Dandoloa, au avut ambiția de a lua parte la Cruciada a IV-a.

### Cruciada I

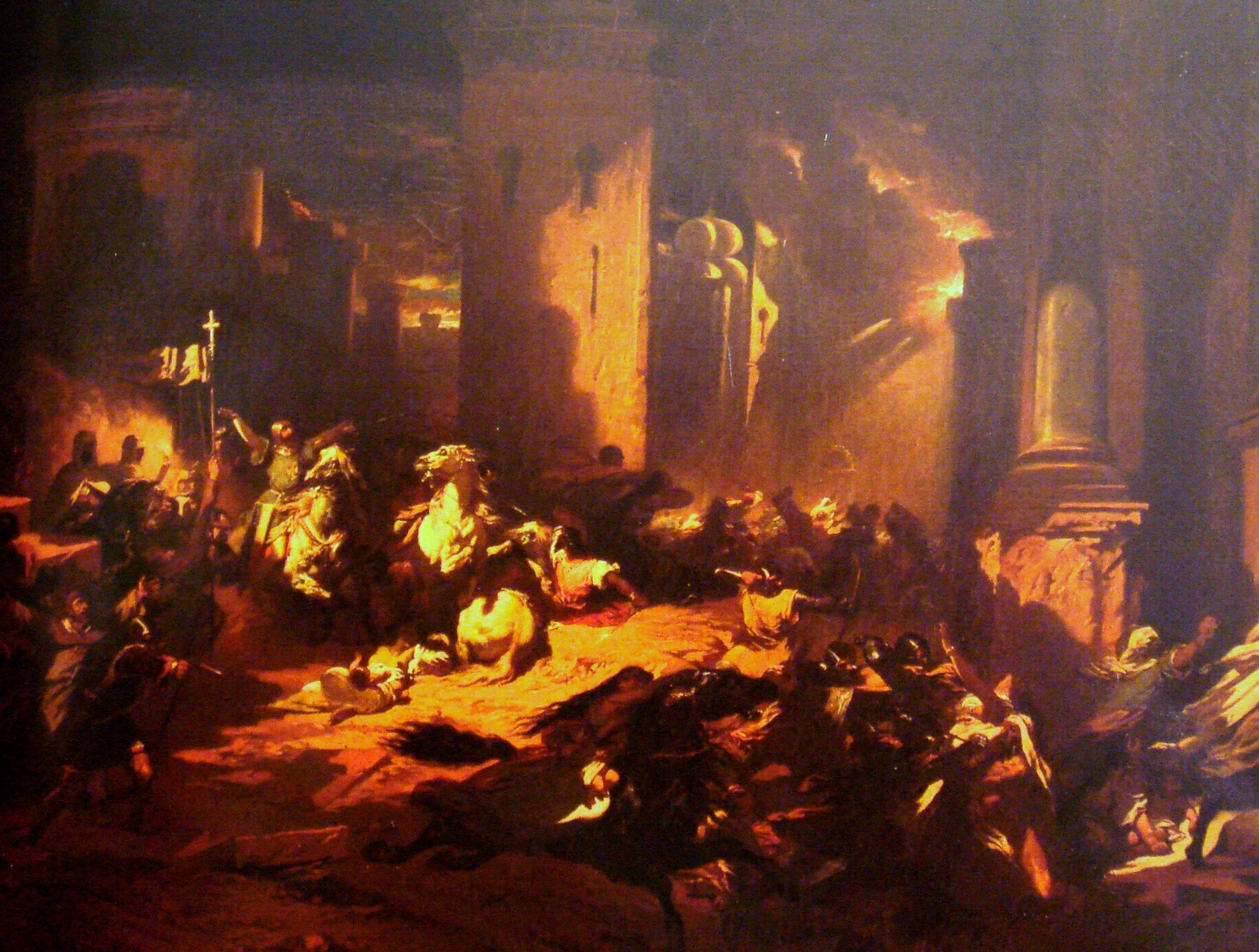
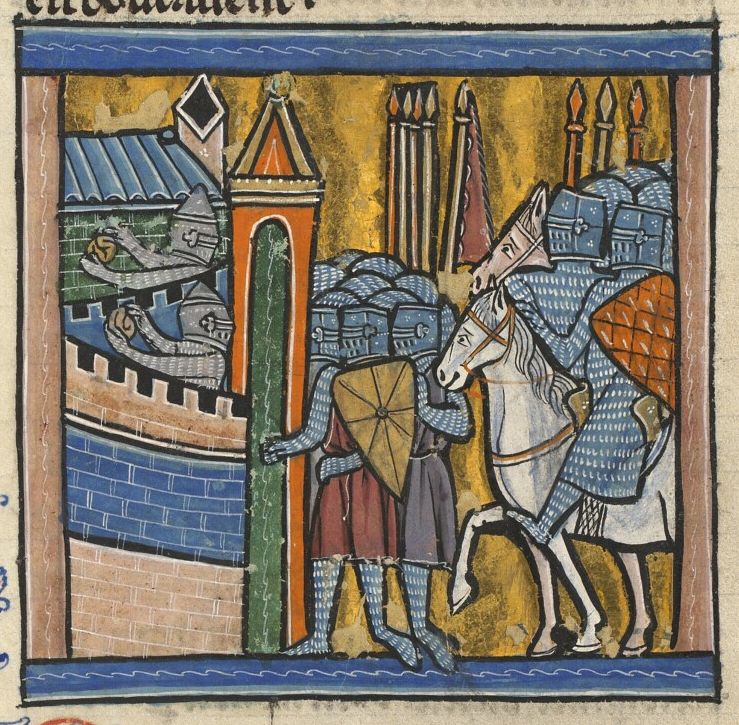
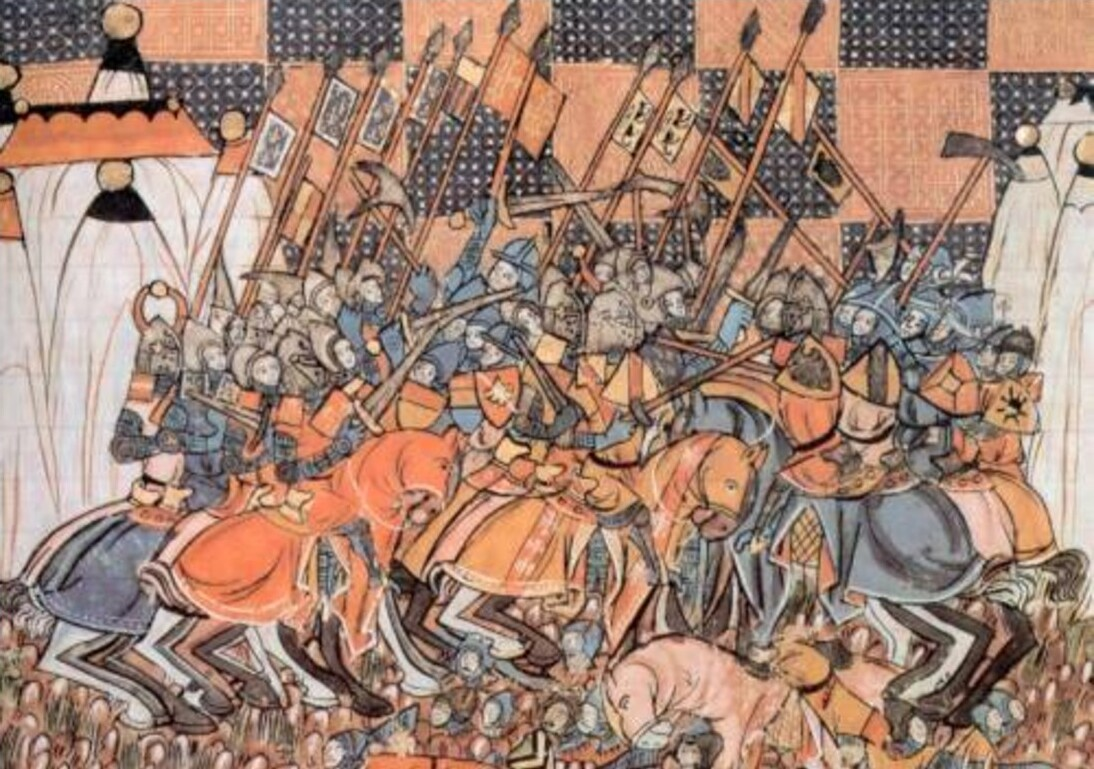

In primul deceniu al domniei lui Alexios I Comnenul, atenția împăratului a fost concentrată asupra Balcanilor și a Asiei Mici, încheind o înțelegere cu Contele de Flandra pentru a-i trimit o trupă de mercenari (500), care au participat alături de armata bizantină la recucerirea unor teritorii din fața orașului Constantinopol. În ceea ce îi privește pe pecenegi, suveranul bizantin a încheiat o alianță cu cumanii împotriva acestora, astfel că în vara anului 1091 are loc Bătălia de la Levounion , învingătorii fiind bizantinii (mulți pecenegi au fost luați în captivitate și colonizați în diverse regiuni ale imperiului; însă au fost masacrați și un număr destul de mare dintre ei, inclusiv femei și copii). Probleme apar în momentul în care Occidentul începe pregătirile pentru declanșarea unei expediții militare ce avea drept scop recucerirea Locurilor Sfinte, care erau controlate de turcii selgiucizi.
S-a vorbit foarte mult despre o cerere de ajutor trimisă de Alexios către papa Urban II prin care acesta consemna că Bizanțul avea nevoie de trupe europene pentru a-i respinge pe selgiucizi. Nu a fost păstrată documentul în întregime, însă din unele fragmente reiese că împăratul se plângea de incursiunile selgiucide, de distrugerea bisericilor și chiar era de acord să cedeze Constantinopolul în fața occidentalilor decât să îl vadă ocupat de selgiucizi. În realitate, scrisoarea era falsă. Sursele vorbesc despre prezența unei delegații bizantine la Conciliul de la Piacenza. Nu se știe care a fost activitatea lor în cadrul conciliului și nici care a fost misiunea lor pe care trebuiau să o îndeplinească aici.
În 1096, Prima Cruciadă pornește către Orient. Primul val a fost condus de Petre Eremitul și Walker cel Sărac, care era compusă din săraci. Aceasta a pornit din Europa Centrală și a ajuns în Balcani, traversarea peninsulei șocându-i pe greci, Anna Comnena asemuindu-i pe aceștia cu un val de lăcuste, deoarece prădau totul în calea lor. Arhiepiscopul de Ohrida, Theophylact scria că invazia francilor i-a suprins atât de mult pe bizantini încât nu au mai putut reacționa (îi uimea violența). Această masă ajunge la Constantinopol, iar Alexios le-a asigurat aprovizionarea și i-a sfătui să nu treacă în Asia Mică până nu soseau celelalte forțe, fiind conștient de faptul că reprezentau o pradă ușoară pentru selgiucizi. Relatările Annei Comnena sunt confirmate și de Gesta Francorum, în ceea ce privește pagubele realizate de cruciați. Comportamentul barbar al cruciaților l-a determinat pe Alexios să îi treacă pe aceștia peste strâmtoare, astfel că pelerinii au devenit o pradă ușoară pentru selgiucizi, care au distrus aceste forțe. Rămășitele france au reușit să se întoarcă în cele din urmă în Occident. Această mișcare i-a surprins pe bizantini, deoare aceștia credeau că din Occident aveau să vină cavaleri puternici, care ar fi avut puterea să cucerească Ierusalimul.
Către sfârșitul anului 1096, au ajuns și cavalerii în Bizanț. Grecii sunt suspicioși față de acești cavaleri care apăruse în jurul capitalei, deoarece printrei ei se afla și Bohemund de Tarent, fostul rival al bizantinilor. Anna Comnena în Alexiada afirmă la un moment dat că dacă oamenii cei mai simpli erau împinși de dorința sinceră de a se închina înainte Sfântului Mormânt, alții precum Bohemund dorea de fapt să cucerească Constantinopolul. Alexios găsește o metodă pentru a negocia cu acești cavaleri, cu atât mai mult cu cât unii dintre ei, precum Raymond de Saint-Gilles se apropie foarte mult de împărat. Soluția lui Alexios a fost aceea de a le solicita în schimbul promisiunii de a asigura aprovizionarea și de a participa cu un corp de oaste la expediție, să presteze jurământul de vasalitate. Acesta nu exista în Bizanț, însă împăratul îi cunoștea valoarea pentru occidentali. După o primă reacție nefavorabilă, cavalerii încep să presteze acest jurământ, cu excepția lui Tancred. În plus i-au promit împăratului că îi vor restitui teritoriile ce aparținuseră odate imperiului și pe care urmau să le recucerească de la selgiucizi. În aceste condiții, cavalerii au trecut strâmtoarea către Asia, și încep asediul Niceei.
Asediul s-a prelungit, cruciații încercând să instaureze o blocadă totală a orașului, însă fiind așezat pe malul unui lac, dar aceștia nu au reușit să taie în totalitate aprovizionarea. Se poate vorbi și de un război psihologic, în contextul în care francii aruncau capetele celor care fugeau din cetate peste ziduri. În cele din urmă, sultanul Klij Arslan a negociat predarea cetății către Alexios. Cruciații au fost surprinși să vadă că peste noapte orașul fusese ocupat de bizantini. Aici s-a produs prima ruptură între cruciați și greci, în contextul în care împăratul nu le-a permis acestora să prădeze orașul. Însă conflictele sunt aplanate, astfel că expediția continuă. Cruciații aleg o cale anevoioasă, aceștia hotărând să taie în două Asia Mică, care nu are un relief primitor și nici o climă blândă în toiul verii. După victoria de la Dorylaeum , turcii nu opun o mare rezistență, iar cruciații reușesc să înainteze liber către Antiohia.
În cele din urmă, francii ajung în fața Antiohiei și asediază orașul. Însă asediul avea să se prelungească mai mult decât se așteptau cruciații, aici având să apare alte probleme mari. După cucerirea cetății, Bohemund refuză să cedeze cetatea către împărat, invocând rolul pe care l-a avut în ceea ce privește cucerirea cetății. Apar dispute chiar în rândul cruciaților, Raymond de Toulouse opunându-se nobilului normand. S-a ajuns în cele din urmă la un compromis pentru a nu periclita expediția, iar disputele sunt amânate după încheierea Primei Cruciade. În același timp se puneau bazele Comitatului de Edessa, guvernator fiind Balduin de Boulogne.
Expediția își continuă drumul, iar Ierusalimul este cucerit în 1099. În urma acestei expediții se pun bazele în Orient unui sistem de state latine: Regatul Ierusalimului, Comitatul de Edessa și Tripoli și Principatul Antiohiei. Abia în a doua jumătate a sec. XII, Manuel Comnenul avea să intre triumfător în Antiohia.

### Cruciada a II-a

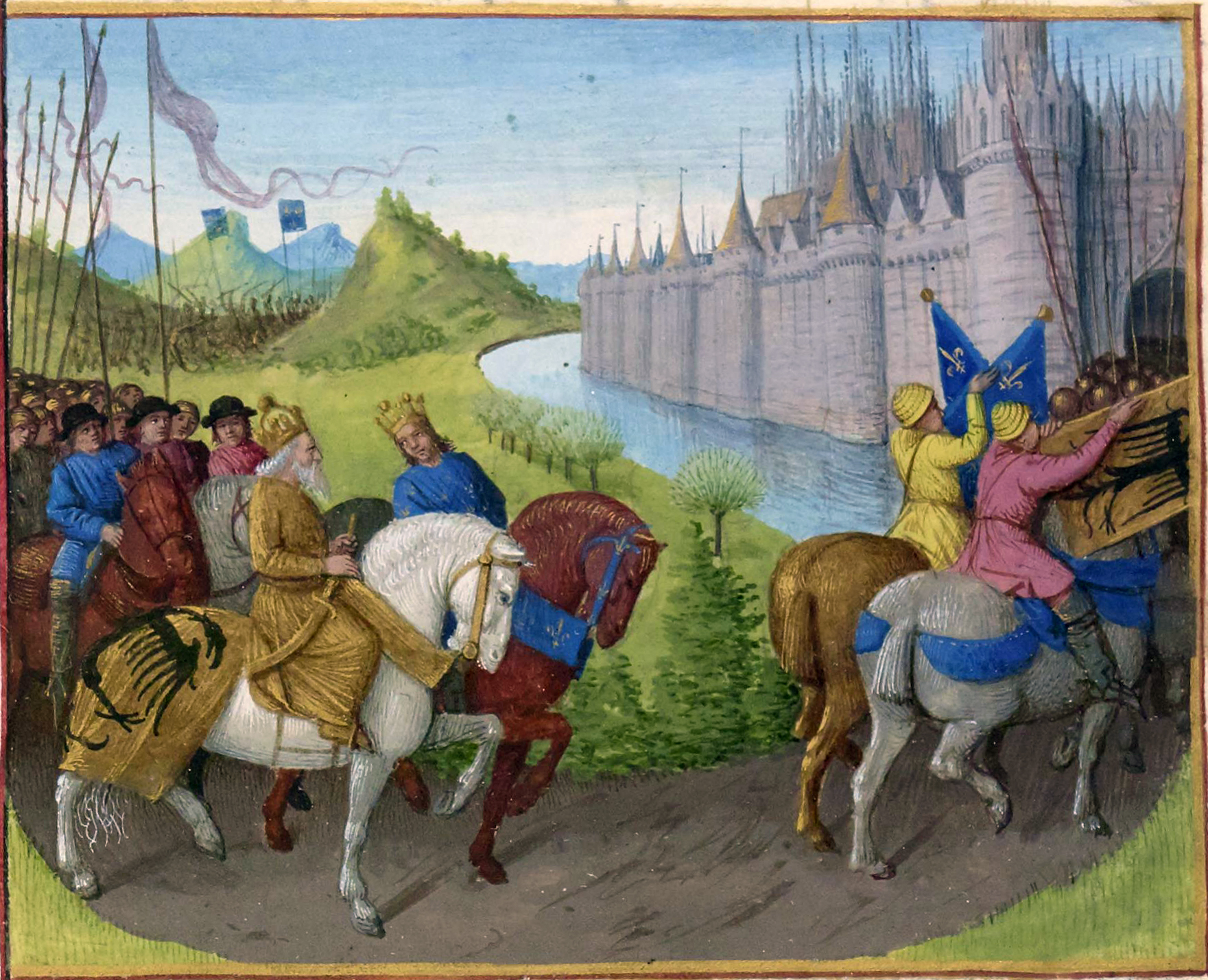
Sosirea cruciaților la Constantinopol

Si bizantinii au avut de câștigat de pe urma celei de-a doua expediției, deoarece probleme cauzate de cruciați turcilor le-a permis grecilor să ocupe malul vestic al Asiei Mici, precum și cel al Mării Negre. Politica de cuceriri a lui Alexios a fost continuată și de Ioan Comnenul.După moartea lui Ioan, în timpul guvernării lui Manuel, are loc cucerirea Edessei de selgiucizi (1144), fapt care declanșează cea de-a doua cruciadă. Cruciada a doua a fost publicată de Berbard de Clairvaux în Franța și Germania și de această dată, spre deosebire de prima expediție, conducerea cruciadei este preluată de Ludovic VII și Conrad III. Cele două grupuri ajung separat la Constantinopol, mari neajunsuri provocând germanii în momentul în care au traversat Peninsula Balcanică.
Istoricul bizantin Ioan Kinnamos relatează problemele create de cruciați în Peninsula Balcanică și are aceeași impresie pe care a avut-o și Anna Comnena în legătură cu intențiile cruciaților, afirmând că teoretic celții și galații doreau să lupte împotriva perșilor (turcilor), însă practic doreau să cucerească Constantinopolul. Alături de Conrad se afla și Frederick Barbarossa, care susținea de acțiunile de pradă ale soldaților germani. Mai puține probleme au creat francezii, care au fost mai disciplinați, însă odată ajunși la Constantinopol, aceștia sunt nemulțumiți în ceea ce privește dorința lui Manuel să obțină din partea lui Ludovic un jurământ de vasalitate. Acesta refuză, astfel că în tabăra franceză apare ideea cuceririi Constantinopolului. Regele refuză ideea de a asedia capitala bizantină și în cele din urmă ajunge la o înțelegere cu Manuel I care renunță la pretenția de a depune jurământ de vasalitate.
Cele două armate reunite la Constantinopol au fost trecut în Asia Mică de flota imperială, însă expediția aproapre că eșuează. Conrad este înfrânt de selgiucizi și se retrage la Constantinopol, un contingent de trupe ajungând în Palestina. Însă cruciații nu și-au îndeplinit obiectivul, așa că s-au retras în Europa.
În sec. XII, situația din Occident se schimbă, în contextul împăcării dintre papalitate și împărat, astfel că se pun bazele unei alianțe antibizantine (făcea parte și Veneția și Sicilia). Poziția lui Frederick se consolidează, iar fiul să se căsătoriește cu moștenitoarea tronului sicilian.În Orient, după dispariția dinastiei Comnenilor, încep revolte în cadrul Imperiului, în Balcani (sârbi și vlaho-bulgari). Treptat se pun bazele unor principate locale grecești care ies de sub autoritatea imperială.

### Cruciada a III-a

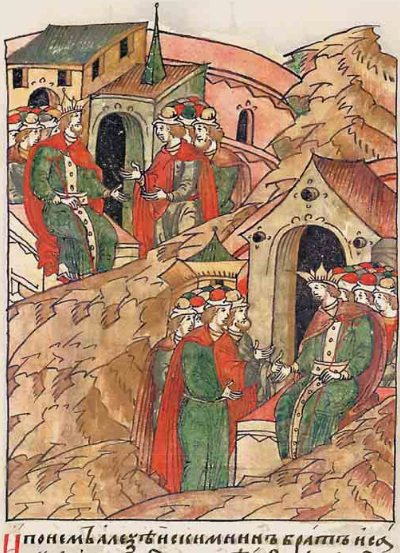
Isaac al II-lea și Alexie al III-lea, ambii din dinastia Angelos

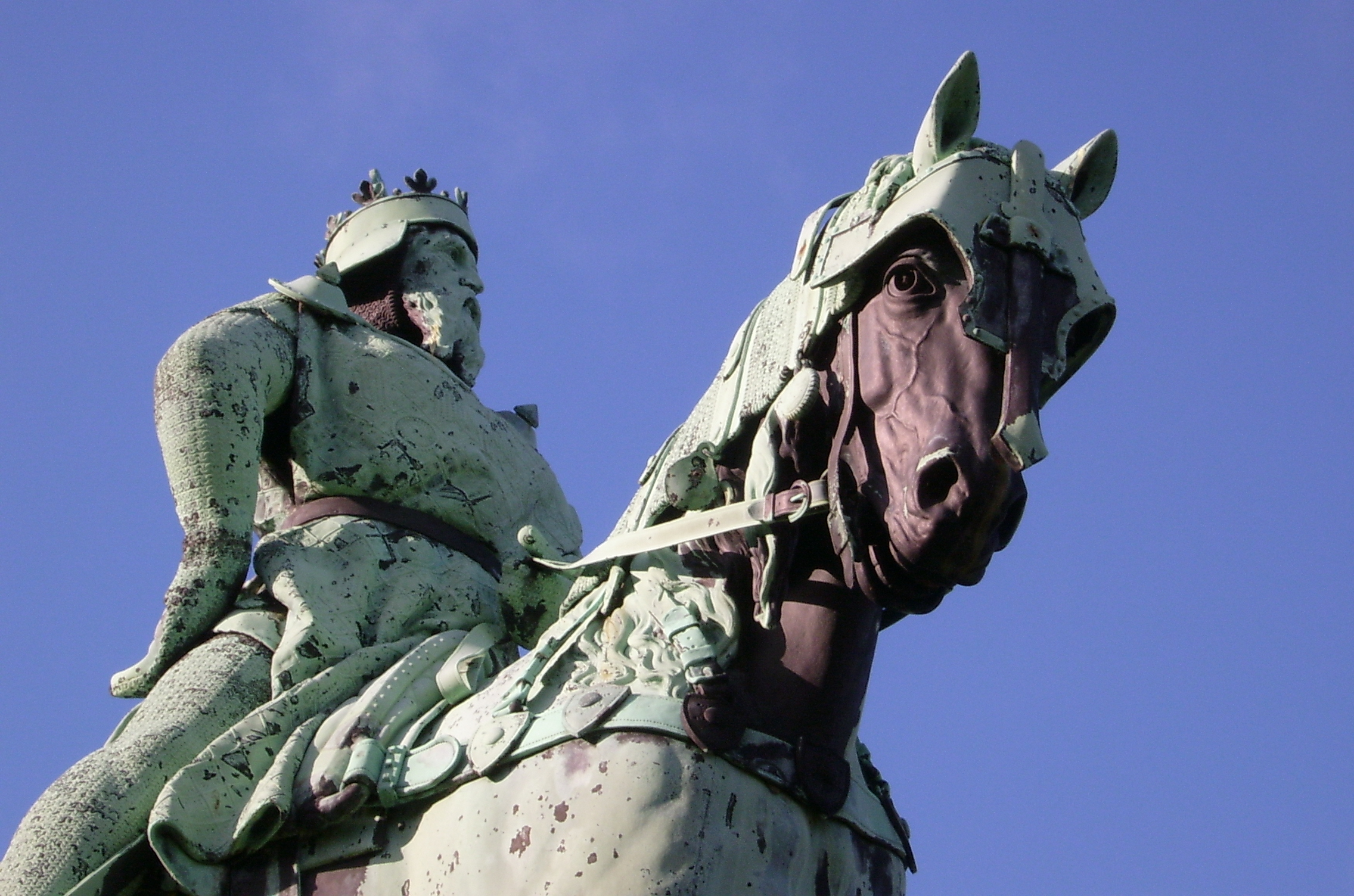
Barbarossa, împărat romano-german

Este o perioadă în care împărații bizantini caută alianțe, chiar Andronic încheind un tratat cu Saladin, același sultan care în 1187 avea să cucerească Ierusalimul. Evenimentul a dus la declanșarea celei de-a treia cruciade, la care au luat parte Frederick I Barbarossa, Filip II August și Richard Inimă-de-Leu. Încă din anul 1188, Frederick trimite o solie la Constantinopol, anunțându-l pe împăratul Isaac II Angelos de intenția sa de a trece prin Peninsula Balcanică. Suveranul bizantin își dă acordul, însă după aceea se pare că s-a răspândit și îi ține captivi la Constantinopol pe solii împăratului german.
Armata germană pătrunde în Peninsula Balcanică, urmând traseul Primei Cruciade, și încep atacurile împotriva orașelor bizantine în contextul în care împăratul refuză să îi elibereze pe solii lui Frederick I. Martorul ocular al ravagiilor făcute de germani este Nicetas Konyates, autor al unei istorii consacrate domniei lui Manuel Comnenul, dar și evenimentelor desfășurate până în acel moment. Barbarossa atacă orașe importante din Peninsula Balcanică, Adrianopol, iar soldații germani ajung să prade cartierele din afara capitalei bizantine. În aceeași perioadă, în noiembrie 1189, Frederick I trimite scrisoarea adresată fiului său Henric VI, prin care îi cere să ia legătura cu papa pentru a predica o cruciadă antibizantină și să trimită flota orașelor italiene în strâmtori pentru a ataca Constantinopolul. Faptul că Isaac II a cedat în cele din urmă, a dus la încheierea unui tratat la Adrianopol, astfel că a fost împiedicată punerea în practică a germanilor de a cuceri Constantinopolul.
După încheierea tratatului, trupele germane sunt trecute în Asia Mică. Expediția părea să înceapă sub semne dintre cele mai favorabile, germanii învingându-i pe selgiucizi, însă dispariția lui neașteptată în Siria în 1190, a determinat retragerea armatei germane din Orient. Celelalte două grupuri, cel englez și cel francez, au evitat Constantinopolul, urmând un traseu maritim către Orient, Richard reușind să cucerească insula Cipru, care era guvernată atunci de Isaac Comnenul. Aceasta a fost cedată lui Guy de Lusignan, care va deveni Rege al Ciprului. Evident că cele două grupuri nu aveau cum să obțină rezultate importante în contextul în care existau neînțelegeri între lideri. Singurul succes major a fost cucerirea Acrei. La sfârșitul sec. XIII apare din nou ideea unei alte expediții către Orient. Este adevărat că din nou lucrurile se modificaseră, murind Henric VI, astfel că în Imperiul German încep luptele pentru tron, exponenții fiind Otto de Braunschweig și Filip de Suabia (era ginerele lui Isaac Angelos). Isaac fusese detronat de propriul frate în 1195, Isaac III Angelos, orbindu-l și aruncându-l în temniță pe acesta. Acest fapt l-a determinat pe fiul lui Isaac II, Alexios, să reacționeze. Regatul Siciliei se afla într-o situație dificilă, deoarece Frederick II era minor și se afla sub tutela papei Inocențiu III. Situația era delicată și în Franța, unde măsurile regelui au determinat nemulțumirea unei mari părți ale nobilimii franceze.

### Cruciada a IV-a

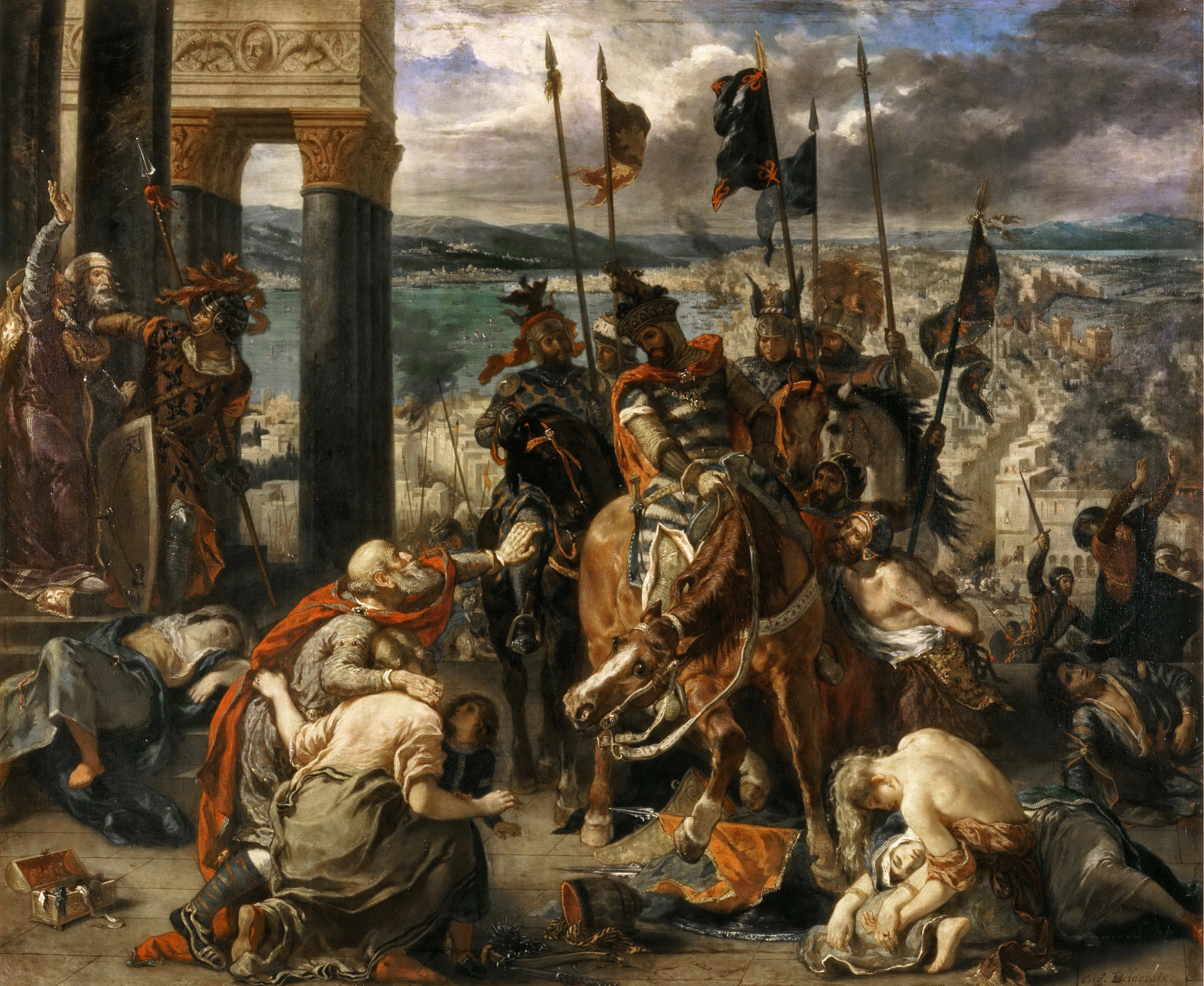
Pătrunderea cruciaților în Constantinopol, de Eugène Delacroix (1840)

Lansarea chemării pentru cea de-a patra cruciadă este făcut de Inocențiu al III-lea (perioada sa este considerată apogeul papalității medievale). La apelul pontifical au răspuns mari cavaleri, care veneau mai ales din Franța (în special din Flandra). Cruciații încep să se adune în 1201, fiind desemnat un conducător al expediției, contele de Champagne (Thibaut), care a murit la scurt timp, astfel că lideri ai expediției a devenit marchizul de Montferrat (principatul acestuia se afla în nordul Italiei). Principala problemă a cruciaților era aceea a transportului, în contextul în care numărul cruciaților era ridicat (33.000 oameni). Scopul declarat era ocuparea Egiptului, astfel că aveau nevoie de o flotă pentru a traversa Marea Mediterană, iar în acest sens se adresează Genovei și Veneției. Genova a refuzat, însă dogele Veneției Enrico Dandolo a acceptat . Resentimentele venețienilor față de bizantini erau foarte puternice după 1171, astfel că dogele acceptă propunerea cruciaților de a transporta armata acestora către Egipt, însă le cere în schimb o sumă imensă (80.000 de ducați), iar în contextul în care cruciații aveau doar 2/3 din sumă iar pentru a acoperi diferența, dogele le cere să cucerească cetatea Zara (se afla sub autoritatea Ungariei, care își anunțase intenția de pa participa la expediție). Orașul este cuceri în toamna anului 1202. În contextul în care se apropie iarna, cruciații se decid să își amâne plecarea pentru anul viitor. Cu toate că unii dintre cruciați au fost excomunicați de papa Inocențiu al III-lea, expediția a continuat. În tabăra acestora își face apariția prințul Alexios, fiul lui Isaac al II-lea Angelos. Acesta se adresare inițial lui Filip de Suabia pentru a-l reinstala pe tron pe tatăl său, însă acesta era prins în războiul civil din Germania, astfel că îl sfătuiește să apeleze la cruciați.  
În intervalul cuprins între noiembrie 1202 și începutul anului 1203, în tabăra cruciată își face apariția fiul lui Isaac Angelos, împăratul detronat în 1095, prințul Alexios. Acesta era apropiat de cruciați deoarece era rudă cu Filip de Suabia, care la rândul lui era vărul lui Bonifaciu de Montfferat. Se pare că papa avea cunoștință de acțiunea prințului Alexios, iar într-o primă fază, Inocențiu III susținea ideea sprijinului cruciat pentru reinstalararea pe tron a lui Isaac al II-lea Angelos. Susținerea papei era legată de dorința sa de a restabili unitatea Bisericii Creștine. Prințul Alexios face promisiuni importante cruciaților, fiind vorba de o sumă importantă de bani (circa 200.000 de arginți după unele informații), participarea armatei bizantine la expediția cruciată, asigurarea aprovizionării pentru cruciați și apărarea Locurilor Sfinte după ce acestea avea să fie recucerite. Acestea promisiuni i-au determinat pe cruciați să ia în calcul devierea expediție către Constantinopol, însă un rol important l-a avut și Enrico Dandolo, dogele Veneției. Promisiunile lui Alexios și dorința venețienilor de a ajunge la Constantinopol i-au determinat pe cruciați să se îndrepte către capitala bizantină. Aceștia ajung la Constantinopol în primăvara anului 1203, alături de forțele terestre apărând și flota venețiană. Din sursele occidentale referitoare la cruciada a IV-a, un reprezentant al marii nobilimi, Godefroy de Villerhardouin și Robert de Clari, un reprezentant al mici nobilimi, cruciații se așteptau ca prințul Alexios să fie întâmpinat cu entuziasm de populația bizantină, însă lucrurile nu au stat deloc așa. Grecii din Constantinopol nu erau interesați sa îl revadă pe tron pe Isaac Angelos.
Însă prezența cruciaților în fața orașului a determinat o mișcare de nemulțumire în capitala bizantină, împăratul Alexios al III-lea reușind să fugă din oraș, luând cu el și cea mai mare parte a averilor imperiale. După fuga lui Alexios al III-lea, Isaac al II-lea a fost scos din închisoare și reinstalat pe tronul imperial, alături de domnind ca și co-împărat fiul său, Alexios al IV-lea. Alexios al IV-lea a avut sprijinul cruciaților pentru a-și duce la capăt planul, însă problemele majore au apărut atunci când acesta a fost nevoit să își respecte promisiunile pe care le făcuse cruciaților, mai ales când venea vorba de bani. Acesta a negociat cu ei o prelungire a tratatului pentru încă 6 luni, până în aprilie 1204. Faptul că latinii au rămas la Constantinopol, nu a rămas fără consecințe. Atât sursele occidentale, cât și Nicetas Konyates prezintă aceste consecințe, cu atât mai mult cu cât unele acțiuni ale cruciaților au determinat nemulțumirea populației bizantine (a fost provocat un incendiu ce a mistuit aproape tot orașul; o moschee a fost atacată de cruciați și apărată de bizantini alături de musulmani). Robert de Clari spuneau că bizantinii și cruciații se insultau reciproc, acesta fiind momentul în care este conștientizată ruptura religioasă între Răsărit și Apus (chiar preoții latini îi acuzau pe greci că erau mai răi decât evreii). Aceste nemulțumiri reprezentate de prezența cruciaților și incapacitatea lui Alexios de a guverna imperiul au dus la izbucnirea unei revolte în februarie 1204.
Cei doi împărați au fost detronați (Isaac al II-lea a murit la scurt timp după acest moment), iar în locul lor a fost proclamat un alt împărat, reprezentant al aristocrației bizantine, Alexios Dukas, care devine împărat sub numele de Alexie al V-lea Duca. Acesta ia măsuri pentru apărarea orașului, refuzând să îndeplinească promisiunile făcute de Alexie al IV-lea, iar cruciații au două variante: să încerce să îi impună noului împărat bizantin respectarea tratatului încheiat cu predecesorul său sau să părăsească orașul Constantinopol și să continue expediția spre Egipt. Au ales prima variantă, iar din martie 1204 încep discuțiile legate de asedierea Constantinopolului. În tabăra cruciată este elaborat un document, cunoscut sub numele Partitio Romaniae. 

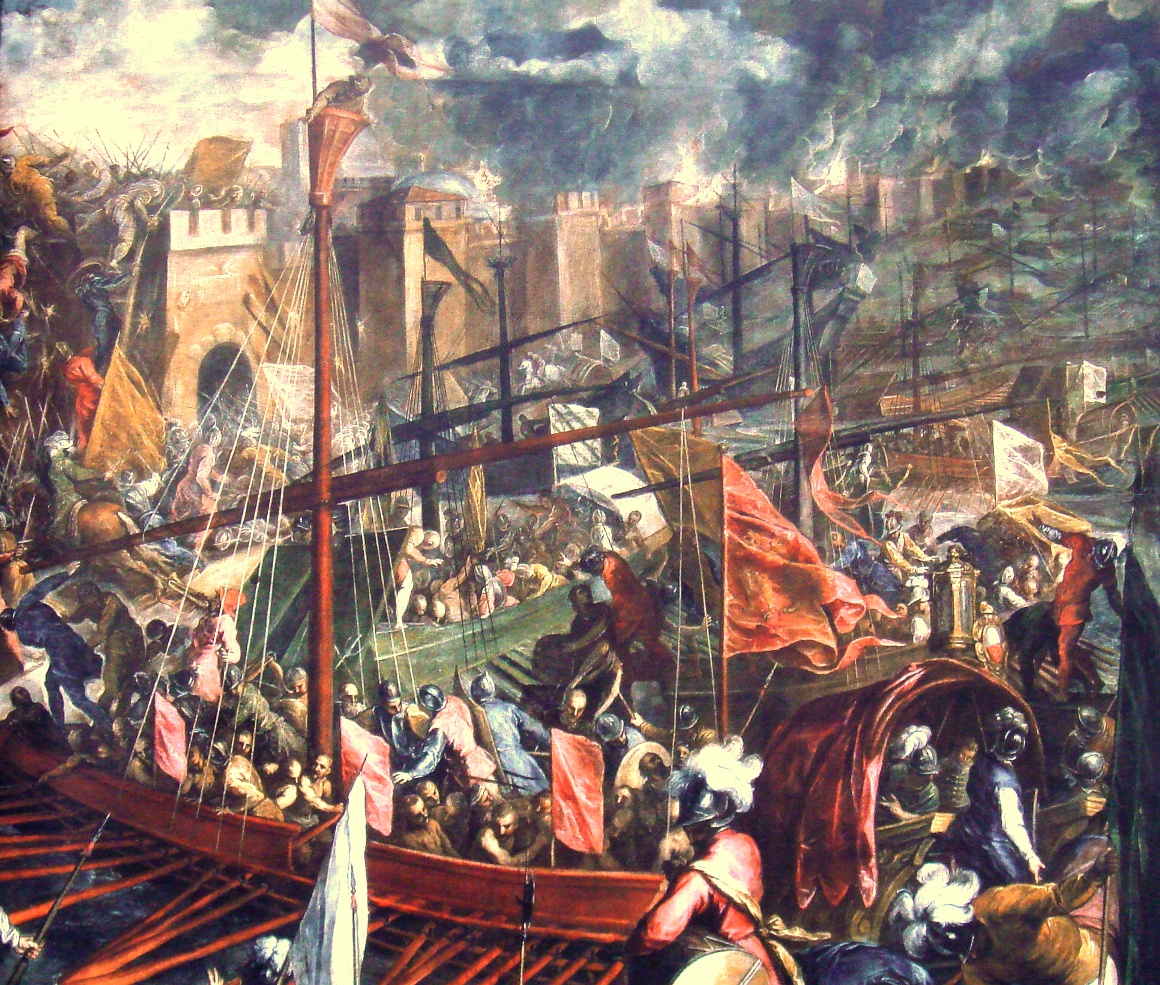
Căderea Constantinopolului, de (1544–1620)

Potrivit acestui document, cruciații urmau să ia cu asalt Constantinopolul și își împărțeau teritoriile bizantine pe care aveau să le controleze după ocuparea capitalei bizantine. Documentul prevedea constituirea unui imperiu latin cu capitala la Constantinopol, conducătorii expediției primeau o serie de teritorii bizantine, dar de departe cel care obținea cel mai mult de pe urma acestei împărțiri era Dogele Veneției. Potrivit tratatului, Veneția urma să obțină 3/8 din teritoriul bizantin, inclusiv din Constantinopol, în special zona Cornului de Aur, tot ei ocupând și Sfânta Sofia. În aprilie 1204, cruciații au luat cu asalt Constantinopolul. Primele atacuri au eșuat, astfel că apăruse ideea că Dumnezeu se împotriva lor, însă au crezut că acestea erau doar câteva încercări, urmând ca să depună mai multe eforturi pentru a cuceri orașul. Prin urmare, în dimineața de 13 aprilie, cruciații intrau în Constantinopol. Orașul a fost prădat cumplit de cruciați, palatele, bisericile fiind jefuite cumplit. Nicetas Konyates insistă cel mai mult asupra jefuirii asupra Constantinopolului, prezentând pe larg faptele întreprinse de crucați, atât cele legate de jafuri și de omoruri. Timp de 3 zile, orașul a fost prădat cumplit, iar Constantinopolul nu a mai revenit niciodată la strălucirea sa dinainte. După cucerirea orașului, principalele probleme pentru cruciați erau legate de punerea în practică a tratatului din 1204, cea mai importantă fiind cea a desemnării unui împărat. S-a constituit un colegiu format din 6 reprezentanți ai crucților și 6 venețieni care să desemneze un nou împărat. Cei mai mulți credeau că va fi desemna marchizul de Montferrat, însă în mod surprinzător împărat a ajuns Balduin de Flandra, care se bucura de sprijinul venețienilor. Acesta a devenit primul împărat latin al Constantinopolului.
Cea de-a doua problemă era legată de împărțirea teritoriilor bizantine. Aici lucrurile nu au fost la fel de simple, deoarece cruciații occidentali au întâmpinat o rezistență foarte puternică din partea populației grecești, iar în cele din urmă se constituie două sisteme de state de-o parte statele latine: Imperiu Latin de Constantinopol, Regatul Thesalonicului (constituit într-o încercare de a-l despăgubi pe marchizul de Monferrat), mai multe principate latine în Grecia (Moreea revenind familiei de Villehardouin). Evident Veneția a reușit să își rezerve pozițiile cele mai importante, obținând 3/8 din Constantinopol și punctele cheie din arhipelagul greces și cetățiel de coastă care îi permiteau controlarea traficului comercial prin strâmtorile Bosfor și Dardanele, și a Mării Egee alături de bazinul oriental al Mării Mediterane (stăpânirea venețiană avea să se numească Ducatul Arhipelagului). Vor apărea și state grecești, state de rezistență greacă. În jurul anului 1203 apare Imperiul de Trapezunt, bazele acestui imperiu fiind puse de doi nepoți ai lui Andronic I Comnenul, David și Alexios. Imperiul nu a avut un rol important în lupta pentru recucerirea capitalei bizantine. În 1205 se pun bazele Imperiului de Niceea, bazele fiind puse de ginerele lui Isaac al II-lea Angelos, Teodor Lascaris, care devine împărat la Niceea. Obține un succes de prestigiu când reușește să pune bazele constantinopolitate în orașul Niceea. Acest patriarh l-a încoronat pe Teodor I Lascaris. Al treilea stat este Despotatul Epirului, cu capitala la Arta. Conducătorii despotatului, pentru a-și întări pozițiile, și-au adăugat numelor lor toate numele dinastiilor bizantine din sec. al XII-lea (Dukas – Angelos – Kommnenos). Despoții reușesc să cucerească Tesalonicul, proclamându-se regat, însă situația se schimbă după ce grecii sunt înfrânți de Ioan Asan al II-lea.